# Liste von im Deutschen Reich hingerichteten Personen
Die Liste von im Deutschen Reich hingerichteten Personen bietet einen Überblick über die während des Bestehens des Deutschen Reiches auf dem Territorium dieses Staates hingerichteten Personen.

## Überblick
Zu diesem Zweck werden in Unterabschnitten zu den drei verschiedenen Verlaufsformen, die das Deutsche Reich in den knapp 74 Jahren seines Bestehens zwischen Januar 1871 und Mai 1945 durchlief (Deutsches Kaiserreich, Weimarer Republik und NS-Staat), möglichst alle Personen, die während der jeweiligen Ära durch ein gerichtliches Urteil zum Tode verurteilt und infolgedessen hingerichtet wurden, aufgelistet. Die Auflistung erfolgt in chronologischer Reihenfolge, beginnend mit dem Datum der am frühesten durchgeführten bekannten Hinrichtung der jeweiligen Ära. Berücksichtigt werden nur solche Personen, die nach einem ordentlichen oder zumindest (vor allem in der Zeit des Nationalsozialismus) einem Schaugerichtsverfahren durch ein von einem Richter ausgesprochenes Urteil durch staatlich bestellte Henker exekutiert wurden, sodass ihrer Tötung ein legaler oder zumindest formal-legaler Charakter im Sinne buchstabenmäßiger (legalistischer) Gesetzesauslegung bzw. Rechtsbetrachtung zukommt. Die moralische Bewertung der Legitimität dieser Todesurteile und ihre eventuelle Einstufung als ungerechtfertigt oder gar verwerflich bleibt hiervon naturgemäß unberührt. Hiervon zu unterscheiden sind Personen, die zwar durch offizielle staatliche Machtträger oder de facto der Staatsführung unterstehende inoffizielle Machtträger (etwa SS-Angehörige) im Auftrag der Staatsführung getötet wurden, ohne dass ein Gerichtsurteil vorlag, wie z. B. KZ-Häftlinge, die „unter der Hand“ von Angehörigen der Wachmannschaften getötet wurden, oder Personen, die auf Weisung der Staatsführung nach ihrer Festnahme von der Polizei „auf der Flucht erschossen“ wurden (siehe auch Liste der im Zuge des sogenannten Röhm-Putsches getöteten Personen).
Weil die Gesamtzahl der in Deutschland hingerichteten Personen unbekannt ist, erhebt diese Liste keinen Anspruch auf Vollständigkeit. Sie hat das Ziel, mit der Zeit möglichst vollständig zu werden.
Ab 1936 wurden im Deutschen Reich flächendeckend zentrale Hinrichtungsstätten geschaffen und das Staatsgebiet in „Vollstreckungsbezirke“ eingeteilt. Allein in der Strafanstalt Plötzensee starben zwischen 1933 und 1945 rund 3000 Personen (davon rund 250 Frauen) bei amtlichen Hinrichtungen, darunter 89 Widerstandskämpfer des 20. Juli.

## Deutsches Kaiserreich (1871 bis 1918)
Nach der Kriminalstatistik des Kaiserreiches, die ab 1882 vorliegt, ergingen zwischen 1882 und 1918 insgesamt 1721 Todesurteile (davon vier wegen Hochverrats, die übrigen wegen Mordes).
- 27. März 1874: Louis Krage (* 5. Juni 1851), wegen eines an einem Braunschweiger Gastwirtehepaar 1873 begangenen Doppelmordes am 23. Januar 1874 zum Tode verurteilt und in Braunschweig von Scharfrichter Friedrich Reindel hingerichtet.[4]
- 16. August 1878: Max Hödel, Anarchist, wegen eines Attentates auf Kaiser Wilhelm I. mit dem Handbeil hingerichtet.
- 30. Oktober 1884: Ernst Franz Gronack (* 12. März 1852 in Lötzen), Schuhmacher, wegen Mordes in zwei Fällen sowie wegen Totschlags und versuchten Mordes in je einem Fall, begangen am 29. März 1884 in Berlin an seiner Ehefrau Emma (geb. Block * 21. Oktober 1862 in Müncheberg), deren Schwester Auguste Adolphine Block (* 6. August 1860 in Müncheberg), Anna Block und dem Tabakfabrikanten Ludwig Hermann Carl Schröter (* 2. April 1819 in Steindorf), hingerichtet im Zellengefängnis Lehrter Straße.[5][6]
- 30. September 1891: Gustav Adolf Ludwig (* 5. Dezember 1853 in Hainichen), Tuchmacher, wegen Raubmordes, begangen 1891 am Handwerksgesellen Emil Fritzsche, hingerichtet durch Fallbeil.[7]
- 16. September 1892: Wilhelm Hurrelbrink, Neubauer (* 1865) aus Dielingen, vom Schwurgericht Bielefeld am 27. Mai 1892 wegen Raubmordes zum Tode verurteilt, im Hof des Gerichtsgefängnisses Bielefeld mit dem Handbeil hingerichtet (Scharfrichter Friedrich Reindel, Magdeburg).[8]
- 24. Mai 1893: Dorothee Buntrock (* 1856 in Holzminden), Näherin aus Osnabrück, verurteilt wegen zweifachen Raubmord am 23. Juni 1892 durch das Schwurgericht Magdeburg. Durch Scharfrichter Reindel in Magdeburg enthauptet.[9]
- 24. Mai 1893: Fritz Erbe (* 1855), Komplize von Dorothee Buntrock
- 17. März 1894: Bernhard Am Winkel, Schneider aus Köln, vom Schwurgericht Köln am 19. Dezember 1893 wegen des Doppelmords an seiner Lebensgefährtin und einer zu Hilfe geeilten Frau zum Tode verurteilt. Durch Scharfrichter Reindel mit dem Fallbeil im Gefängnis Klingelpütz hingerichtet.[10]
- 20. März 1894: Friedrich August Nuth, Tagelöhner aus Brakel (Kreis Höxter), vom Schwurgericht Paderborn wegen Mordes an seiner Ehefrau zum Tode verurteilt, im Hof des Gerichtsgefängnisses Paderborn mit dem Handbeil hingerichtet (Scharfrichter Friedrich Reindel, Magdeburg).[8]
- 15. Juni 1895: Johann Wilhelm Schlottmann (* 1861) aus Bielefeld, vom Schwurgericht Bielefeld am 19. November 1892 wegen Mordes zum Tode verurteilt, im Hof des Gerichtsgefängnisses Bielefeld mit dem Handbeil hingerichtet (Scharfrichter Friedrich Reindel, Magdeburg).[8]
- 8. Juli 1896: Johannes Schulz, Zuschneider (* 20. Mai 1852), Wilhelm Pottmann, Gärtner (* 26. November 1857), beide aus Bielefeld, vom Schwurgericht Bielefeld am 18. November 1895 wegen Mordes zum Tode verurteilt, im Hof des Gerichtsgefängnisses Bielefeld mit dem Handbeil hingerichtet (Scharfrichter Friedrich Reindel, Magdeburg).[11]
- 7. Dezember 1900: Joseph Goenczi (* 2. Juli 1852 in Maros-Vásárhely, Siebenbürgen), Schuhmacher, wegen Raubmorden, begangen in Berlin im August 1897 an der Hausbesitzerin und Gipsfabrikantenwitwe Auguste Schultze, geb. Lutze, und ihrer Stieftochter Klara Schultze, die er mit einem Beil erschlug und im Keller vergrub, nach Flucht ins Ausland im September 1899 in Brasilien festgenommen, im November 1899 nach Deutschland ausgeliefert, am 7. April 1900 zum Tode verurteilt und im Hof des Strafgefängnisses Berlin-Plötzensee hingerichtet.
- 1901: Hinrichtung von vier Zuchthausinsassen in Graudenz mit dem Handbeil.[12]
- 21. Februar 1902: Mathias Kneißl, Räuber, wegen zweier Morde (Verwundung von Polizisten im Schusswechsel mit Todesfolge), versuchten Totschlags sowie wegen schweren Raubes und räuberischer Erpressung zum Tode verurteilt und in Augsburg mit dem Fallbeil hingerichtet.
- 28. August 1902: Emma Lina Seifert geborene Taubert (* 20. November 1855 in Stünzhain), wegen Anstiftung zum Mord an ihrem Ehemann Bernhard Seifert zum Tode verurteilt und in Altenburg durch Scharfrichter Engelhardt aus Magdeburg mit dem Beil hingerichtet.[13]
- 28. August 1902: Bruno Tänzler (* 1882 in Jonaswalde), wegen Mordes an Bernhard Seifert zum Tode verurteilt und in Altenburg durch Scharfrichter Engelhardt mit dem Beil hingerichtet.[13]
- 28. August 1902: Johannes Niedermeier (* 1868 in Thürnthenning), wegen Anstiftung zum Mord an Bernhard Seifert zum Tode verurteilt und in Altenburg durch Scharfrichter Engelhardt mit dem Beil hingerichtet.[13]
- 12. November 1904: Oskar Bruno Groß, Möbelträger (* 9. November 1876 in Werdau), August Heinrich Friedrich Stafforst, Pferdeknecht (* 14. Juli 1879 in Goslar), vom Königlichen Schwurgericht zu Frankfurt am Main am 18. Mai 1904 wegen Mordes an Hermann Lichtenstein zum Tode verurteilt, im Hof des Königlichen Strafgefängnisses zu Preungesheim mit dem Handbeil hingerichtet.
- 2. Februar 1905: Elisabeth Wiese (* 1. Juli 1859 in Bilshausen), Kindsmörderin, vom Schwurgericht Hamburg am 10. Oktober 1904 zum Tode verurteilt und auf dem Hof des Untersuchungsgefängnisses am Holstenglacis in Hamburg mit dem Fallbeil hingerichtet.[14]
- 5. Dezember 1906: Karl Rudolf Hennig, wegen Raubmordes zum Tode verurteilt, auf dem Gefängnishof der Strafanstalt Berlin-Plötzensee mit dem Beil hingerichtet.[15]
- 24. Januar 1908: Friedrich Straß, Stallknecht, wegen der Ermordung eines Rentners am 15. November 1907 zum Tode verurteilt und im Gerichtsgefängnis in Bartenstein mit dem Handbeil hingerichtet.
- 27. Februar 1908: Friedrich Ziegan, Arbeiter, wegen der Ermordung eines Försters am 28. September 1907 vom Schwurgericht Stettin zum Tode verurteilt und im Gerichtsgefängnis Stettin mit dem Handbeil enthauptet.
- 2. April 1908: Die drei Bosniaken Baic, Milor Kantar und Daniel Beslac, die des dreifachen Raubmordes am 19. Juli 1907 angeklagt wurden, wurden zum Tode verurteilt. Sie wurden durch die Guillotine hingerichtet.[16][17]
- 30. April 1908: Pauline Scholz, Händlerin, wegen der Ermordung des in ihrer Wohnung lebenden Arbeiters Wendelin Schäffer durch Giftbeibringung am 16. Oktober 1907 zum Tode verurteilt und im Gerichtsgefängnis in Hirschberg mit dem Handbeil hingerichtet.
- 23. Mai 1908: Josef Weinmann (* um 1872), Tagelöhner, wegen Ermordung seiner ehemaligen Geliebten im Hof des Landgerichtsgefängnisses in Straubing durch Franz Xaver Reichhart mit dem Fallbeil hingerichtet.
- 14. Juli 1908: Gustav Theodor Pohl (* 17. Oktober 1878 in Doberwitz), Gärtner, wegen der Ermordung des Gärtners Johann Heinrich Lankau zum Tode verurteilt und in der Strafanstalt in Bremen-Oslebshausen mit dem Fallbeil hingerichtet.[18]
- 23. Juli 1908: Grete Beier (* 15. September 1885 in Erbisdorf), wegen der Ermordung ihres Bräutigams zum Tode verurteilt und auf dem Hof des Landgerichtes am Albertpark in Freiberg mit dem Fallbeil hingerichtet.
- 25. August 1909: Richard Henkel (* 3. August 1886 in Gera), Kaufmann, wegen Raubmordes, begangen am 8. Dezember 1908 in Wien an dem Juwelier Julius Frankfurter (er erschoss diesen in seinem Laden und entwendete Schmuck), am 16. Dezember 1908 beim Versuch, bei Frankfurter gestohlene Schmuckstücke bei einem Berliner Pfandleiher zu verkaufen, festgenommen, beim Schwurgericht bei dem Landgericht I in Berlin angeklagt, am 24. März 1909 zum Tode verurteilt und im Hof der Strafanstalt Berlin-Plötzensee durch den Scharfrichter Gröbler mit dem Fallbeil hingerichtet.
- 24. Oktober 1912: Alex Stadtkowitz, Schneider (* 4. September 1886), Anton Stadtkowitz, Fuhrmann (* 7. Juni 1888), beide aus Gelsenkirchen, vom Schwurgericht Bielefeld am 23. April 1912 wegen Mordes zum Tode verurteilt, im Hof des Gerichtsgefängnisses Bielefeld mit dem Handbeil hingerichtet (Scharfrichter Carl Gröpler, Magdeburg).[19]
- 30. Juli 1913: August Sternickel, Müllergeselle (* 11. Mai 1866 in Mschanna), wegen Mordes und Brandstiftung durch Scharfrichter Lorenz Schwietz in Frankfurt/Oder.
- 23. März 1914: Karl Hopf, Kaufmann und Fechtlehrer (* 26. März 1863 in Frankfurt am Main) vom Schwurgericht Frankfurt am 17. Januar 1914 wegen mehrfachen Mordes und mehrfachen Mordversuches zum Tode verurteilt, im Hof des Königlichen Strafgefängnisses Preungesheim durch das Fallbeil am 23. März 1914 hingerichtet.[20]
- 19. Januar 1916: David Lucht, Arbeiter (* 12. Mai 1891) aus Oberjöllenbeck, vom Schwurgericht Bielefeld am 5. Juli 1915 wegen Mordes zum Tode verurteilt, im Hof des Gerichtsgefängnisses Bielefeld mit dem Handbeil hingerichtet (Scharfrichter Carl Gröpler, Magdeburg).[21]

## Weimarer Republik (1919 bis 1933)
In der Zeit der Weimarer Republik wurden nach amtlicher Statistik 1141 Todesurteile ausgesprochen, von denen 184 vollstreckt wurden. Bekannte Hingerichtete sind unter anderem:
- 7. August 1920: Otto Perleberg (* 5. Dezember 1890 in Menitz bei Schönlaken), Zugräuber, wegen des absichtlichen Entgleisenlassens eines Zuges bei Schneidemühl am 20. Januar 1919, wobei achtzehn Personen starben und mehr als dreihundert verletzt wurden, festgenommen, zum Tode verurteilt und hingerichtet.[22]
- 27. August 1921: Friedrich Schumann (* 1. Februar 1893 in Spandau), am 13. Juli 1920 von der Schwurgerichtskammer des Landgerichts III in Berlin-Moabit wegen mindestens sechs Morden, elf Mordversuchen und mehrerer Vergewaltigungen sechsmal zum Tode, zu lebenslangem Zuchthaus und zu zahllosen Nebenstrafen verurteilt. Am 27. August 1921 um 6 Uhr morgens im Strafgefängnis Berlin-Plötzensee mit dem Fallbeil hingerichtet.
- 19. April 1922: Franz Heising (* 22. Mai 1895 in Warendorf), Schlosser, wegen Raubmordes, begangen an drei Zechenbeamten am 24. August 1920 in Erkenschwick, Kreis Recklinghausen, zum Tode verurteilt und hingerichtet.
- 19. April 1922: Alex Kley (* 2. August 1887 in Bielefeld), wegen Raubmordes, begangen an drei Zechenbeamten am 24. August 1920 in Erkenschwick, Kreis Recklinghausen, zum Tode verurteilt und hingerichtet.
- 19. April 1922: Wilhelm Müller (* 26. Februar 1888 in Alten-Essen), Schlosser, wegen Raubmordes, begangen an drei Zechenbeamten am 24. August 1920 in Erkenschwick, Kreis Recklinghausen, zum Tode verurteilt und hingerichtet.
- 29. Juli 1922: Leonhard Siefert (* um 1898), Eisenbahnarbeiter aus Olfen bei Beerfelden, wegen Doppelmordes, begangen an den zwei Herforder Bürgermeistern Wilhelm Busse und Leopold Werner am 29. Juni 1921 bei Heidelberg, in einem Indizienprozess zum Tode verurteilt und im Gefängnis Bruchsal mit dem Fallbeil hingerichtet.[23]
- 6. Dezember 1922: Otto Rathke (* 30. September 1898 in Praust bei Danzig), Arbeiter, wegen Raubmordes, begangen am 24. Mai 1921 an dem russischen Rückwanderer Josef Drosdowski (* 10. Oktober 1877 in Ihumen bei Minsk) in Straschin-Prangschin, zum Tode verurteilt und hingerichtet.
- 29. Dezember 1923: Johann Mayer (* 2. April 1886 in Uersfeld), am 7. Februar 1923 vom Koblenzer Schwurgericht wegen vierfachen Mordes zum Tode und wegen eines Totschlags zu 15 Jahren Zuchthaus verurteilt, im Kölner Gefängnis Klingelpütz mit dem Fallbeil hingerichtet.
- 24. Juni 1924: Rupert Fischer, wegen des gemeinschaftlich begangenen Mordes an seiner Ehefrau zum Tode verurteilt und im Hof des Landgerichtsgefängnisses Landshut mit dem Fallbeil hingerichtet.[24]
- 24. Juni 1924: Andreas Hutterer, wegen Beteiligung am Mord an der Frau von Rupert Fischer zum Tode verurteilt und im Hof des Landgerichtsgefängnisses Landshut mit dem Fallbeil hingerichtet.[24]
- 15. April 1925: Fritz Haarmann (* 25. Oktober 1879 in Hannover), am 19. Dezember 1924 zum Tod verurteilt, am frühen Morgen des 15. April 1925 im Hof des Gerichtsgefängnis Hannover mit dem Fallbeil hingerichtet.
- 24. April 1925: Anna Schellhardt (* um 1893), wegen Mordes an ihrer zehnjährigen Tochter zum Tode verurteilt und in Gera durch Scharfrichter Gröpler aus Magdeburg mit dem Beil hingerichtet.[25]
- 24. April 1925: Otto Seifert, Zimmermann, wegen Mordes an seinem Schwiegervater zum Tode verurteilt und in Gera durch Scharfrichter Gröpler aus Magdeburg mit dem Beil hingerichtet.[25]
- 17. November 1925: Fritz Angerstein (* 3. Januar 1891 in Dillenburg), am 13. Juli 1925 vom Landgericht Limburg a. d. Lahn wegen achtfachen Mordes zum Tode verurteilt und im Zentralgefängnis Freiendiez mit dem Handbeil hingerichtet.
- 15. Februar 1926: Josef Jakubowski (* 8. September 1895 in Utena), Landarbeiter, wegen Kindsmordes (den er nicht begangen hatte) festgenommen, am 26. März 1925 vom Landgericht Neustrelitz zum Tode verurteilt und in der Landesanstalt Neustrelitz-Strelitz mit dem Handbeil hingerichtet.
- 30. August 1926: Hugo Geilenbrügge (* 1901 oder 1902 in Langendreer). Im Hof des Gerichtsgefängnisses Osnabrück wird Geilenbrügge vom Scharfrichter Carl Gröpler für den Raubmord an Eduard Haarmann mit dem Fallbeil hingerichtet.[26]
- 2. Juli 1931: Peter Kürten (* 26. Mai 1883 in Mülheim am Rhein), am 22. April 1931 von einem Düsseldorfer Schwurgericht wegen Mordes in neun Fällen neun Mal zum Tode verurteilt, im Gefängnis Köln-Klingelpütz mit dem Fallbeil hingerichtet.

## Deutsches Reich 1933 bis 1945
Nach der amtlichen Statistik wurden zwischen 1933 und 1945 im Deutschen Reich 16.560 Todesurteile gefällt, davon wurden etwa 12.000 vollstreckt. 664 Todesurteile erfolgten vor Kriegsbeginn, 15.896 während des Krieges. Hinzu kommen etwa 20.000 Todesurteile, die von Kriegsgerichten ausgesprochen wurden. Von den von der Kriegsgerichtsbarkeit (Kriegsgerichte + reguläre Gerichte) verhängten etwa 33.000 Todesurteilen wurden ca. 90 % vollstreckt.
Siehe auch Kategorie:Hingerichtete Person (NS-Opfer)
Siehe auch: Liste von Hinrichtungsopfern in Berlin-Plötzensee während der Zeit des Nationalsozialismus
Siehe auch: Liste von im Strafgefängnis Plötzensee hingerichteten Frauen

### Liste der Hinrichtungen von 1933 bis 1939

#### 1933
Nach einer am 20. März 1933 vom Preußischen Innenministerium an den Reichsminister der Justiz übermittelten Ausarbeitung über „Todesurteile und Hinrichtungen“ wurden in Preußen als dem größten deutschen Teilstaat im Jahr 1933 65 Personen (darunter 7 Frauen) zum Tode verurteilt und davon 49 (3 Frauen) hingerichtet. Die Gesamtzahl der in diesem Jahr in ganz Deutschland Hingerichteten dürfte daher näherungsweise – auf die Gesamtbevölkerung hochgerechnet – zwischen 70 und 80 gelegen haben.
- 9. Mai 1933: Ernst Reins (* 14. August 1907 in Berlin), Maurer, wegen Mordes an dem Postbeamten (Geldbriefträger) Gustav Schwan am 1. Mai 1931. Am 6. Mai 1931 auf der Flucht in Genua festgenommen, im Dezember 1931 zum Tode verurteilt und in der Strafanstalt Berlin-Plötzensee von Carl Gröpler mit dem Handbeil hingerichtet.
- 9. Mai 1933: Johannes Kabelitz (* 21. April 1908 in Seehof/Kreis Teltow), Händler, wegen der am 24. Januar 1931 erfolgten Ermordung des Fuhrunternehmers Fritz Ponick (* 9. November 1883 in Zeblin-Buplitz) (Kabelitz mietete dessen Taxi, ließ ihn aus Berlin rausfahren, erschoss ihn in der Gegend bei Ferch hinterrücks, beraubte ihn, versenkte die Leiche in einem Straßengraben und ließ den Wagen andernorts stehen) vom Schwurgericht beim Landgericht Potsdam am 9. Dezember 1931 zum Tode verurteilt und in der Strafanstalt Berlin-Plötzensee von Carl Gröpler mit dem Handbeil hingerichtet (6.08 Uhr).
- 13. Juni 1933: Paul Rohrbach (* 15. August 1906), vor 1933 wegen Mordes an dem Taxifahrer Kurt Pohl (* 16. April 1907), begangen am 8. November 1931 in Berlin-Buchholz, zum Tode verurteilt und in der Strafanstalt Berlin-Plötzensee hingerichtet.
- 13. Juni 1933: Hermann Wittstock (* 4. Mai 1910), vor 1933 wegen Mordes an dem Taxifahrer Kurt Pohl (* 16. April 1907), begangen am 8. November 1931 in Berlin-Buchholz, zum Tode verurteilt und in der Strafanstalt Berlin-Plötzensee hingerichtet.
- 1. August 1933: August Lütgens, Kommunist, durch Enthaupten in Altona hingerichtet.
- 1. August 1933: Walter Möller, Kommunist, in Altona durch Enthaupten hingerichtet.
- 1. August 1933: Bruno Tesch, Kommunist, in Altona durch Enthaupten hingerichtet.
- 1. August 1933: Karl Wolff, Kommunist, in Altona durch Enthaupten hingerichtet.
- 8. August 1933: Wilhelm Gaston Volk (* 17. Dezember 1906), Schornsteinfeger, im Juli 1933 vom Hanseatischen Sondergericht zum Tode verurteilt und im Untersuchungsgefängnis Hamburg hingerichtet; erste in Hamburg unter den Nationalsozialisten hingerichtete Person.[28]
- 9. September 1933: Lorenz Schriefer (* 1. Juli 1911 in Neuses-Poxstall bei Ebermannstadt), Dienstknecht, hatte in der Nacht vom 21. zum 22. Mai 1933 in dem Dorf Gaiganz im Bezirksamt Forchheim den 25-jährigen Josef Wiesheier, auf den er wegen eines Mädchens eifersüchtig war, erdrosselt und anschließend in den Dorfweiher geworfen. Da Wiesheier NSDAP-Anhänger und SA-Mitglied war, während Schriefer in der BVP-nahen Bayernwacht aktiv war, fand der Vorfall große Aufmerksamkeit. Schriefer wurde am 27. Juli 1933 vom Schwurgericht beim Landgericht Bamberg wegen eines Verbrechens des Mordes in Tatmehrheit mit einem fortgesetzten Vergehen der gefährlichen Körperverletzung zum Tode und zur Gefängnisstrafe von 2 Jahren und 6 Monaten verurteilt. Eine Revision wurde vom Reichsgericht am 19. August 1933 verworfen; ein Begnadigungsgesuch wurde am 30. August 1933 von Franz von Epp abgelehnt. Das Urteil wurde am 9. September 1933 im Zuchthaus Ebrach von Johann Reichhart vollstreckt; sein Leichnam wurde in das anatomische Institut der Universität Würzburg gebracht. Das Urteil wurde nach 1945 nicht revidiert.[29][30]
- 12. September 1933: Christiane Lies, Landwirtsfrau, wegen des gemeinschaftlich mit ihrem Sohn Walter an ihrem Ehemann, dem Landwirt Otto Lies begangenen Mordes am 16. Dezember 1932 vom Schwurgericht Torgau zum Tode verurteilt und im Hof des Landgerichtsgefängnisses vom Magdeburgischen Scharfrichter durch Enthaupten hingerichtet.[31]
- 12. September 1933: Walter Lies, landwirtschaftlicher Arbeiter, zusammen mit seiner Mutter Christiane Lies wegen gemeinschaftlichen Mordes an seinem Vater, dem Landwirt Otto Lies, am 16. Dezember 1932 vom Schwurgericht Torgau zum Tode verurteilt und vom Magdeburger Scharfrichter im Hof des Landgerichtsgefängnisses durch Enthaupten hingerichtet.[31]
- 23. Oktober 1933: Robert Grötzinger (* 2. Februar 1912 Neckarweihingen), Vergehen unbekannt.[32]
- 28. November 1933: Kurt Gerber (* 1909/1910), Maler, Mitglied des Reichsbanners, vom Breslauer Sondergericht in einem ungewöhnlichen Fall von Schnelljustiz am 31. Oktober 1933 zum Tode verurteilt, nachdem er am 25. Oktober 1933 den SA-Mann Doktor mit einem Messer tödlich verwundet hatte, dann ohne Berufungsmöglichkeit im November durch Enthaupten hingerichtet.
- 30. November 1933: Josef Engel (* 1905), Fensterputzer, Kommunist, Mitglied des Rotfrontkämpferbundes, wegen der angeblichen Beteiligung an der am 24. Februar 1933 erfolgten Ermordung der SA-Leute Winand Winterberg und Walter Spangenberg am 22. Juli 1933 vom Kölner Schwurgericht zum Tode verurteilt und im Gefängnis Köln-Klingelpütz mit dem Handbeil hingerichtet.[33]
- 30. November 1933: Hermann Hamacher (* 1911), Arbeiter, Kommunist, wegen der angeblichen Beteiligung an der Ermordung von SA-Leuten im Februar 1933 am 22. Juli 1933 vom Kölner Schwurgericht zum Tode verurteilt und im Gefängnis Köln-Klingelpütz mit dem Handbeil hingerichtet.[33]
- 30. November 1933: Heinrich Horsch (* 1908), Arbeiter, Kommunist, am 22. Juli 1933 wegen der angeblichen Beteiligung an der am 24. Februar 1933 erfolgten Ermordung der SA-Leute Winand Winterberg und Walter Spangenberg vom Kölner Schwurgericht am 22. Juli 1933 zum Tode verurteilt und im Gefängnis Köln-Klingelpütz mit dem Handbeil hingerichtet.[33]
- 30. November 1933: Mathias Joseph Moritz, Kommunist, wegen der angeblichen Beteiligung an der Ermordung von SA-Leuten im Februar 1933 am 22. Juli 1933 vom Kölner Schwurgericht zum Tode verurteilt und im Gefängnis Köln-Klingelpütz mit dem Handbeil hingerichtet.[33]
- 30. November 1933: Otto Wäser (* 1912), Arbeiter, Kommunist, wegen der angeblichen Beteiligung an der Ermordung von SA-Leuten im Februar 1933 am 22. Juli 1933 vom Kölner Schwurgericht zum Tode verurteilt und im Gefängnis Köln-Klingelpütz mit dem Handbeil hingerichtet.[33]
- 30. November 1933: Bernhard Willms (* 1908), Arbeiter, Kommunist, wegen der angeblichen Beteiligung an der Ermordung von SA-Leuten im Februar 1933 am 22. Juli 1933 vom Kölner Schwurgericht zum Tode verurteilt und im Gefängnis Köln-Klingelpütz mit dem Handbeil hingerichtet.[33]

#### 1934
- 1934: Josef Kreier, in Koblenz hingerichtet.
- 10. Januar 1934: Marinus van der Lubbe (* 13. Januar 1909 in Leiden oder Oegstgeest, Niederlande), niederländischer Maurergeselle, angeblicher Reichstagsbrandstifter, vom Reichsgericht in Leipzig zum Tode verurteilt und mit dem Fallbeil hingerichtet.
- 10. Januar 1934: Rudolf „Rudi“ Ernst Lindau (* 18. Mai 1912). Am 30. Dezember 1933 vom Hanseatischen Sondergericht Hamburg zum Tode verurteilt, weil er am 27. August 1931 einen Polizisten erschossen hatte. Im Untersuchungsgefängnis Hamburg hingerichtet.[34][35]
- 17. Januar 1934: Karl Hans (* 1908), Böttcher, Kommunist, vom Dessauer Schwurgericht am 18. Juni 1933 wegen der am 11. Februar 1933 in Hecklingen erfolgten Erschießung des Malers Hans Cieslick – die tatsächlich wahrscheinlich von SA-Leuten begangen wurde – zum Tode verurteilt. Die Vollstreckung des Urteils erfolgte – obwohl über die eingelegte Revision noch nicht entschieden war – auf Drängen des Gauleiters Loeper im Hof des Dessauer Gerichtsgefängnisses mit dem Handbeil.
- 17. Januar 1934: Wilhelm Bieser (* 1884), Korbmacher, Kommunist, vom Dessauer Schwurgericht am 18. Juni 1933 wegen der am 11. Februar 1933 in Hecklingen erfolgten Erschießung des Malers Hans Cieslick – die tatsächlich wahrscheinlich von SA-Leuten begangen wurde – zum Tode verurteilt. Die Vollstreckung des Urteils erfolgte – obwohl über die Revision nicht entschieden war – auf Drängen des Gauleiters Loeper im Hof des Dessauer Gerichtsgefängnisses mit dem Handbeil.
- 9. Februar 1934: Arthur Retslag (* 6. Februar 1907), Schmied, Kommunist, als angeblicher Anstifter des Mordes an dem Hitlerjungen Otto Blöcker am 1. Februar 1934 vom Hanseatischen Oberlandesgericht zum Tode verurteilt und im Hof des Hamburger Untersuchungsgefängnisses mit dem Handbeil hingerichtet.[36]
- 15. Februar 1934: Georg Weissel (* 28. März 1899 in Wien), österreichischer Chemiker und Offizier der Wiener Berufsfeuerwehr, wegen „Dienstverweigerung und Auflehnung“ zum Tode verurteilt und im Landesgericht Wien hingerichtet.
- 8. März 1934: Johannes Fick (* 1903), Kutscher, Reichsbannermitglied, war an einer Auseinandersetzung am 31. Juli 1932 (Reichstagswahl) beteiligt, bei der der SA-Mann Willi Meinen zu Tode kam, nachdem Fick und Karl Kaehding ihn verfolgt und mehrfach auf ihn eingestochen hatten. Er wurde am 30. Juli 1933 festgenommen, am 16. September 1933 wegen gemeinschaftlichen Mordes vom Gericht Lübeck zum Tode verurteilt und am 8. März 1934 im Hof des Burgklosters Lübeck mit dem Fallbeil hingerichtet.[37]
- 13. März 1934: Richard Bahr (* 1910/1911), Melker, Kommunist, wegen der Inbrandsetzung von Scheunen und Kuhställen festgenommen, wegen Brandstiftung zum Tode verurteilt und in der Strafanstalt Berlin-Plötzensee mit dem Handbeil hingerichtet.[38]
- 13. März 1934: Friedrich Mann (* 26. März 1903 in Berlin), wegen Raubmordes an der Obsthändlerin Auguste Könicke (geb. Ritz) am 22. Oktober 1932 festgenommen, 1933 zum Tode verurteilt und in der Strafanstalt Berlin-Plötzensee hingerichtet.[38]
- 13. März 1934: Alfred Schulz (* 1. Februar 1904 in Berlin), Kellner, wegen Raubmordes an der Obsthändlerin Auguste Könicke (geb. Ritz) am 22. Oktober 1932 festgenommen, 1933 zum Tode verurteilt und in der Strafanstalt Berlin-Plötzensee hingerichtet.[38]
- 20. März 1934 in Königsberg: Gustav Lange, wegen der angeblichen Ermordung eines SA-Mannes vom Schwurgericht Königsberg zum Tode verurteilt und hingerichtet.[39]
- 20. März 1934: Walter Siedelmann, wegen der angeblichen Ermordung eines SA-Mannes vom Schwurgericht Königsberg zum Tode verurteilt und in Königsberg hingerichtet.[39]
- 27. März 1934: Peter Hupertz, Arbeiter, wegen der angeblichen Beteiligung an der Ermordung des SS-Scharführers Kurt Hilmer im Jahr 1932 in der Strafanstalt Ulmer Höh mit dem Handbeil hingerichtet.[40]
- 27. März 1934: Otto Lukat (* 28. April 1904 in Jodringkehnen), Maurer, Kommunist, wegen der angeblichen Beteiligung an der Ermordung des SS-Scharführers Kurt Hilmer am 20. Juni 1932 in Erkrath[40] in der Strafanstalt Ulmer Höh mit dem Handbeil hingerichtet.
- 27. März 1934: Matthias Josef Moritz (* 1913), Arbeiter, Kommunist, wegen der angeblichen Beteiligung an der Ermordung des SS-Scharführers Hilmer am 20. Juni 1932 in der Strafanstalt Ulmer Höh mit dem Handbeil hingerichtet.
- 27. März 1934: Emil Schmidt (* 1884), Arbeiter, Kommunist, Stadtverordneter in Düsseldorf, wegen der angeblichen Beteiligung an der Ermordung des SS-Scharführers Kurt Hilmer am 20. Juni 1932 in der Strafanstalt Ulmer Höh mit dem Handbeil hingerichtet.[40]
- 7. April 1934: Paul Lehmann, Melker, wegen Mordes zum Tode verurteilt und hingerichtet.[38]
- 17. April 1934: Erich Achtenhagen (* 12. Dezember 1902 in Berlin), als Mitglied einer in Berlin-Schöneberg aktiven Raubbande 1932 festgenommen 1933 vom Landgericht Berlin II wegen Mordes zum Tode verurteilt und hingerichtet.[38]
- 17. April 1934: Erwin Hildebrand (* 28. Februar 1912 in Berlin), als Mitglied einer Räuberbande aus Berlin-Schöneberg („Geselligkeitsverein Einigkeit“, „Schrecken von Schöneberg“) wegen des am 13. Mai 1932 erfolgten Raubmordes an dem Prokuristen Bruno Sauer und des BVG-Lohngeldraubes am Charlottenburger Rathaus am 15. September festgenommen, 1933 vom Landgericht Berlin II wegen Mordes zum Tode verurteilt und hingerichtet.[38]
- 17. April 1934: Alfons Hoheisel (* 25. Juni 1909 in Lissa), als Mitglied einer in Berlin-Schöneberg aktiven Raubbande 1932 festgenommen, 1933 vom Landgericht Berlin II wegen Mordes zum Tode verurteilt und hingerichtet.[38]
- 17. April 1934: Willi Krebs (* 1. Juli 1909 in Neukölln), als Mitglied einer in Berlin-Schöneberg aktiven Raubbande 1932 festgenommen, 1933 vom Landgericht Berlin II wegen Mordes zum Tode verurteilt und hingerichtet.[38]
- 19. Mai 1934: Jonny Dettmer (* 11. September 1901), Hafenarbeiter, nach seiner Beteiligung an politischen Auseinandersetzungen am Altonaer Blutsonntag festgenommen, am 2. Mai 1934 vom Hanseatischen Sondergericht wegen Vorbereitung zum Hochverrat zum Tode verurteilt und im Hamburger Untersuchungsgefängnis Holstenglacis mit dem Handbeil hingerichtet.[41]
- 19. Mai 1934: Fritz Fischer, nach seiner Beteiligung an politischen Auseinandersetzungen am Altonaer Blutsonntag festgenommen, am 2. Mai 1934 vom Hanseatischen Sondergericht wegen Vorbereitung zum Hochverrat zum Tode verurteilt und im Hamburger Untersuchungsgefängnis Holstenglacis mit dem Handbeil hingerichtet.[41]
- 19. Mai 1934: Arthur Schmidt (* 24. Januar 1908), Tischler, kommunistischer Funktionär, nach seiner Beteiligung an politischen Auseinandersetzungen am Altonaer Blutsonntag festgenommen, am 2. Mai 1934 vom Hanseatischen Sondergericht wegen Vorbereitung zum Hochverrat zum Tode verurteilt und im Hamburger Untersuchungsgefängnis Holstenglacis mit dem Handbeil hingerichtet.[41]
- 19. Mai 1934: Alfred Wehrenberg (* 17. Juli 1898), Schiffsheizer, kommunistischer Funktionär, nach seiner Beteiligung an politischen Auseinandersetzungen am Altonaer Blutsonntag festgenommen, am 2. Mai 1934 vom Hanseatischen Sondergericht wegen Vorbereitung zum Hochverrat zum Tode verurteilt und im Hamburger Untersuchungsgefängnis Holstenglacis mit dem Handbeil hingerichtet.[41]
- 14. Juni 1934: Richard Hüttig (* 18. März 1908 in Bottendorf), Kommunist, 1933 wegen der Anschuldigung, den SS-Mann Kurt von der Ahé erschossen zu haben, festgenommen, am 16. Februar 1934 wegen schweren Landfriedensbruchs und versuchten Mordes zum Tode verurteilt und in der Strafanstalt Berlin-Plötzensee mit dem Handbeil hingerichtet (6.00 Uhr).[38]
- 14. Juni 1934: Otto Woithe (* 26. März 1914 in Zehlendorf), Kommunist, wegen gemeinschaftlichen Mordes, begangen an Fritz „Imme“ Schmitzberg (* 29. Oktober 1916 in Zehlendorf) am 21. März 1933 in Berlin-Grunewald (erschossen auf einer Schonung), und wegen Brandstiftung vom Schwurgericht Berlin zum Tode verurteilt und in der Strafanstalt Berlin-Plötzensee mit dem Handbeil hingerichtet (6.06 Uhr).[38]
- 14. Juni 1934: Willi Rochow (* 18. März 1915 in Kieck), Kommunist, wegen gemeinschaftlichen Mordes, begangen an Fritz „Imme“ Schmitzberg (* 29. Oktober 1916 in Zehlendorf) am 21. März 1933 in Berlin-Grunewald (erschossen auf einer Schonung), und wegen Brandstiftung vom Schwurgericht Berlin zum Tode verurteilt und in der Strafanstalt Berlin-Plötzensee mit dem Handbeil hingerichtet (6.10 Uhr).[38]
- Juli/August/September 1934: Stefan Kaptur, Kommunist. Kaptur wurde beschuldigt, an der Erschießung des SS-Manns Adolf Höh am 6. Dezember 1930 in Dortmund beteiligt gewesen zu sein. Ein erstes Strafverfahren gegen ihn wurde um 1931 eingestellt. Nach 1933 wurde der Fall neu aufgerollt: Am 7. Dezember 1933 wurde Kaptur vom Oberlandesgericht in Hamm des Mordes an Höh für schuldig befunden und zum Tode verurteilt. Kaptur, dessen genaues Todesdatum der Literatur nicht zu entnehmen ist, war neben Friedrich Rapior und Hans Voit die erste im Dortmunder Gefängnis „Lübecker Hof“ mit dem Fallbeil hingerichtete Person.[42][43][44]
- 30. August 1934: Friedrich Rapior, Maler, Kommunist, wegen der Beteiligung an einem Angriff auf den Nationalsozialisten Walter Ufer in Dortmund am 24. Juni 1932, der zwei Wochen später an seinen Verletzungen starb, wegen gemeinschaftlichen schweren Landfriedensbruchs und gemeinsamen Mordes angeklagt. Ein erstes Strafverfahren wurde eingestellt. Nach Wiederaufnahme des Verfahrens wurde er am 7. März 1934 zusammen mit Hans Voit zum Tode verurteilt und am 30. August 1934 im Dortmunder Gerichtsgefängnis mit dem Handbeil hingerichtet.[45][46]
- 30. August 1934: Hans Voit, Bergmann, Kommunist, wegen der Beteiligung an einem Angriff auf den Nationalsozialisten Walter Ufer in Dortmund am 24. Juni 1932, der zwei Wochen später an seinen Verletzungen starb, wegen gemeinschaftlichen schweren Landfriedensbruchs und gemeinsamen Mordes angeklagt. Ein erstes Strafverfahren wurde eingestellt. Nach Wiederaufnahme des Verfahrens wurde er am 7. März 1934 zusammen mit Friedrich Rapior zum Tode verurteilt und am 30. August 1934 im Dortmunder Gerichtsgefängnis mit dem Handbeil hingerichtet.[45]
- 14. September 1934: Franz Schidzig (* 1905/1906), Kraftfahrer, Kommunist, im Januar oder Februar 1933 wegen des Verdachtes, sich an einem Angriff von Kommunisten auf das SA-Heim am Westbahnhof in Iserlohn am 16. Januar 1933 – bei dem der SA-Truppführer Hans Bernsau mehrere Schusswunden erlitt, an denen er schließlich gestorben war – beteiligt zu haben, festgenommen, aufgrund eines – wahrscheinlich unter Folter abgegebenen und später (vergeblich) widerrufenen – Geständnisses, dass er die tödlichen Schüsse auf Bernsau abgegeben habe, vom Landgericht Hagen im September 1933 zum Tode verurteilt und am 14. September 1934 in Hagen hingerichtet. Das Urteil wurde 1958 als nicht haltbar aufgehoben.[47][48]
- 29. September 1934: Willi Johann Jasper (* 28. Januar 1898 in Meldorf), Seemann, Kommunist, bei einer Straßenschlacht mit der SA am 28. Februar 1933 festgenommen, vom Sondergericht am Hanseatischen Oberlandesgericht am 25. September 1934 wegen Mordversuches und Widerstands zum Tode verurteilt und in der Untersuchungshaftanstalt Hamburg am Holstenglacis mit dem Handbeil hingerichtet.[41]
- 16. Oktober 1934: Kurt Vogelmann (* 26. Oktober 1913 in Neukölln), Arbeiter, wegen Raubmordes, begangen am 10. Dezember 1933 an der Ernestine Andryczewski, geb. Klosowski (* 5. März 1864 in Parchalin), seiner Großmutter, zum Tode verurteilt und in der Strafanstalt Berlin-Plötzensee hingerichtet.
- 10. November 1934: Josef Reitinger (* 1913), Koch, Kommunist, am 25. Juli 1933 festgenommen und ins wilde KZ in der Frankfurter Perlenfabrik verschleppt. Man warf ihm vor, am 4. Juni 1932 an der Erschießung des SA-Mannes Hans Handwerk beteiligt gewesen zu sein. Reitinger gestand die Tat nach schweren Misshandlungen; später widerrief er das Geständnis. Am 25. September 1933 wurde er wegen Mordes zum Tode verurteilt und am 10. November 1934 hingerichtet.[49]
- 17. Dezember 1934: Wilhelm Schuhkraft (* 14. Februar 1894 Ginnheim / Kreis Frankfurt), Vergehen unbekannt.[32]

#### 1935
- 14. Januar 1935: Kamal Syed (* 18. September 1900), Afghane, wegen der am 6. Juni 1933 erfolgten Ermordung des afghanischen Gesandten in Berlin, Sardar Mohammed Aziz Khan, zum Tode verurteilt und in der Strafanstalt Berlin-Plötzensee hingerichtet.
- 17. Januar 1935: Henny Meyer, geb. Weber, 31 Jahre alt, geboren in Gifhorn, hingerichtet mit dem Handbeil am 17. Januar 1935 in Lüneburg durch Carl Gröpler, zum Tode verurteilte Giftmörderin.[50]
- 22. Januar 1935: Paul Hahn, Kommunist, zum Tode verurteilt, weil er am 30. Januar 1930 ein Mitglied des Stahlhelms getötet haben soll, im Gefängnishof von Breslau hingerichtet.[51]
- 18. Februar 1935: Renate von Natzmer, wegen Spionage zugunsten des polnischen Geheimdienstes vom Volksgerichtshof zum Tode verurteilt und in der Strafanstalt Berlin-Plötzensee mit dem Handbeil hingerichtet.
- 18. Februar 1935: Benita von Falkenhayn, wegen Spionage zugunsten des polnischen Geheimdienstes vom Volksgerichtshof zum Tode verurteilt und in der Strafanstalt Berlin-Plötzensee mit dem Handbeil hingerichtet.
- 23. Februar 1935: Frieda Juchniewicz, geb. Arendt (* 26. Mai 1889 in Eichstädt), Witwe, wegen der Ermordung der Ida Krüger, geb. Wedekind (* 4. Februar 1859 in Stuhm) am 15. Dezember 1933 in Berlin, festgenommen, zum Tode verurteilt und in der Strafanstalt Berlin-Plötzensee hingerichtet.
- 5. März 1935: Gustav Büker (* 4. Januar 1905 in Stieghorst), genannt der „Brockenschreck“, wegen Raubmordes begangen am 21. Juni 1934 an Bankdirektor Hugo Schurig (* 5. Dezember 1871 in Osnabrück) sowie am 1. Juli 1934 an dem Ingenieur Dr. August Krauß aus Danzig (* um 1905 in München), beiden Opfern war in der Umgebung von Bad Harzburg hinterrücks in den Kopf geschossen worden, im Gefängnis Halberstadt von dem Magdeburger Scharfrichter Carl Gröpler mit dem Handbeil hingerichtet.[52]
- 10. April 1935: Sally Epstein (* 3. Februar 1907 in Jastrow/Westpreußen), Maler, Kommunist, aufgrund der Beteiligung an der Ermordung von Horst Wessel 1930 in einem zweiten Prozess 1934 zum Tode verurteilt und in der Strafanstalt Berlin-Plötzensee mit dem Handbeil hingerichtet.
- 10. April 1935: Hans Ziegler (* 15. Juni 1901), Friseur, Kommunist, aufgrund der Beteiligung an der Ermordung von Horst Wessel 1930 vom Schwurgericht Berlin 1934 zum Tode verurteilt und in der Strafanstalt Berlin-Plötzensee mit dem Handbeil hingerichtet.[53]
- 15. Mai 1935: Karl Schulze (* 23. März 1908 Kaiserslautern) verurteilt vom Schwurgericht Ulm und wegen Mordes hingerichtet.[32]
- 16. Mai 1935: Artur Orlowski (* 13. Dezember 1912 in Brandenburg), Melker, wegen Raubmordes begangen in Päwesin am 3. Juli 1934 an der Witwe Johanna Fehrmann, geb. Hödler (* 22. September 1853 in Düben), zum Tode verurteilt und in Berlin-Plötzensee hingerichtet.
- 22. Mai 1935: Max Matern (* 19. Januar 1902 in Berndshof), Maschinenformer, wegen der Beteiligung an der Erschießung von zwei Schutzpolizisten im Jahr 1931 am 25. März 1933 festgenommen, am 19. Juni 1934 zum Tode verurteilt und in der Strafanstalt Berlin-Plötzensee mit dem Handbeil hingerichtet.
- 6. Juni 1935: Fiete Schulze (* 21. Oktober 1894 in Schiffbek), Arbeiter, Kommunist, wegen antinazistischer Betätigung am 16. April 1933 festgenommen, im März 1935 dreimal zum Tode verurteilt und im Hamburger Untersuchungsgefängnis mit dem Handbeil enthauptet.
- 3. Juli 1935: Egon Bresz (* 1906/1907), wegen Erforschung militärischer Geheimnisse festgenommen, am 1. Februar 1935 vom Volksgerichtshof zum Tode verurteilt und hingerichtet.[54]
- 3. Juli 1935: Bruno Lindenau (* 1871/1872), wegen Spionage festgenommen, am 29. November 1934 vom Volksgerichtshof zum Tode verurteilt und hingerichtet.
- 5. Juli 1935: Karl Jänecke (* 8. April 1888 in Schönebeck), Sozialdemokrat, Reichsbannerangehöriger, wegen der Erschießung eines SA-Mannes bei einer Straßenschlacht im März 1933 am 4. April 1933 festgenommen, zum Tode verurteilt und im Zuchthaus „Roter Ochse“ in Halle hingerichtet.
- 12. Juli 1935: Johannes Becker (* 1902 in Kassel), wegen der Erschießung eines Polizisten am 12. Juni 1931 zum Tode verurteilt und im Gerichtsgefängnis in Kassel hingerichtet.
- 17. August 1935: Conrad Emil Meller (* 13. Oktober 1909 in Hamfelde, Kreis Stormarn), wegen Mordes, begangen am 30. Januar 1935 in Vorder-Bollhagen an der neunjährigen Elli Kern, zum Tode verurteilt und hingerichtet.
- 27. August 1935: Charlotte Jünemann, geb. Meißner (* 23. November 1910 in Calbe), wegen Mordes durch Vernachlässigung, begangen an ihren Kindern Ingeborg (5 Monate), Wolfgang (2 Jahre) und Bernhard (4 Jahre), in den Tagen vom 28. Januar bis 3. Februar 1935, zum Tode verurteilt und in der Strafanstalt Berlin-Plötzensee durch den Scharfrichter Carl Gröpler mit dem Handbeil hingerichtet.
- 27. August 1935: Willi Gehrke (* 4. September 1911), wegen Raubmordes in Berlin am 30. Dezember 1934 an der Gastwirtin Anna Kabus (* 4. Dezember 1885), in der Strafanstalt Berlin-Plötzensee durch den Scharfrichter Carl Gröpler mit dem Handbeil hingerichtet.[55]
- 20. September 1935: Bruno Weisshaupt (* 27 Jahre/Neufra Kreis Riedlingen) verurteilt durch Schwurgericht Ulm und wegen Raubmordes hingerichtet.[32]
- 26. Oktober 1935: Peter Kolmen (* 7. Februar 1902 in Bietzen), wegen Mordes, begangen am 18. April 1935 in Bietzen ermordeten Maria Steil (* 1898), zum Tode verurteilt und in Köln hingerichtet.
- 5. November 1935: Friedrich Haarer (* 7. September 1889 O.-Haustett/Kreis Calw), verurteilt wegen Mordes vom Schwurgericht Heilbronn, hingerichtet.[32]
- 17. Dezember 1935: Rudolf Claus (* 29. September 1893 in Gliesmarode bei Braunschweig), Dreher, wegen antinazistischer Betätigung im kommunistischen Untergrund im Juni 1934 festgenommen, am 25. Juli zum Tode verurteilt und in der Strafanstalt Berlin-Plötzensee hingerichtet.

#### 1936
- 18. Februar 1936: Karl Müller (* 5. Februar 1903 Urach) verurteilt durch das Schwurgericht Ulm, hingerichtet.[32]
- 25. Februar 1936: Martin Keil (* 26. März 1911 in Annaberg, Sachsen), wegen Mordes, begangen am 6. Dezember 1934 zwischen Eichhardt und Kloster Buch an Irma Keil, geb. Zwinzscher (* 24. Februar 1913 in Krumbach), zum Tode verurteilt und hingerichtet.
- 23. April 1936: Johann Bichler (* 15. März 1886 Langen) verurteilt wegen 3-fachen Mordes vom Schwurgericht Ravensburg, hingerichtet.[32]
- 4. Juni 1936: Wladislaus Zelasny (* 13. Februar 1893 in Warschau), wegen Mordes, begangen am 13. Juli 1935 in Cantdorf an der Arbeiterin Erna Lisbeth Metzig (* 4. Februar 1911 in Alt-Odernitz), zum Tode verurteilt und in Cottbus hingerichtet.
- 4. Juli 1936: Gotthilf Hasis (* 27. Mai 1916 in Mönsheim), Hilfsarbeiter, wegen Mordes und schweren Raubes, begangen in Schwieberdingen bei Ludwigsburg am 11. Oktober 1935 an Wilhelmine Rothacker (* 13. September 1867 in Schwieberdingen), zum Tode verurteilt und hingerichtet.
- 28. Juli 1936: Christian Hammer (59 Jahre, Stillau (Kreis Ellwangen)), verurteilt wegen Mordes vom Schwurgericht Ellwangen, hingerichtet.[32]
- 13. August 1936: Hans Giese (* 25. Juli 1904 in Bottrop), wegen der Entführung des zwölfjährigen Sohnes des Bonner Kaufmanns Hermann Hellings wegen erpresserischer Kindesentführung zum Tode verurteilt und hingerichtet.
- 16. September 1936: Georg Bay (* 31. Juli 1894 in Alt-Löbau), wegen der Ermordung seiner beiden Ehefrauen in Kodersdorf, Kreis Rothenburg, begangen am 10. Januar 1927 an Meta Bay (geb. Randig) und am 28. August 1935 an Frieda Bay (geb. Seidel), zum Tode verurteilt und in Görlitz hingerichtet.[56]
- 28. September 1936: Helmut Kionka (* 10. November 1906 in Breslau), Schauspieler, wegen Betätigung als Kurier für regimekritische Gruppen festgenommen, wegen Landesverrats im Mai 1936 zum Tode verurteilt und in der Strafanstalt Berlin-Plötzensee hingerichtet.
- 4. November 1936: Etkar André (* 17. Januar 1894 in Aachen), kommunistischer Funktionär, im März 1933 festgenommen, am 10. Juli 1936 zum Tode verurteilt und in Hamburg durch Enthaupten hingerichtet.
- 25. November 1936: Wilhelm Hartenstein, Händler (* 10. August 1890) aus Minden, vom Schwurgericht Bielefeld am 16. Juni 1936 wegen Mordes zum Tode verurteilt, im Hof des Gerichtsgefängnisses Bielefeld mit dem Handbeil hingerichtet (Scharfrichter Carl Gröpler, Magdeburg).[57]
- 27. November 1936: Albert Rüdiger (* 1. Dezember 1911 in Altwasser), Kutscher und Arbeiter, wegen Mordes und Sittlichkeitsverbrechens, begangen am 25. August 1935 in Berlin-Marienfelde an Erna Vogel (* 6. Mai 1923 in Schlottnig), zum Tode verurteilt und in der Strafanstalt Berlin-Plötzensee hingerichtet.
- 15. Dezember 1936: Werner Schußmann (* 9. Februar 1914), wegen Mordes, begangen an dem Nachtwächter Richard Helmbold (* 1874) auf dem Hof der Maschinenfabrik Sangerhausen am 31. Dezember 1935, in Nordhausen hingerichtet.

#### 1937
- 1937: Kurt Zimmer (* 7. Dezember 1909 in Berlin), Bauschlosser, wegen Mordes und Notzucht, begangen in Berlin am 25. Mai 1936 an Berta Schepull, geb. Kothe (* 10. April 1891 in Herwigsdorf), zum Tode verurteilt und hingerichtet.
- 8. Januar 1937: Willi Schönwetter (* 1. Februar 1913 in Dauborn), Bräutigam, wegen Mordes, begangen am 25. Dezember 1935 in Dauborn bei Limburg/Lahn an der Hausangestellten Erna Lang (* 5. August 1913 in Sindlingen), zum Tode verurteilt und in Freiendiez hingerichtet.[58]
- 13. Januar 1937: Friedrich Astforth (* 13. Juli 1911 in Woltersdorf bei Luckenwalde), wegen der am 23. Juli 1936 erfolgten Ermordung seiner Ehefrau Anna Astforth in Jüterbog, in der Strafanstalt Berlin-Plötzensee hingerichtet.
- 25. Januar 1937: Erhard Kulicke (* 10. Juli 1911 in Gelsenkirchen), wegen Mordes, begangen am 26. Juli 1936 in Wanne-Eickel an der schwangeren Elvira Kulicke, geb. Hadrian (* 29. September 1910 in Wanne-Eickel), zum Tode verurteilt und hingerichtet.
- 13. Februar 1937: Bruno Busse (* 30. Juli 1901 in Berlin), Steinträger, wegen Mordes begangen am 17. März 1936 in Rüdnitz bei Bernau an der Berta Krafft, geb. Tokarczewski (* 31. Oktober 1887 in Lenks), zum Tode verurteilt und in der Strafanstalt Berlin-Plötzensee hingerichtet.
- 26. Februar 1937: Hans Stollenwerk (* 21. Juni 1914 in Gelsenkirchen), Verkäufer, wegen Raubmordes begangen am 25./26. Dezember 1936 im Wald von Hohenschöpping bei Velten am Taxifahrer Erich Hägenholtz (* 8. April 1905 in Berlin), zum Tode verurteilt und hingerichtet.[58]
- 2. März 1937: Willi Heinrich (* 9. September 1905 in Sagan), Hausierer, wegen Lustmordes und versuchter Notzucht, begangen am 30. Oktober 1936 in Breslau an der sechsjährigen Irene Fuchs (tot) und der elfjährigen Irmgard Froß, zum Tode verurteilt und hingerichtet.
- 23. März 1937: Andreas Szymanski (* 10. November 1913 in Poley, Kreis Luckau), Knecht, wegen Mordes, begangen am 18. Oktober 1936 in Trebbus an dem Dienstmädchen Anna Gräfe (* 21. März 1918 in Buckowien, Kreis Luckau), am 14. Oktober 1936 vom Cottbuser Schwurgericht zum Tode verurteilt und in der Strafanstalt Berlin-Plötzensee hingerichtet.
- 27. Mai 1937: Erwin Schmidt (* 8. Februar 1908 in Gestewitz), Knecht, wegen Mordes, begangen in Flößberg am 28. November 1935 an der Landarbeiterin Margarete Ludwig, geb. Zeug (* 3. September 1897 in Frohburg), zum Tode verurteilt und in Leipzig hingerichtet (5 Uhr morgens).
- 4. Juni 1937: Helle Hirsch (* 27. Januar 1916 in Stuttgart), Student, bereitete als Sympathisant der Schwarzen Front einen Anschlag auf das Nürnberger Reichsparteitagsgelände vor, am 21. Dezember 1936 festgenommen, am 8. März 1937 vom Volksgerichtshof wegen „Vorbereitung eines hochverräterischen Unternehmens unter erschwerenden Umständen“ zum Tode verurteilt und in der Strafanstalt Berlin-Plötzensee durch das Fallbeil hingerichtet.
- 15. Juni 1937: Robert Schöler (* 28. Februar 1900), Arbeiter, vom Schwurgericht Bielefeld am 5. März 1937 wegen Mordes zum Tode verurteilt, im Hof des Gefängnisses Hannover mit dem Handbeil hingerichtet (Scharfrichter Carl Gröpler, Magdeburg).[59]
- 8. Juli 1937: Bruno Schröter, Arbeiter, Kommunist, wegen angeblicher Beteiligung an der Tötung des SA-Sturmwirts Heinrich Böwe im Oktober 1931 wegen gemeinschaftlich versuchten und vollendeten Mordes am 29. Februar 1936 zum Tode verurteilt und nach Verwerfung eines Revisionsantrages in der Strafanstalt Berlin-Plötzensee hingerichtet.[60]
- 8. Juli 1937: Walter Schulz, Arbeiter, Kommunist, wegen angeblicher Beteiligung an der Tötung des SA-Sturmwirts Heinrich Böwe im Oktober 1931 wegen gemeinschaftlich versuchten und vollendeten Mordes am 29. Februar 1936 zum Tode verurteilt und nach Verwerfung eines Revisionsantrages in der Strafanstalt Berlin-Plötzensee hingerichtet.[60]
- 8. Juli 1937: Paul Zimmermann (* 6. September 1895), Arbeiter, Kommunist, wegen angeblicher Beteiligung an der Tötung des SA-Sturmwirts Heinrich Böwe im Oktober 1931 wegen gemeinschaftlich versuchten und vollendeten Mordes am 29. Februar 1936 zum Tode verurteilt und nach Verwerfung eines Revisionsantrages in der Strafanstalt Berlin-Plötzensee hingerichtet.[60]
- 31. Juli 1937: Gerhard Holzer (* 17. Oktober 1912 in Berlin), Elektriker, Kommunist, im September 1935 in Magdeburg festgenommen, des Hoch- und Landesverrats angeklagt, am 11. September 1936 zum Tode verurteilt und in der Strafanstalt Berlin-Plötzensee durch Enthaupten hingerichtet.
- 31. Juli 1937: Reinhold Julius (* 8. März 1913 in Magdeburg), Arbeiter, wegen antinazistischer Betätigung 1935 festgenommen, im Sommer 1937 wegen Hochverrats vom Volksgerichtshof zum Tode verurteilt und in der Strafanstalt Berlin-Plötzensee durch Enthaupten hingerichtet.
- 23. September 1937: Willi Roloff (* 29. September 1909 in Schivelbein), Landwirtschaftsgehilfe, wegen Raubmorden, begangen am 4. Juni 1936 an dem Landwirt Albert Lüdke (* 12. Oktober 1903 in Kötzlin), am 24. Oktober 1936 in Altranft bei Bad Freienwalde an dem Händler Christian Worreschk (* 16. Oktober 1884 in Burg Kauper), am 4. Dezember 1936 auf Gut Lindenhufen bei Briesen an dem Landarbeiter Wilhelm Kochan (* 3. März 1905 in Heinersbrück) sowie einer unbekannten Frau in Remlin in Mecklenburg, des Weiteren wegen versuchter Notzucht, Einbruchdiebstählen, Diebstählen, Betruges, Amtsanmaßung und fahrlässiger Brandstiftung zum Tode verurteilt und hingerichtet.
- 14. Oktober 1937: Helmut Kuch (25 Jahre / Karlsruhe?) verurteilt durch Schwurgericht Tübingen wegen 2-fachen Mordes, hingerichtet.[32]
- 4. November 1937: Adolf Rembte (* 1902), in der Strafanstalt Berlin-Plötzensee durch Enthaupten hingerichtet.
- 4. November 1937: Robert Stamm (* 16. Juli 1900 in Remscheid), Politiker, am 27. März 1935 festgenommen, am 4. Juni 1937 vom Volksgerichtshof wegen Vorbereitung zum Hochverrat zum Tode verurteilt und in der Strafanstalt Berlin-Plötzensee durch Enthaupten hingerichtet.

#### 1938
- 22. Januar 1938: Felix Bobek (* 21. August 1898 in Prag), Physikochemiker, wegen Betätigung im kommunistischen Untergrund im Mai 1935 festgenommen, zum Tode verurteilt und in der Strafanstalt Berlin-Plötzensee durch Enthaupten hingerichtet.
- 22. Januar 1938: Rudi Heubaum (* 4. November 1911 in Görlitz), Schlächter, wegen Mordes begangen am 24. Juli 1937 am Ziegelhof in Berlin-Spandau an der Aufwärterin Hedwig Klatt (* 22. April 1913 in Runowo), zum Tode verurteilt und hingerichtet.
- 4. März 1938: Ewald Funke (* 30. Juli 1905 in Remscheid), Kaufmann, wegen Betätigung im kommunistischen Nachrichtendienst und der Organisation von Widerstandszellen in Rüstungsfabriken im Mai 1936 festgenommen, am 16. August 1937 vom Volksgerichtshof zum Tode verurteilt und am 4. März 1938 in der Strafanstalt Berlin-Plötzensee hingerichtet.
- 8. Juni 1938: Anna Hebler, wegen gemeinschaftlichen Mordes, begangen am 25. Januar 1931 an ihrem Ehemann, zum Tode verurteilt und hingerichtet.
- 8. Juni 1938: Kurt Hebler (* 27. März 1910 in Straupitz), Gärtner, wegen Raubmordes, begangen am 27. Juli 1937 an Elisabeth Lehmann, geb. Lehmann, sowie gemeinschaftlichen Mordes, begangen am 25. Januar 1931 an seinem Vater, zum Tode verurteilt und hingerichtet.
- 8. Juni 1938: Erich Schmidchen (* 30. August 1910 in Cottbus), wegen Raubmordes, begangen am 27. Juli 1937 an Elisabeth Lehmann, geb. Lehmann, zum Tode verurteilt und hingerichtet.
- 20. Juni 1938: Artur Göritz, wegen antinazistischer Betätigung im kommunistischen Untergrund festgenommen, am 12. Juni 1937 vom Volksgerichtshof in Stuttgart wegen Landesverrats in Tateinheit mit Hochverrat zum Tode verurteilt und in der Strafanstalt Berlin-Plötzensee mit dem Fallbeil hingerichtet.
- 20. Juni 1938: Liselotte Herrmann (* 23. Juni 1909 in Berlin), Chemikerin, wegen antinazistischer Betätigung im kommunistischen Untergrund (u. a. Sammlung von Informationen über Rüstungsprojekte) am 7. Dezember 1935 festgenommen, am 12. Juni 1937 vom Volksgerichtshof in Stuttgart wegen Landesverrats in Tateinheit mit Hochverrat zum Tode verurteilt und in der Strafanstalt Berlin-Plötzensee mit dem Fallbeil hingerichtet.
- 20. Juni 1938: Stefan Lovasz (* 6. November 1901 in Zeltweg), Modelltischler, wegen antinazistischer Betätigung im kommunistischen Untergrund festgenommen, am 12. Juni 1937 vom Volksgerichtshof in Stuttgart wegen Landesverrats in Tateinheit mit Hochverrat zum Tode verurteilt und in der Strafanstalt Berlin-Plötzensee mit dem Fallbeil hingerichtet.
- 20. Juni 1938: Josef Steidle (* 24. Februar 1908 in St. Georgen), wegen antinazistischer Betätigung im kommunistischen Untergrund festgenommen, am 12. Juni 1937 vom Volksgerichtshof in Stuttgart wegen Landesverrats in Tateinheit mit Hochverrat zum Tode verurteilt und in der Strafanstalt Berlin-Plötzensee mit dem Fallbeil hingerichtet.
- 22. Juni 1938: Robert Körnig (* 1. Januar 1901 in Meißen-Zscheila), Gelegenheitsarbeiter, wegen vierfachen Mordes und dreifacher Notzucht – begangen in Hamburg und Cuxhaven an Frau Schönfuß (versuchte Vergewaltigung 1925), Grete Seidel (am Seedeich von Cuxhaven erschossen und vergewaltigt), Frau Hävecker (Vergewaltigung im Wernerwald 1930), Toni Biermann (versuchte Vergewaltigung 1935), Wilma Wulf (Vergewaltigung und Erwürgung 1935), Frau von Bargen (Vergewaltigung und Erdrosselung 1936) und Grete Bange (Vergewaltigung und Erdrosselung 1937) – durch das Schwurgericht in Stade zum Tode verurteilt und hingerichtet.
- 24. Juni 1938: Heinrich Menz (* 18. November 1910 in Biberach), Schiffer, vom Volksgerichtshof wegen Landesverrats zum Tode verurteilt und in der Strafanstalt Berlin-Plötzensee hingerichtet.[61]
- 30. Juni 1938: Max Götze (* 3. Januar 1891 in Köpenick) und Walter Götze (* 14. November 1902 in Oberschöneweide), auf Autofallenraub spezialisiertes Berliner Kriminellen-Duo, in der Strafanstalt Berlin-Plötzensee mit dem Fallbeil hingerichtet.
- 15. Juli 1938: Johann Wilhelm Mieger (* 27. März 1882 in Schmitten im Taunus), wegen des Mordes an dem kgl. Forstmeister Wilhelm Birkenauer (am 31. Oktober 1917 bei Wehrheim Obernhain erschossen) und dem Jagdhüter Ernst Hofmann (am 16. April 1937 bei Köppern angeschossen und erstochen, Tat wurde gemeinsam mit seinem Sohn Wilhelm Mieger begangen) im November 1937 vom Schwurgericht in Frankfurt am Main zweimal zum Tode verurteilt, im Strafgefängnis Frankfurt-Preungesheim mit der Guillotine hingerichtet.[62]
- 23. Juli 1938: Fritz Imlau (* 28. Juli 1912 in Goldap), wegen Raubmordes, begangen am 8. Januar 1938 in Berlin an der Kolonialwarenhändlerin Marie Zenke, geb. Angerich (* 21. Dezember 1882 in Klein-Schwenkitten), zum Tode verurteilt und hingerichtet.
- 24. September 1938: Martin Scherer (* 1899, aus St. Georgen bei Salzburg), am 11. November 1937 durch ein österreichisches Schwurgericht in Salzburg für eine Reihe von Vergehen (Giftmord in Bruck an der Glocknerstraße, Brandstiftung, Versicherungsbetrug sowie Anstiftung weiterer Personen zu schweren Straftaten) zum Tode verurteilt. Die Hinrichtung wurde erst nach dem „Anschluss“ Österreichs an das Deutsche Reich vollzogen.
- 4. Oktober 1938: Marie Catherine Kneup, Hausfrau, wegen Spionage zugunsten des französischen Geheimdienstes 1937 wegen „Landesverrats“ zum Tode verurteilt und in der Strafanstalt Berlin-Plötzensee mit dem Fallbeil hingerichtet.
- 4. Oktober 1938: Ludwig Maringer, Kaufmann, wegen Spionage zugunsten des französischen Geheimdienstes wegen „Landesverrats“ zum Tode verurteilt und in der Strafanstalt Berlin-Plötzensee mit dem Fallbeil hingerichtet.
- 4. Oktober 1938: Paul Polte (* 21. April 1909 in Rathenow), Bücherrevisor, wegen Heiratsschwindels, Versicherungsbetruges und Mordes, begangen am 4. Februar 1935 an der Hausangestellten Alma Garbe (* 19. Mai 1902 in Gewiesen) in Berlin-Hakenfelde, zum Tode verurteilt und hingerichtet.
- 24. November 1938: Hans Hahn (* 20. Mai 1919 in Erfurt), Vertreter, wegen Mordes begangen am 12. Oktober 1938 bei Schwanenwerder, Berlin, an dem Taxifahrer Herbert Taubel (* 14. Oktober 1900 in Lichtenberg) zum Tode verurteilt und hingerichtet.[63]
- 26. November 1938: Peter Zunker (* 21. November 1885 in Welschbillig bei Trier), Hausdiener, wegen Raubes und versuchter Notzucht, begangen am 3. November 1938 in Glienicke/Nordbahn an Johanna Meyer, geb. Bergmann (* 6. Dezember 1909), vom Sondergericht Berlin zum Tode verurteilt und hingerichtet.
- 21. Dezember 1938: Erich Boos (* 26. April 1918 in Eisenberg (Pfalz)) war SS-Rottenführer im Konzentrationslager Buchenwald. War flüchtig, wurde in seinem Heimatort Eisenberg (Pfalz) gestellt. Er erschoss auf der Gendarmeriestation am 27. November 1938 den Gendarmeriehauptwachtmeister Alfred Linnebacher. Boos wurde am 8. Dezember 1938 nach eintägiger Verhandlung vom Sondergericht Kaiserslautern zum Tode verurteilt. Vorsitzender Richter war Walther Stepp (1898–1972), der eine NSDAP- und SS-Karriere als Jurist machte. Boos wurde um 6:02 Uhr im Untersuchungsgefängnis Stuttgart durch Luftstrangulation hingerichtet, wahrscheinlich vom Scharfrichter Johann Reichhart.
- 22. Dezember 1938: Karl Schülke (* 10. November 1903) verurteilt wegen Totschlages vom SG Stuttgart, hingerichtet.[32]

#### 1939
- 28. Januar 1939: Michael Krug (* 26. März 1913 Schifferstadt) verurteilt durch das Sondergericht Stuttgart, hingerichtet (Vergehen unbekannt).[32]
- 10. Februar 1939: Walter Cornehl (* 20. Januar 1905 in Magdeburg), Metallarbeiter, wegen Mordes, begangen am 23. Januar 1938 in Günstedt bei Erfurt an dem Schuhmacher Otto Ehrhardt, zum Tode verurteilt und in Weimar hingerichtet.
- 14. März 1939: Peter Kasper (* 17. März 1907 in Krettnich bei Wadern), Bergarbeiter, am 19. Mai 1937 wegen antinazistischer Betätigung in einer kommunistischen Gruppe festgenommen, zum Tode verurteilt und in der Strafanstalt Berlin-Plötzensee mit dem Fallbeil hingerichtet.
- 10. Mai 1939: Kurt Scherzinger (* 30. Dezember 1918 in Groß-Rosseln), wegen Mordes, begangen am 20. November 1938 in Berlin an Lucie Plachta (* 10. November 1909 in Bismarckhütte), zum Tode verurteilt und in der Strafanstalt Berlin-Plötzensee hingerichtet.
- 11. Juni 1939: Karl Georg Genée, Schlosser (* 23. April 1909), Walter Krause, Schlosser (* 12. Mai 1910), beide aus Gelsenkirchen-Buer, vom Schwurgericht Bielefeld am 1. Oktober 1937 wegen Mordes zum Tode verurteilt, auf der Hinrichtungsstätte des Strafgefängnisses Wolfenbüttel mit dem Fallbeil hingerichtet (Scharfrichter Friedrich Hehr, Hannover).[64]
- 14. Juni 1939: Herbert Michaelis (* 3. September 1898 in Hamburg), Rechtsanwalt, Kommunist, wegen oppositioneller Aktivitäten gegen das NS-Regime am 2. März 1939 vom 2. Senat des Volksgerichtshofes in Hamburg zum Tode verurteilt und in der Strafanstalt Berlin-Plötzensee hingerichtet.
- 15. Juli 1939: Friedrich Osthoff (* 1. Januar 1913 in Sölde), wegen schwerer Diebstähle, Ausbruchs aus der Strafanstalt Wiesmoor und gefährlicher Körperverletzung, begangen am 17. Dezember 1938 an dem Gendarmerie-Hauptwachtmeisters Wegner, zum Tode verurteilt und hingerichtet.

### Liste der Hinrichtungen während des Zweiten Weltkrieges
- 15. September 1939: August Dickmann (* 7. Januar 1910 in Dinslaken), als Zeuge Jehovas bereits seit 1937 im Konzentrationslager Sachsenhausen inhaftiert und auf Weisung Heinrich Himmlers als Kriegsdienstverweigerer erschossen.

- 26. September 1939: Johann Pichler (* 15. November 1899 in Pachersdorf, heute Gemeinde St. Marien), Zeuge Jehovas, als Kriegsdienstverweigerer zum Tod verurteilt und erschossen am Militärschießstand Glanegg (Gemeinde Grödig) bei Salzburg.
- 26. September 1939: Josef Wegscheider (* 28. September 1897 in Pobersach, Gemeinde Paternion), Zeuge Jehovas, als Kriegsdienstverweigerer zum Tod verurteilt und erschossen am Militärschießstand Glanegg bei Salzburg.[65]
- 30. September 1939: Erich Brackmann (* 1. Mai 1914 in Borna), Melker, wegen Flucht aus dem Strafkommando in Lübars, erfolgt am 10. Mai 1937, zum Tode verurteilt und in der Strafanstalt Berlin-Plötzensee hingerichtet.
- 13. Oktober 1939: Adolf Bultmeyer, Zeuge Jehovas, als Kriegsdienstverweigerer zum Tode verurteilt und in der Strafanstalt Berlin-Plötzensee hingerichtet.[66]
- 13. Oktober 1939: Kurt Klein (* 1896 in Boizenburg), Glaser, Zeuge Jehovas, als Kriegsdienstverweigerer zum Tode verurteilt und in der Strafanstalt Berlin-Plötzensee hingerichtet.[67]
- 24. Oktober 1939: Karl Kühnel (* 1897), Zeuge Jehovas, als Kriegsdienstverweigerer zum Tode verurteilt und in der Strafanstalt Berlin-Plötzensee hingerichtet.[68]
- 11. November 1939: Paul Frick (* 23. Januar 1899 in Guggenhausen), Zeuge Jehovas, als Kriegsdienstverweigerer in der Strafanstalt Berlin-Plötzensee hingerichtet.
- 1. Dezember 1939: Johann Eichhorn (* 8. Oktober 1906 in Aubing, Kreis München), Schlosser bei der Reichsbahn, wegen Lustmorden (Vergewaltigung, Genitalverstümmelung, Tötung bzw. z. T. lebendigen Begrabens der Opfer) – begangen an dem Dienstmädchen Katharina Schätzl (* 1915) am 11. Oktober 1931 bei Ebenhausen, an der Kanzleiassistentin Anna Geltel (geb. Burger) (* 1907) am 30. Mai 1934 im Forstenrieder Park 4, an der Kontoristin Berta Sauerbeck (* 1908) am 9. September 1934 in Milbertshofen, am 1. September 1937 zwischen Puchheim und Germering an der Weißnäherin Rosa Eigelein (* 1912) und an der Hausangestellten Maria Jörg – sowie wegen etwa neunzig weiterer Sittlichkeitsverbrechen im Münchener Raum, begangen in den Jahren 1928 bis 1939, am 29. Januar 1939 festgenommen, im November 1939 zum Tode verurteilt und mit dem Fallbeil hingerichtet.[69]
- 1. Dezember 1939: Hermann Göschler (* 20. Februar 1915 in Freundsam bei Liebenfels), Zeuge Jehovas, als Kriegsdienstverweigerer zum Tode verurteilt und in der Strafanstalt Berlin-Plötzensee hingerichtet.
- 2. Dezember 1939: Franz Mattischek (* 25. März 1915 in Wolfsegg, Oberösterreich), Zeuge Jehovas, als Kriegsdienstverweigerer zum Tode verurteilt und in der Strafanstalt Berlin-Plötzensee hingerichtet.[70]
- 7. Dezember 1939: Gregor Wohlfahrt (* 10. März 1896 in Köstenberg), Zeuge Jehovas, als Kriegsdienstverweigerer zum Tode verurteilt und in Berlin-Plötzensee hingerichtet.[71]
- 7. Dezember 1939: Richard Haiden (* 10. April 1898 in Leoben), Zeuge Jehovas, als Wehrdienstverweigerer zum Tode verurteilt und in der Strafanstalt Berlin-Plötzensee hingerichtet.[72]
- 15. Dezember 1939: Adolf Zierler (* 16. März 1917 in Schneegattern, Oberösterreich), Holzknecht, Zeuge Jehovas. Er wurde als Wehrdienstverweigerer in der Strafanstalt Berlin-Plötzensee wegen Wehrkraftzersetzung hingerichtet.
- 15. Dezember 1939: Rupert Sauseng (* 16. Januar 1896 in Eisenerz), Zeuge Jehovas, als Wehrdienstverweigerer wegen Wehrkraftzersetzung zum Tode verurteilt und in der Strafanstalt Berlin-Plötzensee hingerichtet.[73]
- 15. Dezember 1939: Karl Endstrasser (* 3. Dezember 1904 in St. Johann in Tirol), Zeuge Jehovas, als Wehrdienstverweigerer wegen Wehrkraftzersetzung zum Tode verurteilt und in der Strafanstalt Berlin-Plötzensee hingerichtet.
- 22. Dezember 1939: Anton Streyczek (* 5. Februar 1899), Zeuge Jehovas, als Wehrdienstverweigerer wegen Wehrkraftzersetzung zum Tode verurteilt und in der Strafanstalt Berlin-Plötzensee hingerichtet.
- 22. Dezember 1939: Joseph Rimpl (* 9. Dezember 1897), Zeuge Jehovas, als Wehrdienstverweigerer wegen Wehrkraftzersetzung zum Tode verurteilt und in der Strafanstalt Berlin-Plötzensee hingerichtet.
- 22. Dezember 1939: Otto Dups (* 22. Januar 1899), Zeuge Jehovas, als Wehrdienstverweigerer wegen Wehrkraftzersetzung zum Tode verurteilt und in der Strafanstalt Berlin-Plötzensee hingerichtet.
- 22. Dezember 1939: Hermann Krause (* 29. Januar 1902), Zeuge Jehovas, als Wehrdienstverweigerer wegen Wehrkraftzersetzung zum Tode verurteilt und in der Strafanstalt Berlin-Plötzensee hingerichtet.

#### 1940
- 6. Januar 1940: Johann Nobis (* 16. April 1899 in St. Georgen bei Salzburg), Bauer, Zeuge Jehovas, wegen Kriegsdienstverweigerung 1939 festgenommen, am 23. November 1939 vom Reichskriegsgericht wegen Wehrkraftzersetzung zum Tode verurteilt und in der Strafanstalt Berlin-Plötzensee hingerichtet.
- 6. Januar 1940: Johann Ellmauer (* 1909 in Grödig), Maurer, Zeuge Jehovas, als Kriegsdienstverweigerer wegen Wehrkraftzersetzung zum Tode verurteilt und in der Strafanstalt Berlin-Plötzensee hingerichtet.
- 6. Januar 1940: Gottfried Herzog (* 20. Oktober 1899 in Straßwalchen), Zeuge Jehovas, als Kriegsdienstverweigerer wegen Wehrkraftzersetzung zum Tode verurteilt und in der Strafanstalt Berlin-Plötzensee hingerichtet.
- 6. Januar 1940: Franz Reiter (28. April 1903 in Munderfing), Zeuge Jehovas, als Kriegsdienstverweigerer wegen Wehrkraftzersetzung zum Tode verurteilt und in der Strafanstalt Berlin-Plötzensee hingerichtet.
- 6. Januar 1940: Franz Mittendorfer (10. September 1903 in St. Georgen bei Vöcklabruck), Zeuge Jehovas, als Kriegsdienstverweigerer wegen Wehrkraftzersetzung zum Tode verurteilt und in der Strafanstalt Berlin-Plötzensee hingerichtet.
- 11. Januar 1940: Rudolf Redlinghofer (* 31. Oktober 1900 in der Wiener Alservorstadt, Österreich), als Zeuge Jehovas wegen Kriegsdienstverweigerung festgenommen, am 9. Dezember 1939 wegen Wehrkraftzersetzung vom 3. Senat des Reichskriegsgerichts zum Tode verurteilt und mit dem Fallbeil hingerichtet.
- 25. Januar 1940: Arthur Markmann (* 27. Februar 1901 in Rotthausen/Essen), wegen der Ermordung der Hausangestellten Käthe Keßler (* 31. Juli 1884), begangen am 20. August 1939, am 25. Januar 1940 zum Tode verurteilt und hingerichtet.[58]
- 26. Januar 1940: Matthias Nobis (* 15. Januar 1910 in St. Georgen), Landarbeiter, Zeuge Jehovas, wegen Kriegsdienstverweigerung festgenommen, am 20. Dezember 1939 wegen Wehrkraftzersetzung vom Reichskriegsgericht zum Tode verurteilt und in der Strafanstalt Berlin-Plötzensee hingerichtet.
- 3. Februar 1940: Franz Pieper (* 1897 in Bremen), Zeuge Jehovas, als Wehrdienstverweigerer zum Tode verurteilt und in der Strafanstalt Berlin-Plötzensee hingerichtet.
- 16. Februar 1940: Ignaz Kahlbacher (* 1913), Zeuge Jehovas, als Wehrdienstverweigerer zum Tode verurteilt und in Berlin-Plötzensee hingerichtet.
- 13. März 1940: Ferdinand Kosch (* 6. Januar 1912 in Wien), Zeuge Jehovas, als Wehrdienstverweigerer zum Tode verurteilt und in der Strafanstalt Berlin-Plötzensee hingerichtet.
- 30. März 1940: Klaus Kienscherper (* 2. Mai 1923 in Berlin), Schüler, wegen der am 5. Februar 1940 erfolgten Ermordung seiner Mutter Anna Kienscherper, geb. Peeckel (* 1. Juni 1892 in Weißensee), zum Tode verurteilt und hingerichtet.
- 30. März 1940: Gerhard Steinacher (* 21. September 1920 in Wien), Zeuge Jehovas, als Kriegsdienstverweigerer wegen Wehrkraftzersetzung zum Tode verurteilt und in der Strafanstalt Berlin-Plötzensee hingerichtet.
- 3. April 1940: Karl Bruno Blochwitz (* 12. April 1899 in Bellwitz), Zeuge Jehovas, als Wehrdienstverweigerer zum Tode verurteilt und in Bienitz bei Leipzig hingerichtet.
- 27. April 1940: Wilhelm Kusserow (* 4. September 1914 in Bochum), Zeuge Jehovas, als Wehrdienstverweigerer zum Tode verurteilt und in Münster hingerichtet.
- 25. Mai 1940: Xaver Battes (* 22. September 1902 in Steinbach, Kreis Hall), vom Sondergericht Stuttgart am 28. März 1940 als Gewaltverbrecher wegen versuchten Mordes verurteilt.[74]
- 28. Mai 1940: Pranas Valavicius (31 Jahre), aus Kallehnen, vor dem Sondergericht in Königsberg als Gewaltverbrecher wegen zweifachen Raubmordes verurteilt.[75]
- 30. Mai 1940: Erwin Auchter (48 Jahre), aus Eberswalde, am 9. März 1940 vom Volksgerichtshof verurteilt wegen Landesverrats „im Auftrag eines Nachrichtendienstes einer fremden Macht“.[76]
- 30. Mai 1940: Karl Palmer (62 Jahre), aus Berlin, am 9. März 1940 vom Volksgerichtshof verurteilt wegen Landesverrats „im Auftrag eines Nachrichtendienstes einer fremden Macht“.[76]
- 15. Juni 1940: Rupert Heider (* 16. September 1908 in Anger bei Weiz), Zeuge Jehovas, als Wehrdienstverweigerer zum Tode verurteilt und in der Strafanstalt Berlin-Plötzensee hingerichtet.
- 21. Juni 1940: Hermann Stöhr (* 4. Januar 1898 in Stettin), wegen Kriegsdienstverweigerung festgenommen, vom Reichskriegsgericht am 16. März 1940 wegen Wehrkraftzersetzung zum Tode verurteilt und in der Strafanstalt Berlin-Plötzensee hingerichtet.
- 25. Juni 1940: Karl Bühler (* 11. März 1909), Zeuge Jehovas, als Wehrdienstverweigerer zum Tode verurteilt und auf dem Schießplatz Wiesbaden-Schierstein hingerichtet.
- 20. Juli 1940: Franz Zeiner (* 31. Januar 1909 in Zeltweg), Zeuge Jehovas, als Wehrdienstverweigerer zum Tode verurteilt und in der Strafanstalt Berlin-Plötzensee hingerichtet.
- Am 25. Juli 1940: Andreas Mathold (* 31. Oktober 1911 in Roth bei Nürnberg), vom Sondergericht Bremen am 29. Mai 1940 als sog. „Volksschädling“ wegen diverser Einbruchsdiebstähle zum Tode verurteilt und in Hamburg hingerichtet.[77]
- 10. August 1940: Wilhelm Kox (* 8. November 1900 in Aachen), ehemaliger Funktionär der Untergrund-KPD, wegen antinazistischer Tätigkeit am 16. September 1939 festgenommen, am 20. März 1940 vom Volksgerichtshof zum Tode verurteilt und in Berlin-Plötzensee hingerichtet.
- 5. September 1940: Michael Lerpscher (* 5. November 1905 in Wilhams (Allgäu)), wegen Kriegsdienstverweigerung festgenommen, vom Reichskriegsgericht in Wien am 2. August 1940 wegen Wehrkraftsetzung zum Tode verurteilt und im Zuchthaus Brandenburg-Görden hingerichtet.
- 5. September 1940: Michael Schuster (1907 in München), als Zeuge Jehovas wegen Kriegsdienstverweigerung am 5. August 1940 vom Reichskriegsgericht zum Tode verurteilt und im Zuchthaus Brandenburg-Görden hingerichtet.[78]
- 6. September 1940: Ewald Brüske (* 15. Juni 1911 in Berlin), Korbmacher, wegen Lustmordes, begangen am 27. Januar 1935 in Berlin-Niederschönhausen an dem achtjährigen Paul Herms, zum Tode verurteilt und hingerichtet.[58]
- 6. September 1940: Karl Zink (* 24. April 1910 in Mehlis), Kaufmann, wegen antinazistischer Betätigung im kommunistischen Untergrund 1939 festgenommen, 1940 vom Volksgerichtshof zum Tode verurteilt und in der Strafanstalt Berlin-Plötzensee hingerichtet.
- 14. September 1940: Karl Döpking (* 28. August 1898 in Dankersen), Hoteldiener. Döpking ging um 1935 als Anhänger der Otto-Strasser-Gruppe in die Tschechoslowakei. 1938 kehrte er nach Deutschland zurück, angeblich mit der Absicht, ein Attentat auf Hitler auszuführen. Im Mai 1938 wurde er zusammen mit Helmut Kremin verhaftet, angeblich während der Vorbereitung eines Sprengstoffanschlages. Er wurde vorm Volksgerichtshof wegen Vorbereitung zum Hochverrat in Tateinheit mit Sprengstoffverbrechen und Vergehen gegen § 90c StGB angeklagt, für schuldig befunden, am 21. September 1939 zum Tode verurteilt und im September 1940 in der Strafanstalt Berlin-Plötzensee hingerichtet.[79]
- 14. September 1940: Helmut Kremin (* 4. Mai 1907 in Stencken), kaufmännischer Angestellter. Kremin war bis 1931 SA-Angehöriger in Berlin gewesen und anlässlich der Stennes-Revolte aus der NSDAP und SA ausgeschlossen worden. 1935 ging er aus Ablehnung des NS-Staates in die Tschechoslowakei, wo er sich der zum Hitler-Regime gegnerischen Schwarzen Front um Otto Strasser anschloss. 1938 kehrte er nach Deutschland zurück, angeblich mit der Absicht, ein Attentat auf Hitler auszuführen. Im Mai 1938 wurde er zusammen mit Karl Döpking verhaftet, angeblich während der Vorbereitung eines Sprengstoffanschlages. Er wurde vorm Volksgerichtshof wegen Vorbereitung zum Hochverrat in Tateinheit mit Sprengstoffverbrechen und Vergehen gegen § 90c StGB angeklagt, für schuldig befunden, am 21. September 1939 zum Tode verurteilt und in der Strafanstalt Berlin-Plötzensee hingerichtet.[80]
- 24. September 1940: Alfred Andreas Heiß (* 18. April 1904 in Triebenreuth bei Stadtsteinach), wegen Kriegsdienstverweigerung vom Reichskriegsgericht wegen Wehrkraftzersetzung zum Tode verurteilt und im Zuchthaus Brandenburg-Görden hingerichtet.
- 10. Oktober 1940: Joseph Ruf (* 15. Dezember 1905 in Hochberg), Ordensgeistlicher, im April 1940 wegen Kriegsdienstverweigerung festgenommen, am 14. September 1940 vom Reichskriegsgericht wegen Wehrkraftzersetzung zum Tode verurteilt und im Zuchthaus Brandenburg-Görden hingerichtet.
- 10. Oktober 1940: Johann Moser (* 2. November 1900 in St. Peter am Kammersberg), Zeuge Jehovas, als Kriegsdienstverweigerer wegen Wehrkraftzersetzung zum Tode verurteilt und im Zuchthaus Brandenburg-Görden hingerichtet.
- 17. Oktober 1940: Maximilian Rutter (* 30. Januar 1897 in Liemberg bei Liebenfels), Zeuge Jehovas, als Wehrdienstverweigerer wegen Wehrkraftzersetzung zum Tode verurteilt und im Zuchthaus Brandenburg-Görden hingerichtet.
- 17. Oktober 1940: Alois Wagner (* 7. Juli 1907 in Eidexberg, Steiermark), Zeuge Jehovas, als Wehrdienstverweigerer wegen Wehrkraftzersetzung zum Tode verurteilt und im Zuchthaus Brandenburg-Görden hingerichtet.
- 24. Oktober 1940: Alois Hofer (* 20. Juni 1899 in Wölbling bei Graz), Zeuge Jehovas, als Wehrdienstverweigerer zum Tode verurteilt und im Zuchthaus Brandenburg-Görden hingerichtet.
- 2. November 1940: Willi Joeks (* 16. September 1907 in Uchtenhagen), Zeuge Jehovas, als Wehrdienstverweigerer zum Tode verurteilt und im Zuchthaus Brandenburg-Görden hingerichtet.
- 6. November 1940: Hermann Steigleiter (* 1917), Rheinschiffer, Kommunist, wegen der Ausspionierung militärischer Anlagen und Schmuggelns kommunistischer Schriften 1938 festgenommen, am 19. März 1940 vom 3. Senat des Volksgerichtshofs wegen Vorbereitung zum Hochverrat zum Tode verurteilt und in der Strafanstalt Berlin-Plötzensee hingerichtet.[81]
- 6. November 1940: Hugo Steigleiter (* 1920), Kommunist, wegen der Ausspionierung militärischer Anlagen und des Schmuggelns kommunistischer Schriften 1938 festgenommen, am 19. März 1940 vom 3. Senat des Volksgerichtshofs wegen Vorbereitung zum Hochverrat zum Tode verurteilt und in der Strafanstalt Berlin-Plötzensee mit dem Fallbeil hingerichtet.[81]

#### 1941
- 8. Januar 1941: Johannes Harms (* 23. Mai 1910 in Wilhelmshaven), Zeuge Jehovas, als Kriegsdienstverweigerer im Zuchthaus Brandenburg-Görden hingerichtet.
- 1. Februar 1941: Karl Schapper (* 27. August 1879 in Groß Möringen), Jurist, wegen antinazistischer Betätigung am 9. September 1939 festgenommen, vom Volksgerichtshof wegen Hochverrats zum Tode verurteilt und in der Strafanstalt Berlin-Plötzensee durch Enthaupten hingerichtet.
- 11. Februar 1941: Walter Clasen (* 9. Mai 1903 in Hamburg-Wilhelmsburg), Kohlenarbeiter, wegen Sexualmordes, begangen am 21. Juni 1938 in Hamburg-Billstedt an der Verkäuferin Gerda Fengels (* 21. September 1914 in Lübeck), zum Tode verurteilt und hingerichtet.
- 16. Februar 1941: Michael Schneeberger (* 18. August 1900 in Nürnberg), Arbeiter, Kommunist, lebte seit 1934 als Emigrant in der Tschechoslowakei, beim Einschmuggeln von NS-feindlicher Literatur im Reichsgebiet festgenommen (wobei er bewaffneten Widerstand gegen seine Arretierung leistete), wegen Hochverrats angeklagt, am 15. November 1940 zum Tode verurteilt und in der Strafanstalt Berlin-Plötzensee hingerichtet.
- 27. Februar 1941: Paul Schurr (* 27. Juni 1907), kaufmännischer Angestellter, wegen der Verschickung von etwa 4000 subversiven Kettenbriefen, in denen er für einen alemannischen Separatismus eintrat und sich gegen Kommunisten-, Kirchen- und Judenverfolgung, die NS-Propaganda und gegen den Krieg wandte, in der Zeit zwischen August und Oktober 1940 festgenommen, vom Volksgerichtshof zum Tode verurteilt und hingerichtet.
- 16. März 1941: Brandstiftung auf dem Schnelldampfer Bremen IV in Wesermünde. Der 14-jährige Deckjunge Walter Kurt Schmidt ist geständig. Er wird zum Tode verurteilt und mit 15 Jahren am 27. März 1942 hingerichtet.
- 4. April 1941: Albert Merz (* 1911), als Christadelphian wegen Kriegsdienstverweigerung zum Tode verurteilt und im Zuchthaus Brandenburg-Görden hingerichtet.
- 7. Mai 1941: Josef Prudik (* 24. Dezember 1891 in Kostel-Gerling), wegen Raubmordes, begangen am 15. Februar 1941 an seiner Vermieterin Helene Scheidecker, geb. Colombiewsk (* 24. Dezember 1891), zum Tode verurteilt und hingerichtet.
- 9. Mai 1941: Hans Schulze (* 21. November 1920 in Dresden), Zeuge Jehovas, als Wehrdienstverweigerer zum Tode verurteilt und in Brandenburg-Görden hingerichtet.
- 14. Mai 1941: Maurice Bavaud (* 15. Januar 1916 in Neuchâtel, Schweiz), wegen Attentatsplänen auf Adolf Hitler festgenommen, zum Tode verurteilt und in Berlin-Plötzensee mit dem Fallbeil hingerichtet.
- 17. Mai 1941: Johann Wild (24. Mai 1892 in Nürnberg, gelernter Mechaniker[82]), Feuerwehrmann und Brandmeister, wegen Abhörens und Verbreitens ausländischer Rundfunkmeldungen[83] in München-Stadelheim mit dem Fallbeil hingerichtet.[84]
- 24. Mai 1941: Otto Keil (* 1905 in Leipzig), Maschinenschlosser, als Zeuge Jehovas wegen Kriegsdienstverweigerung am 18. April 1941 vom Reichskriegsgericht in Berlin zum Tode verurteilt und im Zuchthaus Brandenburg-Görden hingerichtet.[85]
- 4. Juni 1941: Ludwig Cyranek (* 1. September 1907 in Herten), Zeuge Jehovas, im Februar 1940 wegen gegen das NS-Regime gerichteter Tätigkeit festgenommen, im März 1941 vom Sondergericht Dresden wegen Wehrkraftzersetzung in Tateinheit mit Teilnahme an einer wehrfeindlichen Verbindung und Zuwiderhandlung gegen das Verbot der Internationalen Vereinigung ernster Bibelforscher zum Tode verurteilt und in Dresden hingerichtet.
- 1. Juli 1941: Heinz Kapelle (* 17. September 1913 in Berlin), Buchdrucker, wegen antinazistischer Betätigung im kommunistischen Untergrund (Verbreitung kriegskritischer Flugblätter) am 16. Oktober 1939 festgenommen, am 21. Februar 1941 zum Tode verurteilt und in der Strafanstalt Berlin-Plötzensee hingerichtet.
- 25. Juli 1941: Willi Gall (* 3. Oktober 1908 in Falkenstein), Dreher, wegen Betätigung im kommunistischen Untergrund im Dezember 1939 festgenommen, am 23. Januar 1941 vom Volksgerichtshof zum Tod verurteilt und in der Strafanstalt Berlin-Plötzensee hingerichtet
- 25. Juli 1941: Otto Nelte (* 4. Dezember 1898 in Berlin-Adlershof), Metallarbeiter, wegen Betätigung im kommunistischen Untergrund am 7. Dezember 1939 festgenommen, am 23. Januar 1941 vom Volksgerichtshof zum Tode verurteilt und in der Strafanstalt Berlin-Plötzensee hingerichtet
- 25. Juli 1941: Paul Ogorzow (* 29. September 1912 in Muntowen, Kreis Sensburg), Serienmörder. Wegen der Tötung von acht Frauen in Berlin im Jahr 1940 und 1941 verhaftet, vor einem Sondergericht angeklagt am 24. Juli 1941, als Gewaltverbrecher und Volksschädling zum Tode verurteilt und am nächsten Tag in der Strafanstalt Berlin-Plötzensee hingerichtet.
- 29. Juli 1941: Luzian König (* 10. Dezember 1912 Wasselnheim/Elsaß) verurteilt durch SG Stuttgart und wegen Volksschädlingsvergehens hingerichtet.[32]
- 9. August 1941: Alois Schübl (* 10. April 1907 in Münzbuch, Österreich), Zeuge Jehovas, wegen Kriegsdienstverweigerung aus religiösen Gründen festgenommen, vom Reichskriegsgericht in Berlin am 27. Juni 1941 zum Tode verurteilt und im Zuchthaus Brandenburg-Görden enthauptet.
- 9. August 1941: Ernst Volkmann (* 3. März 1902 in Schönbach, Böhmen), katholischer Gitarrenbauer aus Bregenz, wegen Kriegsdienstverweigerung aus religiösen Gründen festgenommen, vom Reichskriegsgericht in Berlin am 7. Juli 1941 zum Tode verurteilt und im Zuchthaus Brandenburg-Görden enthauptet.
- 9. August 1941: Leander Zrenner (* 21. Januar 1905 in Regensburg), Anhänger der Reformadventisten aus München, wegen Kriegsdienstverweigerung aus religiösen Gründen festgenommen, vom Reichskriegsgericht in Berlin am 7. Juli 1941 zum Tode verurteilt und im Zuchthaus Brandenburg-Görden enthauptet.
- 9. August 1941: Franz Neubauer (* 24. November 1911 in Dobschitz/Sudetenland), Bäcker, Anklage lautete auf Fahnenflucht.
- 10. September 1941: Harald Viggo Hansteen (* 13. September 1900 in Oslo), Jurist, Kommunist, wegen Beteiligung an einem gegen die deutsche Besatzung Norwegens gerichteten Streik zum Tode verurteilt und durch Erschießen hingerichtet.
- 10. September 1941: Rolf Wickstrøm (* 9. Dezember 1912 in Oslo), norwegischer Gewerkschafter, von der Besatzungsmacht wegen Aufrufs zum Streik zum Tode verurteilt und hingerichtet.
- 11. Oktober 1941: Heinrich Ostermöller (* 20. Januar 1905 in Holsen), Zeuge Jehovas, wegen Kriegsdienstverweigerung im Zuchthaus Brandenburg-Görden hingerichtet.
- 11. Oktober 1941: Rolf Appel (* 1902), Druckereibesitzer aus Süderbrarup, Zeuge Jehovas, wegen Kriegsdienstverweigerung im Zuchthaus Brandenburg-Görden hingerichtet.
- 24. Oktober 1941: Paul Ottmann (* 18. April 1908), Polizei-Oberwachtmeister, wegen versuchter Vergewaltigung mit Todesfolge, begangen am 28. Dezember 1940 in Berlin an der Krankenschwester Else Kley (* 31. August 1914 in Ilmenach, Kreis Zell), zum Tode verurteilt und hingerichtet.
- 25. Oktober 1941: Wilhelm Valentin Mannel (* 10. September 1911 in Wanne-Eickel), Zeuge Jehovas, als Kriegsdienstverweigerer im Zuchthaus Brandenburg-Görden hingerichtet.
- 15. November 1941: Emil Ackermann (* 2. Dezember 1902), Zeuge Jehovas, wegen Kriegsdienstverweigerung im Zuchthaus Brandenburg-Görden hingerichtet.

#### 1942
- 1942/1943: Gertrud Schubert (* 14. August 1904), Inhaftierte im Frauengefängnis Barnimstraße, Berlin, in der Strafanstalt Berlin-Plötzensee hingerichtet.[86]
- 1942: Melanie Kuriotek, Inhaftierte im Frauengefängnis Barnimstraße, Berlin, in der Strafanstalt Berlin-Plötzensee hingerichtet.[86]
- 17. Januar 1942: Ernst Wilhelm Zehender (* 11. März 1905 in Gemmrigheim), Zeuge Jehovas, wegen Kriegsdienstverweigerung zum Tode verurteilt und im Zuchthaus Brandenburg-Görden hingerichtet.
- 23. Januar 1942: Oskar Hübschmann (* 12. April 1908), am 20. Oktober 1941 zum Tode verurteilt und in der Strafanstalt Berlin-Plötzensee hingerichtet.
- 30. Januar 1942: Rudolf Terer (* 6. Oktober 1906), Kommunist, wegen Betätigung im antinazistischen kommunistischen Untergrund am 16. September 1941 vom Volksgerichtshof wegen Vorbereitung zum Hochverrat zum Tode und Verlust der bürgerlichen Ehrenrechte auf Lebenszeit verurteilt und in der Strafanstalt Berlin-Plötzensee hingerichtet.
- 31. Januar 1942: Wilhelm Hetkamp, Zeuge Jehovas, wegen Kriegsdienstverweigerung vom Reichskriegsgericht zum Tode verurteilt und in der Strafanstalt Berlin-Plötzensee hingerichtet.
- 5. Februar 1942: Louwe Smilde (* 23. August 1923 in Muntendam), Niederländer, im Gefängnis Frankfurt-Preungesheim hingerichtet.[87]
- 7. Februar 1942: Michael Klause, Kommunist, in der Strafanstalt Berlin-Plötzensee hingerichtet.
- 10. Februar 1942: Leo Bohnenstengel (* 28. Juni 1897 Mühlhausen/Konstanz) verurteilt vom OLG Stuttgart und wegen Wehrkraftzersetzung hingerichtet.[32]
- 10. Februar 1942: Otto Etzel (* 16. März 1911 in Bissingen, Kreis Ludwigsburg) wegen Gewaltverbrechen vom SG Stuttgart verurteilt, hingerichtet.[32]
- 12. Februar 1942: Ady Claude (* 8. Juli 1913 in Oberkorn), Luxemburger, im Gefängnis Köln-Klingelpütz hingerichtet.
- 12. Februar 1942: Dominik Dondelinger (* 12. Oktober 1897 in Zolwer/Soleuvre), Luxemburger, im Gefängnis Köln-Klingelpütz hingerichtet, siehe Ady Claude.
- 20. Februar 1942: Gustav Stange (* 1903), Zeuge Jehovas, wegen „Zersetzung der Wehrkraft“ zum Tode verurteilt und auf der Schießbahn Dornhalde in Stuttgart erschossen.
- 27. Februar 1942: Anna Guttenberger (* 3. März 1902 in Schwäbisch Gmünd), Hilfsarbeiterin, vom Sondergericht beim Landgericht Feldkirch/Vorarlberg wegen eines Verbrechens gegen die „Verordnung des Führers zum Schutz der Sammlung von Wintersachen für die Front vom 23. Dezember 1941“ zum Tode verurteilt und in München-Stadelheim enthauptet.[88]
- 28. Februar 1942: Martin Rost (* 1919), im Gefängnis Frankfurt-Preungesheim hingerichtet.
- 3. März 1942: Johanna Kursatz (* 15. Februar 1900), Inhaftierte im Frauengefängnis Barnimstraße, Berlin, in der Strafanstalt Berlin-Plötzensee hingerichtet.[86]
- 12. März 1942: Josef Bock (* 28. Februar 1908 Nordstetten/Horb), verurteilt vom SG Stuttgart und wegen „Volksschädlingsvergehens“ hingerichtet.[32]
- 14. März 1942: Gregor Wohlfahrt junior (* 24. Juli 1921 in Köstenberg), Zeuge Jehovas, als Wehrdienstverweigerer zum Tod verurteilt und in der Strafanstalt Berlin-Plötzensee hingerichtet.
- 19. März 1942: Julie Ball (* 24. April 1880), Inhaftierte im Frauengefängnis Barnimstraße, Berlin, in der Strafanstalt Berlin-Plötzensee hingerichtet.[86]
- 20. März 1942: Johann Zdum (* 15. Dezember 1915 in Korczew), Zivilarbeiter, Anfang 1941 wegen unerlaubter Beziehungen zu einer deutschen Frau festgenommen, zum Tode verurteilt und in Dürwiß durch Hängen hingerichtet.
- 28. März 1942: Wolfgang Kusserow (* 1. März 1922 in Bochum), Zeuge Jehovas, als Wehrdienstverweigerer zum Tode verurteilt und in Brandenburg-Görden hingerichtet.
- 9. April 1942: Werner Kurt Gaßner (* 1. Mai 1920 in Greiz), Zeuge Jehovas, wegen Kriegsdienstverweigerung im Zuchthaus Brandenburg-Görden hingerichtet.
- 11. April 1942: Karl August Haas (* 12. Februar 1909 in Wien), Zeuge Jehovas, als Wehrdienstverweigerer zum Tode verurteilt und im Zuchthaus Brandenburg-Görden hingerichtet.
- 14. April 1942: Marcel Weinum (* 5. Februar 1924 in Brumath), Schüler, wegen eines Sprengstoffanschlags am 9. Mai 1941 festgenommen, am 31. März 1942 von einem Sondergerichtshof in Straßburg zum Tode verurteilt und in Stuttgart durch Enthaupten hingerichtet.
- 25. April 1942: Willi Kuhlmey (* 1. April 1911 in Schmergow), Gärtner, wegen Morden, begangen am 10. April 1941 in Bochow-Bruch bei Groß-Kreutz an seinen Kindern Willi (5 Jahre), Rosemarie (3 Jahre), Alfred (2 Jahre) und Erika (3/4 Jahre), zum Tode verurteilt und hingerichtet.
- 8. Mai 1942: Józef Trzeciak (* 19. Dezember 1910 in Węglówka), Zwangsarbeiter, am 9. August 1941 wegen unerlaubter Beziehungen zu einer deutschen Frau festgenommen, zum Tode verurteilt und in Zachenberg durch Hängen hingerichtet.
- 21. Mai 1942: Kurt Steffelbauer (* 16. Februar 1890 in Görlitz), Gewerkschafter, wegen Betätigung im kommunistischen Untergrund am 28. Mai 1941 festgenommen, am 10. Januar 1942 vom 2. Senat des Volksgerichtshofes zum Tode verurteilt und in der Strafanstalt Berlin-Plötzensee hingerichtet.
- 21. Mai 1942: Arthur Emmerlich (* 20. September 1907 in Niederwiesa), Arbeiter, Kommunist, wegen des Versuchs, KPD-Untergrundnetzwerke zu organisieren, am 24. Mai 1941 festgenommen, am 10. Januar 1942 vom 2. Senat des Volksgerichtshofs zum Tode verurteilt und in der Strafanstalt Berlin-Plötzensee hingerichtet.
- 21. Mai 1942: Alfred Grünberg (* 18. Februar 1901 in Magdeburg), Arbeiter, am 10. Januar 1942 vom Volksgerichtshof wegen Hochverrats zum Tode verurteilt, in Berlin-Plötzensee durch Hängen hingerichtet.
- Juni 1942: Walter Lüdtke (* 30. August 1909 in Wilmersdorf), Bauarbeiter, wegen Mordes, begangen am 4. Februar 1942 an Anna Mollath, geb. Schuster, und ihrer Mutter Gertrud Schuster, zum Tode verurteilt und hingerichtet.
- 3. Juni 1942: Leo Katzenberger (* 25. November 1873 in Maßbach), Geschäftsmann, wegen des Vorwurfs, als Jude geschlechtlichen Verkehr mit einer Arierin gehabt zu haben (Rassenschande), festgenommen, vom Sondergericht Nürnberg unter Berufung auf die Volksschädlingsverordnung im März 1942 zum Tode verurteilt und in München mit dem Fallbeil hingerichtet.
- 5. Juni 1942: Fritz Schulze (* 14. April 1903 in Leipzig), Maler, wegen antinazistischer Betätigung im kommunistischen Untergrund im Februar 1941 festgenommen, 1942 vom Volksgerichtshof zum Tode verurteilt und in der Strafanstalt Berlin-Plötzensee hingerichtet.
- 5. Juni 1942: Karl Stein (* 30. Januar 1902 in Dresden), Elektriker, wegen antinazistischer Betätigung im kommunistischen Untergrund im Januar 1941 festgenommen, am 11. März 1942 vom Volksgerichtshof wegen Hochverrats zum Tode verurteilt und in der Strafanstalt Berlin-Plötzensee hingerichtet.
- 5. Juni 1942: Herbert Bochow (* 20. November 1906 in Eberstadt/Hessen), Schriftsteller, wegen antinazistischer Betätigung im kommunistischen Untergrund im Juni 1941 festgenommen, am 11. März 1942 zum Tode verurteilt und in der Strafanstalt Berlin-Plötzensee hingerichtet.
- 5. Juni 1942: Albert Hensel (* 20. März 1895 in Dresden), Arbeiter, wegen antinazistischer Betätigung im kommunistischen Untergrund am 6. Februar 1941 festgenommen, am 11. März 1942 zum Tode verurteilt und in der Strafanstalt Berlin-Plötzensee durch das Fallbeil hingerichtet.
- 9. Juni 1942: Sylvia Elvira Klar (* 26. März 1885 in München), am 1. März 1942 zum Tode verurteilt und in der Tötungsanstalt Bernburg ermordet.
- 11. Juni 1942: Michael Kitzelmann (* 29. Januar 1916 in Horben), Offizier, wegen kriegskritischer Äußerungen im April 1942 festgenommen, von einem Feldkriegsgericht wegen Wehrkraftzersetzung zum Tode verurteilt und in Orel durch Erschießen hingerichtet.
- 23. Juni 1942: Jan Michalski (* 14. September 1915 Polen), der in Deutschland zur Arbeit eingesetzte Pole wurde vom SG Stuttgart wegen „Schädigung am deutschen Volke“ hingerichtet. Er hatte trotz ausdrücklicher Warnungen über längere Zeit eine intime Beziehung mit einer Deutschen.[32]
- 3. Juli 1942: Heinrich Maas (* 27. August 1903), Dreher, Kommunist, Mitarbeiter der Frankfurter Maschinenbau AG, als Leiter einer Gruppe ehemaliger Sozialdemokraten und Kommunisten in seinem Betrieb, die ausländische Radiosender und deren gegen das NS-Regime gerichtete Nachrichten weitergaben, wegen „umstürzlerischer Mundpropaganda“ festgenommen, wegen Vorbereitung zum Hochverrat zum Tode verurteilt und in der Strafanstalt Frankfurt-Preungesheim hingerichtet.[89]
- 7. Juli 1942: Rudi Nowak (* 16. April 1928 in Deutsch-Eylau), Fürsorgezögling, wegen Raubmordes, begangenen am 26. Mai 1942 an der Balbina Thygesen (* 1865), geb. Braniewicz, zum Tode verurteilt und hingerichtet.[58]
- 7. Juli 1942: Horst Schimmelpfennig (* 5. August 1928 in Berlin), Fürsorgezögling, wegen Raubmordes, begangenen am 26. Mai 1942 an der Balbina Thygesen (* 1865), geb. Braniewicz, zum Tode verurteilt und hingerichtet.[58]
- 8. Juli 1942: August Halicki (* 1915), polnischer Zwangsarbeiter, vom Sondergericht Darmstadt wegen Flucht aus einem Straflager und zweier Verbrechen bei Fliegergefahr in Verbindung mit schwerem Diebstahl auf Grund der Polenstrafrechtsverordnung zum Tode verurteilt und im Gefängnis Frankfurt-Preungesheim hingerichtet.[90]
- 28. Juli 1942: Johann Bamberger (* 1919), im Gefängnis Frankfurt-Preungesheim hingerichtet.
- 1. August 1942: Heinrich Stück (* 1887), Schneider, am 30. Juni 1942 vom Oberlandesgericht Kassel wegen Verbrechens gegen § 2 der Rundfunkverordnung in Tateinheit mit Verbrechen gegen § 1 dieser Verordnung zum Tode verurteilt und hingerichtet (5.35 Uhr).[91]
- 7. August 1942: Josef Adamczyk (* 26. April 1905), durch Enthaupten hingerichtet.[92]
- 7. August 1942: Sophie Golembiew (* 8. Februar 1907), Inhaftierte im Frauengefängnis Barnimstraße, hingerichtet.[86]
- 11. August 1942: Rudolf Moebs (* 1905 in München), als Zeuge Jehovas wegen der Ablehnung des Dienstes mit der Waffe im Juli 1942 vom Kriegsgericht zum Tode verurteilt und in Saporoshje/Ukraine hingerichtet.[93]
- 15. August 1942: Josef Augustyniak (* 30. November 1899), in der Strafanstalt Berlin-Plötzensee hingerichtet.[92]
- 15. August 1942: Veronika Augustyniak, wegen „Landesverrats“ in der Strafanstalt Berlin-Plötzensee hingerichtet.[94][92]
- 15. August 1942: Bronisława Czubakowska (* 9. Juli 1916), Inhaftierte im Frauengefängnis Barnimstraße, in der Strafanstalt Berlin-Plötzensee hingerichtet.[95]
- 15. August 1942: Marianne Schejner (* 29. März 1878), Inhaftierte im Frauengefängnis Barnimstraße, hingerichtet.[86]
- 18. August 1942: Marianne Baum (* 9. Februar 1912 in Saarburg), Kommunistin, wegen eines Anschlages auf eine antikommunistische Ausstellung im Mai 1942 festgenommen, zum Tode verurteilt und in der Strafanstalt Berlin-Plötzensee hingerichtet.
- 18. August 1942: Joachim Franke (* 8. Januar 1905), Ingenieur, wegen antinazistischer Betätigung im kommunistischen Untergrund im Mai 1942 festgenommen, am 16. Juli 1942 zum Tode verurteilt und in der Strafanstalt Berlin-Plötzensee hingerichtet.
- 18. August 1942: Hildegard Jadamowitz (* 12. Februar 1916 in Berlin-Neukölln), Sprechstundenhilfe, wegen antinazistischer Betätigung im kommunistischen Untergrund am 17. Mai 1942 festgenommen, am 16. Juli 1942 vom Volksgerichtshof wegen Vorbereitung zum Hochverrat zum Tode verurteilt und in der Strafanstalt Berlin-Plötzensee hingerichtet.
- 18. August 1942: Sala Kochmann (* 7. Juni 1912 in Rzeszów, Polen), Kindergärtnerin, wegen Betätigung im kommunistischen Untergrund am 23. Mai 1942 festgenommen, am 16. Juli 1942 vom Volksgerichtshof zum Tode verurteilt und in der Strafanstalt Berlin-Plötzensee hingerichtet.
- 18. August 1942: Hans-Georg Mannaberg (* 24. Dezember 1912 in Rixdorf), Arbeiter, wegen antinazistischer Betätigung im kommunistischen Untergrund 1942 festgenommen, zum Tode verurteilt und in der Strafanstalt Berlin-Plötzensee hingerichtet.
- 18. August 1942: Werner Steinbrink (* 19. April 1917 in Berlin-Neukölln), Chemotechniker, wegen antinazistischer Betätigung im kommunistischen Untergrund im Mai 1942 festgenommen, am 16. Juli 1942 vom Volksgerichtshof zum Tode verurteilt und in der Strafanstalt Berlin-Plötzensee hingerichtet.
- 18. August 1942: Irene Walter (* 23. Januar 1914 oder 23. Januar 1921), Mitglied der Herbert-Baum-Gruppe, in der Strafanstalt Berlin-Plötzensee hingerichtet.[96]
- 18. August 1942: Suzanne Wesse (* 16. Januar 1914 in Calais), Übersetzerin, wegen antinazistischer Betätigung im kommunistischen Untergrund am 23. Mai 1942 festgenommen, am 16. Juli 1942 vom Volksgerichtshof wegen Vorbereitung zum Hochverrat zum Tode verurteilt und in der Strafanstalt Berlin-Plötzensee hingerichtet.
- 19. August 1942: Karl Göttig (* 13. August 1914 in Kleinwenden), Kommunist, festgenommen, nachdem er beschuldigt worden war, im Klosett des Finanzamts in Nordhausen auf ein Pappschild geschrieben zu haben: „Es lebe die kommunistische Partei Deutschlands. Hitler, das Schwein, verrecke, denn nur er allein ist Schuld am Kriege. Dieser Massenmörder.“ Aus diesem Grund und wegen des Verdachts auf Abhören ausländischer Radiosender wurde er am 20. Mai 1942 vom Oberlandesgericht in Kassel wegen Vorbereitung zum Hochverrat und Rundfunkverbrechens zum Tode verurteilt und im Gefängnis Frankfurt-Preungesheim hingerichtet. Mit dem Urteil des Landgerichts Erfurt-Nordhausen vom 7. Mai 1946 schuf sein Tod einen Präzedenzfall für Denunziation im Nationalsozialismus (AZ: 3 Ks 1/46). Das Gericht stellte fest, dass Göttigs Tat auch nach dem Recht von 1942 kein Hochverrat war. Sein Denunziant, Josef Puttfarcken, wurde wegen Beihilfe zum Mord zu lebenslänglichem Zuchthaus verurteilt. Darüber hinaus wurden ihm die bürgerlichen Ehrenrechte auf Lebenszeit aberkannt.[97]
- 20. August 1942: Karl Leopold Schaps (* 7. Oktober 1910), als „gefährlicher Gewohnheitsverbrecher“ zum Tode verurteilt und im Gefängnis Köln- Klingelpütz hingerichtet.
- 21. August 1942: Bernhard Grimm (* 14. Mai 1923), Zeuge Jehovas, als Kriegsdienstverweigerer zum Tode verurteilt und in Brandenburg-Görden hingerichtet.
- 21. August 1942: Franz Reinisch (* 1. Februar 1903 in Feldkirch-Levis, Vorarlberg), Priester, wegen Verweigerung des Fahneneides auf Adolf Hitler am 15. April 1942 festgenommen, vom Reichskriegsgericht zum Tode verurteilt und im Zuchthaus Brandenburg-Görden durch Enthaupten hingerichtet.
- 22. August 1942: Agnes Zarembowicz (* 23. Oktober 1895), Inhaftierte im Frauengefängnis Barnimstraße, Berlin, hingerichtet.[86]
- 22. August 1942: Leokardia Zbierska (* 22. März 1917), hingerichtet.[92]
- 22. August 1942: Peter Kicinski, hingerichtet.[92]
- 22. August 1942: Dominik Kujawa, hingerichtet.[92]
- 22. August 1942: Kasimierz Ruzycki, hingerichtet.[92]
- 22. August 1942: Waclaw Stasiak, hingerichtet.[92]
- 24. August 1942: Czesław Jóźwiak (* 7. September 1919 in Łążyn bei Bydgoszcz), Jugendlicher, wegen antinazistischer Betätigung am 23. September 1940 festgenommen, wegen Vorbereitung zum Hochverrat zum Tode verurteilt und in Dresden hingerichtet.
- 24. August 1942: Edward Kaźmierski (* 1. Oktober 1919 in Poznań), Mechaniker, wegen Beteiligung an antinazistischen Aktivitäten gegen die deutsche Besatzung Polens festgenommen, wegen Hochverrats zum Tode verurteilt und in Dresden hingerichtet.
- 24. August 1942: Franciszek Kęsy (* 13. November 1920 in Berlin), Jugendlicher, wegen Betätigung gegen die deutsche Besatzung im September 1940 festgenommen, wegen Vorbereitung zum Hochverrat zum Tode verurteilt und in Dresden hingerichtet.
- 24. August 1942: Eduard Klinik (* 21. Juli 1919 in Bochum-Werne), Arbeiter, wegen Betätigung im antinazistischen Widerstand in Polen im September 1940 festgenommen, wegen Vorbereitung zum Hochverrat zum Tode verurteilt und in Dresden hingerichtet.
- 24. August 1942: Jarogniew Wojciechowski (* 5. November 1922 in Posen), wegen Betätigung gegen die deutsche Besatzung in Polen im September 1940 festgenommen, wegen Vorbereitung zum Hochverrat zum Tode verurteilt und in Dresden hingerichtet.
- 25. August 1942: Walerian Wróbel (* 2. April 1925 in Fałków), polnischer Zwangsarbeiter, wegen der Inbrandsetzung eines Heuhaufens am 8. Juli 1942 vom Sondergericht beim Landgericht Bremen wegen Brandstiftung und zusätzlich als „Volksschädling“ gemäß der Verordnung gegen Volksschädlinge zum Tode verurteilt und in Hamburg mit dem Fallbeil hingerichtet.
- 26. August 1942: Irena Bernaskova (* 7. Februar 1904 in Prag), Inhaftierte im Frauengefängnis Barnimstraße, Berlin, in der Strafanstalt Berlin-Plötzensee hingerichtet.[86]
- 28. August 1942: Andreas Hoevel (* 24. Februar 1900 in Pallien), wegen antinazistischer Betätigung (Verbreitung von ausländischen Rundfunkmeldungen) am 30. November 1941 in Koblenz festgenommen, am 26. Juni 1942 vom Oberlandesgericht Kassel wegen Vorbereitung zum Hochverrat und Rundfunkverbrechen zum Tode verurteilt und in der Strafanstalt Frankfurt-Preungesheim mit dem Fallbeil hingerichtet.
- 28. August 1942: Anneliese Hoevel (* 3. Oktober 1898 in Köln), am 30. November 1941 in Koblenz festgenommen, am 26. Juni 1942 vom Oberlandesgericht Kassel wegen Vorbereitung zum Hochverrat und Rundfunkverbrechen zum Tode verurteilt und in der Strafanstalt Frankfurt-Preungesheim mit dem Fallbeil hingerichtet.
- 1. September 1942: Ludwig Pfältzer (* 7. Juli 1911 in Pforzheim), Anhänger der Reformadventisten wegen Kriegsdienstverweigerung aus religiösen Gründen festgenommen, vom Reichskriegsgericht in Berlin am 29. Juli 1942 zum Tode verurteilt und im Zuchthaus Brandenburg-Görden hingerichtet.
- 2. September 1942: Wilhelm Letonja (* 6. Mai 1915 in Donawitz, Österreich), Zeuge Jehovas, wegen Fahnenflucht festgenommen, vom Reichskriegsgericht in Berlin am 27. Juli 1942 zum Tode verurteilt und im Zuchthaus Brandenburg-Görden enthauptet.
- 2. September 1942: Agnes Laczkiewic (* 16. Februar 1891), Inhaftierte im Frauengefängnis Barnimstraße, Berlin, in der Strafanstalt Berlin-Plötzensee hingerichtet.[86]
- 2. September 1942: Josefa Vichowa (* 16. September 1902), Inhaftierte im Frauengefängnis Barnimstraße, Berlin, in der Strafanstalt Berlin-Plötzensee hingerichtet.[86]
- 9. September 1942: Herbert Eichholzer (* 31. Jänner 1903 in Graz), Architekt, wegen antinazistischer Betätigung am 7. Januar 1941 festgenommen, am 9. September 1942 wegen Hochverrats zum Tode verurteilt und im Landgericht Wien durch Enthaupten hingerichtet.
- 11. September 1942: Carl Minster (* 25. Februar 1873 in Edenkoben), Publizist, wegen antinazistischer Betätigung im Jahr 1942 festgenommen, vom Volksgerichtshof wegen Vorbereitung zum Hochverrat zum Tode verurteilt und in der Strafanstalt Berlin-Plötzensee hingerichtet.
- 15. September 1942: Georg Lechleiter (* 14. April 1885 in Appenweier), Kommunist, wegen der Verbreitung einer Untergrundzeitung Anfang 1942 festgenommen, vom 2. Senat des Volksgerichtshofes zum Tode verurteilt und in Stuttgart durch Enthaupten hingerichtet.
- 15. September 1942: Wladislaw Stawowski (* 15. August 1922 in Polen), verurteilt wegen Mordes vom SG Stuttgart, hingerichtet.[32]
- 15. September 1942: Stanislaw Majchar (* 8. März 1907 in Polen), verurteilt wegen Mordes vom SG Stuttgart, hingerichtet.[32]
- 17. September 1942: Anton Breitinger (* 19. Juni 1898), Lackierer, Kommunist, wegen antinazistischer Betätigung festgenommen, vom Volksgerichtshof am 24. Juni 1942 zum Tode verurteilt und im Gefängnis Frankfurt-Preungesheim mit dem Fallbeil hingerichtet.
- 17. September 1942: Edmund Germann, Kommunist, im Sommer 1941 wegen antinazistischer Betätigung festgenommen, vom Volksgerichtshof am 24. Juni 1942 wegen Hochverrates zum Tode verurteilt und im Gefängnis Preungesheim mit dem Fallbeil hingerichtet.
- 17. September 1942: Otto Häuslein (* 3. Januar 1911), Installateur, Kommunist, im Sommer 1941 wegen antinazistischer Betätigung festgenommen, wegen Vorbereitung zum Hochverrat und Wehrkraftzersetzung angeklagt und am 26. Juni 1942 vom Volksgerichtshof zum Tode verurteilt und im Gefängnis Frankfurt-Preungesheim hingerichtet.
- 17. September 1942: Wilhelm Hugo (* 18. Juli 1906), Postfacharbeiter, Kommunist, wegen antinazistischer Betätigung im Sommer 1941 festgenommen, vom Volksgerichtshof am 24. Juni 1942 wegen Hochverrat zum Tode verurteilt und in Frankfurt-Preungesheim hingerichtet.
- 17. September 1942: Wilhelm Klöppinger (* 8. Oktober 1910 in Pfungstadt), Postfacharbeiter aus Wiesbaden, Kommunist, zur Arbeit in einem Frankfurter Postamt dienstverpflichtet, im Sommer 1941 wegen Betätigung im kommunistischen Untergrund festgenommen, vom 2. Senat des Volksgerichtshof am 25. Juni 1942 zum Tode verurteilt und in Frankfurt-Preungesheim hingerichtet.[98]
- 17. September 1942: Julius Nees (* 28. September 1898 in Pfaffenwiesbach), Kommunist, im Sommer 1941 wegen antinazistischer Betätigung festgenommen, vom Volksgerichtshof am 24. Juni 1942 wegen Hochverrates zum Tode verurteilt und im Gefängnis Frankfurt-Preungesheim mit dem Fallbeil hingerichtet.
- 18. September 1942: Gertrude Raraite (* 7. Juli 1921), Inhaftierte im Frauengefängnis Barnimstraße, Berlin, in der Strafanstalt Berlin-Plötzensee hingerichtet.[86]
- 18. September 1942: Benno Neuburger (* 4. März 1871), am 20. Juli 1942 vom Volksgerichtshof wegen „Vorbereitung zum Hochverrat“ zum Tode verurteilt und in der Strafanstalt Berlin-Plötzensee hingerichtet. Er hatte vom 20. September 1941 bis Ende Februar 1942 14 Postkarten geschrieben und sie – nicht adressiert – in Briefkästen geworfen.[99][100]
- 22. September 1942: Marianne Pietrzak (* 16. Mai 1900), Inhaftierte im Frauengefängnis Barnimstraße, Berlin, in der Strafanstalt Berlin-Plötzensee hingerichtet.[86]
- 22. September 1942: Anna Zagora (* 16. April 1915), Inhaftierte im Frauengefängnis Barnimstraße, Berlin, in der Strafanstalt Berlin-Plötzensee hingerichtet.[86]
- 24. September 1942: Max Behretz (* 20. Januar 1913 in Roermond), Maschinenschlosser, zum Tode verurteilt und in der Strafanstalt Berlin-Plötzensee hingerichtet.[101]
- 26. September 1942: Karl Walter Schäfer (* 28. November 1910 in Dresden), Zeuge Jehovas, als Wehrdienstverweigerer zum Tode verurteilt und in Brandenburg-Görden hingerichtet.
- 30. September 1942: Ferdinand Strasser (* 3. April 1901 in Krems an der Donau), Politiker, wegen Betätigung im kommunistischen Untergrund am 15. April 1941 festgenommen, am 12. Juni 1942 durch den Volksgerichtshof zum Tode verurteilt und im Landgericht Wien hingerichtet.
- 1. Oktober 1942: Alexander Iwanowitsch Mermenko (18 Jahre alt), in Hamburg wegen Plünderns nach einem Fliegerangriff hingerichtet.[102]
- 2. Oktober 1942: Julietta Kaechel (* 20. November 1920 in Markirch, Elsass), Arbeiterin, Inhaftierte im Frauengefängnis Barnimstraße, Berlin, in der Strafanstalt Berlin-Plötzensee hingerichtet.[86]
- 13. Oktober 1942: Stanislaus Malik (* 21. Juli 1918 in Tschammendorf, Kreis Neumark), Melker, Pole, wegen Raubmordes an dem Fabrikbesitzer Erich Plehn (* 23. März 1892 in Berlin) in Berlin festgenommen, zum Tode verurteilt und hingerichtet.
- 27. Oktober 1942: Helmuth Hübener (* 8. Januar 1925 in Hamburg), Verwaltungslehrling, als Oppositioneller gegen den NS-Staat wegen der Verbreitung antinazistischer Flugblätter am 11. August 1942 vom 2. Senat des Volksgerichtshofs wegen Hochverrats zum Tode verurteilt und in der Strafanstalt Berlin-Plötzensee hingerichtet.
- 3. November 1942: Anna Wanrurowa (* 16. Mai 1914), Inhaftierte im Frauengefängnis Barnimstraße, Berlin, in der Strafanstalt Berlin-Plötzensee hingerichtet.[86]
- 9. November 1942 Johann August Malin (* 22. September 1902 in Satteins bei Feldkirch), Arbeiter, wegen antinazistischer Betätigung am 6. Mai 1942 festgenommen, vom Volksgerichtshof wegen Vorbereitung zum Hochverrat und Wehrkraftzersetzung im Gefängnis München-Stadelheim hingerichtet.
- 10. November 1942: Franz Mittendorfer (* 1. Juli 1909 in Eitzing), Österreicher, Widerstandskämpfer, durch Fallbeil im Landgericht Wien hingerichtet.
- 11. November 1942: Czesław Trzciński (* 6. Oktober 1907 in Łódź), Pole, Zwangsarbeiter, wurde ohne Gerichtsverfahren am polnischen Nationalfeiertag in Rappach durch den Strang hingerichtet.[103]
- 18. November 1942: Rudolf Hlobil (* 19. Mai 1908 in Wien), Österreicher, Widerstandskämpfer, durch Fallbeil im Landgericht Wien hingerichtet.
- 24. November 1942: Agnes Maly (* 7. Januar 1910), Inhaftierte im Frauengefängnis Barnimstraße, Berlin, in der Strafanstalt Berlin-Plötzensee hingerichtet.[86]
- 1. Dezember 1942: Karl Albin Becker (* 19. November 1894 in Hannover), Schriftsetzer, wegen antinazistischer Tätigkeit als Kommunist als Emigrant im Juni 1941 nach Deutschland ausgeliefert, am 4. September 1942 zum Tode verurteilt und in der Strafanstalt Berlin-Plötzensee hingerichtet.
- 1. Dezember 1942: Kvetoslaw Kabat (auch Viteslaw Vojkowsky) (* 19. April 1919 in Tschelolowicz), wegen Mordes, begangen am 25. Juli 1942 an dem Hoteldiener Wachnitz, und Urkundenfälschung zum Tode verurteilt und in der Strafanstalt Berlin-Plötzensee hingerichtet.
- 2. Dezember 1942: Adolfine Mikes (* 11. September 1903 in Wien), österreichische KPÖ-Funktionärin und Widerstandskämpferin, im Landgericht Wien hingerichtet.
- 3. Dezember 1942: Hanno Günther (* 12. Januar 1921 in Berlin), Bäcker, Kommunist, wegen antinazistischer Betätigung (Verbreitung von regimefeindlichem Propagandamaterial) am 28. Juli 1941 festgenommen, am 9. Oktober 1942 zum Tode verurteilt und in der Strafanstalt Berlin-Plötzensee hingerichtet.
- 3. Dezember 1942: Hermann Seebach, Maschinenschlosser, arbeitete bei der Lübecker Maschinenbaugesellschaft, wegen Abhörens von Feindsendern festgenommen, aufgrund kommunistischer Hetzreden und Vorbereitung zum Hochverrat vor dem Volksgerichtshof angeklagt, am 5. Oktober 1942 zum Tode verurteilt und in der Strafanstalt Berlin-Plötzensee hingerichtet.
- 5. Dezember 1942: Gustav Adolf Hochschild (* 5. August 1906 in Schleusenau), wegen der am 29. Juli 1942 versuchten Ermordung der Minn Hochschild, geb. Sander (* 21. Dezember 1904 in Piontken), zum Tode verurteilt und hingerichtet.
- 14. Dezember 1942: Elisabeth Lambert (* 15. Oktober 1897), Inhaftierte im Frauengefängnis Barnimstraße, Berlin, in der Strafanstalt Berlin-Plötzensee hingerichtet.[86]
- 18. Dezember 1942: Felix Grafe (* 9. Juli 1888 in Humpolec, Böhmen), Lyriker und Übersetzer, wegen der Veröffentlichung eines antinazistischen Gedichts in einer Untergrundzeitschrift im Juli 1941 festgenommen, vom Landgericht Wien wegen Wehrkraftzersetzung und Vorbereitung zum Hochverrat zum Tode verurteilt und im Landgericht Wien hingerichtet.
- 18. Dezember 1942: Robert Mikes (* 9. Oktober 1888 in Prag), österreichischer KPÖ-Funktionär und Widerstandskämpfer, im Landgericht Wien hingerichtet.
- 18. Dezember 1942: Luise Reichman (* 25. Dezember 1904), Inhaftierte im Frauengefängnis Barnimstraße, Berlin, in der Strafanstalt Berlin-Plötzensee hingerichtet.[86]
- 18. Dezember 1942: Meta Schulze (* 14. August 1906), Inhaftierte im Frauengefängnis Barnimstraße, Berlin, in der Strafanstalt Berlin-Plötzensee hingerichtet.[104]
- 22. Dezember 1942: Hans Coppi (* 25. Januar 1916 in Berlin), als Oppositioneller gegen den NS-Staat wegen der Teilnahme an den gegen das Regime gerichteten Aktionen der Roten Kapelle wegen Hochverrats zum Tode verurteilt und in der Strafanstalt Berlin-Plötzensee hingerichtet.
- 22. Dezember 1942: John Graudenz (* 12. November 1884 in Danzig), als Oppositioneller gegen den NS-Staat wegen der Teilnahme an den gegen das Regime gerichteten Aktionen der Roten Kapelle vom Reichskriegsgericht wegen Hochverrats zum Tode verurteilt und in der Strafanstalt Berlin-Plötzensee durch Strangulation hingerichtet.
- 22. Dezember 1942: Arvid Harnack (* 24. Mai 1901 in Darmstadt), als Oppositioneller gegen den NS-Staat wegen der Teilnahme an den gegen das Regime gerichteten Aktionen der Roten Kapelle wegen Hochverrats zum Tode verurteilt und in der Strafanstalt Berlin-Plötzensee hingerichtet.
- 22. Dezember 1942: Harro Schulze-Boysen, als Oppositioneller gegen den NS-Staat wegen der Teilnahme an den gegen das Regime gerichteten Aktionen der Roten Kapelle wegen Hochverrats zum Tode verurteilt und in der Strafanstalt Berlin-Plötzensee hingerichtet.
- 22. Dezember 1942: Horst Heilmann (* 15. April 1923 Dresden), Student, als Oppositioneller gegen den NS-Staat wegen der Teilnahme an den gegen das Regime gerichteten Aktionen der Roten Kapelle wegen Hochverrats zum Tode verurteilt und in der Strafanstalt Berlin-Plötzensee hingerichtet.
- 22. Dezember 1942: Walter Rietig (* 4. November 1906 in Breslau), Arbeiter, wegen der Unterstützung von Zwangsarbeitern und antinazistischer Äußerungen am 13. Juli 1942 festgenommen, am 26. Oktober 1942 vom Volksgerichtshof zum Tode verurteilt und in der Strafanstalt Berlin-Plötzensee hingerichtet.
- 22. Dezember 1942: Rudolf von Scheliha (* 31. Mai 1897 in Zessel, Landkreis Oels), als Oppositioneller gegen den NS-Staat wegen der Teilnahme an den gegen das Regime gerichteten Aktionen der Roten Kapelle wegen Hochverrats zum Tode verurteilt und in der Strafanstalt Berlin-Plötzensee hingerichtet.
- 22. Dezember 1942: Kurt Schulze (* 28. Dezember 1894 in Pyritz), als Oppositioneller gegen den NS-Staat wegen der Teilnahme an den gegen das Regime gerichteten Aktionen der Roten Kapelle am 19. Dezember 1942 vom Reichskriegsgericht wegen Hochverrats zum Tode verurteilt und in der Strafanstalt Berlin-Plötzensee hingerichtet.
- 22. Dezember 1942: Libertas Schulze-Boysen (* 20. November 1913 in Paris), als Oppositionelle gegen den NS-Staat wegen der Teilnahme an den gegen das Regime gerichteten Aktionen der Roten Kapelle wegen Hochverrats zum Tode verurteilt und in der Strafanstalt Berlin-Plötzensee mit dem Fallbeil hingerichtet.
- 22. Dezember 1942: Elisabeth Schumacher (* 28. April 1904 in Darmstadt), Grafikerin, wegen der Teilnahme an den gegen das NS-Regime gerichteten Aktionen der Roten Kapelle am 12. September 1942 festgenommen, am 19. Dezember 1942 vom Reichskriegsgericht wegen Vorbereitung zum Hochverrat und Landesverrat zum Tode verurteilt und in der Strafanstalt Berlin-Plötzensee mit dem Fallbeil hingerichtet.
- 22. Dezember 1942: Kurt Schumacher (* 6. Mai 1905 in Stuttgart) als Oppositioneller gegen den NS-Staat wegen der Teilnahme an den gegen das Regime gerichteten Aktionen der Roten Kapelle wegen Vorbereitung zum Hochverrat und Landesverrat zum Tode verurteilt und in der Strafanstalt Berlin-Plötzensee durch Hängen hingerichtet.
- 22. Dezember 1942: Ilse Stöbe, Journalistin, am 14. Dezember 1942 zusammen mit Rudolf von Scheliha vom Reichskriegsgericht zum Tod verurteilt, weil sie Scheliha geholfen haben soll, für Geld Staatsgeheimnisse an das Ausland zu verraten, und in der Strafanstalt Berlin-Plötzensee hingerichtet.

#### 1943
- Jahreswende 1942/1943: Frieda Grewe (* 23. November 1899), hingerichtet, Inhaftierte im Frauengefängnis Barnimstraße, Berlin, in der Strafanstalt Berlin-Plötzensee hingerichtet.[86]
- 1943: Jaroslawa Castek (* 1908), Inhaftierte im Frauengefängnis Barnim, hingerichtet.[86]
- 1943: Georg Jurkowski (* 31. Juli 1891 in Berlin), Postschaffner, wegen regimekritischer Äußerungen im August 1943 festgenommen, am 14. Oktober 1943 vom Volksgerichtshof wegen Wehrkraftzersetzung zum Tode verurteilt und in der Strafanstalt Berlin-Plötzensee hingerichtet.
- 1943: Eva Martinowicz (* 21. Januar 1893), Inhaftierte im Frauengefängnis Barnimstraße, Berlin, hingerichtet.[86]
- 1943: Josefa Sadowska (* 14. April 1925), Inhaftierte im Frauengefängnis Barnimstraße, Berlin, hingerichtet.[86]
- 1943: Agnes Szukolska (* 1891), Inhaftierte im Frauengefängnis Barnimstraße, Berlin, in der Strafanstalt Berlin-Plötzensee hingerichtet.[86]
- 1943: Marie Wentzlau (* 24. März 1906 in Halle), Inhaftierte im Frauengefängnis Barnimstraße, Berlin, in der Strafanstalt Berlin-Plötzensee hingerichtet.[86]
- Martha Hopp (* 1890), Hausfrau aus Lübeck, am 30. November 1943 vom Volksgerichtshof wegen „Wehrkraftzersetzung“ zum Tode verurteilt, weil sie zu einer Arbeitskollegin geäußert hatte, dass Deutschland den Krieg verlieren würde und dass der noch zu erwartende Verlust an Menschenleben jedes Vorstellungsvermögen übersteigen würde.[105]
- 5. Januar 1943: Jadojga Joksute (* 8. Juni 1912), Inhaftierte im Frauengefängnis Barnimstraße, hingerichtet.[86]
- 5. Januar 1943: Luise Loewenstein (* 17. August 1895), Inhaftierte im Frauengefängnis Barnimstraße, Berlin, in der Strafanstalt Berlin-Plötzensee hingerichtet.[106]
- 7. Januar 1943: Marceau Jumeau (* 1909), Franzose, im Gefängnis Frankfurt-Preungesheim hingerichtet.
- 7. Januar 1943: Erwin Puschmann (* 8. Februar 1905 in Wien), Arbeiter, wegen antinazistischer Betätigung im kommunistischen Untergrund am 22. Januar 1941 festgenommen, zum Tode verurteilt und im Wiener Landgericht hingerichtet.
- 7. Januar 1943: Franz Sebek (* 30. April 1901 in Schlüsselburg bei Blatna), Ende 1941 festgenommen, im September 1942 vom Volksgerichtshof in Wien wegen Hochverrats zum Tode verurteilt und im Landgericht Wien durch Enthaupten hingerichtet.
- 7. Januar 1943: Leopold Bill (* 8. Juni 1898), Schaffner der Wiener Verkehrsbetriebe, als Funktionär der KPÖ am 14. Juli 1941 festgenommen. Er wurde am 8. September 1942 vom Volksgerichtshof zum Tode verurteilt und im Landgericht Wien hingerichtet.[107]
- 11. Januar 1943: Mieczyklaw Nowak (* 1919), Pole, im Gefängnis Frankfurt-Preungesheim hingerichtet.
- 10. Februar 1943: Josef Klobas (* 1913), tschechischer Bürger, im Gefängnis Frankfurt-Preungesheim hingerichtet.
- 10. Februar 1943: Josef Krska (* 15. Februar 1904 in Brno-Husovice), tschechischer Bürger, im Gefängnis Frankfurt-Preungesheim hingerichtet.[108]
- 10. Februar 1943: Frantisek Rysanek (* 1899), tschechischer Bürger, im Gerichtsgefängnis Frankfurt-Preungesheim hingerichtet.
- 11. Januar 1943: Philipp Theodor Auerbach (* 25. März 1904 in Wiesbaden), kaufmännischer Angestellter, Kommunist, wegen seiner politischen Einstellung denunziert, am 20. August 1942 festgenommen, am 24. November 1942 vom Oberlandesgericht Kassel wegen Vorbereitung zum Hochverrat zum Tode verurteilt und im Gefängnis Frankfurt-Preungesheim mit dem Fallbeil hingerichtet (20.10 Uhr).
- 11. Januar 1943: August Philipp Louis Biese (* 8. Mai 1898 in Kassel), Sattler (6.00 Uhr).
- 11. Januar 1943: Albert Jakob Friedrich Ege (* 31. Januar 1871 in Frankfurt), Sozialrentner, mit dem Fallbeil hingerichtet (16.05 Uhr).
- 11. Januar 1943: August Paul Albert Kannaneck (* 3. März 1906 in Wiesbaden), Dreher, am 24. November 1942 vom Oberlandesgericht Kassel zum Tode verurteilt und mit dem Fallbeil hingerichtet (20.05 Uhr).
- 11. Januar 1943: Mieczyslaw Novak (* 28. Dezember 1919 in Bogoszyce), landwirtschaftlicher Arbeiter, mit dem Fallbeil hingerichtet (20.00 Uhr).
- 11. Januar 1943: Michael Sarnicki (* 2. Februar 1921 in Kule), landwirtschaftlicher Arbeiter, mit dem Fallbeil hingerichtet (16.10 Uhr).
- 11. Januar 1943: Joseph Lardinois (* 10. Juni 1923 in Belgien), Dreher, wegen Raubmordes, begangen am 3. Januar 1943 in der S-Bahn zwischen Oranienburg und Lehnitz, am 11. Januar 1943 zum Tode verurteilt und hingerichtet.[109]
- 11. Januar 1943: Willi van Leeuwen (* 22. April 1922 in Ukkel), Maschinenarbeiter, wegen Raubmordes, begangen am 1. Januar 1943 in der S-Bahn zwischen Oranienburg und Lehnitz an Steffi Freese, geb. Behrens (* 1. Dezember 1911 in Berlin) (mit einem Holzhammer erschlagen), am 11. Januar 1943 zum Tode verurteilt und hingerichtet.[109]
- 15. Januar 1943: Grete Jost (* 26. Mai 1916 in Wien), Arbeiterin, wegen Betätigung im kommunistischen Untergrund am 8. Februar 1941 festgenommen, am 23. September 1942 wegen „Vorbereitung zum Hochverrat“ zum Tode verurteilt und im Landgericht Wien durch Enthaupten hingerichtet.
- 15. Januar 1943: Josef Wilhelm Fuchs (* 7. Januar 1914 in Siesel / Kreis Altena), Zeuge Jehovas, als Kriegsdienstverweigerer im Zuchthaus Brandenburg-Görden hingerichtet.
- 15. Januar 1943: Heinz Zunk (* 17. Mai 1919 in Berlin), Wehrmachtsangehöriger, wegen eines am 18. September 1942 in Berlin begangenen Raubmordes an der Posthelferin Hildegard Hahn, geb. Michaelis (* 13. Dezember 1907 in Berlin) festgenommen, zum Tode verurteilt und im Zuchthaus Brandenburg-Görden hingerichtet.
- 3. Februar 1943: Karl Goyke (* 4. Februar in Danzig), Zeuge Jehovas, als Kriegsdienstverweigerer im Zuchthaus Brandenburg-Görden hingerichtet.
- 10. Februar 1943: Jan Martinek (* 1901), tschechischer Bürger, im Gefängnis Frankfurt-Preungesheim hingerichtet.
- 19. Februar 1943: Josef Pomp (* 25. Oktober 1898 in Troppau), tschechischer Bürger, im Gefängnis Frankfurt-Preungesheim hingerichtet.
- 19. Februar 1943: Heinrich Will (* 27. August 1895 in Treis), im Gefängnis Frankfurt-Preungesheim hingerichtet.
- 20. Januar 1943: Conrad Blenkle (* 28. Dezember 1901 in Berlin), Bäcker, wegen antinazistischer Betätigung in Deutschland verfolgt, als Emigrant am 16. Dezember 1941 in Dänemark festgenommen, nach Deutschland überstellt, am 25. November 1942 vom Volksgerichtshof zum Tode verurteilt und in der Strafanstalt Berlin-Plötzensee hingerichtet.
- 20. Januar 1943: Gerda von Klinski geb. Herrmann (* 20. April 1914 in Berlin), wegen Mordes, begangen am 10. März 1942 in Berlin-Wilmersdorf an ihrer Schwiegermutter Else von Klinski, geb. Vick (* 23. Mai 1889 in Schleffin), zum Tode verurteilt und hingerichtet.
- 23. Januar 1943: Albrecht Ege (* 31. Januar 1878 in Frankfurt am Main), Zimmermann, zum Tode verurteilt und im Gefängnis Frankfurt-Preungesheim mit dem Fallbeil hingerichtet.
- 27. Januar 1943: Richard Zach (* 23. März 1919 in Graz), wegen antinazistischer Betätigung im kommunistischen Untergrund am 31. Oktober 1941 festgenommen, zum Tode verurteilt und in Berlin hingerichtet.
- 27. Januar 1943: Anton Dorner (* 28. April 1923 in Manessen, Himmelberg), Zeuge Jehovas, als Wehrdienstverweigerer zum Tode verurteilt und in Brandenburg-Görden hingerichtet.
- 28. Januar 1943: Rudolf Fischer (* 5. Dezember 1905 in Wien), österreichischer Widerstandskämpfer, Mitglied der KPÖ, vom Volksgerichtshof Wien/Berlin zum Tode verurteilt, im Landgericht Wien hingerichtet.
- 3. Februar 1943: Helmuth Klotz (* 30. Oktober 1894 in Freiburg im Breisgau), sozialdemokratischer Publizist, als Exilant 1940 in Paris festgenommen, am 27. November 1942 vom Volksgerichtshof wegen seiner gegen das NS-Regime gerichteten Veröffentlichungen wegen Hoch- und Landesverrats zum Tode verurteilt und in der Strafanstalt Berlin-Plötzensee hingerichtet.
- 3. Februar 1943: Anton Brugger (* 9. April 1911 in Kaprun), Konditor, Reform-Adventist, am 5. Januar 1943 als Kriegsdienstverweigerer wegen „Wehrkraftzersetzung“ vom Reichskriegsgericht in Berlin zum Tode verurteilt und im Zuchthaus Brandenburg-Görden hingerichtet.
- 10. Februar 1943: Josef Benes (* 3. Februar 1906 in Olomouc-Hejcin), tschechischer Bürger, zum Tode verurteilt und im Gefängnis Frankfurt-Preungesheim hingerichtet.
- 10. Februar 1943: Erwin Gehrts (* 18. April 1890 in Hamburg), Journalist, als Angehöriger der Roten Kapelle am 9. Oktober 1942 festgenommen, vom Reichskriegsgericht im Januar 1943 zum Tode verurteilt und in Berlin-Plötzensee hingerichtet.
- 10. Februar 1943: Josef Psikal (* 1902), tschechischer Bürger, im Gefängnis Frankfurt-Preungesheim hingerichtet.
- 10. Februar 1943: Antonin Strand (* 1907), tschechischer Bürger, im Gefängnis Frankfurt-Preungesheim hingerichtet.
- 12. Februar 1943: Franz Amberger (* 10. August 1887), österreichischer Widerstandskämpfer, im Gefängnis München-Stadelheim hingerichtet.
- 12. Februar 1943: Herbert Gollnow (* 13. Juli 1911 in Berlin), Offizier, als Angehöriger der Roten Kapelle am 19. Oktober 1942 festgenommen, vom 2. Senat des Reichskriegsgericht am 15. Dezember 1942 wegen Verrats militärischer Geheimnisse angeklagt, auf dem Schießplatz Tegel hingerichtet.
- 12. Februar 1943: France Bloch-Sérazin (* 21. Februar 1913 in Paris), wegen antinazistischer Tätigkeit in der Résistance im Mai 1942 festgenommen, am 30. September 1942 vom Feldkriegsgericht Groß-Paris zum Tode verurteilt und im Hof des Untersuchungsgefängnisses Hamburg mit dem Fallbeil hingerichtet.
- 19. Februar 1943: Otokar Doukounil (* 21. Januar 1895 in Warschau), tschechischer Bürger, im Gefängnis Frankfurt-Preungesheim hingerichtet.
- 19. Februar 1943: Milan Matuska (* 6. Oktober 1898 in Blanz), tschechischer Bürger, im Gefängnis Frankfurt-Preungesheim hingerichtet.
- 19. Februar 1943: Heinrich Will (* 27. August 1895 in Treis/Lumda), Maler, am 6. Februar 1942 wegen der Teilnahme an regimekritischen Gesprächen und des gemeinschaftlichen Abhörens ausländischer Radiosendungen festgenommen, am 21. Juli 1942 vom Volksgerichtshof in Darmstadt wegen Vorbereitung zum Landesverrat und Abhörens von Feindsendern zum Tode verurteilt und in der Strafanstalt Frankfurt-Preungesheim durch das Fallbeil hingerichtet.
- 16. Februar 1943: Maria Rink (* 22. März 1901), Inhaftierte im Frauengefängnis Barnimstraße, Berlin, in der Strafanstalt Berlin-Plötzensee hingerichtet.[86]
- 19. Februar 1943: Jaroslaw Golda (* 1893), tschechischer Bürger, im Gefängnis Frankfurt-Preungesheim hingerichtet.
- 22. Februar 1943: Christoph Probst (* 6. November 1919 in Murnau am Staffelsee), Student, als Oppositioneller gegen den NS-Staat im Gefängnis München-Stadelheim mit dem Fallbeil hingerichtet.
- 22. Februar 1943: Hans Scholl, Student, als Oppositioneller gegen den NS-Staat im Gefängnis München-Stadelheim wegen „Hochverrats“ mit dem Fallbeil hingerichtet.
- 22. Februar 1943: Sophie Scholl, als Oppositionelle gegen den NS-Staat im Gefängnis München-Stadelheim wegen „Hochverrats“ mit dem Fallbeil hingerichtet.
- 23. Februar 1943: Anton Uran (* 22. Februar 1920 in St. Martin am Techelsberg), Zeuge Jehovas, Wehrdienstverweigerer, wegen Wehrkraftzersetzung zum Tode verurteilt und in Berlin-Plötzensee hingerichtet.
- 26. Februar 1943: Hermine Dirmhirn (* 9. Dezember 1905 in Wien), österreichische Modistin und Widerstandskämpferin, im Landgericht Wien hingerichtet.
- 26. Februar 1943: Lothar Dirmhirn (* 24. September 1895 in Wien), österreichischer Stadtinspektor bei den Städtischen Wasserwerken Wien und Widerstandskämpfer, im Landgericht Wien hingerichtet.
- 2. März 1943: Josef Anton Baldermann (* 28. Februar 1903 in Wien), österreichischer Werkzeugfräser und Widerstandskämpfer, in der Strafanstalt Berlin-Plötzensee hingerichtet.
- 3. März 1943: Vladislaw Podsenik (* 1898), tschechischer Bürger, im Gefängnis Frankfurt-Preungesheim hingerichtet.
- 3. März 1943: Milos Prosek (* 8. Mai 1913 in Brno), tschechischer Bürger, im Gefängnis Frankfurt-Preungesheim hingerichtet.
- 3. März 1943: Karel Svoboda (* 1913), tschechischer Bürger, im Gefängnis Frankfurt-Preungesheim hingerichtet.
- 4. März 1943: Heinz Birnbaum, wegen antinazistischer Betätigung 1942 festgenommen, am 10. Dezember 1942 vom 2. Senat des Volksgerichtshofes zum Tode verurteilt und in der Strafanstalt Berlin-Plötzensee mit dem Fallbeil hingerichtet.
- 4. März 1943: Hella Hirsch (* 1921), Arbeiterin, wegen antinazistischer Betätigung in einer kommunistischen Untergrundgruppe im Juli 1942 festgenommen, am 10. Dezember 1942 vom 2. Senat des Volksgerichtshofes zum Tode verurteilt und in der Strafanstalt Berlin-Plötzensee hingerichtet.
- 4. März 1943: Marianne Joachim (* 5. November 1921 in Berlin), Arbeiterin, wegen antinazistischer Betätigung 1942 festgenommen, am 10. Dezember 1942 vom 2. Senat des Volksgerichtshofes zum Tode verurteilt und in der Strafanstalt Berlin-Plötzensee hingerichtet.
- 4. März 1943: Hildegard Loewy, wegen antinazistischer Betätigung 1942 festgenommen, am 10. Dezember 1942 vom 2. Senat des Volksgerichtshofes zum Tode verurteilt und in der Strafanstalt Berlin-Plötzensee hingerichtet.
- 4. März 1943: Hanni Meyer (* 14. Februar 1921 in Berlin), wegen antinazistischer Betätigung 1942 festgenommen, am 10. Dezember 1942 vom 2. Senat des Volksgerichtshofs zum Tode verurteilt und in der Strafanstalt Berlin-Plötzensee hingerichtet.
- 4. März 1943: Helmut Neumann, wegen antinazistischer Betätigung 1942 festgenommen, am 10. Dezember 1942 vom 2. Senat des Volksgerichtshofs zum Tode verurteilt und in der Strafanstalt Berlin-Plötzensee hingerichtet.
- 4. März 1943: Anna Pajonk (* 13. Januar 1900 in Kattowitz), Inhaftierte im Frauengefängnis Barnimstraße, Berlin, wegen Spionage in der Strafanstalt Berlin-Plötzensee hingerichtet.[86]
- 4. März 1943: Heinz Rotholz, wegen antinazistischer Betätigung 1942 festgenommen, am 10. Dezember 1942 vom 2. Senat des Volksgerichtshofs zum Tode verurteilt und in der Strafanstalt Berlin-Plötzensee hingerichtet.
- 4. März 1943: Siegbert Rotholz, wegen antinazistischer Betätigung 1942 festgenommen, am 10. Dezember 1942 vom 2. Senat des Volksgerichtshofs zum Tode verurteilt und in der Strafanstalt Berlin-Plötzensee hingerichtet.
- 4. März 1943: Franziska Ryohly (* 30. November 1907), Landarbeiterin, Inhaftierte im Frauengefängnis Barnim, hingerichtet.[86]
- 4. März 1943: Lothar Salinger (* 8. Mai 1919), wegen antinazistischer Betätigung 1942 festgenommen, am 10. Dezember 1942 vom 2. Senat des Volksgerichtshofs zum Tode verurteilt und in der Strafanstalt Berlin-Plötzensee hingerichtet.
- 6. März 1943: Josef Tippelt (* 30. August 1908 in Marschendorf, Böhmen), Lehrer, wegen antinationalsozialistischer Haltung im Oktober 1938 festgenommen, am 22. Oktober 1942 vom Volksgerichtshof zum Tode verurteilt, in der Strafanstalt Berlin-Plötzensee hingerichtet.
- 9. März 1943: Rosa Hofmann (* 27. Mai 1919 in Linz), Arbeiterin, wegen antinazistischer Betätigung im kommunistischen Untergrund am 16. April 1942 festgenommen, am 29. Juni 1942 vom Volksgerichtshof wegen Wehrkraftzersetzung in Verbindung mit landesverräterischer Feindbegünstigung und Vorbereitung zum Hochverrat zum Tode verurteilt und in der Strafanstalt Berlin-Plötzensee hingerichtet.
- 9. März 1943: Karl Vorberg (* 24. Februar 1912 in Neuhaldensleben), deutsches KPD-Mitglied und Widerstandskämpfer, im April 1942 unter dem Vorwurf der „Bildung kommunistischer Zellen“ festgenommen, gemeinsam mit Bartoszkiewicz am 3. Dezember 1942 vom 2. Senat des Volksgerichtshofs wegen „Vorbereitung zum Hochverrat“ zum Tode verurteilt und zusammen mit Bartoszkiewicz um 18 Uhr 40 in Berlin-Plötzensee hingerichtet.
- 9. März 1943: Franz Massors (* 16. November 1901 in Knispel, Schlesien), Zeuge Jehovas, zum Tode verurteilt am 22. September 1943 und in Halle/Saale hingerichtet.[110]
- 9. März 1943: Wielawa Jewierska (* 13. Oktober 1912), Inhaftierte im Frauengefängnis Barnimstraße, Berlin, in der Strafanstalt Berlin-Plötzensee hingerichtet.[86]
- 9. März 1943: Olga Prokop (* 22. Juli 1922), Inhaftierte im Frauengefängnis Barnimstraße, Berlin, in der Strafanstalt Berlin-Plötzensee hingerichtet.[86]
- 13. März 1943: Kasimir Kukula (* 1. September 1906 in Papianice), vom Sondergericht für den Oberlandesgerichtsbezirk Kassel am 10. Februar 1943 wegen Vergehens gegen die Polenstrafrechtsverordnung zum Tode verurteilt und im Gefängnis Frankfurt-Preungesheim hingerichtet.
- 16. März 1943: Helene Hanke (* 1. März 1917), Inhaftierte im Frauengefängnis Barnimstraße, Berlin, in der Strafanstalt Berlin-Plötzensee hingerichtet.[86]
- 16. März 1943: Bruno Kochan (* 23. Dezember 1907 in Berlin), Mitarbeiter der Aktion T4, vom Sondergericht Berlin am 10. Februar 1943 wegen Unterschlagung verurteilt, in Berlin-Plötzensee hingerichtet.[111][112]
- 16. März 1943: Antonie Stockinger (* 23. Dezember 1905 in Wien), österreichische Kürschnerin, KPÖ-Funktionärin und Widerstandskämpferin, wegen „Vorbereitung zum Hochverrat“ im Landgericht Wien hingerichtet.
- 16. März 1943: Erna Zeidler geb. Groger, verwitwete Grabandt (* 29. August 1897 in Rixdorf), wegen Mordes, begangen am 25. Juni 1942 an ihrem Sohn Wolfgang Grabandt (* 12. Juli 1932 in Berlin-Neukölln), zum Tode verurteilt und hingerichtet.
- 18. März 1943: Jan Bezdek (* 1907), tschechischer Bürger, wegen Betätigung im Widerstand gegen die deutsche Besatzung 1940 festgenommen, am 22. Oktober 1942 zum Tode verurteilt und im Gefängnis Frankfurt-Preungesheim hingerichtet.
- 18. März 1943: Wenzel Cerny (* 1902), tschechischer Bürger, wegen Betätigung im Widerstand gegen die deutsche Besatzung 1940 festgenommen, am 22. Oktober 1942 zum Tode verurteilt und im Gefängnis Frankfurt-Preungesheim hingerichtet.
- 18. März 1943: Vratislav Ladislav Elsner (* 16. Juni 1917), tschechischer Bürger, wegen Betätigung im Widerstand gegen die deutsche Besatzung 1940 festgenommen, am 22. Oktober 1942 zum Tode verurteilt und im Gefängnis Frankfurt-Preungesheim hingerichtet.[113]
- 18. März 1943: Oldřich Fictum (* 3. Juli 1907), tschechischer Bürger, wegen Betätigung im Widerstand gegen die deutsche Besatzung 1940 festgenommen, am 22. Oktober 1942 zum Tode verurteilt und im Gefängnis Frankfurt-Preungesheim hingerichtet.
- 18. März 1943: Zdenek Koznarek (* 7. Dezember 1910), tschechischer Bürger, wegen Betätigung im Widerstand gegen die deutsche Besatzung 1940 festgenommen, am 22. Oktober 1942 zum Tode verurteilt und im Gefängnis Frankfurt-Preungesheim hingerichtet.[114]
- 18. März 1943: Stanislav Prybil (* 1907), tschechischer Bürger, wegen Betätigung im Widerstand gegen die deutsche Besatzung 1940 festgenommen, am 22. Oktober 1942 zum Tode verurteilt und im Gefängnis Frankfurt-Preungesheim hingerichtet.
- 18. März 1943: Anton Smutny (* 1898), tschechischer Bürger, zum Tode verurteilt und im Gefängnis Frankfurt-Preungesheim hingerichtet.[115]
- 18. März 1943: Rudolf Vlk (* 17. Februar 1908), im Gefängnis Frankfurt-Preungesheim hingerichtet.[116]
- 18. März 1943: Oldřich Wilka (* 22. Januar 1899 in Brno), tschechischer Bürger, im Gefängnis Frankfurt-Preungesheim hingerichtet.
- 19. März 1943: Friedrich/Fritz Hartmann (* 24. Juli 1912 in Pforzheim), wegen Mordversuches, begangen am 10. Dezember 1942 auf der S-Bahn-Strecke Velten–Berlin an der Sanitätsgehilfin Maria Spitzer (* 15. Dezember 1917 in Reußendorf), zum Tode verurteilt und hingerichtet.
- 26. März 1943: Marie Kudeříková (* 24. März 1921 in Vnorovy), Studentin, wegen Beteiligung am Widerstand gegen die deutsche Besetzung Böhmens und Mährens am 5. Dezember 1941 festgenommen, am 16. November 1942 vom Gericht in Breslau zum Tode verurteilt und in Breslau durch Enthaupten hingerichtet.
- 26. März 1943: Alfred Bostelmann (* 19. März 1921 in Bremen), Zeuge Jehovas, als Kriegsdienstverweigerer im Zuchthaus Brandenburg-Görden hingerichtet
- 29. März 1943: Adolf Dvorak, wegen antinazistischer Betätigung zum Tode verurteilt und in der Strafanstalt Berlin-Plötzensee hingerichtet.[117]
- 29. März 1943: Emilie Dvorak (* 27. September 1919), wegen antinazistischer Betätigung zum Tode verurteilt und in der Strafanstalt Berlin-Plötzensee hingerichtet.[117]
- 29. März 1943: Heinrich Höfig (* 16. November 1907 in Liegnitz), Bäcker, wegen Kindesmisshandlung mit Todesfolge in Berlin-Friedenau, begangen am 16. Mai 1942 an seiner zweijährigen Tochter Karin, zum Tode verurteilt und hingerichtet.
- 29. März 1943: Herta Lindner (* 3. November 1920 in Mariaschein), wegen antinazistischer Betätigung (Herstellung und Verbreitung regimefeindlicher Schriften) am 27. November 1941 festgenommen, am 23. November 1942 wegen Vorbereitung zum Hochverrat und Feindbegünstigung zum Tode verurteilt und in der Strafanstalt Berlin-Plötzensee hingerichtet.[117]
- 29. März 1943: Franz Müller, wegen antinazistischer Betätigung zum Tode verurteilt und in der Strafanstalt Berlin-Plötzensee hingerichtet.[117]
- 29. März 1943: Ernst Patz, wegen antinazistischer Betätigung zum Tode verurteilt und in der Strafanstalt Berlin-Plötzensee hingerichtet.[117]
- 29. März 1943: Wilhelmine Rubal (* 6. Februar 1901), am 23. März 1942 festgenommen, Inhaftierte im Frauengefängnis Barnimstraße, Berlin, in der Strafanstalt Berlin-Plötzensee hingerichtet.[86]
- 29. März 1943: Zdenek Safranek, wegen antinazistischer Betätigung zum Tode verurteilt und in der Strafanstalt Berlin-Plötzensee hingerichtet.[117]
- 29. März 1943: Emilie Dvořáková, KJVD, wegen „Vorbereitung zum Hochverrat“ verurteilt und in der Strafanstalt Berlin-Plötzensee hingerichtet.[118]
- 30. März 1943: Maria Restituta Kafka (* 1. Mai 1894 in Hussowitz), Ordensschwester, am 29. Oktober 1942 wegen regimekritischer Äußerungen wegen „Feindbegünstigung und Vorbereitung zum Hochverrat“ zum Tode verurteilt und im Landgericht Wien durch Enthaupten hingerichtet.
- 30. März 1943: Maria Fischer (* 12. September 1903 in Wien), österreichische Widerstandskämpferin, Mitglied der KPÖ, vom Volksgerichtshof Wien/Berlin, 5. Senat, zum Tode verurteilt, im Landgericht Wien hingerichtet.
- 1. April 1943: Maria Warszaws (* 18. August 1907), Inhaftierte im Frauengefängnis Barnimstraße, Berlin, in der Strafanstalt Berlin-Plötzensee hingerichtet.[86]
- 5. April 1943: Maria Miarowa (* 11. Mai 1892), Inhaftierte im Frauengefängnis Barnimstraße, Berlin, in der Strafanstalt Berlin-Plötzensee hingerichtet.[86]
- 5. April 1943: Alfred Schmidt-Sas (* 16. März 1895 in Schlegel), Volksschullehrer, wegen antinazistischer Betätigung am 9. Oktober 1942 vom Volksgerichtshof zum Tode verurteilt und mit dem Fallbeil hingerichtet.
- 7. April 1943: Friedrich Haring (* 20. Juli 1917 in Kohlberg bei Arnsfeld), Sohn einer deutschen Bauerntochter und eines russischen Kriegsgefangenen des Ersten Weltkriegs, meldete sich 1939 zur Wehrmacht, kam 1940 zur Waffen-SS, wurde, weil er sich, nachdem er von seiner Versetzung zur Ostfront erfahren hatte, absichtlich in die Hand schoss, da er nicht gegen seine russischen Landsleute kämpfen wollte, festgenommen und vom Kriegsgericht in Frankfurt wegen Selbstverstümmelung zum Tode verurteilt und im Gefängnis Frankfurt-Preungesheim hingerichtet.[119]
- 8. April 1943: Elise Hampel (* 27. Oktober 1903 in Bismark (Altmark)), Arbeiterin, wegen des Verbreitens antinazistischer Postkarten am 20. Oktober 1942 zum Tode verurteilt, am 22. Januar 1943 vom 2. Senat des Volksgerichtshofes wegen „Zersetzung der Wehrkraft“ und „Vorbereitung zum Hochverrat“ zum Tod verurteilt und in der Strafanstalt Berlin-Plötzensee hingerichtet.[120]
- 8. April 1943: Otto Hermann Hampel (* 21. Juni 1897 in Mühlbock), Arbeiter, wegen der Verbreitung antinazistischer Postkarten und Handzettel am 20. Oktober 1942 zum Tode verurteilt, am 22. Januar 1943 vom 2. Senat des Volksgerichtshofes wegen „Zersetzung der Wehrkraft“ und „Vorbereitung zum Hochverrat“ zum Tod verurteilt und in der Strafanstalt Berlin-Plötzensee hingerichtet.[120]
- 8. April 1943: Marie Urich (* 8. Februar 1891 in Micmanice), Kunstblumenerzeugerin und Sozialdemokratin in Wien, Inhaftierte im Frauengefängnis Barnimstraße, Berlin. Sie wurde verhaftet, weil sie Spenden zur Unterstützung der Familien verhafteter Sozialdemokraten und Kommunisten sammelte. Marie Urich wurde am 24. Oktober 1942 vom 5. Senat des Volksgerichtshofes wegen „Vorbereitung zum Hochverrat“ zum Tod verurteilt und in der Strafanstalt Berlin-Plötzensee hingerichtet.[86][120]
- 8. April 1943: Vladimir Cerny (* 2. Februar 1898 in Prag), Versuchspilot, hingerichtet in Berlin-Plötzensee.[120]
- 8. April 1943: Alois Pacold (* 8. Dezember 1896 in Chrudim), hingerichtet in Berlin-Plötzensee.[120]
- 8. April 1943: Karl Pajgr (* 2. November 1897 in Humpolec), hingerichtet in Berlin-Plötzensee.[120]
- 8. April 1943: Josef Hamsik (* 7. März 1895 in Zadverice), Oberstleutnant der Luftwaffe a. D., hingerichtet in Berlin-Plötzensee.[120]
- 8. April 1943: Josef Zampach (* 28. Dezember 1913 in Svihov), hingerichtet in Berlin-Plötzensee.[120]
- 8. April 1943: Rudolf Josef Feistmantl (* 26. Juni 1892 in Vizovice), Rat der Landesbehörde in Prag, hingerichtet in Berlin-Plötzensee.[120]
- 8. April 1943: Dr. Johann Konstantin Kessler (* 5. September 1892 in Hluk), Arzt, hingerichtet in Berlin-Plötzensee.[120]
- 8. April 1943: Franz Nepily (* 1. Dezember 1892 in Dolní Přím), Stabsfähnrich, hingerichtet in Berlin-Plötzensee.[120]
- 8. April 1943: Dietrich Temberger (* 21. November 1887 in Barl), hingerichtet in Berlin-Plötzensee.[120]
- 8. April 1943: Adolf Rudolf Reinhold Lange (* 18. Dezember 1887 in Berlin), hingerichtet in Berlin-Plötzensee.[120]
- 12. April 1943: Maria Krsnah (* 21. Januar 1900), Inhaftierte im Frauengefängnis Barnimstraße, Berlin, in der Strafanstalt Berlin-Plötzensee hingerichtet.[86]
- 12./13. April 1943: Heinrich (Hermann?) Lindner, Bergmann, Kommunist, wegen antinazistischer Betätigung vom Volksgerichtshof zum Tode verurteilt und in der Strafanstalt Berlin-Plötzensee hingerichtet.[121]
- 15. April 1943: Gertrud Baumgartner (* 26. August 1920 in Mannheim), Photolaborantin, Inhaftierte im Frauengefängnis Barnimstraße, Berlin, in der Strafanstalt Berlin-Plötzensee hingerichtet.[86]
- 17. April 1943: Herbert Lamboy (* 27. Mai 1922) verurteilt durch Ger. Komm. Eifel, wegen „militärischen Vergehens“ hingerichtet.
- 17. April 1943: Werner Müller (* 2. Oktober 1914) vom SG Mannheim verurteilt (Gewaltverbrechen), hingerichtet.[32]
- 19. April 1943: Johann Illner (* 8. Dezember 1908 in Sankt Laurenz bei Altheim), österreichischer Widerstandskämpfer (KPÖ), wegen „Hochverrats“ im Gefängnis München-Stadelheim hingerichtet.
- 21. April 1943: Julius Bockemüller (* 10. Oktober 1895 in Thedinghausen), Arzt, nach regimekritischen Äußerungen im Juni 1942 festgenommen, vom Volksgerichtshof wegen Wehrkraftzersetzung zum Tode verurteilt und im Zuchthaus Berlin-Plötzensee hingerichtet.
- 21. April 1943: Kurt Geisen (Grenzhausen bei Limburg).
- 21. April 1943: Kurt Garbarini (* 13. Januar 1913 in Hamburg), Maschinenschlosser, Sozialdemokrat, wegen antinazistischer Agitation innerhalb der Wehrmacht festgenommen, zum Tode verurteilt und in der Strafanstalt Berlin-Plötzensee hingerichtet.[122]
- 21. April 1943: Herbert Neubeck (* 30. März 1923 in Düsseldorf), Apothekerlehrling, wegen antinazistischer Betätigung im politischen Untergrund in Belgien am 5. Dezember 1941 festgenommen, am 2. Februar 1943 vom 2. Senat des Volksgerichtshofes zum Tode verurteilt und in der Strafanstalt Berlin-Plötzensee hingerichtet.
- 28. April 1943: Marie Wrobinski (* 18. November 1894), Inhaftierte im Frauengefängnis Barnimstraße, Berlin, in der Strafanstalt Berlin-Plötzensee hingerichtet.[86]
- 29. April 1943: Anna Herbrich (* 3. Februar 1904 in Wien), österreichische Schneiderin und Widerstandskämpferin, wegen „Vorbereitung zum Hochverrat“ am 13. November 1942 vom Volksgerichtshof zum Tode verurteilt und im Landgericht Wien hingerichtet.
- 29. April 1943: Franziska Appel (* 21. Februar 1892 in Wien), österreichische Schneiderin und Widerstandskämpferin, wegen antinazistischer Betätigung im kommunistischen Untergrund am 13. November 1942 vom Volksgerichtshof zum Tode verurteilt und im Landgericht Wien hingerichtet.
- 29. April 1943: Maria Olip (* 29. März 1913 in Ebriach), Arbeiterin, wegen antinazistischer Betätigung im kommunistischen Untergrund im November 1942 festgenommen, am 12. April 1943 vom Volksgerichtshof zum Tode verurteilt und im Landgericht Wien hingerichtet.
- 29. April 1943: Thomas Olip (* 17. Dezember 1913 in Zell-Pfarre), Landarbeiter, wegen Betätigung im jugoslawischen Partisanenkampf gegen die deutsche Besatzung am 1. Dezember 1942 festgenommen, am 12. April 1943 vom Volksgerichtshof zum Tode verurteilt und im Landgericht Wien mit dem Fallbeil hingerichtet.
- 29. April 1943: Johann Oraže (* 12. Mai 1925 in Zell (Kärnten)), Briefträger, am 1. Dezember 1942 wegen der Unterstützung von Deserteuren festgenommen, am 9. April 1943 vom Volksgerichtshof zum Tode verurteilt und im Landgericht Wien hingerichtet.
- 29. April 1943: Jakob Oraže (* 17. Juli 1902 in Zell-Pfarre), Landarbeiter, wegen Desertion am 1. Dezember 1942 festgenommen, am 9. April 1943 zum Tode verurteilt und im Landgericht Wien hingerichtet.
- 29. April 1943: Franc Pristovnik (* 30. Juli 1910 in Zell-Pfarre/Sele fara), Landwirt, wegen antinazistischer Betätigung (Verbergung und Versorgung jugoslawischer NS-Gegner) am 3. Dezember 1942 festgenommen, am 9. April 1943 vom Volksgerichtshof zum Tode verurteilt und im Landgericht Wien mit dem Fallbeil hingerichtet.
- 29. April 1943: Franz Weinzierl (* 14. September 1912 in Zauchen bei Miklauzhof), Bauer, wegen Verbreitung antinazistischer Flugschriften 1942 festgenommen, am 12. April 1943 vom Volksgerichtshof zum Tode verurteilt und im Landgericht Wien durch Enthaupten hingerichtet.
- 4. Mai 1943: Jan Chury (* 1910), tschechischer Bürger, im Gefängnis Frankfurt-Preungesheim hingerichtet.
- 4. Mai 1943: Eugen Hajek (* 1913), tschechischer Bürger, im Gefängnis Frankfurt-Preungesheim hingerichtet.
- 4. Mai 1943: Jan Tomasek (* 1890), tschechischer Bürger, im Gefängnis Frankfurt-Preungesheim hingerichtet.
- 5. Mai 1943: Grzegorz Frackowiak (* 18. Juli 1911 in Lowecice in Polen), polnischer Ordensmann, nahm 1942 die Verantwortung für den Druck antinazistischer Flugblätter auf sich, zum Tode verurteilt und im Landgerichtsgebäude in Dresden mit dem Fallbeil hingerichtet.
- 6. Mai 1943: Gerhard Liebold (* 12. Juni 1922 in Trünzig/Sachsen), Zeuge Jehovas, als Kriegsdienstverweigerer zum Tode verurteilt und in Brandenburg-Görden hingerichtet.
- 6. Mai 1943: Alfred Georg Lumma (* 5. Oktober 1901 in Schülzen/Ostpreußen), Zeuge Jehovas, als Kriegsdienstverweigerer zum Tode verurteilt und in Brandenburg-Görden hingerichtet.
- 6. Mai 1943: Franz Oswald (* 23. Oktober 1908 in Wien), Zeuge Jehovas, als Kriegsdienstverweigerer zum Tode verurteilt und in Brandenburg-Görden hingerichtet.
- 6. Mai 1943: Rudolf Prost (* 20. August 1913 in Łódź/Polen), Zeuge Jehovas, als Kriegsdienstverweigerer zum Tode verurteilt und in Brandenburg-Görden hingerichtet.
- 10. Mai 1943: Siegfried Rädel (* 7. März 1893 in Copitz), Politiker, wegen antinazistischer Betätigung in Deutschland verfolgt, in der Emigration am 1. September 1939 in Frankreich als deutscher Staatsbürger festgenommen, nach der deutschen Besetzung im August 1942 nach Deutschland ausgeliefert, am 25. Februar 1943 vom Volksgerichtshof wegen Hochverrats zum Tode verurteilt und in der Strafanstalt Brandenburg-Görden hingerichtet.
- 10. Mai 1943: Wilhelm Lehmann (* 13. Januar 1869),[123] Politiker, wegen antinazistischer Betätigung in Deutschland verfolgt, in der Emigration am 1. September 1939 in Frankreich als deutscher Staatsbürger festgenommen, nach der deutschen Besetzung im August 1942 nach Deutschland ausgeliefert, am 25. Februar 1943 vom Volksgerichtshof wegen Hochverrats zum Tode verurteilt und in der Strafanstalt Brandenburg-Görden hingerichtet.
- 11. Mai 1943: Adolf Bittner (* 6. August 1899 in Troplowitz-Jägersdorf, Schlesien), Arbeiter, wegen antinazistischer Betätigung in einer kommunistischen Untergrundgruppe am 10. September 1942 festgenommen, vom Volksgerichtshof am 5. Februar 1943 zum Tode verurteilt und in der Strafanstalt Berlin-Plötzensee hingerichtet.
- 11. Mai 1943: Werner Schaumann (* 1908), Gärtner, wegen antinazistischer Betätigung in einer kommunistischen Untergrundgruppe im Mai 1942 festgenommen, am 5. Februar 1943 vom Volksgerichtshof wegen Wehrkraftzersetzung zum Tode verurteilt und in der Strafanstalt Berlin-Plötzensee hingerichtet.
- 11. Mai 1943: Arthur Illgen (22. Mai 1905), technischer Zeichner, am 22. Mai 1942 wegen antinazistischer Betätigung in einer kommunistischen Untergrundgruppe festgenommen, am 5. März 1943 vom Volksgerichtshof zum Tode verurteilt und in der Strafanstalt Berlin-Plötzensee hingerichtet.
- 11. Mai 1943: Hans-Georg Vötter (* 6. Juli 1901 in Leipzig), Arbeiter, wegen antinazistischer Betätigung festgenommen, am 5. März 1943 zum Tode verurteilt und in der Strafanstalt Berlin-Plötzensee hingerichtet.
- 13. Mai 1943: Friedrich Rehmer (* 2. Juni 1921 in Berlin), Arbeiter, wegen antinazistischer Betätigung im November 1942 festgenommen, am 18. Januar 1943 vom Reichskriegsgericht wegen Wehrkraftzersetzung zum Tode verurteilt und in der Strafanstalt Berlin-Plötzensee hingerichtet.
- 13. Mai 1943: Erika Gräfin von Brockdorff (* 29. April 1911 in Kolberg, Pommern), als Angehörige der Roten Kapelle am 16. September 1942 festgenommen, zunächst zu zehn Jahren Zuchthaus und dann im Januar 1943 zum Tode verurteilt und in der Strafanstalt Berlin-Plötzensee mit dem Fallbeil hingerichtet.
- 13. Mai 1943: Karl Behrens (* 18. November 1909 in Berlin), Schlosser, wegen antinazistischer Betätigung in der Roten Kappel im Herbst 1942 festgenommen, im Januar 1943 vom Reichskriegsgericht zum Tode verurteilt und in der Strafanstalt Berlin-Plötzensee hingerichtet.
- 13. Mai 1943: Viktor Freund (* 30. September 1902 in Lutterbach, Elsass), Mitglied der KPF, wegen „Hochverrats“ zum Tode verurteilt und im Gefängnis Köln-Klingelpütz hingerichtet.[124]
- 13. Mai 1943: Helmut Himpel (* 14. September 1907 in Schönau im Schwarzwald), Zahnarzt, wegen antinazistischer Betätigung in der Gruppe Rote Kapelle festgenommen, vom Reichskriegsgericht zum Tode verurteilt und in der Strafanstalt Berlin-Plötzensee hingerichtet.
- 13. Mai 1943: Walter Husemann (* 2. Dezember 1903 in Ellerbek bei Kiel), Arbeiter, Kommunist, als Angehöriger der Roten Kapelle am 19. Juli 1942 festgenommen, am 26. Januar 1943 vom Reichskriegsgericht wegen Vorbereitung zum Hochverrat und Beihilfe zur Spionage zum Tode verurteilt und in der Strafanstalt Berlin-Plötzensee hingerichtet.
- 13. Mai 1943: Walter Küchenmeister (* 9. Januar 1897 in Waldheim), Arbeiter, wegen antinazistischer Betätigung am 16. September 1942 festgenommen, am 6. Februar 1943 wegen Vorbereitung zum Hochverrat zum Tode verurteilt und in der Strafanstalt Berlin-Plötzensee hingerichtet.
- 13. Mai 1943: John Rittmeister (* 21. August 1898 in Hamburg), Arzt, als Mitglied der Roten Kapelle am 27. September 1942 festgenommen, vom Reichskriegsgericht am 12. Februar 1943 wegen Vorbereitung zum Hochverrat und Feindbegünstigung zum Tode verurteilt und in der Strafanstalt Berlin-Plötzensee hingerichtet.
- 13. Mai 1943: Wilhelm Guddorf (* 20. Februar 1902 in Melle, Belgien), Sprachgelehrter, wegen Beteiligung an den Aktionen der Roten Kapelle am 15. Oktober 1942 festgenommen, am 3. Februar 1943 vom Reichskriegsgericht zum Tode verurteilt und in der Strafanstalt Berlin-Plötzensee durch hingerichtet.
- 13. Mai 1943: Philipp Schaeffer (* 16. November 1894 in Königsberg), Orientalist, wegen Verbindungen zu Widerstandskreisen am 2. Oktober 1942 festgenommen, 1943 wegen Hochverrats zum Tode verurteilt und in der Strafanstalt Berlin-Plötzensee hingerichtet.
- 13. Mai 1943: Heinz Strelow (* 15. Juli 1915 in Hamburg), Arbeiter, wegen antinazistischer Betätigung im Oktober 1942 festgenommen, am 18. Januar 1943 vom Reichskriegsgericht wegen Feindbegünstigung zum Tode verurteilt und in der Strafanstalt Berlin-Plötzensee hingerichtet.
- 13. Mai 1943: Fritz Thiel (* 17. August 1916 in Polkwitz), Uhrmacher, wegen antinazistischer Betätigung in der Gruppe Rote Kapelle am 16. September 1942 festgenommen, am 18. Januar 1943 vom Reichskriegsgericht wegen Vorbereitung zum Hochverrat und Feindbegünstigung zum Tode verurteilt und in der Strafanstalt Berlin-Plötzensee hingerichtet.
- 17. Mai 1943: Hildegard Briese (* 9. Januar 1923), Inhaftierte im Frauengefängnis in der Barnimstraße, Berlin, am 14. April 1943 zum Tode verurteilt und in der Strafanstalt Berlin-Plötzensee hingerichtet.
- 17. Mai 1943: Hedy Urach (* 20. August 1910 in Wien), wegen Betätigung im kommunistischen Untergrund am 17. Juni 1941 festgenommen, vom Volksgerichtshof wegen „Vorbereitung zum Hochverrat“ zum Tode verurteilt und im Wiener Landgericht hingerichtet.
- 17. Mai 1943: Franz Tesarik (* 21. März 1912 in Zdislavice), wegen Betätigung im kommunistischen Untergrund vom Volksgerichtshof wegen „Vorbereitung zum Hochverrat“ zum Tode verurteilt und im Wiener Landgericht hingerichtet.
- 17. Mai 1943: Vladimir Zoul (* 4. November 1914 in Wien), wegen Betätigung im kommunistischen Untergrund vom Volksgerichtshof wegen „Vorbereitung zum Hochverrat“ zum Tode verurteilt und im Wiener Landgericht hingerichtet.
- 20. Mai 1943: Agnes Swukolska (* 12. April 1891), Inhaftierte im Frauengefängnis Barnimstraße, Berlin, in der Strafanstalt Berlin-Plötzensee hingerichtet.[86]
- 22. Mai 1943: Alfred Ansorge (* 12. April 1886), Inhaftierter im Gefängnis Breslau und dort hingerichtet.
- 25. Mai 1943: Heinrich Hetkamp, Zeuge Jehovas, 1943 festgenommen, vom Volksgerichtshof zum Tode verurteilt und in der Strafanstalt Berlin-Plötzensee hingerichtet.
- 26. Mai 1943: Wanda Wegierska (* 31. Januar 1919), im April 1942 festgenommen, Inhaftierte im Frauengefängnis Barnimstraße, Berlin, in der Strafanstalt Berlin-Plötzensee hingerichtet.[86]
- 26. Mai 1943: Erich Klawe (* 3. September 1901 in Danzig), Zeuge Jehovas, als Kriegsdienstverweigerer im Zuchthaus Brandenburg-Görden hingerichtet.
- 26. Mai 1943: Karl Tybussek (* 4. Februar 1898 in Jedwabno), deutsches KPD-Mitglied, Widerstandskämpfer und NS-Opfer. Im Zuchthaus Brandenburg-Görden hingerichtet
- 1. Juni 1943: Elli Piotrzwkowski (* 18. September 1909), Inhaftierte im Frauengefängnis Barnimstraße, Berlin, hingerichtet.[86]
- 4. Juni 1943: Robert Sesselmann (* 1921), im Gefängnis Frankfurt-Preungesheim hingerichtet.[125]
- 7. Juni 1943: Kurzhals, Inhaftierte, hingerichtet.[58]
- 8. Juni 1943: Walter Grunwald (* 25. Juli 1909 in Berlin), Zeuge Jehovas, als Kriegsdienstverweigerer im Zuchthaus Brandenburg-Görden hingerichtet.
- 10. Juni 1943: Ernst Stoiber (* 10. Mai 1922 in Salzburg), Tischler, wegen antinazistischer Betätigung im kommunistischen Untergrund am 17. April 1942 festgenommen, am 2. November 1942 vom 2. Senat des Volksgerichtshofes zum Tode verurteilt und im Strafgefängnis München-Stadelheim hingerichtet.
- 16. Juni 1943: Johann Teufel (* 12. Dezember 1896 in Wien), Tischler, wegen Betätigung im kommunistischen Untergrund im September 1941 festgenommen, vom Volksgerichtshof am 21. November 1942 wegen Vorbereitung zum Hochverrat zum Tode verurteilt und im Landgericht Wien mit dem Fallbeil hingerichtet.
- 18. Juni 1943: Karl Kunger (* 2. Februar 1901 in Berlin), Arbeiter, wegen Betätigung im kommunistischen Untergrund im September 1942 festgenommen, zum Tode verurteilt und im Zuchthaus Berlin-Plötzensee hingerichtet.
- 22. Juni 1943: Josef Bohonek (* 1910), tschechischer Bürger, in der Strafanstalt Frankfurt-Preungesheim hingerichtet.
- 25. Juni 1943: Stefanie Engler (* 18. November 1910), Arbeiterin, wegen antinazistischer Betätigung in einer kommunistischen Untergrundgruppe festgenommen, vom Volksgerichtshof wegen Vorbereitung zum Hochverrat zum Tode verurteilt und in der Strafanstalt Berlin-Plötzensee hingerichtet.
- 25. Juni 1943: Charlotte Joch (* 22. Februar 1906), Inhaftierte im Frauengefängnis Barnimstraße, Berlin, am 28. April 1943 zum Tode verurteilt, in der Strafanstalt Berlin-Plötzensee hingerichtet.[86]
- 25. Juni 1943: Anton Kusebauch, Gärtner, wegen der Enttarnung eines deutschen Agenten am 5. April 1943 vom Volksgerichtshof zum Tode verurteilt.[126]
- 25. Juni 1943: Ruth Oesterreich (* 6. Juni 1894 in Dresden), Arbeiterin, wegen Betätigung im kommunistischen Untergrund am 21. April 1941 festgenommen, vom Volksgerichtshof zum Tode verurteilt und in der Strafanstalt Berlin-Plötzensee hingerichtet.
- 25. Juni 1943: Henrika Veith (* 19. Dezember 1914), Inhaftierte im Frauengefängnis Barnimstraße, Berlin, in der Strafanstalt Berlin-Plötzensee hingerichtet.[86]
- 28. Juni 1943: Monika Dymski (* 28. April 1918), Inhaftierte im Frauengefängnis Barnimstraße, Berlin, in der Strafanstalt Berlin-Plötzensee hingerichtet.[86]
- 1. Juli 1943: Willem Arondeus (* 22. August 1894 in Naarden), niederländischer Kunstmaler, als Angehöriger des niederländischen Widerstandes gegen die deutsche Besatzung von einem Standgericht zum Tode verurteilt und in Haarlem hingerichtet.
- 1. Juli 1943: Věra Ledererová (* 25. März 1912), Inhaftierte im Frauengefängnis Barnimstraße, Berlin, in der Strafanstalt Berlin-Plötzensee hingerichtet.[127]
- 1. Juli 1943: Elisabeth Scheitza (* 30. November 1902), Agentin, Verlobte von Otto Walitza, wegen Verrats von Staatsgeheimnissen am 27. Februar 1943 vom Volksgerichtshof zum Tode verurteilt und in der Strafanstalt Berlin-Plötzensee hingerichtet.[126]
- 1. Juli 1943: Otto Walitza, Agent, wegen Verrats von Staatsgeheimnissen am 27. Februar 1943 vom Volksgerichtshof zum Tode verurteilt und in der Strafanstalt Berlin-Plötzensee hingerichtet.[126]
- 2. Juli 1943: Leonhard Jürgen (* 24. April 1924 in Bruay-en-Artois in Nordfrankreich), Zeuge Jehovas, wegen Kriegsdienstverweigerung in Brandenburg-Görden hingerichtet.[128]
- 8. Juli 1943: Anton Reindl (* 18. Dezember 1903 in Itzling (Salzburg)), österreichischer Widerstandskämpfer (KPÖ), wegen „Hochverrats und Feindbegünstigung“ vom Volksgerichtshof zum Tode verurteilt und im Gefängnis München-Stadelheim hingerichtet.
- 13. Juli 1943: Alexander Schmorell (* 16. September 1917 in Orenburg), Student, Mitbegründer der „Weißen Rose“, als Oppositioneller gegen den NS-Staat vor dem Volksgerichtshof wegen Hochverrats angeklagt, für schuldig befunden, zum Tode verurteilt und im Gefängnis München-Stadelheim mit dem Fallbeil hingerichtet.
- 13. Juli 1943: Kurt Huber (* 24. Oktober 1893 in Chur), Professor, Mitglied der „Weißen Rose“, als Oppositioneller gegen den NS-Staat wegen Hochverrats vor dem Volksgerichtshof angeklagt, für schuldig befunden und im Gefängnis München-Stadelheim mit dem Fallbeil hingerichtet.
- 14. Juli 1943: Franz Sachs (* 20. Dezember 1906 in Waldreichs), österreichischer Widerstandskämpfer (SAJ), wegen „Hochverrats und Feindbegünstigung“ vom Volksgerichtshof zum Tode verurteilt und im Landesgericht Wien hingerichtet.
- 15. Juli 1943: Franz Ofner (* 28. Juli 1921 in Itzling (Salzburg)), österreichischer Widerstandskämpfer (KPÖ), wegen „Hochverrats und Feindbegünstigung“ vom Volksgerichtshof zum Tode verurteilt und im Gefängnis München-Stadelheim hingerichtet.
- 20. Juli 1943: Kurt Degenkolb (* 15. April 1924 in Weixdorf/Sachsen), Zeuge Jehovas, als Wehrdienstverweigerer zum Tode verurteilt und in Brandenburg-Görden hingerichtet.
- 22. Juli 1943: Maria Tomasch (* 29. September 1899), österreichische Schneiderin, vom Volksgerichtshof zum Tode verurteilt, weil sie Agenten des deutschen Nachrichtendienstes, die im jugoslawischen Generalkonsulat in Graz tätig waren, verraten hatte, und in der Strafanstalt Berlin-Plötzensee hingerichtet.[129]
- 22. Juli 1943: Eduard Zachert (* 8. März 1881 in Berlin), Gewerkschafter, festgenommen, am 30. April 1943 vom Volksgerichtshof wegen Wehrkraftzersetzung zum Tode verurteilt und in der Strafanstalt Berlin-Plötzensee hingerichtet.
- 26. Juli 1943: Karl Taberski (* 1922), im Gefängnis Frankfurt-Preungesheim hingerichtet.
- 27. Juli 1943: Max Karl Prinz zu Hohenlohe-Langenburg (* 21. Juli 1901 in Toblach, Südtirol), Schriftsteller, am 26. Oktober 1942 wegen „Hochverrats“ angeklagt und am 12. Dezember 1942 vom Ersten Senat des Volksgerichtshofs zum Tode verurteilt und in Stuttgart enthauptet.
- 28. Juli 1943: Medardo Griotto (* 16. Februar 1901 in Turin), Graveur aus Italien, wegen des Fälschens von Pässen für eine Untergrundorganisation im Dezember 1942 festgenommen, im März 1943 vom Reichskriegsgericht zum Tode verurteilt und in der Strafanstalt Berlin-Plötzensee hingerichtet.
- 28. Juli 1943: Käte Voelkner (* 12. April 1906 in Danzig), Artistin, wegen Betätigung in der französischen Résistance am 31. Januar 1943 festgenommen, am 15. März 1943 von einem Sondertribunal des Reichskriegsgerichts zum Tode verurteilt und in der Strafanstalt Berlin-Plötzensee hingerichtet.
- 29. Juli 1943: Meta Behnke (* 22. Dezember 1874), Inhaftierte im Frauengefängnis Barnim, am 30. April 1943 zum Tode verurteilt und hingerichtet.[86]
- 29. Juli 1943: Else Neumann (* 15. Mai 1914), Inhaftierte im Frauengefängnis Barnim, am 30. April 1943 zum Tode verurteilt und hingerichtet.[86]
- 30. Juli 1943: Rudolf Hartl (* 4. September 1909 in Salzburg), österreichischer Widerstandskämpfer, am 3. März 1943 zum Tode verurteilt und im Gefängnis München-Stadelheim hingerichtet.
- 30. Juli 1943: Rudolf Smolik (* 14. April 1902 in Thomasroith), österreichischer Widerstandskämpfer (KPÖ), am 3. März 1943 zum Tode verurteilt und im Gefängnis München-Stadelheim hingerichtet.
- 4. August 1943: Anton Reisinger (* 31. Mai 1903 in Wien), österreichischer Metallarbeiter (KPÖ), wegen antinazistischer Betätigung im kommunistischen Untergrund am 6. März 1940 in Bratislava festgenommen, am 28. Mai 1943 zum Tode verurteilt und im Landgericht Wien durch Enthaupten hingerichtet.
- 5. August 1943: Liane Berkowitz (* 7. August 1923 in Berlin), wegen antinazistischer Betätigung in der Gruppe Rote Kapelle am 26. September 1942 festgenommen, vom Reichskriegsgericht am 18. Januar 1943 wegen „Beihilfe zur Vorbereitung des Hochverrats und der Feindbegünstigung“ zum Tode verurteilt und in der Strafanstalt Berlin-Plötzensee hingerichtet.
- 5. August 1943: Cato Bontjes van Beek (* 14. November 1920 in Bremen), wegen antinazistischer Betätigung (Drucken und Verteilen von Flugblättern) am 20. September 1942 festgenommen, am 18. Januar 1943 vom Reichskriegsgericht wegen Beihilfe zur Vorbereitung zum Hochverrat zum Tode verurteilt und in der Strafanstalt Berlin-Plötzensee hingerichtet.
- 5. August 1943: Eva-Maria Buch (* 31. Januar 1921 in Berlin), als Angehörige der „Roten Kapelle“ am 11. Oktober 1942 festgenommen, vom Reichskriegsgericht am 3. Februar 1943 zum Tode verurteilt und in der Strafanstalt Berlin-Plötzensee hingerichtet.
- 5. August 1943: Hilde Coppi (* 30. Mai 1909 in Berlin), als Mitglied der Roten Kapelle am 12. September 1942 festgenommen, vom Reichskriegsgericht am 20. Januar 1942 zum Tode verurteilt und in der Strafanstalt Berlin-Plötzensee mit dem Fallbeil hingerichtet.
- 5. August 1943: Ursula Goetze (* 29. März 1916 in Berlin), Studentin, wegen der Weitergabe antinazistischer Flugblätter und wegen des Aufklebens antinazistischer Aufkleber am 18. Januar 1943 zum Tode verurteilt und in der Strafanstalt Berlin-Plötzensee mit dem Fallbeil hingerichtet.
- 5. August 1943: Emil Hübner (* 26. März 1862 in Berlin), Rentner, als Mitglied der Roten Kapelle im Oktober 1942 festgenommen, vom Reichskriegsgericht am 3. Februar 1943 zum Tode verurteilt und in der Strafanstalt Berlin-Plötzensee hingerichtet.
- 5. August 1943: Else Imme (* 24. September 1885 in Berlin-Prenzlauer Berg), Verkäuferin, wegen antinazistischer Betätigung in der Roten Kapelle am 18. Oktober 1942 festgenommen, vom Reichskriegsgericht am 30. Januar 1943 wegen Feindbegünstigung zum Tode verurteilt und in der Strafanstalt Berlin-Plötzensee hingerichtet.
- 5. August 1943: Walter Klingenbeck (* 30. März 1924 in München), Schalttechnik-Lehrling, wegen Verbreitung antinazistischer Propaganda am 26. Januar 1942 festgenommen, am 24. September 1942 vom Volksgerichtshof wegen „Hochverrats“ zum Tode verurteilt und im Gefängnis München-Stadelheim durch das Fallbeil hingerichtet.
- 5. August 1943: Annie Krauß (* 27. Oktober 1884, in Bogen), Wahrsagerin, Geschäftsinhaberin, wegen antinazistischer Betätigung in der Gruppe Rote Kapelle am 14. September 1942 festgenommen, im Februar 1943 vom Reichskriegsgericht zum Tode verurteilt und in der Strafanstalt Berlin-Plötzensee mit dem Fallbeil hingerichtet.
- 5. August 1943: Adam Kuckhoff (* 30. August 1887 in Aachen), Schriftsteller, wegen antinazistischer Betätigung in der Roten Kapelle am 12. September 1942 festgenommen, im Februar 1943 vom Reichskriegsgericht zum Tode verurteilt und in der Strafanstalt Berlin-Plötzensee hingerichtet.
- 5. August 1943: Ingeborg Kummerow (* 23. August 1912 in Neurahlstedt), Kontoristin, im November 1942 wegen antinazistischer Betätigung in der Roten Kapelle festgenommen, am 27. Januar wegen Beihilfe zur Spionage vom Reichskriegsgericht zum Tode verurteilt und in der Strafanstalt Berlin-Plötzensee hingerichtet.
- 5. August 1943: Klara Schabbel (* 9. August 1894 in Berlin), wegen antinazistischer Betätigung im kommunistischen Untergrund im Oktober 1942 festgenommen, am 30. Januar 1943 vom Reichskriegsgericht zum Tode verurteilt und in der Strafanstalt Berlin-Plötzensee hingerichtet.
- 5. August 1943: Rose Schlösinger (* 5. Oktober 1907 in Frankfurt am Main), Sekretärin, wegen antinazistischer Betätigung am 19. September 1942 festgenommen, am 20. Januar 1943 wegen Spionage zum Tode verurteilt und in der Strafanstalt Berlin-Plötzensee mit dem Fallbeil hingerichtet.
- 5. August 1943: Oda Schottmüller (* 9. Februar 1905 in Posen), Bildhauerin, wegen antinazistischer Betätigung in der Roten Kapelle am 16. September 1942 festgenommen, vom Reichskriegsgericht wegen „Beihilfe zur Vorbereitung eines hochverrätischen Unternehmens und Feindbegünstigung“ zum Tode verurteilt und in der Strafanstalt Berlin-Plötzensee mit dem Fallbeil hingerichtet.
- 5. August 1943: Maria Terwiel (* 7. Juni 1910 in Boppard), Sekretärin, wegen der Unterstützung von Juden und der Verbreitung antinazistischer Propaganda am 17. September 1942 festgenommen, am 26. Januar 1942 vom Reichskriegsgericht zum Tode verurteilt und im Zuchthaus Berlin-Plötzensee mit dem Fallbeil hingerichtet.
- 5. August 1943: Frida Wesolek (* 3. September 1887 in Sommerfeld/Niederlausitz), Näherin, im September festgenommen, weil sie kommunistischen Agenten Unterschlupf gewährt hatte, vom Reichskriegsgericht im Frühjahr 1943 zum Tode verurteilt und in der Strafanstalt Berlin-Plötzensee hingerichtet.
- 7. August 1943: Wladislaus Jastrzab (* 17. Mai 1915 in Polen), vom SG Stuttgart verurteilt (Gewaltverbrechen), hingerichtet.[32]
- 7. August 1943: Ernst Koch (* 23. Februar 1915), verurteilt durch Sondergericht Mannheim und wegen „Volksschädlingsvergehens“ hingerichtet.
- 7. August 1943: Heinrich Keppner (* 10. Juni 1923), verurteilt durch Sondergericht Mannheim, wegen „Volkschädlingsvergehens“ hingerichtet.
- 9. August 1943: Franz Jägerstätter (* 20. Mai 1907 in St. Radegund, Oberösterreich), Landwirt, am 1. März 1943 wegen Kriegsdienstverweigerung festgenommen, am 6. Juli 1943 vom Reichskriegsgericht wegen Wehrkraftzersetzung verurteilt und im Zuchthaus Brandenburg-Görden mit dem Fallbeil hingerichtet.
- 9. August 1943: Alfred Benedikt (* 24. April 1920 in Görlingen/Elsass), Zeuge Jehovas, als Kriegsdienstverweigerer im Zuchthaus Brandenburg-Görden hingerichtet.
- 9. August 1943: Paul Gross (* 9. Mai 1908 in Mülheim/Ruhr), Zeuge Jehovas, als Kriegsdienstverweigerer im Zuchthaus Brandenburg-Görden hingerichtet.
- 9. August 1943: Heinrich Merling (* 28. Dezember 1921 in Zabern/Elsass), Zeuge Jehovas, als Kriegsdienstverweigerer im Zuchthaus Brandenburg-Görden hingerichtet.
- 9. August 1943: Karl Merling (* 21. Juni 1920 in Zabern/Elsass), Zeuge Jehovas, als Kriegsdienstverweigerer im Zuchthaus Brandenburg-Görden hingerichtet.
- 9. August 1943: Walter Möller (* 22. August 1900 in Bünde), Zeuge Jehovas, als Kriegsdienstverweigerer im Zuchthaus Brandenburg-Görden hingerichtet.
- 12. August 1943: Bebo Wager (* 29. Dezember 1905 in Augsburg), Dreher, Gruppe „Neu Beginnen“, am 12. April 1942 festgenommen, am 27. Mai 1943 vom Volksgerichtshof in Innsbruck wegen „Hochverrats“ zum Tode verurteilt und im Gefängnis München-Stadelheim hingerichtet.
- 13. August 1943: Jakob Gapp (* 26. Juli 1897 in Wattens, Tirol), österreichischer Priester, Angehöriger der Katholischen Arbeiterbewegung Tirols, 1942 festgenommen, am 2. Juli 1943 in Berlin wegen Landesverrats zum Tode verurteilt und in der Strafanstalt Berlin-Plötzensee durch Enthaupten hingerichtet.
- 14. August 1943: Viktor Kunz (alias Georg Goss oder Georges Goss, * 3. Dezember 1885 in Marseille), deutsch-französischer Politiker, Gewerkschaftler, Pazifist und Sozialist. 1923 Arbeits- und Polizeiminister in der 100 Tage währenden Republik der Autonomen Pfalz, Gründer der Rheinischen Arbeiterpartei, Flucht vor den Nazis nach Mulhouse, Arbeit als Rolladenverkäufer und Gewerkschaftsaktivist, während der deutschen Besatzung Mitglied der Résistance, zum Tode verurteilt wegen verräterischer, kommunistischer Umtriebe, guillotiniert im Landgericht Stuttgart, seine Überreste wurden als „Studienmaterial“ in die Anatomie Tübingen überstellt und im Gräberfeld X in Tübingen beigesetzt.[130]
- 20. August 1943: Rita Arnould, als belgische Angehörige der Roten Kapelle im April 1943 durch das Reichskriegsgericht wegen Spionage und Landesverrats zum Tode verurteilt und in der Strafanstalt Berlin-Plötzensee hingerichtet.
- 22. August 1943: Valentina Archipowa (* 1918), sowjetische Fremdarbeiterin, wegen der Entwendung von zwei Metern angesengten Stoffes vom Sondergericht Frankfurt zum Tode verurteilt und im Gefängnis Frankfurt-Preungesheim mit dem Fallbeil hingerichtet.
- 22. August 1943: Alexander Bessmertny (* 20. März 1888 in St. Petersburg), Schriftsteller, in Berlin-Moabit hingerichtet.
- 25. August 1943: Theodor Korselt (* 24. November 1891 in Buchholz), Jurist, aufgrund der Äußerung, dass ein Rücktritt Hitlers notwendig sei, um eine Kriegsniederlage abzuwenden, im Juli 1943 festgenommen, am 23. August 1943 vom Volksgerichtshof wegen „Wehrkraftzersetzung“ zum Tode verurteilt und in der Strafanstalt Berlin-Plötzensee hingerichtet.
- 25. August 1943: Ernst Emil Offhaus (* 23. August 1891), Stellenleiter beim Ernährungsamt Frankfurt, NSDAP-Mitglied, wegen Abhörens ausländischer Radiosender und Verbreitung ihrer „feindlichen“ Nachrichten sowie wegen defätistischer Äußerungen bezüglich der Kriegslage festgenommen, am 3. Juli 1943 vom Oberlandesgericht Kassel wegen „Wehrkraftzersetzung“ zum Tode verurteilt und im Gefängnis Frankfurt-Preungesheim mit dem Fallbeil hingerichtet.
- 27. August 1943: Rudolf Masl (* 30. Mai 1920 in Wien), österreichischer Schlossergehilfe und Widerstandskämpfer, Gruppe Soldatenrat, wegen „Feindbegünstigung“ und „Vorbereitung zum Hochverrat“ im Landesgericht Wien hingerichtet.
- 31. August 1943: Renée Lévy (* 25. September 1906 in Auxerre), französische Lehrerin, wegen Betätigung gegen die deutsche Besatzung in der Résistance am 25. Oktober festgenommen, am 30. April vom Kölner Gericht zum Tode verurteilt und durch Enthaupten hingerichtet.
- 2. September 1943: Anna Hemmerlin (* 24. November 1902), Inhaftierte im Frauengefängnis Barnimstraße, Berlin, in der Strafanstalt Berlin-Plötzensee hingerichtet.[86]
- 2. September 1943: Luize Vogel (* 12. April 1920), Inhaftierte im Frauengefängnis Barnimstraße, Berlin, in der Strafanstalt Berlin-Plötzensee hingerichtet.[86]
- 3. September 1943: Rudolf Mandrella (* 6. März 1902 in Auschwitz, Polen (damals Österreich-Ungarn)), Jurist, 1942 wegen NS-kritischer Haltung festgenommen, am 12. Mai 1943 vom Reichskriegsgericht wegen „Wehrkraftzersetzung“ zum Tode verurteilt und im Zuchthaus Brandenburg-Görden hingerichtet.
- 3. September 1943: René Unterer (* 25. September 1924 in Lutzelbourg in Lothringen), Zeuge Jehovas, wegen Kriegsdienstverweigerung in Brandenburg-Görden hingerichtet.[131]
- 3. September 1943: Arnd Freiherr von Wedekind (* 3. Juni 1919 in Derschlag), Student, wegen regimekritischer Äußerungen am 26. Juli 1943 festgenommen, am 1. September 1943 zum Tode verurteilt und in der Strafanstalt Berlin-Plötzensee hingerichtet.
- 7. September 1943: Herbert Budzislawski (* 30. Dezember 1920 in Berlin), als Angehöriger der kommunistischen Widerstandsgruppe um Herbert Baum zum Tode verurteilt und in Berlin-Plötzensee hingerichtet.
- 7. September 1943: Karlrobert Kreiten (* 26. Juni 1916 in Bonn), Pianist, wegen kriegskritischer Äußerungen am 3. Mai 1943 festgenommen, am 3. September 1943 vom Volksgerichtshof wegen Wehrkraftzersetzung zum Tode verurteilt und in der Strafanstalt Berlin-Plötzensee mit dem Fallbeil hingerichtet.
- 7. September 1943: Louis Birck (* 14. Januar 1887 in Wiesbaden), Anstreicher. Er äußerte gegenüber Kunden, Juden würden in einen Raum gesperrt und vergast. Deutschland werde den Krieg verlieren. Der Volksgerichtshof verurteilte ihn am 13. Juli 1943 wegen „Wehrkraftzersetzung“ zum Tode. Er wurde in der Strafanstalt Berlin-Plötzensee erhängt.[132]
- 7. September 1943: Zdenek Hajek (* 27. Juli 1919 in Litomysl), in Berlin arbeitender Schlosser aus Prag, wegen Diebstahls von Kaninchen und Gänsen am 23. Juli 1943 vom Sondergericht V Berlin wegen dieses Diebstahls zum Tode verurteilt und nach schwerem Arrest in der Strafanstalt Berlin-Plötzensee mit dem Fallbeil hingerichtet.
- 7./8. September 1943: Alfred Althus (* 29. August 1888 in Pieschen bei Dresden), Arbeiter, wegen der Unterstützung polnischer Kriegsgefangener im Mai 1943 festgenommen, vom Volksgerichtshof zum Tode verurteilt in der Strafanstalt Berlin-Plötzensee durch Enthaupten hingerichtet.
- 8. September 1943: Kurt Bietzke (* 13. Januar 1894 in Guben), Maler, Kommunist, Gründungsmitglied der Lichtenberger KPD, wegen Betätigung im antinazistischen Widerstand (Quartier-, Pass- und Lebensmittelbeschaffung für kommunistische Agenten) am 8. Juli 1942 festgenommen, am 17. August vom Volksgerichtshof zum Tode verurteilt und in der Strafanstalt Berlin-Plötzensee mit dem Fallbeil hingerichtet.
- 8. September 1943: Julius Fučík (* 23. Februar 1903 in Prag), Schriftsteller, wegen Betätigung in der tschechischen Untergrundbewegung gegen die deutsche Besatzung am 24. April 1942 festgenommen, nach Deutschland überführt, in Berlin zum Tode verurteilt und in der Strafanstalt Berlin-Plötzensee hingerichtet.
- 8. September 1943: Rudolf Hallmeyer (* 3. Februar 1908 in Plauen), Kommunist, wegen Tätigkeit in der kommunistischen Untergrundbewegung am 24. August 1940 festgenommen, am 5. August 1943 vom Volksgerichtshof zum Tode verurteilt und in der Strafanstalt Berlin-Plötzensee hingerichtet.
- 8. September 1943: Richard Hinkelmann (* 3. November 1895 in Höltensleben), Korrektor, Kommunist, hatte als Mitarbeiter des Zeitungsverlages Scheumann & Müller Zugang zu internen, nicht zur Veröffentlichung bestimmten Unterlagen des Reichspropagandaministeriums („Vertrauliche Informationen des Reichspropagandaamtes“, „Tagesparolen des Reichspressechefs“), die er an die Untergrund-KPD in Berlin weitergab, gewährte 1942 zwei Kurieren der Exil-KPD aus der Sowjetunion Unterschlupf in seiner Wohnung. Im Juli 1942 wurde er deswegen festgenommen, am 17. August vom Volksgerichtshof zum Tode verurteilt und in der Strafanstalt Berlin-Plötzensee mit dem Fallbeil hingerichtet.[133]
- 8. September 1943: Heinrich Lochner (* 19. Dezember 1899 in Wien), österreichischer Straßenbahner und Widerstandskämpfer, vom Volksgerichtshof zum Tode verurteilt und in der Strafanstalt Berlin-Plötzensee mit dem Fallbeil hingerichtet.
- 8. September 1943: Rudolf Scheffel (* 6. Juni 1901 in Debschwitz), Kommunist, am 17. August 1943 vom Volksgerichtshof zum Tode verurteilt und in der Strafanstalt Berlin-Plötzensee mit dem Fallbeil hingerichtet.
- 8. September 1943: Felix Tucholla (* 17. Mai 1899 in Friedrichsfelde), Schlosser, wegen des Verbergens eines sowjetischen Fallschirmspringers am 8. Juli 1942 festgenommen, am 17. August 1943 vom Volksgerichtshof zum Tode verurteilt und in der Strafanstalt Berlin-Plötzensee mit dem Fallbeil hingerichtet.
- 8. September 1943: Adolf Schmutzer (* 8. März 1895), Straßenbahn-Mitarbeiter der Wiener Verkehrsbetriebe, wurde als Funktionär der KPÖ am 16. September 1942 festgenommen. Er war insbesondere an der Herstellung von Flugschriften beteiligt. Schmutzer wurde am 25. August 1943 wegen „Hochverrats“ und „Feindbegünstigung“ vom Volksgerichtshof zum Tode verurteilt und am 8. September 1943 in der Strafanstalt Berlin-Plötzensee mit dem Fallbeil hingerichtet.
- 9. September 1943: William Otto Bauer (* 14. Juli 1886 in Niedermeisa), Kaufmann in Meißen (Reisender in Kühlmaschinen), wegen der im Juni 1942 von ihm gemachten Äußerung „es gebe nur noch zwei Möglichkeiten: Entweder macht Hitler uns tot, oder wir machen Hitler tot“ festgenommen, am 31. März 1943 vom 6. Senat des Volksgerichtshofs wegen Wehrkraftzersetzung zum Tode verurteilt und in der Strafanstalt Berlin-Plötzensee mit dem Fallbeil hingerichtet.[134]
- 9. September 1943: Theodor Hespers (* 12. Dezember 1903 in Mönchengladbach), Kaufmann, wegen antinazistischer Tätigkeit am 10. Februar 1942 in den besetzten Niederlanden festgenommen, nach Deutschland ausgeliefert, vom Volksgerichtshof am 22. Juli 1943 zum Tode verurteilt und in der Strafanstalt Berlin-Plötzensee hingerichtet.
- 9. September 1943: Eugen Neutert (* 19. März 1905 in Berlin), Masseur, wegen antinazistischer Betätigung im kommunistischen Untergrund am 23. Oktober 1942 festgenommen, im August 1943 vom Volksgerichtshof zum Tode verurteilt und in der Strafanstalt Berlin-Plötzensee durch Hängen hingerichtet.
- 9. September 1943: Wilhelm Schürmann-Horster (* 21. Juni 1900 in Köln), Schauspieler, wegen antinazistischer Betätigung im kommunistischen Untergrund am 29. Oktober 1942 festgenommen, am 21. August 1943 vom Volksgerichtshof zum Tode verurteilt und in der Strafanstalt Berlin-Plötzensee durch Hängen hingerichtet.
- 9. September 1943: Wolfgang Thiess (* 30. Oktober 1911 in Berlin), Kaufmann, wegen antinazistischer Betätigung in der Gruppe Rote Kapelle am 21. Oktober 1942 festgenommen, am 21. August 1943 vom Volksgerichtshof wegen Vorbereitung zum Hochverrat zum Tode verurteilt und in der Strafanstalt Berlin-Plötzensee hingerichtet.[86]
- 16. September 1943: Joh. Franz Hübel (* 26. August 1919) verurteilt durch Sondergericht Stuttgart, hingerichtet wegen Volksschädlingsvergehens.
- 16. September 1943: Josef Maljevac (* 1. Februar 1923 in Bos Dubica / Kroatien), verurteilt vom Sondergericht Stuttgart, wegen Diebstahls hingerichtet.
- 16. September 1943: Kurt Ankener (* 29. Juni 1907), verurteilt durch das Sondergericht Stuttgart, wegen Diebstahls hingerichtet.
- 17. September 1943: Else Budarh (* 3. Juli 1911), Inhaftierte im Frauengefängnis Barnimstraße, Berlin, in der Strafanstalt Berlin-Plötzensee hingerichtet.[86]
- 17. September 1943: Adalbert von Springer (* 28. September 1896 in Rzeszów, Polen), Mediziner, wegen antinazistischer Betätigung im kommunistischen Untergrund am 9. Februar 1943 festgenommen, am 17. September 1943 vom Reichskriegsgericht wegen Wehrkraftzersetzung und Hochverrats zum Tode verurteilt und in Halle durch Enthaupten hingerichtet.
- 18. September 1943: Martin Kochmann (* 30. Oktober 1912 in Wongrowitz, Posten), Kaufmann und Arbeiter, am 7. Oktober 1942 wurde er wegen antinazistischer Betätigung im kommunistischen Untergrund festgenommen, zum Tode verurteilt und in der Strafanstalt Berlin-Plötzensee hingerichtet.
- 21. September 1943: Wilhelm Lai (* 17. Januar 1909 in Würzburg), Mitglied der KPD, hingerichtet im Gefängnis München-Stadelheim.
- 21. September 1943: Jules Frémont, Mitglied der Ceux de la Libération (CDLL), hingerichtet im Gefängnis München-Stadelheim.
- 21. September 1943: René Gallais, Mitglied der Ceux de la Libération (CDLL), hingerichtet im Gefängnis München-Stadelheim.
- 21. September 1943: François Lebosse, Mitglied der Ceux de la Libération (CDLL), hingerichtet im Gefängnis München-Stadelheim.
- 21. September 1943: Raymond Loizance, Mitglied der Ceux de la Libération (CDLL), hingerichtet im Gefängnis München-Stadelheim.
- 21. September 1943: Antoine Perez, Mitglied der Ceux de la Libération (CDLL), hingerichtet im Gefängnis München-Stadelheim.
- 21. September 1943: Marcel Pitois, Mitglied der Ceux de la Libération (CDLL), hingerichtet im Gefängnis München-Stadelheim.
- 21. September 1943: Louis Richer, Mitglied der Ceux de la Libération (CDLL), hingerichtet im Gefängnis München-Stadelheim.
- 21. September 1943: Jules Rochelle, Mitglied der Ceux de la Libération (CDLL), hingerichtet im Gefängnis München-Stadelheim.
- 23. September 1944: Anna Muzik (* 23. September 1891 in Wien), österreichische Widerstandskämpferin, im Landgericht Wien hingerichtet
- 23. September 1944: Käthe Odwody (* 6. März 1901 in Hulken), österreichische Betriebsrätin und Widerstandskämpferin, im Landgericht Wien hingerichtet
- 24. September 1943: Anna Andrzejew (* 4. Oktober 1898), Inhaftierte im Frauengefängnis Barnim, hingerichtet.[86]
- 24. September 1943: Jeanne Comelli (* 17. Januar 1924), Inhaftierte im Frauengefängnis Barnim, hingerichtet.[86]
- 24. September 1943: Nelly Gethe (* 31. März 1900), Inhaftierte im Frauengefängnis Barnimstraße, hingerichtet.[86]
- 24. September 1943: Wally Schuck (Schulz?) (* 11. April 1909), Inhaftierte im Frauengefängnis Barnimstraße, hingerichtet.[86]
- 24. September 1943: Renée Tanton (* 1. November 1921), Inhaftierte im Frauengefängnis Barnimstraße, Berlin, in der Strafanstalt Berlin-Plötzensee hingerichtet.[86]
- 24. September 1944: Hedwig Wolff (* 6. März 1898), Inhaftierte im Frauengefängnis Barnimstraße, Berlin, in der Strafanstalt Berlin-Plötzensee hingerichtet.[86]
- 26. September 1943: Alois Brunner (* 2. Januar 1907 in Matrei bei Innsbruck), wegen „Feindbegünstigung und ihrer führenden Stellung bei der Errichtung einer Organisation mit hochverräterischen Bestrebungen im Sinne der illegalen Sozialdemokratischen Partei“ vom Volksgerichtshof am 28. Mai 1943 zum Tode verurteilt und im Gefängnis München-Stadelheim hingerichtet.
- 26. September 1943: Josefine Brunner (* 26. Februar 1909 in Innsbruck), wegen „Feindbegünstigung und ihrer führenden Stellung bei der Errichtung einer Organisation mit hochverräterischen Bestrebungen im Sinne der illegalen Sozialdemokratischen Partei“ vom Volksgerichtshof am 28. Mai 1943 zum Tode verurteilt und im Gefängnis München-Stadelheim hingerichtet.[135]
- 28. September 1943: Marianne Gaszczka (* 18. Dezember 1914), Inhaftierte im Frauengefängnis Barnimstraße, Berlin, hingerichtet.[86]
- 28. September 1943: Martha Riefenbach (* 8. September 1897), Inhaftierte im Frauengefängnis Barnimstraße, Berlin, hingerichtet.[86]
- 28. September 1943: Emilie Riesenack (* 13. Oktober 1893), Inhaftierte im Frauengefängnis Barnimstraße, Berlin, in der Strafanstalt Berlin-Plötzensee hingerichtet.[86]
- 28. September 1943: Käthe Tucholla (* 10. Januar 1910 in Berlin), Arbeiterin, wegen antinazistischer Betätigung im kommunistischen Untergrund am 25. Juli 1942 festgenommen, am 17. August 1943 vom Volksgerichtshof zum Tode verurteilt und in der Strafanstalt Berlin-Plötzensee hingerichtet.
- 29. September 1943: Frieda Bölter (* 21. November 1911), Inhaftierte im Frauengefängnis Barnimstraße, Berlin, in der Strafanstalt Berlin-Plötzensee hingerichtet.[86]
- 30. September 1943: Martha Kosin (* 9. Mai 1904), Inhaftierte im Frauengefängnis Barnimstraße, Berlin, in der Strafanstalt Berlin-Plötzensee hingerichtet.[86]
- 5. Oktober 1943: Anna Blauensteiner (oder Blauenstein) (* 21. Juli 1904), Inhaftierte im Frauengefängnis Barnimstraße, Berlin, in der Strafanstalt Berlin-Plötzensee hingerichtet.[136][86]
- 5. Oktober 1943: Johann Dombrowski, am 4. Oktober 1943 vom 1. Senat des Volksgerichtshofes zum Tode verurteilt und in der Strafanstalt Berlin-Plötzensee hingerichtet.
- 5. Oktober 1943: Dorothea Fonden (* 8. Oktober 1902 in Berlin), Lageristin, Maschinenschreiberin, wegen der Verbreitung eines Spottgedichtes auf Hitler und den Krieg am 13. September 1943 festgenommen, am 4. Oktober 1943 vom 1. Senat des Volksgerichtshofes zum Tode verurteilt und in der Strafanstalt Berlin-Plötzensee hingerichtet.[137]
- 5. Oktober 1943: Fritz Grosspietsch (* 5. März 1887 in Reichenbach), Angestellter, am 4. Oktober 1943 vom 1. Senat des Volksgerichtshofes zum Tode verurteilt und in der Strafanstalt Berlin-Plötzensee hingerichtet.[138]
- 5. Oktober 1943: Fritz Pahnke, am 4. Oktober 1943 vom 1. Senat des Volksgerichtshofes zum Tode verurteilt und in der Strafanstalt Berlin-Plötzensee hingerichtet.
- 5. Oktober 1943: Pelagia Scheffczyk (* 8. März 1915), polnische Fakturistin, wegen Betätigung als Kurierin für den polnischen Nachrichtendienst festgenommen, zum Tode verurteilt und in der Strafanstalt Berlin-Plötzensee hingerichtet.
- 8. Oktober 1943: Marianne Golz (* 30. Januar 1895), Schauspielerin, wegen der Unterstützung von Juden bei der Flucht aus Prag am 19. November 1942 von der Gestapo festgenommen, am 18. Mai 1943 vom Sondergericht am Deutschen Landgericht in Prag wegen Begünstigung von Reichsfeinden zum Tode verurteilt, im Prager Gestapo-Gefängnis Pankrác mit dem Fallbeil hingerichtet.
- 11. Oktober 1943: Gustav Henke (* 3. September 1898), Zeuge Jehovas, als Kriegsdienstverweigerer zum Tode verurteilt und in Halle/Saale hingerichtet.
- 11. Oktober 1943: Heinz Max Wenk (* 25. Oktober 1920 in Dresden), Zeuge Jehovas, als Kriegsdienstverweigerer zum Tode verurteilt und in Halle/Saale hingerichtet.
- 12. Oktober 1943: Willi Graf, Student, Mitglied der „Weißen Rose“, als Oppositioneller gegen den NS-Staat wegen „Hochverrats“ im Gefängnis München-Stadelheim mit dem Fallbeil hingerichtet.
- 13. Oktober 1943: Hedwig Modrzorski (* 20. Februar 1922), Inhaftierte im Frauengefängnis Barnimstraße, Berlin, in der Strafanstalt Berlin-Plötzensee hingerichtet.[86]
- 18. Oktober 1943: Joseph Raskin (* 21. Juni 1892 in Stevoort), belgischer Priester, in der Untersuchungshaftanstalt Dortmund hingerichtet.[139]
- 19. Oktober 1943: Wilhelm Boller (* 22. Oktober 1904 in Hamburg), Kaufmann, wegen Betätigung gegen die deutsche Besetzung Dänemarks im Oktober 1942 von der dänischen Polizei festgenommen, nach Deutschland ausgeliefert, zum Tode verurteilt und im Zuchthaus Brandenburg-Görden hingerichtet.
- 22. Oktober 1943: Franz Reingruber (* 25. September 1921 in Wien), österreichischer Elektromechaniker und Widerstandskämpfer, Gruppe Soldatenrat, wegen „Vorbereitung zum Hochverrat“ und „Feindbegünstigung“ im Landgericht Wien hingerichtet.
- 25. Oktober 1943: Emil König (* 3. September 1899 in Wien), österreichischer Straßenbahnwerkstättenarbeiter und Widerstandskämpfer, zum Tode verurteilt und im Zuchthaus Brandenburg-Görden hingerichtet.
- 29. Oktober 1943: Robert Dorsay (* 16. August 1904 in Bremen als Robert Stampa), Sänger, wegen kriegskritischer Äußerungen in einem Brief festgenommen, am 8. Oktober 1943 wegen Wehrkraftzersetzung zum Tode verurteilt und in der Strafanstalt Berlin-Plötzensee hingerichtet.
- 30. Oktober 1943: Jakob Lehmann (* 3. Oktober 1880) verurteilt durch Sondergericht Saarbrücken, wegen Diebstahls hingerichtet
- 1. November 1943: August Beckmann (* 14. Dezember 1890 in Brüggen), Lagerarbeiter, Sozialdemokrat aus Brünninghausen, festgenommen, am 28. September 1943 vom Volksgerichtshof wegen Vorbereitung zum Hochverrat zum Tode verurteilt und in der Strafanstalt Berlin-Plötzensee hingerichtet.[140]
- 1. November 1943: Alois Geiger (* 1. Dezember 1890 in Ellenbach, Bezirk Deggendorf), Arzt, wegen defätistischer Äußerungen festgenommen, vom Volksgerichtshof wegen Wehrkraftzersetzung zum Tode verurteilt und im Zuchthaus Brandenburg-Görden durch Hängen hingerichtet.
- 1. November 1943: Erwin Granget (* 4. April 1890 in Untermutschelbach, heute Karlsbad), höherer Beamter, aufgrund von Briefen an seinen Sohn, in denen er diesem riet, sich beim Militär nicht zu diensteifrig zu zeigen, und ihm Ratschläge gab, wie er sich vor dem Fronteinsatz drücken könne, festgenommen, wegen Wehrkraftzersetzung zum Tode verurteilt und im Zuchthaus Brandenburg-Görden hingerichtet. Am darauffolgenden Tag wurde seine Ehefrau Emma hingerichtet.[141][142]
- 1. November 1943: Gustav Horstbrink (* 13. September 1889 in Kusenbaum), Reichsautobahnstreckenwärter, wegen Betätigung im antinazistischen Untergrund festgenommen, am 28. September 1943 vom Volksgerichtshof wegen Vorbereitung zum Hochverrat zum Tode verurteilt und im Zuchthaus Brandenburg-Görden hingerichtet.
- 1. November 1943: Suzanne Masson (* 10. Juli 1901 in Doullens), französische Gewerkschafterin, wegen Betätigung in der Résistance am 5. Februar 1942 festgenommen, im Juni 1943 vom Lübecker Gericht zum Tode verurteilt und im Untersuchungsgefängnis Hamburg mit dem Fallbeil hingerichtet.
- 1. November 1943: Leo Statz (* 17. Juli 1898 in Köln), Unternehmer, wegen regimekritischer Äußerungen am 1. September 1943 festgenommen, am 27. September 1943 vom Volksgerichtshof wegen Zersetzungspropaganda zum Tode verurteilt und im Zuchthaus Brandenburg-Görden durch Enthaupten hingerichtet.
- 2. November 1943: Lina Beckmann, geb. Sprich (* 4. Oktober 1894 in Schötmar/Lippe-Detmold), am 28. September 1943 vom Volksgerichtshof wegen Vorbereitung zum Hochverrat und Feindsenderabhörung zum Tode verurteilt und im Zuchthaus Brandenburg-Görden mit dem Fallbeil hingerichtet.[143]
- 2. November 1943: Alfred Fenz (* 22. Februar 1920 in Wien), österreichischer Elektroingenieur und Widerstandskämpfer, Gruppe Soldatenrat, wegen „Hochverrat und Feindbegünstigung“ im Landgericht Wien hingerichtet.
- 2. November 1943: Emma Granget (* 21. Januar 1894), Hausfrau, aufgrund von Briefen an ihren Sohn, in denen sie diesem riet, sich beim Militär nicht zu diensteifrig zu zeigen, und ihm Ratschläge gab, wie er sich vor dem Fronteinsatz drücken könne, festgenommen, wegen Wehrkraftzersetzung zum Tode verurteilt und im Zuchthaus Berlin-Charlottenburg hingerichtet. Ihr Ehemann Erwin wurde einen Tag zuvor hingerichtet.[141]
- 2. November 1943: Elfriede Hartmann (* 21. Mai 1921 in Wien), österreichische Studentin und Widerstandskämpferin wegen „Hochverrat und Feindbegünstigung“ im Landgericht Wien hingerichtet.
- 2. November 1943: Walter Kämpf (* 12. September 1920 in Wien), österreichischer Hilfsarbeiter und Widerstandskämpfer, Gruppe Soldatenrat, wegen „Hochverrat und Feindbegünstigung“ im Landgericht Wien hingerichtet.
- 2. November 1943: Frieda Horstbrink, geb. Plauel (* 4. September 1896 in Altenhagen), wegen Betätigung im antinazistischen Untergrund festgenommen, am 28. September 1943 vom Volksgerichtshof wegen Vorbereitung zum Hochverrat zum Tode verurteilt und im Strafgefängnis Berlin-Plötzensee hingerichtet.
- 2. November 1943: Felix Imre (* 19. November 1917 in Wien), österreichischer Schneidergehilfe und Widerstandskämpfer, Gruppe Soldatenrat, im Landgericht Wien hingerichtet.
- 2. November 1943: Leopoldine Kovarik (* 5. Februar 1919 in Wien), österreichische Postbeamtin und Widerstandskämpferin, Gruppe Soldatenrat, wegen „Hochverrat und Feindbegünstigung“ im Landgericht Wien hingerichtet.
- 2. November 1943: Martha Rachel (* 26. Mai 1904 in Kepno/Kempen, Warthe), Buchhalterin, Inhaftierte im Frauengefängnis Barnimstraße, Berlin, in der Strafanstalt Berlin-Plötzensee hingerichtet.[86]
- 2. November 1943: Rudolf Klekner (* 15. Dezember 1912 in Wien), österreichischer Konstrukteur, Kommunist und Widerstandskämpfer; vom Volksgerichtshof zum Tode verurteilt, im Landgericht Wien enthauptet.
- 2. November 1943: Oskar Klekner (* 10. Januar 1923 in Wien), österreichischer Arbeiter, Kommunist und Widerstandskämpfer; vom Volksgerichtshof zum Tode verurteilt, im Landgericht Wien enthauptet.
- 2. November 1943: Friedrich Mastny (* 11. März 1921 in Wien), österreichischer Handelsangestellter und Widerstandskämpfer; Gruppe Soldatenrat, vom Volksgerichtshof zum Tode verurteilt, im Landgericht Wien enthauptet.
- 2. November 1943: Helene Maćkowiak (* 12. Juli 1902), Inhaftierte im Frauengefängnis Barnimstraße, Berlin, in der Strafanstalt Berlin-Plötzensee hingerichtet.[144]
- 5. November 1943: Marcel Sutter (* 3. Januar 1919 in Mülhausen im Elsass), Zeuge Jehovas, als Kriegsdienstverweigerer zum Tode verurteilt und in Halle an der Saale hingerichtet.[145]
- 8. November 1943: Josef Schmidt, wegen „Heimtücke“ und „Wehrkraftzersetzung“ in der Strafanstalt Berlin-Plötzensee hingerichtet.[146]
- 8. November 1943: Hermann Koehler (* 8. Oktober 1876 in Schwäbisch Gmünd), Bankier, wegen Hochverrats vom Volksgerichtshof zum Tode verurteilt und im Zuchthaus Brandenburg-Görden hingerichtet.
- 8. November 1943: Günther Paschen (* 29. August 1880 in Berlin), kaiserlich-deutscher Marineoffizier und Lehrer an der Marineschule Flensburg-Mürwik, nach einer Denunziation festgenommen, wegen „Wehrkraftzersetzung“ am 18. Oktober 1943 vom Volksgerichtshof zum Tode verurteilt und im Zuchthaus Brandenburg-Görden hingerichtet.[147]
- 10. November 1943: Hermann Lange (* 16. April 1912 in Leer), katholischer Priester, am 15. Juni 1942 wegen der Verbreitung NS-kritischer Schriften festgenommen, im Juni 1943 vom 2. Senat des Volksgerichtshofes zum Tode verurteilt und in der Hamburger Strafanstalt Holstenglacis mit dem Fallbeil hingerichtet.
- 10. November 1943: Eduard Müller (* 20. August 1911 in Neumünster), Priester, wegen regimekritischer Äußerungen am 22. Juni 1942 festgenommen, im Juni 1943 wegen Wehrkraftzersetzung, landesverräterischer Feindbegünstigung, Vergehen gegen das Rundfunkgesetz und das Heimtückegesetz zum Tode verurteilt und im Hamburger Gefängnis Horstenglacis mit dem Fallbeil hingerichtet.
- 10. November 1943: Johannes Prassek (* 13. August 1911 in Hamburg), Priester, wegen regimekritischer Äußerungen am 18. Mai 1942 festgenommen, zum Tode verurteilt und in der Hamburger Haftanstalt Holstenglacis mit dem Fallbeil hingerichtet.
- 10. November 1943: Karl Friedrich Stellbrink (* 28. Oktober 1894 in Münster), Pastor, wegen regimekritischer Äußerungen am 7. April festgenommen, am 23. Juni 1943 vom Volksgerichtshof wegen „landesverräterischer Feindbegünstigung, Wehrkraftzersetzung, Vergehen gegen das Rundfunkgesetz und das Heimtückegesetz“ zum Tode verurteilt und in der Untersuchungshaftanstalt Horstenglasis in Hamburg mit dem Fallbeil hingerichtet.
- 12. November 1943: Helene Delacher (* 1904 in Burgfrieden), Küchengehilfin aus Innsbruck, im Juni 1943 beim Transport von Schriftmaterial der Zeugen Jehovas nahe der deutsch-italienischen Grenze festgenommen, am 4. Oktober 1943 vom Volksgerichtshof wegen Wehrkraftzersetzung und landesverräterischer Hetze zum Tode verurteilt und in der Strafanstalt Berlin-Plötzensee mit dem Fallbeil hingerichtet.[105]
- 12. November 1943: Emma Szadiel (* 18. Februar 1917), Inhaftierte im Frauengefängnis Barnimstraße, Berlin, in der Strafanstalt Berlin-Plötzensee hingerichtet.[86]
- 15. November 1943: Martin Weise (* 12. Mai 1903 in Torgau), Arbeiter, wegen antinazistischer Betätigung im Dezember 1942 festgenommen, im Oktober 1943 vom Volksgerichtshof zum Tode verurteilt und im Zuchthaus Brandenburg-Görden hingerichtet.
- 19. November 1943: Erich Bobe (* 10. Januar 1906 in Börnchen), Zeuge Jehovas, als Kriegsdienstverweigerer in Halle/Saale hingerichtet.
- 19. November 1943: Karl Jelinek (* 10. September 1896 in Wien), österreichischer Eisendreher und Widerstandskämpfer, im Landgericht Wien hingerichtet.
- 20. November 1943: Paolo Rossi (* 10. Dezember 1907), vom Feldgericht wegen Freischärlerei zum Tode verurteilt, hingerichtet.[32]
- 22. November 1943: Erich Köckert (* 29. August 1900 in Dessau), Ingenieur, wegen regimefeindlicher Haltung am 20. August 1943 festgenommen, am 26. Oktober 1943 wegen Hochverrats und Defätismus zum Tode verurteilt und im Zuchthaus Brandenburg-Görden mit dem Fallbeil hingerichtet.
- 24. November 1943: Lucienne Rognant (7. November 1920), Inhaftierte im Frauengefängnis Barnim, in der Strafanstalt Berlin-Plötzensee hingerichtet.[86]
- 25. November 1943: Aenne Kraupner (* 11. April 1896 in Grossensiel), Geschäftsfrau, Inhaftierte im Frauengefängnis Barnim, in der Strafanstalt Berlin-Plötzensee hingerichtet.[86]
- 25. November 1943: Cecylia Grzeskiewicz (* 10. August 1924), Inhaftierte im Frauengefängnis Barnimstraße, in der Strafanstalt Berlin-Plötzensee hingerichtet.[148]
- 7. Dezember 1943: Georges Tainturier (* 20. Mai 1890 in La Cote-Saint-André), französischer Fechter, Mitglied der Combat Zone Nord, am 7. März 1942 wegen Betätigung in der Résistance festgenommen, am 19. Oktober 1943 vom 2. Senat des Volksgerichtshofes zum Tode verurteilt, in Köln-Klingelpütz hingerichtet.
- 7. Dezember 1943: Michel Edvire (* 1923), Mitglied der Combat Zone Nord in Köln-Klingelpütz hingerichtet.
- 7. Dezember 1943: Gualbert Flandrin (* 1885), Mitglied der Combat Zone Nord, in Köln-Klingelpütz hingerichtet.
- 7. Dezember 1943: Alexandre Gandoin (* 1894), Mitglied Combat Zone Nord, in Köln-Klingelpütz hingerichtet.
- 7. Dezember 1943: Christian Héraude (* 1913), Mitglied Combat Zone Nord, in Köln-Klingelpütz hingerichtet.
- 7. Dezember 1943: Robert Héraude (* 1922), Mitglied Combat Zone Nord, in Köln-Klingelpütz hingerichtet.
- 7. Dezember 1943: Abel Laville (* 1904), Mitglied Combat Zone Nord, in Köln-Klingelpütz hingerichtet.
- 7. Dezember 1943: Albert Vandendriessche (* 1896), Mitglied Combat Zone Nord, in Köln-Klingelpütz hingerichtet.
- 9. Dezember 1943: Anna Rohde (* 13. Oktober 1905), Inhaftierte im Frauengefängnis Barnim, in der Strafanstalt Berlin-Plötzensee hingerichtet.[86]
- 13. Dezember 1943: Erich Garske (* 21. November 1907), Bauzeichner, wegen Betätigung im kommunistischen Untergrund am 30. Januar 1943 festgenommen, am 9. November 1943 vom Volksgerichtshof zum Tode verurteilt und in der Strafanstalt Berlin-Plötzensee hingerichtet.
- 13. Dezember 1943: Fritz Hasselhuhn (* 5. Mai 1910), Herstellung illegaler Publikationen, 1943 vom Volksgerichtshof zum Tode verurteilt und in der Strafanstalt Berlin-Plötzensee hingerichtet.
- 16. Dezember 1943: Charlotte Garske (* 4. Dezember 1906 in Berlin), Kontoristin, wegen Betätigung im kommunistischen Untergrund am 30. Januar 1943 festgenommen, am 9. November 1943 vom Volksgerichtshof zum Tode verurteilt und in der Strafanstalt Berlin-Plötzensee hingerichtet.
- 16. Dezember 1943: Emma Martin (* 25. Oktober 1892 in Holzweißig), Hausfrau, Landarbeiterin, wegen regimekritischer Äußerungen festgenommen, vom Volksgerichtshof wegen Wehrkraftzersetzung zum Tode verurteilt und in der Strafanstalt Berlin-Plötzensee hingerichtet.
- 16. Dezember 1943: Elfriede Scholz (* 25. März 1903 in Osnabrück), Schwester von Erich Maria Remarque, Schneiderin, wegen regimekritischer Äußerungen festgenommen, im Oktober 1943 vom Volksgerichtshof wegen Wehrkraftzersetzung zum Tode verurteilt und in der Strafanstalt Berlin-Plötzensee mit dem Fallbeil hingerichtet.
- 16. Dezember 1943: Margarete Seitz (* 21. April 1880 in Jülich), Bäckersehefrau, wegen regimekritischer Äußerungen und des Verteilens kommunistischer Flugschriften im September 1943 festgenommen, am 2. November 1943 vom 1. Senat des Volksgerichtshofs wegen Wehrkraftzersetzung und Vorbereitung zum Hochverrat zum Tode verurteilt und in der Strafanstalt Berlin-Plötzensee mit dem Fallbeil hingerichtet.[149]
- 18. Dezember 1943: Eleonora Slach (* 14. Oktober 1919), Inhaftierte im Frauengefängnis Barnimstraße, Berlin, in der Strafanstalt Berlin-Plötzensee hingerichtet.[86]
- 21. Dezember 1943: Gisela Dietrich (* 10. Juni 1920), Inhaftierte im Frauengefängnis Barnimstraße, Berlin, in der Strafanstalt Berlin-Plötzensee hingerichtet.[86]
- 22. Dezember 1943: Heinrich Fehrentz (* 1908), Feindsender abgehört, festgenommen 1943, hingerichtet am 22. Dezember 1943 im Zuchthaus Stuttgart.[150]

#### 1944
- 1944: Heinrich Böke, Zeuge Jehovas, wegen der Beherbergung eines im politischen Untergrund agierenden Glaubensbruders festgenommen, zum Tode verurteilt und hingerichtet.[151]
- 7. Januar 1944: Margarete Wegener (* 15. August 1913), Inhaftierte im Frauengefängnis Barnimstraße, Berlin, in der Strafanstalt Berlin-Plötzensee hingerichtet.[152]
- 10. Januar 1944: Bruno Böhnke (* 4. Juli 1905 in Münsterwalde, Regierungsbezirk Danzig), Landwirt. Wegen Ablehnung des Krieges und Wehrkraftzersetzung denunziert und vom Kriegsgericht der Wehrmachtkommandantur in Danzig (St.L.III 317/43) am 21. November 1943 zum Tode verurteilt und in Königsberg hingerichtet. Die Bestattung erfolgte auf dem Standortfriedhof II in Königsberg.
- 11. Januar 1944: Anna Gräf (* 28. März 1925), österreichische Schneiderin und Widerstandskämpferin, Gruppe Soldatenrat, im Landgericht Wien hingerichtet.
- 11. Januar 1944: Gertrude Müller (* 15. März 1916), österreichische Kontoristin und Widerstandskämpferin, Gruppe Soldatenrat, im Landgericht Wien hingerichtet.
- 11. Januar 1944: Leopoldine Sicka (* 20. November 1923), österreichische Monteurin und Widerstandskämpferin, Gruppe Soldatenrat, im Landgericht Wien hingerichtet.
- 11. Januar 1944: Franz Sikuta (* 21. Oktober 1921), österreichischer Eisendrehergehilfe und Widerstandskämpfer, Gruppe Soldatenrat, im Landgericht Wien hingerichtet.
- 17. Januar 1944: Lilly Karmann (* 25. Oktober 1898), Inhaftierte im Frauengefängnis Barnimstraße, Berlin, in der Strafanstalt Berlin-Plötzensee hingerichtet.[153]
- 17. Januar 1944: Max Sievers (* 11. Juli 1887 in Berlin), Vorsitzender des Freidenker-Verbandes, am 3. Juni 1943 festgenommen, am 17. November 1943 vom Volksgerichtshof wegen „Vorbereitung zum Hochverrat und Feindbegünstigung“ zum Tode verurteilt und im Zuchthaus Brandenburg-Görden mit dem Fallbeil hingerichtet.
- 24. Januar 1944: Alwine Toxopeus (* 14. August 1891), Inhaftierte im Frauengefängnis Barnimstraße, Berlin, in der Strafanstalt Berlin-Plötzensee hingerichtet.[86]
- 25. Januar 1944: Alfred Höchstätter (* 5. Juni 1902), österreichischer Arbeiter und Widerstandskämpfer, im Gefängnis München-Stadelheim hingerichtet.
- 27. Januar 1944: Christine Lombaerts (* 24. Januar 1907 in Sombreffe), geb. Bailly, wegen Raubmordes, begangen am 22. Dezember 1942 an dem Marokkaner Abdallah ben Mohamed, zum Tode verurteilt und in der Strafanstalt Berlin-Plötzensee hingerichtet.[154]
- 27. Januar 1944: Evariste Lombaerts (* 30. September 1908 in Koekelberg), wegen Raubmordes, begangen am 22. Dezember 1942 an dem Marokkaner Abdallah ben Mohamed, zum Tode verurteilt und in der Strafanstalt Berlin-Plötzensee hingerichtet.[155]
- 27. Januar 1944: Martha Kosch (* 27. Juli 1911), Inhaftierte im Frauengefängnis Barnimstraße, Berlin, in der Strafanstalt Berlin-Plötzensee hingerichtet.[86]
- 27. Januar 1944: Hedwig Neumann, wegen des Verbergens von verfolgten Personen im Herbst 1942 festgenommen, im Oktober 1943 vom Volksgerichtshof wegen Kriegsspionage zum Tode verurteilt und in der Strafanstalt Berlin-Plötzensee hingerichtet.[156]
- 27. Januar 1944: Melanie Risch (* 24. Januar 1887 in Konstanz), Schneiderin, festgenommen, wegen Wehrkraftzersetzung zum Tode verurteilt und in der Strafanstalt Berlin-Plötzensee hingerichtet.
- 4. Februar 1944: Hansheinrich Kummerow (* 27. Februar 1903 in Magdeburg), Ingenieur, wegen antinazistischer Betätigung in der Roten Kapelle im November 1942 festgenommen, am 18. Dezember 1942 durch das Reichskriegsgericht zum Tode verurteilt und in Halle/Saale mit dem Fallbeil hingerichtet.
- 11. Februar 1944: Otto Degenkolb (* 20. August 1896 in Weixdorf/Sachsen), Zeuge Jehovas, als Wehrdienstverweigerer zum Tode verurteilt und in Halle/Saale hingerichtet.
- 14. Februar 1944: Stanislav Brunclík (* 17. Juni 1910 in Podmoklice), tschechischer Journalist, wegen Widerstands gegen die deutsche Besetzung der Tschechoslowakei am 16. Juli 1943 festgenommen, am 16. Dezember 1943 vom Volksgerichtshof in Dresden zum Tode verurteilt und im Dresdener Gefängnis Münchner Platz hingerichtet.
- 16. Februar 1944: Balthasar Kirchberger (* 6. Januar 1895 Hofreuth, Kreis Miesbach), machte wiederholt seinem Ärger über die politische Situation Luft, verurteilt durch den Volksgerichtshof Stuttgart 4. Senat und wegen Wehrkraftzersetzung hingerichtet.
- 16. Februar 1944: Johann Strobler (* 5. Februar 1912), verurteilt per Divisionsgericht und hingerichtet.[32]
- 16. Februar 1944: Eugen Hägele (* 6. Mai 1920), verurteilt per Divisionsgericht und hingerichtet.[32]
- 17. Februar 1944: Josef Glaser (* 20. Oktober 1899 in Ingerkingen, Kreis Biberach), Polizist, zuletzt im Dienst in Glowno/Polen, wegen „Wehrkraftzersetzung“ am 10. Juni 1943 in Warschau zum Tode verurteilt und in Warschau hingerichtet.
- 19. Februar 1944: Hedwig Olejak (* 25. September 1906), Inhaftierte im Frauengefängnis Barnimstraße, Berlin, in der Strafanstalt Berlin-Plötzensee hingerichtet.[86]
- 21. Februar 1944: Eduard Risch (* 27. Dezember 1879 in Konstanz), Tapezierer, wegen regimekritischer Äußerungen am 16. August 1943 festgenommen, am 25. Oktober 1943 vom Volksgerichtshof wegen Wehrkraftzersetzung zum Tode verurteilt und im Zuchthaus Brandenburg-Görden mit dem Fallbeil hingerichtet.[157]
- 21. Februar 1944: Willi Tietze (* 25. März 1910), Schildermaler, desertierte aus der Wehrmacht, 1942 festgenommen, zum Tode verurteilt und im Zuchthaus Brandenburg-Görden hingerichtet.
- 21. Februar 1944: Alfons Maria Wachsmann (* 25. Januar 1896 in Berlin), Theologe, am 23. Juni 1943 festgenommen, vom Volksgerichtshof zum Tode verurteilt und im Zuchthaus Brandenburg-Görden hingerichtet.
- 24. Februar 1944: Max Bär (* 20. Dezember 1903), KPÖ, österreichischer Widerstandskämpfer aus Schwaz, zum Tode verurteilt und im Gefängnis München-Stadelheim hingerichtet.
- 25. Februar 1944: Bruno Jursitzky (* 26. September 1898), österreichischer Eisenbahner und Widerstandskämpfer, im Landgericht Wien hingerichtet.
- 2. März 1944: Hedwig Jahn (* 24. Oktober 1890), Inhaftierte im Berliner Frauengefängnis Barnimstraße, hingerichtet.[86]
- 2. März 1944: Madelene Parmeter (* 3. Februar 1923), Inhaftierte im Berliner Frauengefängnis Barnimstraße, hingerichtet.[86]
- 6. März 1944: Claudius Gosau (* 9. Mai 1892 in Blankenmoor), Lokomotivführer in Bremen, wegen regimekritischer Äußerungen am 17. September 1943 festgenommen, am 11. Februar 1944 wegen „Hochverrats und Wehrkraftzersetzung“ zum Tode verurteilt und im Zuchthaus Brandenburg-Görden durch Enthaupten hingerichtet.
- 6. März 1944: Alfred Kowalke (* 11. April 1907 in Rummelsburg bei Berlin), Tischler, am 2. Februar 1942 wegen antinazistischer Betätigung im kommunistischen Untergrund festgenommen, am 5. November 1943 vom Volksgerichtshof zum Tode verurteilt und im Zuchthaus Brandenburg-Görden hingerichtet.
- 8. März 1944: Helmut Böhmer (* 1915), tschechischer Bürger, im Gefängnis Frankfurt-Preungesheim hingerichtet.
- 8. März 1944: Theodor Moonen (* 15. Juni 1899 Niederlanden) verurteilt durch SG Saarbrücken, wegen Volksschädlingsvergehens hingerichtet.
- 8. März 1944: Albrecht Stanek (* 21. Juni 1920 in Wien) österreichischer Student, Soldat und Widerstandskämpfer, verurteilt vom Kriegsgericht und füsiliert in Borissow.
- 8. März 1944: Erich Blaurock (* 12. Juni 1921) verurteilt durch Divisionsgericht Stuttgart und hingerichtet.[32]
- 9. März 1944: Emma Bethke (* 13. Juli 1891), Inhaftierte im Berliner Frauengefängnis Barnimstraße, hingerichtet.[86]
- 11. März 1944: Ida Wertvolch (* 10. Februar 1884), Inhaftierte im Berliner Frauengefängnis Barnimstraße, hingerichtet.[86]
- 13. März 1944: Franz Anderle (* 21. Juli 1898 in Brunn), österreichischer Trafikant, im Landgericht Wien hingerichtet.
- 13. März 1944: Karl Burian (* 4. August 1896 in Wien), österreichischer Offizier, wegen monarchistischer Betätigung zugunsten einer Restauration der Habsburger am 13. Oktober 1938 festgenommen, am 9. Dezember 1943 wegen „Hochverrats“ zum Tode verurteilt und im Landgericht Wien hingerichtet.
- 13. März 1944: Franz Hauer (* 26. Juni 1906 in Wien), österreichischer Schuhmachergehilfe und Widerstandskämpfer, im Landgericht Wien hingerichtet.
- 13. März 1944: Franz Heindl (* 26. Juni 1906 in Wien), österreichischer Hilfsarbeiter und Widerstandskämpfer, im Landgericht Wien hingerichtet.
- 13. März 1944: Michael Heindl (* 29. September 1901 in Wien), österreichischer Eisenbahner und Widerstandskämpfer, im Landgericht Wien hingerichtet.
- 13. März 1944: Therese Klostermann (* 11. Juli 1913 in Wien), österreichische Arbeiterin und Widerstandskämpferin, im Landgericht Wien hingerichtet.
- 13. März 1944: Karl Mann (* 15. Februar 1924 in Wien), österreichischer Tapezierer und Widerstandskämpfer, Gruppe Soldatenrat, im Landgericht Wien hingerichtet.
- 13. März 1944: Philipp Schuberth (* 21. Juni 1893), wegen „Hochverrats“ zum Tode verurteilt und im Zuchthaus Brandenburg-Görden hingerichtet.
- 17. März 1944: Anna Ebermann (* 10. Februar 1891 in Rottenbauer bei Würzburg), Arbeiterin, wegen regimekritischer Äußerungen am 5. Mai 1943 festgenommen, am 19. November 1943 vom Volksgerichtshof wegen Wehrkraftzersetzung zum Tode verurteilt und in der Strafanstalt Berlin-Plötzensee hingerichtet.
- 20. März 1944: Otto Weiß (* 28. April 1902 in Mülheim an der Ruhr), Jurist, im August 1943 beim Versuch, in die Schweiz einzureisen, festgenommen, am 14. Februar 1944 vom Volksgerichtshof wegen Fahnenflucht und Hochverrats zum Tode verurteilt und in der Strafanstalt Berlin-Plötzensee durch Hängen hingerichtet.
- 28. März 1944: Heinrich Dolde, Angestellter im zahntechnischen Labor der Firma Schwerzmann in Frankfurt, am 31. Mai 1943 festgenommen, nachdem er sich wiederholt regimekritisch geäußert hatte, den Hitlergruß verweigert und die Wehrmachtsberichte als Schwindel bezeichnet sowie angeblich gegenüber französischen Kriegsgefangenen prosowjetische Propaganda betrieben hatte, vom Oberlandesgericht am 11. Februar 1944 zum Tode verurteilt und im Gefängnis Preungesheim hingerichtet.[158]
- 28. März 1944: Rudolf Klug (* 8. Oktober 1905 in Hamburg), Pädagoge, wegen Kontakten zu Kriegsgefangenen am 26. Februar 1944 festgenommen, am 15. März 1944 von einem Kriegsgericht zum Tode verurteilt und in Beistfjord durch Erschießen hingerichtet.
- 29. März 1944: August Eckert (* 1. August 1908 in Gettorf, Eckernförde-Kiel), Reichsbahngehilfe, wegen der am 21. November 1943 erfolgten Ermordung (erschlagen mit einem Hammer) und Zerstückelung seiner ehemaligen Geliebten Vera Korn, geb. Rust (29. März 1910 in Breslau), und ihrer Tochter Eva Korn (* 6. August 1935 in Berlin), vom Sondergericht IV in Berlin am 28. März 1944 wegen eines „Verbrechens nach § 1 der Gewaltverbrecherverordnung“ in Verbindung mit Mord zum Tode verurteilt und durch Enthaupten hingerichtet.[159]
- 31. März 1944: Katharina Fellendorf (* 7. November 1884 in Hamburg), Plätterin, versteckte einen sowjetischen Fallschirmspringer in ihrer Wohnung, wegen „Feindbegünstigung“ zum Tode verurteilt und in der Strafanstalt Berlin-Plötzensee hingerichtet.
- 31. März 1944: Margarethe Jucksch (* 23. April 1906), Inhaftierte im Frauengefängnis Barnimstraße, Berlin, in der Strafanstalt Berlin-Plötzensee hingerichtet.[86]
- 1. April 1944: Robert Lynen (* 24. Mai 1920 in Sarrogna-Nermier, Département Jura, Frankreich), Schauspieler, am 7. Februar 1943 festgenommen, von einem Militärgericht in Freiburg im Dezember 1943 zum Tode verurteilt und in der Festung Karlsruhe hingerichtet.
- 4. April 1944: Georg Halder (* 1882), Zeuge Jehovas, wegen „Zersetzung der Wehrkraft“ zum Tode verurteilt und im Gefängnis München-Stadelheim hingerichtet.
- 7. April 1944: Maria Sip (* 25. März 1903 in Almosen), österreichische Apothekenhelferin und Widerstandskämpferin, wegen „Vorbereitung zum Hochverrat und Feindbegünstigung“ zum Tode verurteilt und im Landgericht Wien hingerichtet.
- 7. April 1944: Max Schrems (* 23. April 1892 in Neukirchen), österreichischer Straßenbahner und Widerstandskämpfer, wegen „Vorbereitung zum Hochverrat und Feindbegünstigung“ zum Tode verurteilt und im Landgericht Wien hingerichtet.
- 8. April 1944: Hedwig Töws (* 22. Mai 1920), Inhaftierte im Frauengefängnis Barnimstraße, Berlin, in der Strafanstalt Berlin-Plötzensee hingerichtet.[86]
- 17. April 1944: Max Josef Metzger (* 3. Februar 1887 in Schopfheim), Priester, wegen pazifistischer Haltung am 29. Juni 1943 festgenommen, am 14. Oktober 1943 vom Volksgerichtshof zum Tode verurteilt und im Zuchthaus Brandenburg-Görden hingerichtet.
- 17. April 1944: Georg Friedrich Munkert (* 5. Dezember 1888 in Nürnberg), Sozialdemokrat, aufgrund antinazistischer Tätigkeit 1943 festgenommen und im Zuchthaus Brandenburg-Görden hingerichtet.
- 19. April 1944: André Dubois (* 1914), Eisenbahner bei der SNCF, Mitglied der Gewerkschaft CGT und der Résistance, am 27. November 1943 zum Tod verurteilt vom Freischärlergericht der Feldkommandantur 669 in Dijon, wegen drohender Streiks am 9. Dezember 1943 „begnadigt“, am 22. Dezember 1943 nach Karlsruhe deportiert, erneut zum Tod verurteilt, guillotiniert am 19. April 1944 um 5 Uhr morgens im Landgericht Stuttgart, die Überreste des Toten wurden als „Studienmaterial“ in die Anatomie Heidelberg überstellt.[160]
- 19. April 1944: Raymond Gaspard (* 1914), Eisenbahner bei der SNCF, Mitglied der Gewerkschaft CGT und der Résistance, am 27. November 1943 zum Tod verurteilt vom Freischärlergericht der Feldkommandantur 669 in Dijon, wegen drohender Streiks am 9. Dezember 1943 „begnadigt“, am 22. Dezember 1943 nach Karlsruhe deportiert, erneut zum Tod verurteilt, guillotiniert am 19. April 1944 um 5 Uhr morgens im Landgericht Stuttgart, die Überreste des Toten wurden als „Studienmaterial“ in die Anatomie Heidelberg überstellt.[161]
- 19. April 1944: Paul Meunier, Angestellter der Stadtverwaltung Dijon, Mitkämpfer der Internationalen Brigaden im Spanischen Bürgerkrieg gegen die faschistischen Truppen des Generals Franco, Mitglied der Gewerkschaft CGT und der Résistance, am 27. November 1943 zum Tod verurteilt vom Freischärlergericht der Feldkommandantur 669 in Dijon, wegen drohender Streiks am 9. Dezember 1943 „begnadigt“, am 22. Dezember 1943 nach Karlsruhe deportiert, erneut zum Tod verurteilt, guillotiniert am 19. April 1944 um 5 Uhr morgens im Landgericht Stuttgart, die Überreste des Toten wurden als „Studienmaterial“ in die Anatomie Heidelberg überstellt.[161]
- 19. April 1944: Raymond Pageaux (* 1911), Eisenbahner bei der SNCF, Mitglied der Gewerkschaft CGT und der Résistance, am 27. November 1943 zum Tod verurteilt vom Freischärlergericht der Feldkommandantur 669 in Dijon, wegen drohender Streiks am 9. Dezember 1943 „begnadigt“, am 22. Dezember 1943 nach Karlsruhe deportiert, erneut zum Tod verurteilt, guillotiniert am 19. April 1944 um 5 Uhr morgens im Landgericht Stuttgart, die Überreste des Toten wurden als „Studienmaterial“ in die Anatomie Heidelberg überstellt.[162]
- 19. April 1944: Maxime Perreau (Fehlschreibung Terreau, * 1909), Eisenbahner bei der SNCF, Mitglied der Gewerkschaft CGT und der Résistance, am 27. November 1943 zum Tod verurteilt vom Freischärlergericht der Feldkommandantur 669 in Dijon, wegen drohender Streiks am 9. Dezember 1943 „begnadigt“, am 22. Dezember 1943 nach Karlsruhe deportiert, erneut zum Tod verurteilt, guillotiniert am 19. April 1944 um 5 Uhr morgens im Landgericht Stuttgart, die Überreste des Toten wurden als „Studienmaterial“ in die Anatomie Heidelberg überstellt.[163]
- 19. April 1944: Jean Ridet (Fehlschreibung Riclet, * 1912), Eisenbahner bei der SNCF, Mitglied der Gewerkschaft CGT und der Résistance, am 27. November 1943 zum Tod verurteilt vom Freischärlergericht der Feldkommandantur 669 in Dijon, wegen drohender Streiks am 9. Dezember 1943 „begnadigt“, am 22. Dezember 1943 nach Karlsruhe deportiert, erneut zum Tod verurteilt, guillotiniert am 19. April 1944 um 5 Uhr morgens im Landgericht Stuttgart, die Überreste des Toten wurden als „Studienmaterial“ in die Anatomie Heidelberg überstellt.[161]
- 19. April 1944: Jean Tamigi (Fehlschreibung Tamipi, * 1910), Eisenbahner bei der SNCF, Mitglied der Gewerkschaft CGT und der Résistance, am 27. November 1943 zum Tod verurteilt vom Freischärlergericht der Feldkommandantur 669 in Dijon, wegen drohender Streiks am 9. Dezember 1943 „begnadigt“, am 22. Dezember 1943 nach Karlsruhe deportiert, erneut zum Tod verurteilt, guillotiniert am 19. April 1944 um 5 Uhr morgens im Landgericht Stuttgart, die Überreste des Toten wurden als „Studienmaterial“ in die Anatomie Heidelberg überstellt.[160]
- 19. April 1944: Maurice Thuringer (oder Thüringer, * 1911), Eisenbahner bei der SNCF, Mitglied der Gewerkschaft CGT und der Résistance, am 27. November 1943 zum Tod verurteilt vom Freischärlergericht der Feldkommandantur 669 in Dijon, wegen drohender Streiks am 9. Dezember 1943 „begnadigt“, am 22. Dezember 1943 nach Karlsruhe deportiert, erneut zum Tod verurteilt, guillotiniert am 19. April 1944 um 5 Uhr morgens im Landgericht Stuttgart, die Überreste des Toten wurden als „Studienmaterial“ in die Anatomie Heidelberg überstellt.[161]
- 19. April 1944: Jakob Welter (* 31. August 1907 in Dudweiler), Schlosser, wegen antinazistischer Betätigung im kommunistischen Untergrund am 19. Januar 1943 festgenommen, am 22. Februar vom Oberlandesgericht Stuttgart zum Tode verurteilt und in Stuttgart hingerichtet.
- 24. April 1944: Kilian Kirchhoff (* 18. Dezember 1892 in Rönkhausen), Priester, am 21. Oktober 1943 wegen regimekritischer Äußerungen festgenommen, am 7. März 1944 vom Volksgerichtshof zum Tode verurteilt und im Zuchthaus Brandenburg-Görden mit dem Fallbeil hingerichtet.
- 26. April 1944: Apollonia Binder (* 15. Januar 1898), österreichische Hilfsarbeiterin und Widerstandskämpferin, im Landesgericht Wien hingerichtet.
- 26. April 1944: Jakob Fuchs (* 23. Juli 1911), Glasarbeiter, sabotierte als kommunistischer NS-Gegner die Glasproduktion in der Fabrik, in der er arbeitete, deswegen festgenommen, am 15. Februar 1944 vom Volksgerichtshof wegen Vorbereitung zum Hochverrat zum Tode verurteilt und in Wien hingerichtet.
- 26. April 1944: Erna Franke (* 23. November 1897), Inhaftierte im Frauengefängnis Barnimstraße, Berlin, in der Strafanstalt Berlin-Plötzensee hingerichtet.[86]
- 26. April 1944: Bozena Svatoz (* 12. Juli 1899), Inhaftierte im Frauengefängnis Barnimstraße, Berlin, in der Strafanstalt Berlin-Plötzensee hingerichtet.[86]
- 26. April 1944: Leopold Stípčak (* 10. Dezember 1909 in Siebenhirten, Wien), österreichischer Handwerker, wegen antinazistischer Betätigung im kommunistischen Untergrund im September 1942 festgenommen, im Februar 1944 vom Volksgerichtshof wegen Vorbereitung zum Hochverrat zum Tode verurteilt und in Wien hingerichtet.
- 2. Mai 1944: Erich Knauf (* 21. Februar 1895 in Meerane), Journalist, wegen des Erzählens politischer Witze am 6. April 1944 vom Volksgerichtshof „wegen defätistischer Äußerungen“ zum Tode verurteilt und im Zuchthaus Brandenburg-Görden durch Enthaupten hingerichtet.
- 2. Mai 1944: Walter Ernst Thumann (* 1925), Zeuge Jehovas, als Kriegsdienstverweigerer zum Tode verurteilt und in Halle an der Saale hingerichtet.[164]
- 4. Mai 1944: Hulda Schmenkel (* 23. September 1884), Inhaftierte im Frauengefängnis Barnimstraße, Berlin, in der Strafanstalt Berlin-Plötzensee hingerichtet.[86]
- 8. Mai 1944: Georg Groscurth (* 27. Dezember 1904 in Unterhaun), Arzt, wegen Hilfeleistungen an Juden und Deserteure festgenommen, am 4. September 1943 festgenommen, am 16. Dezember vom Volksgerichtshof wegen Vorbereitung zum Hochverrat und Feindbegünstigung zum Tode verurteilt und im Zuchthaus Brandenburg-Görden durch Enthaupten hingerichtet.
- 8. Mai 1944: Paul Rentsch (* 29. September 1898), Zahnarzt, wegen der Beteiligung an Vorbereitungen für einen Umsturz des NS-Systems am 5. September 1943 festgenommen, am 16. Dezember 1943 vom Volksgerichtshof zum Tode verurteilt und im Zuchthaus Brandenburg-Görden durch Enthaupten hingerichtet.
- 8. Mai 1944: Herbert Richter (* 5. August 1901 in Halle (Saale)), Architekt, am 5. September 1943 festgenommen, am 16. Dezember 1943 vom Volksgerichtshof zum Tode verurteilt und im Zuchthaus Brandenburg-Görden hingerichtet.
- 8. Mai 1944: Paul Schütze (* 21. Januar 1891), Widerstandskämpfer und Mitglied im Kampfbund um Erich Prenzlau, im Zuchthaus Brandenburg-Görden durch Enthaupten hingerichtet.
- 9. Mai 1944: Amanda Pilan (* 27. Juli 1881), Inhaftierte im Frauengefängnis Barnimstraße, Berlin, in der Strafanstalt Berlin-Plötzensee hingerichtet.[86]
- 10. Mai 1944: Olga Bancic (* 10. Mai 1912 in Chișinău, Russisches Reich), rumänische Kommunistin, wegen Betätigung in der Résistance im November 1943 festgenommen, am 21. Februar 1944 zum Tode verurteilt und in Stuttgart durch Enthaupten hingerichtet.
- 10. Mai 1944: Ernst Paeplow (* 12. Juli 1924), vom Divisionsgericht verurteilt und hingerichtet.[32]
- 10. Mai 1944: Veit Drev (* 23. Juni 1924), verurteilt durch Divisionsgericht und hingerichtet.[32]
- 10. Mai 1944: Roman Karl Scholz (* 16. Januar 1912 in Mährisch Schönberg), Augustiner-Chorherr, wegen der Denunziation von Plänen zur Loslösung Österreichs aus dem Deutschen Reich am 22. Juli 1940 festgenommen, am 23. Februar 1944 wegen Hochverrats zum Tode verurteilt und im Landgericht Wien hingerichtet.
- 10. Mai 1944: Elfriede Zabel (* 11. Mai 1885), Hausfrau, wegen gegen führende NS-Politiker gerichteter Äußerungen festgenommen, am 21. März 1944 vom Volksgerichtshof zum Tode verurteilt und in der Strafanstalt Berlin-Plötzensee hingerichtet.
- 10. Mai 1944: Heinrich Fein (* 12. April 1909), verurteilt durch Divisionsgericht und hingerichtet.[32]
- 12. Mai 1944: Oskar Kusch (* 6. April 1918 in Berlin), Offizier, wegen regimekritischer Äußerungen am 12. Januar 1944 festgenommen, am 26. Januar 1944 vom Gericht des Höheren Kommandos der Unterseebootausbildung wegen Wehrkraftzersetzung und Abhörens von Auslandssendern zum Tode verurteilt und in Kiel durch Erschießen hingerichtet.
- 15. Mai 1944: Heinrich Bayer (* 30. September 1909 in Uchtelfangen), Zeuge Jehovas, wegen der Bekundung, den Krieg abzulehnen, im Dezember 1943 festgenommen, am 23. März 1944 vom Feldkriegsgericht Berlin zum Tode verurteilt und im Zuchthaus Brandenburg-Görden hingerichtet.
- 15. Mai 1944: Paul Hatschek (* 11. März 1888), Ehemann von Elli Hatschek, Ingenieur, wegen Spionage zugunsten der Sowjetunion im September 1943 festgenommen, am 27. März 1944 vom Volksgerichtshof zum Tode verurteilt und im Zuchthaus Brandenburg-Görden hingerichtet.
- 19. Mai 1944: Anna Maria Hölzlsauer (* 30. Juni 1902 in Graz), Arbeiterin bei den Bayerischen Leichtmetallwerken Lochau, wegen gegen das NS-Regime gerichteter Äußerungen (Verunglimpfung Hitlers als „Lump und Gauner“, der das Volk „ins Elend“ ziehe, ferner Äußerungen gegen die NSDAP und zugunsten des Kommunismus) nach Denunziation am 9. November 1943 festgenommen, am 24. März 1944 vom Volksgerichtshof wegen Wehrkraftzersetzung und Feindbegünstigung zum Tode verurteilt und in der Strafanstalt Berlin-Plötzensee hingerichtet.[165]
- 19. Mai 1944: Fiolmena Kazlauska (* 10. Januar 1915), Inhaftierte im Frauengefängnis Barnimstraße, Berlin, hingerichtet.[86]
- 19. Mai 1944: Bertha Kempa (* 17. August 1894), Inhaftierte im Frauengefängnis Barnimstraße, Berlin, hingerichtet.[86]
- 19. Mai 1944: Wilhelm Mößlacher (* 28. Mai 1915 in Edling bei St. Stefan im Gailtal), Zeuge Jehovas, als Wehrdienstverweigerer zum Tode verurteilt und in Halle an der Saale hingerichtet.
- 21. Mai 1944: Rudolf Malter (* 1896), im Gefängnis Frankfurt-Preungesheim hingerichtet.
- 23. Mai 1944: Fernand Fandel (* 4. Dezember 1924), Luxemburger, im Gefängnis Frankfurt-Preungesheim hingerichtet.[125]
- 23. Mai 1944: Denis Stoffel (* 14. Juni 1921), Luxemburger, im Gefängnis Frankfurt-Preungesheim hingerichtet.[125]
- 23. Mai 1944: Johannes Volz (* 1912), wegen des Abhörens ausländischer Radiosender denunziert, festgenommen, wegen Wehrkraftzersetzung zum Tode verurteilt und im Gefängnis Frankfurt-Preungesheim hingerichtet.[166]
- 23. Mai 1944: Francois Wehr (* 30. März 1923), Luxemburger im Gefängnis Frankfurt-Preungesheim hingerichtet.[125]
- 24. Mai 1944: August Berto (* 27. Mai 1888 in Wien), österreichischer Straßenbahnbediensteter und Widerstandskämpfer, im Landgericht Wien hingerichtet.
- 24. Mai 1944: Leopold Brtna (* 31. März 1921 in Wien), österreichischer Arbeiter, Kommunist und Widerstandskämpfer, im Landgericht Wien hingerichtet.
- 24. Mai 1944: Ernestine Diwisch (* 23. März 1921 in Wien), österreichische Tabelliererin und Widerstandskämpferin, Gruppe Soldatenrat, im Landgericht Wien hingerichtet.
- 24. Mai 1944: Friedrich Muzyka (* 7. Juli 1921 in Wien), österreichischer Buchdruckergehilfe und Widerstandskämpfer, Gruppe Soldatenrat, im Landgericht Wien hingerichtet.
- 24. Mai 1944: Anna Wala (* 21. März 1891 in Wien), österreichisches Mannequin und Widerstandskämpferin, Gruppe Soldatenrat, im Landgericht Wien hingerichtet.
- 25. Mai 1944: Martha Litzenberg (* 8. Oktober 1923), Inhaftierte im Frauengefängnis Barnimstraße, Berlin, hingerichtet.[86]
- 30. Mai 1944: Paul Gbur (* 21. November 1893), SPD, Arbeiter, im Zuchthaus Brandenburg-Görden wegen Wehrkraftzersetzung hingerichtet.
- 30. Mai 1944: Werner Holländer (* 2. August 1914 in Köln), Ingenieur, wegen Rassenschande am 20. April 1943 vom Sondergericht beim Oberlandesgericht Kassel zum Tode verurteilt und durch Enthaupten hingerichtet.
- 30. Mai 1944: Pierre Jungblut (* 1923), Luxemburger, im Gefängnis Frankfurt-Preungesheim hingerichtet.
- 30. Mai 1944: Jean Clement (* 1922), Luxemburger
- 30. Mai 1944: Josef Clement (* 1920), Luxemburger.
- 5. Juni 1944: Josef Hufnagel (* 9. Oktober 1903 in Dünschede), Landwirt, wegen defätistischer Äußerungen und des Abhörens ausländischer Radiosender festgenommen, am 18. April 1944 vom Volksgerichtshof zum Tode verurteilt, im Zuchthaus Brandenburg-Görden hingerichtet.
- 6. Juni 1944: Heinrich Wilhelm Schäfer (* 2. Januar 1902), Elektriker und Heizer, wegen der Äußerung, dass Deutschland den Zweiten Weltkrieg nicht gewinnen würde, am 30. September 1943 festgenommen, am 27. April 1944 wegen Hochverrats und Wehrkraftzersetzung zum Tode verurteilt und am 6. Juni 1944 im Gefängnis Frankfurt-Preungesheim mit dem Fallbeil hingerichtet.[167]
- 7. Juni 1944: Jakob Burger (* 11. August 1896 in Dillingen/Saar), Schlosser, in Stuttgart hingerichtet, am 27. März 1944 aufgrund angeblicher kommunistischer Propaganda wegen Vorbereitung zum Hochverrat und Zersetzung der Wehrkraft vom Volksgerichtshof zum Tode verurteilt und in der Stuttgarter Strafanstalt Urbanstraße hingerichtet.
- 7. Juni 1944: Leo Gabler (* 11. Mai 1908 in Wien), Politiker, wegen antinazistischer Betätigung im kommunistischen Untergrund am 20. Oktober 1941 festgenommen, am 15. April 1944 zum Tode verurteilt und im Wiener Landgericht durch Enthaupten hingerichtet.
- 7. Juni 1944: Johann Mithlinger (* 31. Juli 1898), am 16. Dezember 1942 festgenommen, am 29. September 1943 vom Volksgerichtshof wegen Vorbereitung zum Hochverrat und Wehrkraftzersetzung zum Tode verurteilt und im Landgericht Wien durch Enthaupten hingerichtet.
- 9. Juni 1944: Wilhelmine Günther (* 18. Juli 1917 in Posen), Büroangestellte, in der Strafanstalt Berlin-Plötzensee hingerichtet.[168]
- 9. Juni 1944: Maria Luise Henin (* 8. Dezember 1898), Belgierin, wegen eines politischen Deliktes am 7. Januar 1944 zum Tode verurteilt und hingerichtet.[169]
- 9. Juni 1944: Johanna Kirchner (* 24. April 1889 in Frankfurt am Main), wegen antinazistischer Betätigung 1942 festgenommen, am 20. April 1944 vom Volksgerichtshof wegen Landesverrats zum Tode verurteilt und in der Strafanstalt Berlin-Plötzensee hingerichtet.
- 9. Juni 1944: Anna Schneider (* 9. Dezember 1900), Inhaftierte im Frauengefängnis Barnimstraße, hingerichtet.[86]
- 9. Juni 1944: Marie Spata (* 3. Juni 1883), Inhaftierte im Frauengefängnis Barnimstraße, Berlin, in der Strafanstalt Berlin-Plötzensee hingerichtet.[170]
- 9. Juni 1944: Anna Wewnev (* 7. März 1898), Inhaftierte im Frauengefängnis Barnimstraße, hingerichtet.[86]
- 9. Juni 1944: Emmy Zehden geb. Windhorst (* 28. März 1900 in Lübbecke), Zeitungsausträgerin aus Berlin-Gatow, als Angehörige der Vereinigung ernsthafter Bibelforscher (Zeugen Jehovas) am 19. November 1943 vom Volksgerichtshof wegen „Wehrkraftzersetzung“ zum Tode verurteilt, weil sie drei Zeugen Jehovas, die den Militärdienst verweigerten, versteckt und versorgt hatte, und in der Strafanstalt Berlin-Plötzensee mit dem Fallbeil hingerichtet.
- 19. Juni 1944: Alexander Westermayer (* 29. Oktober 1894 in Goslar), kaufmännischer Angestellter, wegen antinazistischer Betätigung in einer oppositionellen Gruppe (Verbreitung von antinazistischen Flugblättern) am 9. September 1943 festgenommen, am 17. April 1944 vom Volksgerichtshof zum Tode verurteilt und im Zuchthaus Brandenburg-Görden mit dem Fallbeil hingerichtet.
- 19. Juni 1944: Franz Johann Pascutti (* 16. Dezember 1911 in St. Margareten bei Knittelfeld), Zeuge Jehovas, als Wehrdienstverweigerer zum Tode verurteilt und in Halle an der Saale hingerichtet.
- 21. Juni 1944: Rudolf Haider (* 26. Juli 1896), österreichischer Feuerwehrmann in der Berufsfeuerwehr Wien. Er gehörte einer Widerstandsgruppe der KPÖ in der Wiener Feuerwehr an. Zwischen Februar 1943 und Januar 1944 wurden von der Gestapo über 50 Feuerwehrleute verhaftet, denen man Unterstützung der Österreichischen Roten Hilfe vorwarf. Haider wurde vom Obersten SS- und Polizeigericht zum Tode verurteilt und im Landgericht Wien mit dem Fallbeil hingerichtet.
- 21. Juni 1944: Therese Dworak (* 12. Oktober 1899), österreichische Widerstandskämpferin, im Landgericht Wien hingerichtet.[171]
- 21. Juni 1944: Rosalia Graf (* 1. Juni 1897), österreichische Hilfsarbeiterin und Widerstandskämpferin, im Landgericht Wien hingerichtet.
- 22. Juni 1944: Willi Fröhle (* 14. Juli 1898 in Schöntal), am 6. September 1943 festgenommen, am 17. März 1944 vor dem Volksgericht Heilbronn verhandelt, am 22. Juni 1944 in Stuttgart wegen gehässiger Staats- und Parteiverhetzung sowie Wehrkraftzersetzung durch Fallbeil hingerichtet.
- 22. Juni 1944: Werner Buse (* 22. Oktober 1922), verurteilt durch das Feldgericht wegen „militärischen Vergehens“ und hingerichtet.[172]
- 24. Juni 1944: Maria Jaster (* 19. März 1899), Inhaftierte im Frauengefängnis Barnimstraße, Berlin, in der Strafanstalt Berlin-Plötzensee hingerichtet.[86]
- 26. Juni 1944: Walther Arndt (* 8. Januar 1891 in Landeshut), Zoologe, wegen regimekritischer Äußerungen festgenommen, am 11. Mai 1944 vom Volksgerichtshof zum Tode verurteilt und im Zuchthaus Brandenburg-Görden hingerichtet.
- 26. Juni 1944: Erich Heins (* 1. November 1907 in Hamburg), Arbeiter, wegen antinazistischer Betätigung im kommunistischen Untergrund im Mai 1944 festgenommen, vom Volksgerichtshof zum Tode verurteilt und im Untersuchungsgefängnis Hamburg mit dem Fallbeil hingerichtet.
- 26. Juni 1944: Karl Kock (* 16. Juni 1908 in Hamburg), Arbeiter, Kommunist, wegen gegen den NS-Staat gerichteter Aktivitäten vom Volksgerichtshof zum Tode verurteilt und im Untersuchungsgefängnis am Holstenglacis hingerichtet.
- 26. Juni 1944: Hans Köpke, Arbeiter, Kommunist, wegen gegen den NS-Staat gerichteter Aktivitäten vom Volksgerichtshof zum Tode verurteilt und im Untersuchungsgefängnis am Holstenglacis hingerichtet.
- 26. Juni 1944: Otto Mende (* 10. Februar 1907 in Zwickau), wegen antinazistischer Betätigung im kommunistischen Untergrund am 19. März 1943 festgenommen, im Januar 1944 vom Volksgerichtshof wegen Vorbereitung zum Hochverrat zum Tode verurteilt und im Untersuchungsgefängnis Hamburg durch Enthaupten hingerichtet.
- 26. Juni 1944: Ernst Mittelbach (* 31. Dezember 1903 in Hamburg), Gewerbelehrer, wegen gegen den NS-Staat gerichteter Haltung am 20. Oktober 1942 festgenommen, vom Volksgerichtshof zum Tode verurteilt und im Untersuchungsgefängnis am Holstenglacis hingerichtet.
- 26. Juni 1944: Kurt Müller (* 2. Februar 1903 in Berlin), Widerstandskämpfer, im Zuchthaus Brandenburg-Görden hingerichtet.
- 26. Juni 1944: Walter Reber (* 25. März 1891 in Hohenstein-Ernstthal), Arbeiter, Kommunist, wegen gegen den NS-Staat gerichteter Aktivitäten vom Volksgerichtshof zum Tode verurteilt und im Untersuchungsgefängnis am Holstenglacis durch Enthaupten hingerichtet.
- 26. Juni 1944: Paul Schulze (* 16. Juni 1898 in Niederlehme), Widerstandskämpfer und Mitglied im Kampfbund um Erich Prenzlau, im Zuchthaus Brandenburg-Görden hingerichtet.
- 26. Juni 1944: Wilhelm Stein (* 15. Mai 1895 in Biebernheim), Arbeiter, Kommunist, wegen gegen den NS-Staat gerichteter Aktivitäten vom Volksgerichtshof zum Tode verurteilt und im Untersuchungsgefängnis am Holstenglacis hingerichtet.
- 26. Juni 1944: Paul Thürey (* 16. Juli 1903 in Hamburg), Maschinenbauer, wegen Betätigung im antinazistischen Untergrund am 20. Oktober 1942 festgenommen, zum Tode verurteilt und im Hamburger Untersuchungsgefängnis durch Enthaupten hingerichtet.
- 26. Juni 1944: Kurt Vorpahl (* 7. Mai 1905 in Krempe), Schlosser, wegen antinazistischer Betätigung im kommunistischen Untergrund am 24. Juni 1942 festgenommen, am 4. Mai 1944 vom Volksgerichtshof wegen Vorbereitung zum Hochverrat und Feindbegünstigung zum Tode verurteilt und im Untersuchungsgefängnis Hamburg mit dem Fallbeil hingerichtet.
- 26. Juni 1944: Oskar Voss (* 28. Dezember 1907 in Wolgast), Schlosser, wegen antinazistischer Betätigung im kommunistischen Untergrund festgenommen, im Mai 1944 vom Volksgerichtshof zum Tode verurteilt und im Hamburger Untersuchungsgefängnis Holstenglacis hingerichtet.
- 26. Juni 1944: Paulus Wörndl (* 20. August 1894 in Itzling bei Salzburg), Ordenspriester, aufgrund von Kontakten zum Widerstand gegen das NS-Regime festgenommen, am 18. April 1944 wegen Hochverrats und Wehrkraftzersetzung zum Tode verurteilt und im Zuchthaus Brandenburg-Görden mit dem Fallbeil hingerichtet.
- 29. Juni 1944: Margarete Hillz (* 4. Dezember 1907), Inhaftierte im Berliner Frauengefängnis Barnimstraße, in der Strafanstalt Berlin-Plötzensee hingerichtet.[173]
- 30. Juni 1944: Anton Rausch (* 6. November 1913 in Kirchbichl), österreichischer Widerstandskämpfer, wegen „organisatorischer und agitatorischer Vorbereitung zum Hochverrat in Tateinheit mit landesverräterischer Begünstigung“ im Gefängnis München-Stadelheim hingerichtet.
- 3. Juli 1944: Friedrich Johann Coy (* 1. Februar 1891 in Habitzheim), Landwirt, Gastwirt, Rolladenmonteur und Elektroinstallateur. Wurde wegen der Äußerung „Wenn sie nur mit dem Krieg aufhören würden!“ denunziert, am 24. Mai 1944 durch Volksgerichtsurteil wegen „Wehrkraftzersetzung“ zum Tode verurteilt, am 2. Juni 1944 in das Zuchthaus Brandenburg-Görden gebracht und dort mit dem Fallbeil durch Scharfrichter Röttger aus Berlin hingerichtet.
- 3. Juli 1944: Hans Wölfel (* 30. März 1902 in Bad Hall), Jurist. Wölfel wurde aufgrund der Äußerungen, dass der Zweite Weltkrieg von Deutschland nicht gewonnen werden könne und dass Hitler ein Wortverdreher sei, denunziert, vom Volksgerichtshof am 10. Mai 1944 wegen „Wehrkraftzersetzung“ zum Tode verurteilt und im Zuchthaus Brandenburg-Görden durch Enthaupten hingerichtet.
- 5. Juli 1944: Anna Goldsteiner (* 17. Juni 1899 in Wien) im Dezember 1943 wegen der Unterstützung von Bestrebungen zur Reautonomisierung Österreichs in Pulkau wegen des Vorwurfs, zusammen mit Gleichgesinnten Propagandaplakate entfernt, Sprengstoffanschläge vorbereitet und die Beseitigung des Pulkauer Bürgermeisters geplant zu haben, festgenommen, am 17. April vom Oberlandesgericht Wien wegen Vorbereitung zum Hochverrat und Wehrkraftzersetzung zum Tode verurteilt und in Wien hingerichtet.
- 6. Juli 1944: Hein Bretschneider (* 12. Dezember 1904), Zimmermann, als Angehöriger einer kommunistischen Widerstandsgruppe vom Volksgerichtshof Hamburg zum Tode verurteilt und im Hamburger Untersuchungsgefängnis hingerichtet.
- 6. Juli 1944: Richard Heller (* 26. Oktober 1908 in Dessau), Arbeiter, wegen antinazistischer Betätigung im kommunistischen Untergrund am 20. Oktober 1942 festgenommen, am 5. Mai 1944 vom Volksgerichtshof zum Tode verurteilt, im Untersuchungsgefängnis Hamburg hingerichtet.
- 7. Juli 1944: Jenoweva Mlynarz (* 29. Dezember 1902), Inhaftierte im Frauengefängnis Barnimstraße, Berlin, in der Strafanstalt Berlin-Plötzensee hingerichtet.[86]
- 7. Juli 1944: Hugo Paterno (* 19. Dezember 1896), österreichischer Zollwachbeamter, wegen „Wehrkraftzersetzung“, im Gefängnis München-Stadelheim hingerichtet
- 10. Juli 1944: Robert Abshagen (* 12. Januar 1911 in Hamburg), Versicherungsangestellter (KPD), Arbeiter, wegen Beteiligung am kommunistischen Widerstand am 19. Oktober 1942 festgenommen, am 2. Mai 1944 vom Volksgerichtshof verurteilt und in Hamburg durch Enthaupten hingerichtet.
- 10. Juli 1944: Otto Grabowski (* 18. September 1901), Dreher, wegen Betätigung im kommunistischen Untergrund am 21. Mai 1943 festgenommen, am 30. März 1944 vom Volksgerichtshof wegen Vorbereitung zum Hochverrat zum Tode verurteilt und im Zuchthaus Brandenburg-Görden hingerichtet.
- 10. Juli 1944: Arthur Ladwig (* 9. März 1902 in Berlin), Arbeiter, als Angehöriger einer kommunistischen Kampfgruppe, die die Produktion von Rüstungsgütern verlangsamte und regimefeindliche Flugblätter verteilte, am 21. Mai 1943 festgenommen, am 30. März 1944 vom Volksgerichtshof zum Tode verurteilt und im Zuchthaus Brandenburg-Görden mit dem Fallbeil hingerichtet.
- 10. Juli 1944: Oskar Reincke (* 10. Januar 1907 in Hamburg), Arbeiter, wegen antinazistischer Betätigung im kommunistischen Untergrund am 17. Oktober 1942 festgenommen, zum Tode verurteilt und in der Untersuchungshaftanstalt Hamburg hingerichtet.
- 11. Juli 1944: Marcel Bour (* 1923), Luxemburger, zum Tode verurteilt und in der Strafanstalt Frankfurt-Preungesheim hingerichtet.[125]
- 11. Juli 1944: Pierre Eischen (* 18. Juni 1923), Luxemburger, in der Strafanstalt Frankfurt-Preungesheim hingerichtet.[125]
- 11. Juli 1944: Arthur Rauth (* 1920), Luxemburger, in der Strafanstalt Frankfurt-Preungesheim hingerichtet.[125]
- 11. Juli 1944: Richard Reitsamer (* 3. März 1901 in Freiburg im Breisgau), Landarbeiter, wegen Kriegsdienstverweigerung festgenommen, zum Tode verurteilt und in Bozen hingerichtet.
- 11. Juli 1944: Jean Schroeder (* 1921), Luxemburger, im Gefängnis Frankfurt-Preungesheim hingerichtet.
- 17. Juli 1944: Albert Jacob (geboren 27. März 1887 in Irrgang bei Falkenstein/Vogtl.), Bergwerksheizer, wurde nach einer Denunziation wegen „Wehrkraftzersetzung“ vom Volksgerichtshof zum Tode verurteilt und im Zuchthaus Brandenburg-Görden hingerichtet.
- 17. Juli 1944: Hermann Jacobsen (* 13. Dezember 1890 in Estrupfeld), Satruper Kirchendiener, wurde von einer Satruper Frau „aus persönlicher Rachsucht“ denunziert. Jacobsen wurde vom Volksgerichtshof 1944 zum Tode verurteilt und im Zuchthaus Brandenburg-Görden hingerichtet. Die Denunziantin erhielt nach dem Krieg eine dreijährige Gefängnisstrafe.[174][175]
- 17. Juli 1944: Hermann Abke (* 20. Dezember 1903), Zeuge Jehovas, als Kriegsdienstverweigerer im Zuchthaus Halle/Saale hingerichtet.
- 18. Juli 1944: Clemens Austen (* 31. März 1888 Lyck) verurteilt durch VGH, wegen „Wehrkraftzersetzung“ hingerichtet.
- 19. Juli 1944: Marian Kudera (* 5. August 1923 in Myslowitz, Oberschlesien), Medizinstudent, wegen Beteiligung am polnischen Widerstand gegen die deutsche Besetzung im Februar 1944 festgenommen, im KZ Dachau hingerichtet.
- 20. Juli 1944: Marie Dubská (* 27. Mai 1916), Inhaftierte im Frauengefängnis Barnimstraße, Berlin, in der Strafanstalt Berlin-Plötzensee hingerichtet.[176]
- 21. Juli 1944: Emma Churheber (* 9. Juli 1902), Inhaftierte im Frauengefängnis Barnimstraße, Berlin, in der Strafanstalt Berlin-Plötzensee hingerichtet.[86]
- 21. Juli 1944: Franz Jaindl-Haring (* 2. Oktober 1895 in Graz), Dreher, wegen kriegskritischer Äußerungen (er erklärte einem Bekannten, Deutschland werde den Krieg nach dem amerikanischen Kriegseintritt verlieren und Hitler werde sich erschießen) am 3. November 1942 festgenommen, am 22. Juni 1944 vom Volksgerichtshof wegen „Wehrkraftzersetzung“ zum Tode verurteilt und in der Strafanstalt Berlin-Plötzensee hingerichtet.
- 24. Juli 1944: Hans Grünberg (* 1917), Mitglied des kommunistischen Jugendverbandes, am 24. Juli 1944 im Zuchthaus Brandenburg-Görden hingerichtet.
- 24. Juli 1944: Wilhelm Knöchel (* 8. November 1899 in Offenbach), Dreher, wegen Betätigung im kommunistischen Untergrund am 30. Januar 1944 festgenommen, am 12. Juni 1944 vom Volksgerichtshof zum Tode verurteilt und im Zuchthaus Brandenburg-Görden hingerichtet.
- 27. Juli 1944: Wilhelm Beuttel (* 10. August 1900 in Durlach), Schneider, wegen kommunistischer Untergrundarbeit am 10. Februar 1943 festgenommen, am 25. Mai 1944 vom Volksgerichtshof zum Tode verurteilt und in Köln-Klingelpütz hingerichtet.
- 27. Juli 1944: Therese Brinkmeyer (* 2. Juli 1903), Inhaftierte im Frauengefängnis Barnimstraße, Berlin, in der Strafanstalt Berlin-Plötzensee hingerichtet.
- 27. Juli 1944: Gertrud Dörffel (* 15. August 1889), Inhaftierte im Frauengefängnis Barnimstraße, Berlin, in der Strafanstalt Berlin-Plötzensee hingerichtet.[177]
- 27. Juli 1944: Martha Gurth (* 28. August 1894 in Berlin), in der Strafanstalt Berlin-Plötzensee hingerichtet.[178]
- 27. Juli 1944: Willi Seng (* 11. Februar 1909 in Berlin), Schneider, wegen Betätigung im kommunistischen Untergrund am 20. Januar 1943 festgenommen, am 24. Mai 1944 vom Volksgerichtshof zum Tode verurteilt und in Köln-Klingelpütz hingerichtet.
- 27. Juli 1944: Albert Kamradt (* 16. März 1903 in Goschin), Schmied, wegen Betätigung im kommunistischen Untergrund am 23. April 1943 festgenommen, am 24. Mai 1944 vom Volksgerichtshof (AZ: 10 J 571/43) zum Tode verurteilt und in Köln-Klingelpütz hingerichtet.[179]
- 31. Juli 1944: Otto Springborn (* 26. Juni 1890), Schlosser, wegen Betätigung im antinazistischen Widerstand im Januar 1944 festgenommen, wegen „Wehrkraftzersetzung“ zum Tode verurteilt und im Zuchthaus Brandenburg-Görden hingerichtet.
- 31. Juli 1944: Oskar Billion (* 8. März 1913 in Morsbach/Lothringen), Kraftfahrer in Limburg a. d. Lahn, wegen des Abhörens ausländischer Sender und abfälliger Bemerkungen über die Reichsregierung am 13. Juni 1944 vom Volksgerichtshof wegen „Wehrkraftzersetzung“ zum Tode verurteilt und im Zuchthaus Brandenburg-Görden hingerichtet.
- 31. Juli 1944: Max Schmidt (* in Finsterwalde), wurde wegen eines am 16. Februar 1943 in Finsterwalde mit dem Versicherungsagenten Arthur Zwick geführten Gesprächs am Biertisch über die Niederlage von Stalingrad von diesem denunziert und am 26. April 1944 vom Volksgerichtshof in Berlin (Präsident Martin Stier) zum Tode verurteilt. Tod durch Enthauptung im Zuchthaus Brandenburg-Görden.[180]
- 2. August 1944: Jacob Kastelic (* 4. Jänner 1897 in Wien), am 23. Juli 1940 festgenommen, am 1. März 1944 vom Volksgerichtshof wegen „Hochverrats“ zum Tode verurteilt und im Landgericht Wien mit dem Fallbeil hingerichtet.
- 3. August 1944: Josef Axinger (* 25. Oktober 1871 in Michelsneukirchen), am 12. April 1944 vom Volksgerichtshof wegen „Rundfunkverbrechens und Feindbegünstigung“ zum Tode verurteilt und im Gefängnis München-Stadelheim hingerichtet.
- 4. August 1944: Wera Apollonowna Obolenskaja (* 11. Junijul. / 24. Juni 1911greg. in Moskau), wegen Betätigung in der französischen Résistance am 17. Dezember 1943 festgenommen, zum Tode verurteilt und in der Strafanstalt Berlin-Plötzensee hingerichtet.
- 7. August 1944: Marguerite Bervoets (* 6. März 1914 in La Louvière), belgische Widerstandskämpferin, vom Volksgerichtshof Leer/Berlin zum Tode verurteilt, im Strafgefängnis Wolfenbüttel hingerichtet.
- 8. August 1944: Robert Bernardis (* 7. August 1908 in Innsbruck), österreichischer Offizier, wegen Beteiligung am Umsturzversuch vom 20. Juli 1944 festgenommen, am 8. August 1944 vom Volksgerichtshof zum Tode verurteilt und in der Strafanstalt Berlin-Plötzensee hingerichtet.
- 8. August 1944: Albrecht von Hagen (* 11. März 1904 in Langen (Pommern)), Jurist, als Teilnehmer am Staatsstreichversuch vom 20. Juli 1944 festgenommen, vom Volksgerichtshof am 8. August 1944 zum Tode verurteilt und in der Strafanstalt Berlin-Plötzensee durch Hängen hingerichtet.
- 8. August 1944: Paul von Hase (* 24. Juli 1885 in Hannover), Offizier, Stadtkommandant von Berlin, als Teilnehmer des Staatsstreichversuchs vom 20. Juli 1944 festgenommen, vom Volksgerichtshof zum Tode verurteilt und in der Strafanstalt Berlin-Plötzensee durch Hängen hingerichtet.
- 8. August 1944: Erich Hoepner (* 14. September 1886 in Frankfurt (Oder)), Offizier, wegen Teilnahme am Staatsstreichversuch vom 20. Juli 1944 am 21. Juli festgenommen, vom Volksgerichtshof zum Tode verurteilt und in der Strafanstalt Berlin-Plötzensee durch Hängen hingerichtet.
- 8. August 1944: Friedrich Karl Klausing (* 24. Mai 1920 in München), Offizier, wegen Beteiligung am Umsturzversuch vom 20. Juli 1944 am 21. Juli 1944 festgenommen, am 8. August 1944 vom Volksgerichtshof zum Tode verurteilt und in der Strafanstalt Berlin-Plötzensee durch Hängen hingerichtet.
- 8. August 1944: Hellmuth Stieff (* 6. Juni 1901 in Deutsch Eylau), Offizier, wegen Teilnahme am Umsturzversuch vom 20. Juli 1944 am 20. Juli 1944 festgenommen, am 8. August vom Volksgerichtshof zum Tode verurteilt und in der Strafanstalt Berlin-Plötzensee durch Hängen hingerichtet.
- 8. August 1944: Erwin von Witzleben (* 4. Dezember 1881 in Breslau), Offizier, wegen Beteiligung am Umsturzversuch vom 20. Juli 1944 vom Volksgerichtshof wegen „Hochverrats“ zum Tode verurteilt und in der Strafanstalt Berlin-Plötzensee durch Hängen hingerichtet.
- 8. August 1944: Peter Yorck von Wartenburg (* 13. November 1904 auf Gut Klein Oels), Jurist, wegen Beteiligung am Umsturzversuch vom 20. Juli 1944 am selben Tag festgenommen, am 8. August 1944 vom Volksgerichtshof zum Tode verurteilt und in der Strafanstalt Berlin-Plötzensee hingerichtet.
- 10. August 1944: Berthold Schenk Graf von Stauffenberg (* 1905), Jurist, wegen Beteiligung am Staatsstreichversuch vom 20. Juli 1944 vom Volksgerichtshof wegen „Hochverrats“ zum Tode verurteilt und in der Strafanstalt Berlin-Plötzensee durch Hängen hingerichtet.
- 10. August 1944: Alfred Kranzfelder (* 10. Februar 1908 in Kempten), Offizier, wegen Beteiligung am Umsturzversuch vom 20. Juli 1944 vom Volksgerichtshof wegen „Hochverrats“ zum Tode verurteilt und in der Strafanstalt Berlin-Plötzensee durch Hängen hingerichtet.
- 10. August 1944: Fritz-Dietlof von der Schulenburg (5. September 1904 in London), wegen Beteiligung am Umsturzversuch vom 20. Juli 1944 vom Volksgerichtshof wegen „Hochverrats“ zum Tode verurteilt und in der Strafanstalt Berlin-Plötzensee durch Hängen hingerichtet.
- 11. August 1944: Wilhelma Gaertner (* 16. September 1896), Inhaftierte im Frauengefängnis Barnimstraße, Berlin, in der Strafanstalt Berlin-Plötzensee hingerichtet.[181]
- 11. August 1944: Auguste Hetkamp (* 26. August 1885), Zeugin Jehovas, aufgrund der Verbreitung von dem NS-Regime unerwünschten Schriften im April 1943 festgenommen, am 2. Juni 1944 vom Volksgerichtshof zum Tode verurteilt und in der Strafanstalt Berlin-Plötzensee hingerichtet.
- 11. August 1944: Krista Lavíčková (* 15. Dezember 1917 in Mährisch Ostrau), tschechische Fremdsprachensekretärin, wegen Mitarbeit in einer Widerstandsgruppe im September oder November 1943 festgenommen, am 27. März 1944 vom Volksgerichtshof zum Tode verurteilt und im Zuchthaus Brandenburg-Görden mit dem Fallbeil hingerichtet.
- 11. August 1944: Elsa Stimmig (* 19. November 1889), Inhaftierte im Frauengefängnis Barnimstraße, Berlin, in der Strafanstalt Berlin-Plötzensee hingerichtet.[86]
- 11. August 1944: Klara Stoffels (* 7. Dezember 1904), Zeugin Jehovas, aufgrund der Verbreitung von dem NS-Regime unerwünschten Schriften im April 1943 festgenommen, am 2. Juni 1944 vom Volksgerichtshof zum Tode verurteilt und in der Strafanstalt Berlin-Plötzensee hingerichtet.[86]
- 11. August 1944: Elisabeth Sztwiertnia (* 26. März 1905), Inhaftierte im Frauengefängnis Barnimstraße, Berlin, in der Strafanstalt Berlin-Plötzensee hingerichtet.[182]
- 11. August 1944: Hedwig Taddey (* 7. Dezember 1885), Inhaftierte im Frauengefängnis Barnimstraße, Berlin, in der Strafanstalt Berlin-Plötzensee hingerichtet.[183]
- 14. August 1944: Wilhelm Bischoff, Zeuge Jehovas, wegen Verbreitung von dem NS-Regime unliebsamen Schriften im April 1943 festgenommen, am 2. Juni 1944 vom Volksgerichtshof zum Tode verurteilt und in der Strafanstalt Berlin-Plötzensee hingerichtet.[184]
- 14. August 1944: Wilhelm Böse (* 29. März 1883 in Nieder-Kränig, Neumark), Elektriker, wegen kommunistischer Untergrundarbeit im Februar 1942 festgenommen, am 21. Juni 1944 vom Volksgerichtshof zum Tode verurteilt und im Zuchthaus Brandenburg-Görden hingerichtet.
- 14. August 1944: Julius Engelhard (* 1899), Zeuge Jehovas, wegen Verbreitung von dem NS-Regime unliebsamen Schriften im April 1943 festgenommen, am 2. Juni 1944 vom Volksgerichtshof wegen „Wehrkraftzersetzung und Feindbegünstigung“ zum Tode verurteilt und in der Strafanstalt Berlin-Plötzensee hingerichtet.
- 14. August 1944: Georg Fleischer (* 28. April 1889 in Berlin), Werkzeugmacher, Leiter einer illegalen KPD-Betriebszelle mit Störung der Kriegsproduktion als Ziel. Am 3. Juli 1944 wegen „defätistischer Zersetzung“ zum Tode verurteilt und im Zuchthaus Brandenburg-Görden hingerichtet.[185]
- 14. August 1944: Johann Hörstgen (* 8. Januar 1908 in Mülheim an der Ruhr), Elektriker, Zeuge Jehovas, wegen der Betätigung im Sinne seiner Glaubensgemeinschaft im April 1942 festgenommen, am 2. Juni 1944 vom Volksgerichtshof wegen „Wehrkraftzersetzung und landesverräterischer Feindbegünstigung“ zum Tode verurteilt und im Zuchthaus Brandenburg-Görden hingerichtet.[186]
- 14. August 1944: Georg Nebel (* 7. August 1897 in Frankfurt am Main), Schreiner, Kommunist, wegen kriegskritischer Äußerungen festgenommen, am 2. Juni 1944 wegen Wehrkraftzersetzung zum Tode verurteilt und in Potsdam hingerichtet.[187]
- 14. August 1944: Arthur Sodtke (* 25. Dezember 1901 in Inowrazlaw), Schlosser, wegen Betätigung im antinazistischen Widerstand am 4. Februar 1942 festgenommen, am 21. Juni 1944 vom Volksgerichtshof zum Tode verurteilt und im Zuchthaus Brandenburg-Görden hingerichtet.
- 14. August 1944: Friedrich (Fritz) Stoffels, Zeuge Jehovas, 1943 festgenommen, zum Tode verurteilt und im Zuchthaus Brandenburg-Görden mit dem Fallbeil hingerichtet.[188]
- 15. August 1944: Hans Bernd von Haeften (* 18. Dezember 1905 in Charlottenburg), Diplomat, wegen Beteiligung am Umsturzversuch vom 20. Juli 1944 vom Volksgerichtshof wegen „Hochverrats“ zum Tode verurteilt und in der Justizvollzugsanstalt Berlin-Plötzensee durch Hängen hingerichtet.
- 15. August 1944: Egbert Hayessen (* 28. Dezember 1913 in Eisleben), Offizier, wegen Beteiligung am Umsturzversuch vom 20. Juli 1944 vom Volksgerichtshof wegen „Hochverrats“ zum Tode verurteilt und in der Strafanstalt Berlin-Plötzensee durch Hängen hingerichtet.
- 15. August 1944: Bernhard Klamroth (* 20. November 1910 in Berlin), Offizier, wegen Beteiligung am Umsturzversuch vom 20. Juli 1944 vom Volksgerichtshof wegen „Hochverrats“ zum Tode verurteilt und in der Strafanstalt Berlin-Plötzensee durch Hängen hingerichtet.
- 15. August 1944: Wolf-Heinrich von Helldorff (* 14. Oktober 1896), wegen Beteiligung am Umsturzversuch vom 20. Juli 1944 vom Volksgerichtshof wegen „Hochverrats“ zum Tode verurteilt und in der Strafanstalt Berlin-Plötzensee durch Hängen mit einer Drahtschlinge hingerichtet, nachdem man ihn gezwungen hatte, drei andere Hinrichtungen mitanzusehen.
- 16. August 1944: Adele Stürzl (* 23. November 1892 in Wien), Politikerin, wegen der Unterstützung eines Deserteurs im Juni 1942 festgenommen, am 13. April 1944 zum Tode verurteilt und in München-Stadelheim durch das Fallbeil hingerichtet.
- 16. August 1944: Herbert Blochwitz, Arbeiter, wegen antinazistischer Betätigung am 3. Dezember 1943 festgenommen, am 30. Juni 1944 zum Tode verurteilt und in Dresden mit dem Fallbeil hingerichtet.
- 16. August 1944: Otto Galle, Arbeiter, wegen antinazistischer Betätigung am 3. Dezember 1943 festgenommen, am 30. Juni 1944 zum Tode verurteilt und in Dresden mit dem Fallbeil hingerichtet.
- 16. August 1944: Kurt Schlosser, Arbeiter, wegen antinazistischer Betätigung am 3. Dezember 1943 festgenommen, am 30. Juni 1944 zum Tode verurteilt und in Dresden mit dem Fallbeil hingerichtet.
- 16. August 1944: Arthur Weineck (* 4. Februar 1900 in Zittau), Arbeiter, wegen antinazistischer Betätigung am 3. Dezember 1943 festgenommen, am 30. Juni 1944 zum Tode verurteilt und in Dresden mit dem Fallbeil hingerichtet.
- 18. August 1944: Barbara Brammertz (* 9. Januar 1895), Inhaftierte im Frauengefängnis Barnimstraße, Berlin, in der Strafanstalt Berlin-Plötzensee hingerichtet.[86]
- 18. August 1944: Johanna Hinz (* 8. Dezember 1891), Inhaftierte im Frauengefängnis Barnimstraße, Berlin, in der Strafanstalt Berlin-Plötzensee hingerichtet.[86]
- 18. August 1944: Wanda Kallenbach (* 13. Juni 1902 in Jankendorf), Arbeiterfrau, wegen regimekritischer Äußerungen am 20. Januar 1944 festgenommen, vom Volksgerichtshof wegen „Wehrkraftzersetzung“ zum Tode verurteilt und in der Strafanstalt Berlin-Plötzensee hingerichtet.
- 18. August 1944: Ida Stein (* 2. August 1889), Inhaftierte im Frauengefängnis Barnimstraße, Berlin, in der Strafanstalt Berlin-Plötzensee hingerichtet.[86]
- 21. August 1944: Walter Budeus (* 29. Oktober 1902 in Zossen), Schlosser, als Angehöriger der kommunistischen Uhrig-Widerstandsgruppe gegen das NS-System im Februar 1942 festgenommen, am 7. Juni 1944 vom Volksgerichtshof zum Tode verurteilt und im Zuchthaus Brandenburg-Görden mit dem Fallbeil hingerichtet.
- 21. August 1944: Karl-Wilhelm Frank (* 5. Dezember 1906 in Berlin), Möbeltischler, wegen antinazistischer Betätigung im kommunistischen Untergrund im März 1942 festgenommen, im Juni 1944 vom Volksgerichtshof zum Tode verurteilt, im Zuchthaus Brandenburg-Görden hingerichtet.
- 21. August 1944: Paul Gesche (* 12. Juni 1907 in Berlin), Tischler, als Angehöriger der kommunistischen Uhrig-Widerstandsgruppe gegen den NS-Staat im Februar 1942 festgenommen, im Juli 1944 wegen Vorbereitung zum Hochverrat zum Tode verurteilt und im Zuchthaus Brandenburg-Görden hingerichtet.
- 21. August 1944: Friedrich Gustav Jaeger (* 25. September 1895 in Kirchberg an der Jagst), Offizier, wegen Beteiligung am Umsturzversuch vom 20. Juli 1944 festgenommen, am 21. August 1944 vom Volksgerichtshof wegen „Hochverrats“ zum Tode verurteilt und im Zuchthaus Berlin-Plötzensee durch Hängen hingerichtet.
- 21. August 1944: Erich Kurz (* 16. März 1895 in Charlottenburg), Arbeiter, wegen antinazistischer Betätigung im kommunistischen Untergrund am 4. Februar 1942 festgenommen, am 6. Juni 1944 vom Volksgerichtshof zum Tode verurteilt und im Zuchthaus Brandenburg-Görden mit dem Fallbeil hingerichtet.
- 21. August 1944: Franz Mett (* 25. Oktober 1904 in Nickelnischken in Ostpreußen), Arbeiter, wegen Betätigung im kommunistischen Widerstand am 4. Februar 1942 festgenommen, am 7. Juni 1944 zum Tode verurteilt und im Zuchthaus Brandenburg-Görden hingerichtet.
- 21. August 1944: Fritz Riedel (* 1. März 1908 in Berlin), Metallarbeiter, wegen antinazistischer Betätigung im kommunistischen Untergrund am 4. Februar 1942 festgenommen, vom Volksgerichtshof am 6. Juli 1944 verurteilt und im Zuchthaus Brandenburg-Görden mit dem Fallbeil hingerichtet.
- 21. August 1944: Willy Sachse (* 7. Januar 1896 in Leipzig), Arbeiter, am 4. Februar 1942 festgenommen, am 6. Juni 1944 vom Volksgerichtshof zum Tode verurteilt und im Zuchthaus Brandenburg-Görden hingerichtet.
- 21. August 1944: Robert Uhrig (* 8. März 1903 in Leipzig), Werkzeugmacher, wegen antinazistischer Betätigung im kommunistischen Untergrund im Februar 1942 festgenommen, am 7. Juni 1944 vom Volksgerichtshof zum Tode verurteilt und im Zuchthaus Brandenburg-Görden durch Enthaupten hingerichtet.
- 24. August 1944: Erich Gentsch (* 1. August 1893 in Altenburg), Arbeiter, als Angehöriger des kommunistischen Widerstandes im April 1943 festgenommen, am 23. Juni 1944 vom Volksgerichtshof unter Roland Freisler zum Tode verurteilt und in Stuttgart durch Enthaupten hingerichtet.
- 24. August 1944: Eugen Schwebinghaus (* 4. Januar 1906 in Ronsdorf), Handwerker, wegen Betätigung im kommunistischen Untergrund am 23. April 1943 festgenommen, vom Volksgerichtshof zum Tode verurteilt und im Gefängnis Bruchsal hingerichtet.
- 24. August 1944: Ludwig Colab (* Krakau/Polen), verurteilt durch SG Stuttgart, wegen „Volksschädlingsvergehen“ hingerichtet.
- 24. August 1944: Rudolf Rosanka (* 7. Dezember 1901 in Scharley/Oberschlesien), verurteilt durch den Volksgerichtshof und hingerichtet.
- 24. August 1944: Elisabeth Reif (* 20. September 1901 in Edolsheim/Pfalz), verurteilt durch den Volksgerichtshof und wegen „Wehrkraftzersetzung“ hingerichtet.
- 24. August 1944: Charlotte Grassmann (* 12. März 1907 in Berlin), verurteilt durch den Volksgerichtshof und wegen „Wehrkraftzersetzung“ hingerichtet.
- 24. August 1944: Johannes Schmittberger (* 7. März 1915), vom Volksgerichtshof verurteilt, hingerichtet.
- 25. August 1944: Musa Cälil (* 15. Februar 1906 in Mustafino), tatarischer Dichter, wegen Sabotage 1943 festgenommen, am 12. Februar 1944 vom Reichskriegsgericht in Dresden wegen „Wehrkraftzersetzung und Feindbegünstigung“ zum Tode verurteilt und in der Strafanstalt Berlin-Plötzensee hingerichtet.
- 25. August 1944: Charlotte Eisenblätter (* 7. August 1903 in Berlin), Sekretärin, wegen Betätigung im antinazistischen Widerstand im Februar 1942 festgenommen, am 10. Juli 1944 wegen „Vorbereitung zum Hochverrat“ vom Volksgerichtshof zum Tode verurteilt und in der Strafanstalt Berlin-Plötzensee mit dem Fallbeil hingerichtet.
- 25. August 1944: Gertrud Gast (* 16. Dezember 1907), Inhaftierte im Frauengefängnis Barnimstraße, Berlin, in der Strafanstalt Berlin-Plötzensee hingerichtet.[86]
- 25. August 1944: Elisabeth Groß (* 24. Juli 1899 in Worms), Hausfrau aus Worms, im August 1943 wegen gegen das Regime gerichteter Äußerungen festgenommen, am 21. Juli 1944 vom 2. Senat des Volksgerichtshofs wegen Wehrkraftzersetzung zum Tode verurteilt und in der Strafanstalt Berlin-Plötzensee mit dem Fallbeil hingerichtet.
- 25. August 1944: Margarete Seiferth (* 27. Januar 1901), Inhaftierte im Frauengefängnis Barnimstraße, Berlin, in der Strafanstalt Berlin-Plötzensee hingerichtet.[189]
- 25. August 1944: Elfriede Tygör (* 10. Oktober 1903), Stenotypistin, als Angehörige der Roten Kapelle am 4. Februar 1942 festgenommen, am 7. Juli 1944 vom Volksgerichtshof wegen „Hochverrats“ zum Tode verurteilt und in der Strafanstalt Berlin-Plötzensee hingerichtet.
- 26. August 1944: Otto Kiep (* 7. Juli 1886 in Saltcoats, Schottland), Diplomat, wegen antinazistischer Betätigung am 16. Januar 1944 festgenommen, am 1. Juli 1944 vom Volksgerichtshof zum Tode verurteilt und in der Strafanstalt Berlin-Plötzensee durch Hängen hingerichtet.
- 26. August 1944: Hans Georg Klamroth (* 12. Oktober 1898 in Halberstadt), Offizier, wegen Beteiligung am Staatsstreichversuch vom 20. Juli 1944 vom Volksgerichtshof wegen „Hochverrats“ zum Tode verurteilt und in der Justizvollzugsanstalt Berlin-Plötzensee durch Hängen hingerichtet.
- 26. August 1944: Ludwig von Leonrod (* 17. September 1906 in München), Offizier, wegen Beteiligung am Umsturzversuch vom 20. Juli 1944 am 21. Juli 1944 festgenommen, am 21. August 1944 vom Volksgerichtshof zum Tode verurteilt und in der Strafanstalt Berlin-Plötzensee durch Hängen hingerichtet.
- 26. August 1944: Adam von Trott zu Solz (* 9. August 1909 in Potsdam), Diplomat, wegen Beteiligung am Staatsstreichversuch vom 20. Juli 1944 vom Volksgerichtshof wegen „Hochverrats“ zum Tode verurteilt und in der Strafanstalt Berlin-Plötzensee durch Hängen mit einer Drahtschlinge hingerichtet.
- 27. August 1944: Heinz Effe (* 27. September 1920), in Stuttgart gem. Urteil des Gerichts der Division 465 Zweigstelle Ludwigsburg wegen Fahnenflucht enthauptet
- 28. August 1944: Jean Arnolds (* 7. März 1904 in Baelen), Priester, wegen der Unterstützung von Kriegsgefangenen festgenommen, im April 1944 vom 4. Senat des Volksgerichtshofes wegen „Feindbegünstigung“ zum Tode verurteilt und im Zuchthaus Brandenburg-Görden mit dem Fallbeil hingerichtet.
- 28. August 1944: Helmut Masche (* 16. März 1894 in Berlin), Tischler, Kommunist, wegen Betätigung im antinazistischen Widerstand am 4. Februar 1942 festgenommen, im Sommer 1944 vom Volksgerichtshof zum Tode verurteilt und im Zuchthaus Brandenburg-Görden hingerichtet
- 28. August 1944: Fritz Plön (* 3. Dezember 1906 in Berlin), Schweißer, Kommunist, wegen Betätigung im antinazistischen Widerstand am 4. Februar festgenommen, vom Volksgerichtshof am 7. Juli 1944 zum Tode verurteilt und im Zuchthaus Brandenburg-Görden hingerichtet.
- 28. August 1944: Heinrich Preuß (* 23. Mai 1886 in Mauenfelde), Politiker und Gewerkschafter, wegen antinazistischer Betätigung im kommunistischen Untergrund festgenommen, am 7. Juli 1944 zum Tode verurteilt und im Zuchthaus Brandenburg-Görden mit dem Fallbeil hingerichtet.
- 28. August 1944: Kurt Ritter (* 31. Dezember 1909 in Ostramondra), Arbeiter, 1942 wegen antinazistischer Betätigung im kommunistischen Untergrund festgenommen, am 6. Juli 1944 vom Volksgerichtshof zum Tode verurteilt und im Zuchthaus Brandenburg-Görden mit dem Fallbeil hingerichtet.
- 29. August 1944: Georges Michel (* 1925), Luxemburger, im Gefängnis Frankfurt-Preungesheim hingerichtet.[125]
- 29. August 1944: Paul Kroll (* 1884), Kommunist, wegen gegen das NS-Regime gerichteter Äußerungen, die er im Sommer 1943 in einem Kurheim in Bad Pyrmont gegenüber zwei Angestellten fallen ließ (er erklärte, Deutschland werde den Krieg verlieren und den Kapitalisten, beginnend mit Hitler und Mussolini, werde bald der Kopf abgeschnitten – weiters empfahl er einer Angestellten, ihrem Vater an der Front einen Brief zu schreiben, er solle desertieren), am 7. Juli 1944 vom Oberlandesgericht wegen „Vorbereitung zum Hochverrat und Wehrkraftzersetzung“ zum Tode verurteilt und im Gefängnis Frankfurt-Preungesheim hingerichtet.
- 30. August 1944: Eberhard Finckh (* 7. November 1899 in Kupferzell), Offizier, wegen Beteiligung am Umsturzversuch vom 20. Juli 1944 am 26. Juli 1944 festgenommen, am 29. August 1944 vom Volksgerichtshof zum Tode verurteilt und in der Strafanstalt Berlin-Plötzensee durch Hängen hingerichtet.
- 30. August 1944: Johann Otto Haas (* 6. Januar 1906 in Mosonmagyaróvár, Ungarn), Lehrer, wegen des Aufbaus eines antinazistischen Nachrichtendienstes festgenommen, am 15. Dezember 1943 vom Volksgerichtshof zum Tode verurteilt und in Wien durch Hängen hingerichtet.
- 30. August 1944: Hans Otfried von Linstow (* 16. März 1899 in Wittenberg), Offizier, als Teilnehmer des Umsturzversuches vom 20. Juli 1944 am 23. Juli festgenommen, am 29. August 1944 zum Tode verurteilt und in der Strafanstalt Berlin-Plötzensee durch Hängen hingerichtet.
- 30. August 1944: Karl Ernst Rahtgens (* 27. August 1908 in Lübeck), Offizier, wegen Teilnahme am Umsturzversuch vom 20. Juli 1944 festgenommen, am 30. August 1944 vom Volksgerichtshof zum Tode verurteilt und in der Strafanstalt Berlin-Plötzensee hingerichtet.
- 30. August 1944: Carl-Heinrich von Stülpnagel (* 2. Januar 1886 in Berlin), Offizier, wegen Beteiligung am Umsturzversuch vom 20. Juli 1944 am 21. Juli 1944 festgenommen, am 30. August 1944 vom Volksgerichtshof zum Tode verurteilt und in der Strafanstalt Berlin-Plötzensee hingerichtet.
- 1. September 1944: Bertha Warret (* 6. Juni 1904), Inhaftierte im Frauengefängnis Barnimstraße, Berlin, in der Strafanstalt Berlin-Plötzensee hingerichtet.[86]
- 4. September 1944: Max Ulrich Graf von Drechsel (* 3. Oktober 1911 in Karlstein), Offizier, wegen Beteiligung am Umsturzversuch vom 20. Juli 1944 am festgenommen, am 4. September 1944 vom Volksgerichtshof zum Tode verurteilt und in der Strafanstalt Berlin-Plötzensee durch Hängen hingerichtet.
- 4. September 1944: Hans Otto Erdmann (* 18. Dezember 1896 in Insterburg), Offizier, wegen Beteiligung am Umsturzversuch vom 20. Juli 1944 am 14. August 1944 festgenommen, am 4. September vom Volksgerichtshof zum Tode verurteilt und in der Strafanstalt Berlin-Plötzensee durch Hängen hingerichtet.
- 4. September 1944: Erich Fellgiebel (* 4. Oktober 1886 in Pöpelwitz bei Breslau, Schlesien), wegen Beteiligung am Umsturzversuch vom 20. Juli 1944 vom Volksgerichtshof wegen „Hochverrats“ zum Tode verurteilt und in der Strafanstalt Berlin-Plötzensee durch Hängen hingerichtet.
- 4. September 1944: Kurt Hahn (* 22. Juli 1901 in Januschkau, Landkreis Osterode in Ostpreußen), Offizier, wegen Beteiligung am Umsturzversuches vom 20. Juli 1944 am 12. August festgenommen, vom Volksgerichtshof am 4. September 1944 zum Tode verurteilt und in der Strafanstalt Berlin-Plötzensee durch Hängen hingerichtet.
- 4. September 1944: Gerhard Knaak (* 19. Juni 1906 in Königsberg), Offizier, wegen Beteiligung am Umsturzversuch vom 20. Juli 1944 festgenommen, vom Volksgerichtshof am 4. September 1944 zum Tode verurteilt und in der Strafanstalt Berlin-Plötzensee durch Hängen hingerichtet.
- 4. September 1944: Heinrich Graf von Lehndorff-Steinort (* 22. Juni 1909 in Hannover), Offizier, wegen Beteiligung am Umsturzversuch vom 20. Juli am 21. Juli 1944 festgenommen, am 3. September 1944 vom Volksgerichtshof zum Tode verurteilt und in der Strafanstalt Berlin-Plötzensee durch Hängen hingerichtet.
- 4. September 1944: Fritz Thiele (* 14. April 1894 in Berlin), Offizier, wegen Beteiligung am Umsturzversuch vom 20. Juli 1944 am 11. August 1944 festgenommen, am 21. August 1944 vom Volksgerichtshof zum Tode verurteilt und in der Strafanstalt Berlin-Plötzensee durch Hängen hingerichtet.
- 8. September 1944: Antonie Bejdova (* 30. September 1911), Inhaftierte im Frauengefängnis Barnimstraße, Berlin, in der Strafanstalt Berlin-Plötzensee hingerichtet.[190][86]
- 8. September 1944: Georg Alexander Hansen (* 5. Juli 1904 in Sonnefeld), wegen Beteiligung am Umsturzversuch vom 20. Juli 1944 vom Volksgerichtshof wegen „Hochverrats“ zum Tode verurteilt und in der Strafanstalt Berlin-Plötzensee durch Hängen hingerichtet.
- 8. September 1944: Ulrich von Hassell (* 12. November 1881 in Anklam), Diplomat, wegen Beteiligung am Umsturzversuch vom 20. Juli 1944 am 29. Juli 1944 festgenommen, am 9. September 1944 vom Volksgerichtshof zum Tode verurteilt und in der Strafanstalt Berlin-Plötzensee hingerichtet.
- 8. September 1944: Martha Klemenz (* 11. Juli 1898), Inhaftierte im Frauengefängnis Barnimstraße, Berlin, in der Strafanstalt Berlin-Plötzensee hingerichtet.[86]
- 8. September 1944: Paul Lejeune-Jung (* 16. März 1882 in Köln), Volkswirtschaftler und Politiker, wegen Beteiligung am Umsturzversuch vom 20. Juli 1944 festgenommen, vom Volksgerichtshof am 3. September 1944 zum Tode verurteilt und in der Strafanstalt Berlin-Plötzensee hingerichtet.
- 8. September 1944: Ulrich Wilhelm Graf Schwerin von Schwanenfeld (* 21. Dezember 1902 in Kopenhagen), Landwirt, wegen Beteiligung am Umsturzversuch vom 20. Juli 1944 festgenommen, am 21. August 1944 vom Volksgerichtshof zum Tode verurteilt und in der Strafanstalt Berlin-Plötzensee hingerichtet.
- 8. September 1944: Günther Smend (* 29. November 1912 in Trier), Offizier, wegen Beteiligung am Umsturzversuch vom 20. Juli 1944 am 21. Juli 1944 festgenommen, am 30. August 1944 vom Volksgerichtshof zum Tode verurteilt und in der Strafanstalt Berlin-Plötzensee durch Hängen hingerichtet.
- 8. September 1944: Martha Speer (* 22. September 1892), Inhaftierte im Frauengefängnis Barnimstraße, Berlin, in der Strafanstalt Berlin-Plötzensee hingerichtet.[86]
- 8. September 1944: Gertrud Swierczek (* 22. Dezember 1921), Inhaftierte im Frauengefängnis Barnimstraße, Berlin, in der Strafanstalt Berlin-Plötzensee hingerichtet.[86]
- 8. September 1944: Elisabeth von Thadden (* 29. Juli 1890 in Mohrungen, Ostpreußen), am 13. Januar 1944 wegen antinazistischer Betätigung festgenommen, im Juli 1944 vom Volksgerichtshof wegen Wehrkraftzersetzung zum Tode verurteilt und in der Strafanstalt Berlin-Plötzensee mit dem Fallbeil hingerichtet.
- 8. September 1944: Josef Wirmer (* 19. März 1901 in Paderborn), Rechtsanwalt, wegen Beteiligung am Staatsstreichversuch vom 20. Juli 1944 vom Volksgerichtshof wegen „Hochverrats“ zum Tode verurteilt und in der Strafanstalt Berlin-Plötzensee durch Hängen mit einer Drahtschlinge hingerichtet.
- 11. September 1944: Alois Grimm (* 24. Oktober 1886 in Külsheim), Jesuit, im Oktober 1943 festgenommen, am 12. August 1944 vom Volksgerichtshof wegen „Wehrkraftzersetzung“ zum Tode verurteilt und im Zuchthaus Brandenburg-Görden hingerichtet.
- 11. September 1944: Georg Schröder (* 10. November 1904 in Berlin-Rixdorf), Arbeiter, Sozialdemokrat, hingerichtet wegen „Wehrkraftzersetzung und Begünstigung der Kriegsfeinde“ unter dem Fallbeil im Zuchthaus Brandenburg-Görden hingerichtet.
- 11. September 1944: Joseph Müller (* 19. August 1894 in Salmünster in Hessen), Priester, wegen des Erzählens eines regimekritischen Witzes am 11. Mai 1944 festgenommen, am 28. Juli 1944 vom Volksgerichtshof wegen „Wehrkraftzersetzung“ zum Tode verurteilt und im Zuchthaus Brandenburg-Görden mit dem Fallbeil hingerichtet.
- 12. September 1944: Zygmunt Bąk (* 16. Juli 1920 in Plöhnen, damals Regierungsbezirk Zichenau), Arbeiter, am 22. März 1943 mit Arthur Vogt in Lustenau an der Schweizer Grenze festgenommen, am 27. Juni 1944 vom Volksgerichtshof wegen „Feindbegünstigung“ zum Tode verurteilt und im Gefängnis München-Stadelheim mit dem Fallbeil hingerichtet.[191]
- 12. September 1944: Arthur Vogt (* 24. Juli 1912 in Gossau bei St. Gallen, Schweiz), Arbeiter, am 22. März 1943 mit Zygmunt Bąk in Lustenau an der Schweizer Grenze festgenommen, am 27. Juni 1944 vom Volksgerichtshof wegen „Feindbegünstigung“ zum Tode verurteilt und im Gefängnis München-Stadelheim mit dem Fallbeil hingerichtet.[191]
- 12. September 1944: Liesbeth Beutler (* 3. Februar 1901), Inhaftierte im Frauengefängnis Barnimstraße, Berlin, in der Strafanstalt Berlin-Plötzensee hingerichtet.[192][86]
- 13. September 1944: Wilhelm Dieckmann (* 17. Juli 1893 in Stotel, Kreis Geestemünde), Staatsbeamter, wegen Beteiligung am Umsturzversuch vom 20. Juli 1944 festgenommen, zum Tode verurteilt und im Zellengefängnis Lehrter Straße erschossen.
- 13. September 1944: Fritz Schreiter (* 27. April 1892 in Dresden), Arbeiter, wegen antinazistischer Betätigung im kommunistischen Untergrund festgenommen und zu einer Zuchthausstrafe verurteilt, wegen anhaltender antinazistischer Betätigung im Zuchthaus wegen Feindbegünstigung zum Tode verurteilt und in Dresden hingerichtet.
- 14. September 1944: Heinrich Graf zu Dohna-Schlobitten (* 15. Oktober 1882 in Waldburg bei Königsberg), Offizier, wegen Beteiligung am Umsturzversuch vom 20. Juli 1944 am 21. Juli 1944 festgenommen, am 14. September 1944 vom Volksgerichtshof zum Tode verurteilt und in der Strafanstalt Berlin-Plötzensee hingerichtet.
- 14. September 1944: Michael Graf von Matuschka (* 29. September 1888 in Schweidnitz), Verwaltungsbeamter, wegen Beteiligung am Umsturzversuch vom 20. Juli 1944 festgenommen, am 14. September 1944 vom Volksgerichtshof zum Tode verurteilt und in der Strafanstalt Berlin-Plötzensee durch Hängen hingerichtet.
- 14. September 1944: Hermann Josef Wehrle (* 26. Juli 1899 in Nürnberg), Priester, wegen Mitwisserschaft am Umsturzversuch vom 20. Juli 1944 am 18. August 1944 festgenommen, vom Volksgerichtshof am 14. September 1944 zum Tode verurteilt und in der Strafanstalt Berlin-Plötzensee durch Hängen hingerichtet.
- 15. September 1944: Anna Musie (* 21. Juli 1920), Inhaftierte im Frauengefängnis Barnimstraße, Berlin, in der Strafanstalt Berlin-Plötzensee hingerichtet.[86]
- 15. September 1944: Ilse Prehn (* 17. Juli 1920), Inhaftierte im Frauengefängnis Barnimstraße, Berlin, in der Strafanstalt Berlin-Plötzensee hingerichtet.[86]
- 15. September 1944: Hildegard Ziegler (* 22. Oktober 1918), Inhaftierte im Frauengefängnis Barnimstraße, Berlin, in der Strafanstalt Berlin-Plötzensee hingerichtet.[86]
- 18. September 1944: Bernhard Bästlein (* 3. Dezember 1894 in Hamburg), Metallarbeiter, wegen Aktivitäten im kommunistischen Widerstand und erfolgreicher Flucht aus dem Gefängnis am 30. Mai 1944 erneut festgenommen, am 5. September 1944 zum Tode verurteilt und am 18. September 1944 im Zuchthaus Brandenburg-Görden mit dem Fallbeil hingerichtet.
- 18. September 1944: Oswald Bosko, Kellner, zum Tode verurteilt, weil er im Ghetto Krakau als Feldwebel der Polizei zahlreichen jüdischen Ghettobewohnern zur Flucht verholfen hatte, und durch Erschießen im KZ Groß-Rosen hingerichtet.
- 18. September 1944: Franz Jacob (* 9. August 1906 in Hamburg), Arbeiter, wegen antinazistischer Betätigung im kommunistischen Untergrund festgenommen, am 18. September 1944 zum Tode verurteilt und im Zuchthaus Brandenburg-Görden hingerichtet.
- 18. September 1944: Anton Saefkow (* 22. Juli 1903 in Berlin), Werkzeugmacher, wegen antinazistischer Betätigung im kommunistischen Untergrund im Juli 1944 festgenommen, im September 1944 vom Volksgerichtshof zum Tode verurteilt und im Zuchthaus Brandenburg-Görden mit dem Fallbeil hingerichtet.
- 19. September 1944: Alfred Rabofsky (* 29. Juni 1919 in Wien), österreichischer kommunistischer Widerstandskämpfer, Gruppe Soldatenrat, im Landgericht Wien hingerichtet.
- 22. September 1944: Gerhard Boche (* 8. Januar 1921 in Luckenwalde), Kraftfahrer, festgenommen am 5. Oktober 1943 und angeklagt, im August 1943 zu Luckenwalde öffentlich durch Äußerungen Wehrkraftzersetzung betrieben zu haben. Zum Tode verurteilt, durch Enthaupten hingerichtet in Berlin-Plötzensee.
- 22. September 1944: Fritz Klein (* 18. Dezember 1898 in Hilschbach, Riegelsberg), Bergmann, als Emigrant aufgrund von antinazistischer Betätigung am 9. Oktober 1943 in Frankreich festgenommen und nach Deutschland verbracht, am 29. Juni 1944 vom Volksgerichtshof wegen „Hochverrats sowie landesverräterischer Waffenhilfe und Feindbegünstigung“ zum Tode verurteilt und im Strafgefängnis Seilerbahn in Bruchsal mit dem Fallbeil hingerichtet.
- 22. September 1944: Marie Wieczorek (* 4. August 1886), Inhaftierte im Frauengefängnis Barnimstraße, Berlin, hingerichtet.[86]
- 22. September 1944: Anna Zoyoyra (* 16. April 1915), Inhaftierte im Frauengefängnis Barnimstraße, Berlin, hingerichtet.[86]
- 22. September 1944: Herbert Reinert (* 5. Februar 1906), festgenommen am 16. Juli 1943, ab 9. August 1943 Untersuchungshaft im Strafgefängnis Berlin-Tegel, am 24. August 1944 wegen „Vorbereitung zum Hochverrat, Wehrkraftzersetzung und Feindbegünstigung“ zum Tode verurteilt und in der Strafanstalt Berlin-Plötzensee hingerichtet.[193]
- 25. September 1944: Josef Römer (* 5. März 1892 in München), politischer Aktivist, Anfang 1942 wegen antinazistischer Betätigung im kommunistischen Untergrund festgenommen, am 19. Juli 1944 vom Volksgerichtshof zum Tode verurteilt und im Zuchthaus Brandenburg-Görden mit dem Fallbeil hingerichtet.
- 26. September 1944: Max Mährlein (* 1896), Arbeiter am Rangierbahnhof in Würzburg, aufgrund kriegskritischer Äußerungen festgenommen, wegen „Wehrkraftzersetzung“ zum Tode verurteilt und im Gefängnis Frankfurt-Preungesheim hingerichtet.
- 29. September 1944: Otto Herfurth (* 22. Januar 1893 in Hasserode), Offizier, wegen Beteiligung am Umsturzversuch vom 2. Juli 1944 festgenommen, am 29. September 1944 vom Volksgerichtshof zum Tode verurteilt und in der Strafanstalt Berlin-Plötzensee hingerichtet.
- 29. September 1944: Lina Hoffmann (* 18. März 1897), Inhaftierte im Frauengefängnis Barnimstraße, Berlin, hingerichtet.[86]
- 29. September 1944: Fritz von der Lancken (* 21. Juni 1890 in Diedenhofen), Offizier, wegen Beteiligung am Umsturzversuch vom 20. Juli 1944 festgenommen, am 29. September vom Volksgerichtshof zum Tode verurteilt und in der Strafanstalt Berlin-Plötzensee durch Hängen hingerichtet.
- 29. September 1944: Marianne Latoschinski (* 12. September 1903 in Bernburg), Hausfrau, wegen der Äußerung, dass nach dem Krieg mit den „Nazischweine[n]“ abgerechnet werde und diese erschossen würden, denunziert, am 1. August 1944 vom Volksgerichtshof wegen „Wehrkraftzersetzung, Vorbereitung zum Hochverrat und Feindbegünstigung“ zum Tode verurteilt und in der Strafanstalt Berlin-Plötzensee hingerichtet.[194]
- 29. September 1944: Wilhelm Leuschner (* 15. Juni 1890 in Bayreuth), Gewerkschafter und Politiker, als Gegner des NS-Staates und aufgrund seiner Beteiligung am Umsturzversuch vom 20. Juli 1944 vom Volksgerichtshof zum Tode verurteilt und in der Strafanstalt Berlin-Plötzensee hingerichtet.
- 29. September 1944: Marie Liptow (* 16. Februar 1891), Näherin, Inhaftierte im Frauengefängnis Barnimstraße, Berlin, in der Strafanstalt Berlin-Plötzensee hingerichtet.[86]
- 29. September 1944: Wilhelm Graf zu Lynar (* 3. Februar 1899 in Berlin), Offizier, wegen Beteiligung am Umsturzversuch vom 20. Juli 1944 festgenommen, am 29. September 1944 vom Volksgerichtshof zum Tode verurteilt und in der Strafanstalt Berlin-Plötzensee durch Hängen hingerichtet.
- 29. September 1944: Joachim Meichßner (* 4. April 1906 in Deutsch-Eylau), Offizier, wegen Beteiligung am Umsturzversuch vom 20. Juli 1944 Ende Juli 1944 festgenommen, am 29. September 1944 vom Volksgerichtshof zum Tode verurteilt und in der Strafanstalt Berlin-Plötzensee durch Hängen hingerichtet.
- 29. September 1944: Katharina Peters (* 30. November 1897), Ehefrau eines Kinopächters in Zwönitz, seit ihrer Verheiratung niederländische Staatsangehörige, im September 1943 festgenommen, nachdem sie angeblich im Mai 1943 im Gespräch mit einem Unteroffizier Zweifel an den deutschen Siegesaussichten geäußert und erklärt hatte, das Volk werde absichtlich verdummt und irregeführt, und gemeint hatte, das Volk habe dies sich ja so ausgesucht, schließlich habe es ja die Nationalsozialisten selbst gewählt (sie selbst sprach dagegen von einer falschen Denunziation aus Rache, weil sie dem Unteroffizier den Einlass zu einer Filmvorführung verwehrt hatte), am 23. August 1944 vom Volksgerichtshof zum Tode verurteilt und in der Strafanstalt Berlin-Plötzensee hingerichtet.[195]
- 29. September 1944: Therese Raimond (* 25. August 1923), Inhaftierte im Frauengefängnis Barnimstraße, Berlin, in der Strafanstalt Berlin-Plötzensee hingerichtet.[86]
- 29. September 1944: Joachim Sadrozinski (* 20. September 1907 in Tilsit), Offizier, wegen Beteiligung am Umsturzversuch vom 20. Juli 1944 festgenommen, am 21. August 1944 vom Volksgerichtshof zum Tode verurteilt und in der Strafanstalt Berlin-Plötzensee durch Hängen hingerichtet.
- 30. September 1944: Anna Styma (* 2. März 1926), Inhaftierte im Frauengefängnis Barnimstraße, Berlin, in der Strafanstalt Berlin-Plötzensee hingerichtet.[86]
- 6. Oktober 1944: Elsa Danhofer (* 18. Dezember 1888), Zeugin Jehovas, wegen Betätigung im Sinne dieser Glaubensgemeinschaft festgenommen, zum Tode verurteilt und in der Strafanstalt Berlin-Plötzensee hingerichtet.[196]
- 5. Oktober 1944: Franz Xaver Klotz (* 1901 in Unterdießen/Kaufbeuren), Zimmermann, als Zeuge Jehovas wegen Kriegsdienstverweigerung am 31. August 1944 vom Reichskriegsgericht zum Tode verurteilt und im Zuchthaus Halle hingerichtet.[197]
- 6. Oktober 1944: Therese Kühner geb. Danhofer (* 25. April 1884, Unterweikertshofen bei Dachau), Köchin, als Zeugin Jehovas wegen Wehrkraftzersetzung am 30. August 1944 vom Volksgerichtshof Berlin zum Tode verurteilt und in der Strafanstalt Berlin-Plötzensee hingerichtet.[198]
- 6. Oktober 1944: Frieda Melzen (* 29. September 1912), Zeugin Jehovas, in der Strafanstalt Berlin-Plötzensee hingerichtet.[199][200]
- 7. Oktober 1944: Maria Lersch (* 21. November 1906), Inhaftierte im Frauengefängnis Barnimstraße, Berlin, in der Strafanstalt Berlin-Plötzensee hingerichtet.[86]
- 8. Oktober 1944: Viktor Pestek (* 18. April 1924 in Oberscheroutz bei Czernowitz), SS-Angehöriger, wurde festgenommen, weil er als Wachmann einem Häftling des KZ Auschwitz zur Flucht verholfen hatte, wegen Häftlingsbegünstigung von einem SS-Gericht in Kattowitz zum Tode verurteilt und in Międzybrodzie Bialskie hingerichtet.
- 9. Oktober 1944: Richard Düwell (* 26. April 1902 in Rostock), Journalist, wegen regimekritischer Äußerungen im Mai 1944 festgenommen, am 28. August 1944 vom Volksgerichtshof wegen staatsfeindlicher und defätistischer Äußerungen zum Tode verurteilt und im Zuchthaus Brandenburg-Görden hingerichtet.
- 9. Oktober 1944: Nikolaus Christoph von Halem (* 15. März 1905 in Schwetz an der Weichsel), als Oppositioneller gegen den NS-Staat wegen „Hochverrats“ im Zuchthaus Brandenburg-Görden mit dem Fallbeil hingerichtet.
- 9. Oktober 1944: Karl Rabold (* 1881 in Irndorf), Schneider, am 15. April 1943 festgenommen, am 28. Juli 1944 vom Volksgerichtshof wegen Wehrkraftzersetzung zum Tode verurteilt und im Zuchthaus Brandenburg-Görden hingerichtet.
- 9. Oktober 1944: Vinzenz Platajs (* 2. April 1899 bei Leibnitz), Zeuge Jehovas, im August 1943 festgenommen, 1944 vom Volksgerichtshof unter anderem wegen Wehrkraftzersetzung zum Tode verurteilt und im Zuchthaus Brandenburg-Görden durch Enthauptung hingerichtet.
- 12. Oktober 1944: Carl Langbehn (* 6. Dezember 1901 in Padang), Jurist, wegen Tätigkeit als Verbindungsmann oppositioneller Kreise zu ausländischen Geheimdiensten am 3. Oktober 1944 vom Volksgerichtshof zum Tode verurteilt und in der Strafanstalt Berlin-Plötzensee mit dem Strang hingerichtet.
- 12. Oktober 1944: Rudolf von Marogna-Redwitz (* 15. Oktober 1886 in München), Offizier, wegen Beteiligung am Umsturzversuch vom 20. Juli 1944 festgenommen, am 12. Oktober 1944 vom Volksgerichtshof zum Tode verurteilt und in der Strafanstalt Berlin-Plötzensee durch Hängen hingerichtet.
- 12. Oktober 1944: Alexis von Roenne (* 22. Februar 1903 in Tuckum im russischen Gouvernement Kurland), Offizier, wegen Beteiligung am Umsturzversuch vom 20. Juli 1944 Anfang August 1944 festgenommen, am 5. Oktober vom Volksgerichtshof zum Tode verurteilt und in der Strafanstalt Berlin-Plötzensee durch Hängen hingerichtet.
- 13. Oktober 1944: Hans-Jürgen Graf von Blumenthal (* 23. Februar 1907 in Potsdam), Offizier, wegen Beteiligung am Umsturzversuch vom 20. Juli 1944 festgenommen, vom Volksgerichtshof zum Tode verurteilt und in der Strafanstalt Berlin-Plötzensee hingerichtet.
- 13. Oktober 1944: Eva Duchmann (* 22. April 1893), Zeugin Jehovas, wegen Betätigung im Sinne dieser Glaubensgemeinschaft festgenommen, zum Tode verurteilt und in der Strafanstalt Berlin-Plötzensee hingerichtet.[201]
- 13. Oktober 1944: Luise Graf (* 25. Oktober 1892), Zeugin Jehovas, vom 6. Senat des Volksgerichtshofes wegen „Wehrkraftzersetzung“ zum Tode verurteilt und in der Strafanstalt Berlin-Plötzensee hingerichtet.
- 13. Oktober 1944: Roland von Hößlin (* 21. Februar 1915 in München), Offizier, als Beteiligter am Umsturzversuch vom 20. Juli 1944 am 23. August 1944 festgenommen, am 13. Oktober vom Volksgerichtshof zum Tode verurteilt und am selben Tag in der Strafanstalt Berlin-Plötzensee durch Hängen hingerichtet.
- 13. Oktober 1944: Luise Kraft (* 25. Oktober 1892), Inhaftierte im Frauengefängnis Barnimstraße, Berlin, in der Strafanstalt Berlin-Plötzensee hingerichtet.[86]
- 13. Oktober 1944: Friedrich Scholz-Babisch (* 10. April 1890), Offizier, wegen Beteiligung am Umsturzversuch vom 20. Juli 1944 am 21. Juli 1944 festgenommen, am 13. Oktober 1944 vom Volksgerichtshof zum Tode verurteilt und am selben Tag durch Hängen hingerichtet.
- 13. Oktober 1944: Georg Schulze-Büttger (* 5. Oktober 1904 in Posen), Offizier, wegen Beteiligung am Umsturzversuch vom 20. Juli 1944 am 20. August 1944 festgenommen, am 13. Oktober 1944 vom Volksgerichtshof zum Tode verurteilt und in der Strafanstalt Berlin-Plötzensee durch Hängen hingerichtet.
- 16. Oktober 1944: Hermann Schiering (* 27. April 1884 in Magdeburg), Arbeiter, wegen „defätistischer Äußerungen“ am 16. Dezember 1943 festgenommen, am 5. September 1944 vom Volksgerichtshof zum Tode verurteilt und im Zuchthaus Brandenburg-Görden hingerichtet.
- 20. Oktober 1944: Maria Altmann (* 10. Oktober 1921), Inhaftierte im Frauengefängnis Barnimstraße, Berlin, in der Strafanstalt Berlin-Plötzensee hingerichtet.[86]
- 20. Oktober 1944: Eduard Brücklmeier, Diplomat, wegen Beteiligung am Umsturzversuches vom 20. Juli 1944 am 27. Juli 1944 festgenommen und zusammen mit Joachim Meichßner und Otto Herfurth am 29. September 1944 durch den Vorsitzenden des Volksgerichtshofs Roland Freisler wegen „Hochverrats“ zum Tode verurteilt und in der Strafanstalt Berlin-Plötzensee durch Hängen hingerichtet.
- 20. Oktober 1944: Hermann Maaß (* 23. Oktober 1897 in Bromberg), Gewerkschafter, wegen Beteiligung am Umsturzversuch vom 20. Juli 1944 am 8. August 1944 festgenommen, am 20. Oktober 1944 vom Volksgerichtshof zum Tode verurteilt und in der Strafanstalt Berlin-Plötzensee durch Hängen hingerichtet.
- 20. Oktober 1944: Aloys Nordmann (* 3. Januar 1921 in Melchendorf), Soldat, wegen kriegskritischer Äußerungen festgenommen, von einem Schnellgericht wegen „Wehrkraftzersetzung“ zum Tode verurteilt und im Gefängnis Berlin-Spandau hingerichtet.
- 20. Oktober 1944: Erich Porsch (* 23. April 1909 in Oberhausen), deutscher Unterstützer von Franz Zielasko, im Gefängnis München-Stadelheim hingerichtet.
- 20. Oktober 1944: Adolf Reichwein (* 3. Oktober 1898 in Ems), Pädagoge, wegen antinazistischer Betätigung am 4. Juli 1944 festgenommen, vom Volksgerichtshof zum Tode verurteilt und in der Strafanstalt Berlin-Plötzensee durch Hängen hingerichtet.
- 20. Oktober 1944: Andreas Schillack (* 30. November 1907), deutscher Bergmann und Unterstützer von Franz Zielasko, im Gefängnis München-Stadelheim hingerichtet.
- 20. Oktober 1944: Friedrich Struckmeier (* 13. April 1900), deutscher Bergmann und Unterstützer von Franz Zielasko, im Gefängnis München-Stadelheim hingerichtet.
- 20. Oktober 1944: Frieda Stenzel (* 3. November 1905), Inhaftierte im Frauengefängnis Barnimstraße, Berlin, in der Strafanstalt Berlin-Plötzensee hingerichtet.[86]
- 24. Oktober 1944: Walter Eichberg (* 10. Juli 1898 in Berlin), Elektromonteur, Kommunist, wegen Betätigung im antinazistischen Widerstand im Mai 1942 festgenommen, vom Volksgerichtshof zum Tode verurteilt und im Zuchthaus Brandenburg-Görden hingerichtet.[202]
- 24. Oktober 1944: Karl Heinz Engelhorn (* 6. September 1905), Offizier, wegen Beteiligung am Umsturzversuch vom 20. Juli 1944 am 12. Oktober 1944 zum Tode verurteilt und im Zuchthaus Brandenburg-Görden hingerichtet.
- 24. Oktober 1944: Otto Schmirgal (* 15. Dezember 1900 in Bentschen, Kreis Meseritz), Schmied, wegen antinazistischer Betätigung im kommunistischen Untergrund am 4. Februar 1944 festgenommen, am 5. September 1944 vom Volksgerichtshof zum Tode verurteilt und im Zuchthaus Brandenburg-Görden hingerichtet.
- 24. Oktober 1944: Werner Seelenbinder (* 2. August 1904 in Stettin), Transportarbeiter, Ringer, wegen antinazistischer Betätigung im kommunistischen Untergrund am 4. Februar 1942 festgenommen, vom Volksgerichtshof in Potsdam zum Tode verurteilt und im Zuchthaus Brandenburg-Görden mit dem Fallbeil hingerichtet.
- 24. Oktober 1944: Karl Freiherr von Thüngen (* 26. Juni 1893 in Mainz), Offizier, wegen Beteiligung am Umsturzversuch vom 20. Juli 1944 festgenommen, am 5. Oktober 1944 vom Volksgerichtshof zum Tode verurteilt und im Zuchthaus Brandenburg-Görden durch Erschießen hingerichtet.
- 24. Oktober 1944: Franz Wipplinger (* 10. Januar 1915 in München), Priesterkandidat, wegen Ablehnung des Krieges denunziert und vom Feld-Kriegs-Gericht des Zentralgerichts des Heeres Berlin am 31. August 1944 wegen Wehrkraftzersetzung (kriegskritische Tagebucheinträge, Besitz von Flugblättern „mit staatsgefährlichem und zersetzendem Inhalt“ sowie Abhören von „Nachrichten von Feindsendern“) zum Tod verurteilt und in Berlin-Spandau hingerichtet.
- 24. Oktober 1944: Friedrich Nitschke (* 27, Februar 1906 in Staßfurt), gehörte zur Saefkow-Jacob-Bästlein-Organisation, zum Tod verurteilt und im Zuchthaus Brandenburg-Görden hingerichtet.
- 25. Oktober 1944: Heinrich Duhme (* 1894 in Rheine), Eisenbahner, vom Volksgerichtshof zum Tode verurteilt und in der Richtstätte des Strafgefängnisses Seilersbahn in Bruchsal hingerichtet.[203]
- 25. Oktober 1944: Gerhard Luther (* 1897), am 23. August 1944 festgenommen, vom Volksgerichtshof zum Tode verurteilt und in der Richtstätte des Strafgefängnisses Seilersbahn in Bruchsal hingerichtet.[203]
- 26. Oktober 1944: Hans Zoschke (* 28. Januar 1910 in Landsberg an der Warthe), Metallarbeiter, wegen antinazistischer Tätigkeit im kommunistischen Untergrund im Februar 1942 festgenommen, im September 1944 vom Potsdamer Landgericht zum Tode verurteilt und im Zuchthaus Brandenburg-Görden hingerichtet.
- 27. Oktober 1944: Judith Auer (* 19. September 1905 in Zürich), wegen Beteiligung an kommunistischen Widerstandsaktionen gegen den NS-Staat am 7. Juli 1944 festgenommen, vom Volksgerichtshof zum Tode verurteilt und in der Strafanstalt Berlin-Plötzensee hingerichtet.
- 27. Oktober 1944: Hermann Düllgen (* 26. Dezember 1899 in Düsseldorf), Bauarbeiter, Kommunist, ehemaliger Stadtverordneter in Neuss, als KZ-Häftling im KZ-Kalkum wegen des Verfassens eines antinazistischen Flugblattes (Von Stalingrad nach Kiew) vor dem Gericht Darmstadt angeklagt, wegen Vorbereitung zum Hochverrat, Wehrkraftzersetzung und Feindbegünstigung zum Tode verurteilt und im Gefängnis Frankfurt-Preungesheim mit dem Fallbeil hingerichtet.
- 27. Oktober 1944: Georg Fröba (* 27. November 1896 in Bayreuth), Schneider, Kommunist, wegen antinazistischer Betätigung 1943 festgenommen, am 6. September 1944 vom 2. Senat des Volksgerichtshofs wegen „Vorbereitung zum Hochverrat und Feindbegünstigung“ zum Tode verurteilt und im Gefängnis Frankfurt-Preungesheim mit dem Fallbeil hingerichtet.
- 27. Oktober 1944: Wilhelm Hebra (* 11. Oktober 1885 in Wien), österreichischer Schriftsteller und Monarchist, im Gefängnis München-Stadelheim hingerichtet.
- 27. Oktober 1944: Karl Kemptner (* 2. August 1898), Maschinist beim Großkraftwerk Mannheim, Sozialdemokrat, am 28. März 1944 wegen kriegskritischer Reden festgenommen, im September 1944 vom Volksgerichtshof wegen Vorbereitung zum Hochverrat und Wehrkraftzersetzung zum Tode verurteilt und in der Strafanstalt Frankfurt-Preungesheim mit dem Fallbeil hingerichtet.
- 27. Oktober 1944: Irene Wosikowski (* 9. Februar 1910 in Danzig), Angehörige der Résistance, bei Versuchen, deutsche Besatzungssoldaten zur Abkehr von der deutschen Staatsführung zu veranlassen, am 26. Juli 1943 festgenommen, am 13. September 1944 vom Volksgerichtshof zum Tode verurteilt und in der Strafanstalt Berlin-Plötzensee hingerichtet.
- 30. Oktober 1944: Emil Heinrich Darapsky (* 10. Juni 1906 in Mainz), Studienassessor, im Herbst 1943 festgenommen, am 6. September 1944 vom Landgericht Berlin wegen Wehrkraftzersetzung zum Tode verurteilt und durch Hängen hingerichtet.
- 30. Oktober 1944: Otto Marquardt (* 17. August 1893 in Hamburg), Schriftsetzer, wegen Betätigung im kommunistischen Untergrund am 10. Juli 1944 festgenommen, vom Volksgerichtshof zum Tode verurteilt und im Zuchthaus Brandenburg-Görden hingerichtet.
- 30. Oktober 1944: Axel Rudolph (* 26. Dezember 1893 in Köln-Nippes in Deutschland), Autor, wegen antinazistischer Äußerungen zu Silvester 1943 festgenommen, am 18. Juli 1944 vom Volksgerichtshof wegen Wehrkraftzersetzung und Feindbegünstigung zum Tode verurteilt und im Zuchthaus Brandenburg-Görden mit dem Fallbeil hingerichtet.
- 30. Oktober 1944: Bernhard Schwentner (* 28. September 1891 in Schwerin), Priester, wegen regimekritischer Äußerungen am 21. Oktober 1943 festgenommen, am 15. September 1944 vom Volksgerichtshof wegen Wehrkraftzersetzung zum Tode verurteilt und im Zuchthaus Brandenburg-Görden hingerichtet.
- 30. Oktober 1944: Konstantin Žadkevič (* 3. August 1910 in Orloj), russischer Chemiker, Widerstandsgruppe „Europäische Union“, am 27. April 1944 vom Volksgerichtshof zum Tode verurteilt und im Zuchthaus Brandenburg-Görden hingerichtet.
- 31. Oktober 1944: Johann Zak (* 20. Juni 1903), Hauptwachtmeister der Berufsfeuerwehr Wien. Er gehörte einer Widerstandsgruppe der KPÖ in der Wiener Feuerwehr an. Zwischen Februar 1943 und Januar 1944 wurden von der Gestapo über 50 Feuerwehrleute verhaftet, denen man Unterstützung der Österreichischen Roten Hilfe vorwarf. Zak und vier weitere Feuerwehrleute (Hermann Plackholm, Franz Pascher, Johann Perthold, Oskar Schlaf) wurden vom Obersten SS- und Polizeigericht zum Tode verurteilt. Zunächst ins KZ Mauthausen eingewiesen, wurden sie am 27. Oktober 1944 zwecks öffentlicher Hinrichtung nach Wien überstellt. Plackholm und Zak wurden am Schießplatz Kagran vor rund 600 anderen Feuerwehrmännern erschossen, die drei anderen Verurteilten danach zu lebenslangem Zuchthaus begnadigt.
- 31. Oktober 1944: Hermann Plackholm (* 2. Oktober 1904), Hauptwachtmeister der Berufsfeuerwehr Wien. Er gehörte einer Widerstandsgruppe der KPÖ in der Wiener Feuerwehr an. Zwischen Februar 1943 und Januar 1944 wurden von der Gestapo über 50 Feuerwehrleute verhaftet, denen man Unterstützung der Österreichischen Roten Hilfe vorwarf. Plackholm und vier weitere Feuerwehrleute (Johann Zak, Franz Pascher, Johann Perthold, Oskar Schlaf) wurden vom Obersten SS- und Polizeigericht zum Tode verurteilt. Zunächst ins KZ Mauthausen eingewiesen, wurden sie am 27. Oktober 1944 zwecks öffentlicher Hinrichtung nach Wien überstellt. Plackholm und Zak wurden am Schießplatz Kagran vor rund 600 anderen Feuerwehrmännern erschossen, die drei anderen Verurteilten danach zu lebenslangem Zuchthaus begnadigt.
- 1. November 1944: Ewald Huth (* 11. Januar 1890 in Hersfeld), Organist, wegen „Wehrkraftzersetzung“ zum Tode verurteilt und in Stuttgart hingerichtet.
- 3. November 1944: Anna Dutz (* 16. Januar 1900), Arbeiterin, wegen der Unterstützung von Kriegsgefangenen (Beschaffung von Nahrung und Zivilkleidung für die Flucht) vom Volksgerichtshof zum Tode verurteilt und in der Strafanstalt Berlin-Plötzensee hingerichtet.
- 3. November 1944: Helene Gossing (* 21. Mai 1886 in Breslau), Witwe aus Leipzig, aufgrund der Bekundung, dass sie das Scheitern des Umsturzversuches vom 20. Juli 1944 bedauere, festgenommen, am 18. Oktober 1944 vom Volksgerichtshof zum Tode verurteilt und in der Strafanstalt Berlin-Plötzensee hingerichtet.
- 3. November 1944: Ingeborg Pflug (* 2. Juli 1924), Inhaftierte im Frauengefängnis Barnimstraße, Berlin, in der Strafanstalt Berlin-Plötzensee hingerichtet.[86]
- 3. November 1944: Galina Romanowa (* 25. Dezember 1918 in Romankowo, Ukraine), Ärztin, wegen der Unterstützung von Kriegsgefangenen am 6. Oktober 1943 festgenommen, am 27. April 1944 zum Tode verurteilt und in der Strafanstalt Berlin-Plötzensee hingerichtet.
- 6. November 1944: Bernhard Almstadt (* 23. August 1897 in Linden), wegen Beteiligung am kommunistischen Widerstand im Juli 1944 festgenommen, am 19. September 1944 vom Volksgerichtshof zum Tode verurteilt und im Zuchthaus Brandenburg-Görden hingerichtet.
- 6. November 1944: Erwin Nöldner (* 29. April 1913 in Lichtenberg), Schlosser, wegen Betätigung im antinazistischen Widerstand im Juli 1944 festgenommen, am 19. September 1944 vom Volksgerichtshof zum Tode verurteilt und im Zuchthaus Brandenburg-Görden hingerichtet.
- 6. November 1944: Arthur Weisbrodt (* 23. September 1909 in Rummelsburg bei Berlin), Optiker, wegen antinazistischer Betätigung im Juli 1944 festgenommen, am 19. September 1944 zum Tode verurteilt und im Zuchthaus Brandenburg-Görden durch Enthaupten hingerichtet.
- 6. November 1944: Gustav Basse (* 3. Februar 1894 in Wasserleben), deutscher Unternehmer, Widerstandskämpfer, KPD-Mitglied und NS-Opfer, im Zuchthaus Brandenburg-Görden durch Enthaupten hingerichtet.
- 6. November 1944: Wilhelm Scheer (* 1. Juli 1906 in Berlin), deutscher Widerstandskämpfer, KPD-Mitglied und NS-Opfer, im Zuchthaus Brandenburg-Görden durch Enthaupten hingerichtet.
- 8. November 1944: Karoline Redler (* 16. Februar 1883 in Bregenz), Sozialarbeiterin, im Juli 1944 wegen antinazistischer Äußerungen festgenommen, vom Volksgerichtshof im Oktober 1944 wegen Wehrkraftzersetzung zum Tode verurteilt und im Wiener Landgericht mit dem Fallbeil hingerichtet.
- 10. November 1944: Gerda Boenke (* 12. Oktober 1913 in Berlin), Arbeiterin, wegen kriegskritischer Äußerungen festgenommen, am 9. November 1944 zum Tode verurteilt und in der Strafanstalt Berlin-Plötzensee hingerichtet.
- 10. November 1943: Elsa Göttmann (* 23. März 1903), Inhaftierte im Frauengefängnis Barnimstraße, Berlin, in der Strafanstalt Berlin-Plötzensee hingerichtet.[86]
- 10. November 1944: Herta Mischling (* 20. Februar 1917), Inhaftierte im Frauengefängnis Barnimstraße, Berlin, in der Strafanstalt Berlin-Plötzensee hingerichtet.[86]
- 10. November 1944: Barthel Schink (* 27. November 1927), Jugendlicher, wegen Betätigung in einer antinazistischen Jugendgruppe festgenommen und in der Hüttenstraße in Köln durch Hängen hingerichtet.
- 10. November 1944: Friedrich-Werner Graf von der Schulenburg (* 20. November 1875 in Kemberg), Diplomat, wegen Beteiligung am Umsturzversuch vom 20. Juli 1944 festgenommen, vom Volksgerichtshof am 23. Oktober zum Tode verurteilt und in der Strafanstalt Berlin-Plötzensee hingerichtet.
- 13. November 1944: Bruno Binnebesel (* 26. September 1902 in Tuchel, Westpreußen), Priester, am 3. November 1943 wegen des Abhörens ausländischer Radiosendungen festgenommen, am 9. September 1944 vom Volksgerichtshof zum Tode verurteilt und im Zuchthaus Brandenburg-Görden hingerichtet.
- 13. November 1944: Carl Lampert (* 9. Januar 1894 in Göfis), katholischer Geistlicher, am 4. Juli 1943 wegen NS-kritischer Äußerungen festgenommen, wiederholt zum Tode verurteilt, zuletzt am 8. September 1944 und im Zuchthaus Roter Ochse in Halle an der Saale mit dem Fallbeil hingerichtet.
- 13. November 1944: Friedrich Lorenz (* 10. Juni 1897 in Klein Freden), Priester, wegen kriegskritischer Gespräche am 4. Februar 1943 festgenommen, am 28. Juli 1944 in Torgau wegen „Hörens von Feindsendern“, „Zersetzung der Wehrkraft“ und „Feindbegünstigung“ zum Tode verurteilt und in Halle durch Enthaupten hingerichtet.
- 13. November 1944: Herbert Simoleit (* 22. Mai 1908 in Berlin), Priester, wegen regimekritischer Äußerungen am 4. Februar 1943 in Stettin festgenommen, wegen Wehrkraftzersetzung und Feindbegünstigung zum Tode verurteilt in Halle hingerichtet.
- 13. November 1944: Emil Wölk (* 25. Oktober 1903 in Zinten), Motorenschlosser, wegen Betätigung im antinazistischen Untergrund am 14. Juli 1944 festgenommen, am 20. September 1944 zum Tode verurteilt und im Zuchthaus Brandenburg-Görden hingerichtet.
- 14. November 1944: Walter Cramer (* 1. Mai 1886 in Leipzig), Unternehmer, wegen Beteiligung am Umsturzversuch vom 20. Juli 1944 am 22. Juli 1944 festgenommen, vom Volksgerichtshof wegen Hoch- und Landesverrats zum Tode verurteilt und in der Strafanstalt Berlin-Plötzensee durch Hängen hingerichtet.
- 14. November 1944: Ferdinand Freiherr von Lüninck (* 3. August 1888 in Ostwig), Politiker und Verwaltungsbeamter, ehemaliger Oberpräsident von Westfalen, wegen seiner Beteiligung am Staatsstreichversuch vom 20. Juli 1944 vom Volksgerichtshof am 13. November 1944 wegen „Hochverrats“ zum Tode verurteilt und in der Strafanstalt Berlin-Plötzensee durch Hängen hingerichtet.
- 14. November 1944: Bernhard Letterhaus (* 10. Juli 1894 in Barmen), Gewerkschafter und Politiker, wegen Beteiligung am Umsturzversuch vom 20. Juli 1944 vom Volksgerichtshof am 13. November 1944 zum Tode verurteilt und in der Strafanstalt Berlin-Plötzensee durch Hängen hingerichtet
- 17. November: Elisabeth Wehmer (* 28. März 1900), Inhaftierte im Frauengefängnis Barnimstraße, Berlin, in der Strafanstalt Berlin-Plötzensee hingerichtet.[86]
- 20. November 1944: Leo Drabent (* 15. Juni 1899 in Blumenthal/Unterweser), Maschinenschlosser, wegen Betätigung im kommunistischen Untergrund am 29. März 1943 festgenommen, am 13. Oktober 1944 vom Volksgerichtshof zum Tode verurteilt und im Zuchthaus Brandenburg-Görden hingerichtet
- 20. November 1944: Hans Neumann (* 5. Oktober 1908 in Aumund (Landkreis Blumenthal)), Tischler, wegen antinazistischer Betätigung im kommunistischen Untergrund am 29. März 1943 festgenommen, am 13. Oktober 1944 vom Volksgerichtshof wegen „Zersetzungsarbeit“ zum Tode verurteilt und im Zuchthaus Brandenburg-Görden durch das Fallbeil hingerichtet.
- 20. November 1944: Ferdinand Thomas (* 30. April 1913 in Heidelberg), Angestellter, wegen antinazistischer Betätigung im kommunistischen Untergrund am 19. Juli 1944 festgenommen, am 4. Oktober 1944 vom Volksgerichtshof zum Tode verurteilt und im Zuchthaus Brandenburg-Görden hingerichtet.
- 20. November 1944: Willi Jungmittag (* 8. April 1908 in Stötteritz), KPD, wegen „Hochverrats“ angeklagt, am 7. September 1944 vom Volksgerichtshof zum Tode verurteilt und im Zuchthaus Brandenburg-Görden hingerichtet.
- 21. November 1944: Adolf Brachaczek (* 2. Juni 1895 in Wien), österreichischer Maschinist bei den Städtischen Gaswerken Wien und Widerstandskämpfer. Vom Volksgerichtshof am 27. September 1944 zum Tode verurteilt und im Landesgericht Wien hingerichtet.[204]
- 21. November 1944: Georg Holz (* 1888), wegen des Abhörens ausländischer Radiosendungen und der Verbreitung ihrer Meldungen festgenommen, vom Volksgerichtshof wegen Wehrkraftzersetzung und Feindbegünstigung zum Tode verurteilt und im Gefängnis Frankfurt-Preungesheim hingerichtet.
- 21. November 1944: Karl Kaluzik (* 1909), am 7. März 1944 zum Tode verurteilt, im Landgericht Wien hingerichtet.[205]
- 21. November 1944: Philipp Mann (* 1907), wegen des Abhörens ausländischer Radiosendungen und der Verbreitung ihrer Meldungen festgenommen, vom Volksgerichtshof wegen „Wehrkraftzersetzung und Feindbegünstigung“ zum Tode verurteilt und im Gefängnis Frankfurt-Preungesheim hingerichtet.
- 21. November 1944: Leopoldine Padaurek (* 1898 in Wien), Metallarbeiterin und Widerstandskämpferin (KPÖ), im Landgericht Wien hingerichtet.
- 21. November 1944: Willi Schütte (* 1895), am 14. Dezember 1942 zum Tode verurteilt, im Gefängnis Frankfurt-Preungesheim hingerichtet.
- 22. November 1944: Ernst Schmidtseifer (* 1918), am 7. Oktober 1944 zum Tode verurteilt und am 22. November 1944 im Gefängnis Frankfurt-Preungesheim hingerichtet.[206]
- 23. November 1944: Erna Wazinski (* 7. September 1925 in Ihlow), als „Volksschädling“ in Wolfenbüttel mit dem Fallbeil hingerichtet.
- 24. November 1944: Vera Cevinka (* 27. August 1905), Kanzleiangestellte, zum Tode verurteilt und in der Strafanstalt Berlin-Plötzensee mit dem Fallbeil hingerichtet.[207]
- 24. November 1944: Andrea Lucas (* 1. August 1924), Inhaftierte im Frauengefängnis Barnimstraße, Berlin, in der Strafanstalt Berlin-Plötzensee hingerichtet.[86]
- 25. November 1944: Erich Kraupner (* 17. Januar 1892 in Berlin), Kaufmann, in der Strafanstalt Berlin-Plötzensee hingerichtet.
- 26. November 1944: Helene Korth (* 17. April 1911), Inhaftierte im Frauengefängnis Barnimstraße, Berlin, in der Strafanstalt Berlin-Plötzensee hingerichtet.[86]
- 27. November 1944: Friedrich Aue (* 27. Juli 1896 in Dodendorf), Arbeiter, wegen regimefeindlicher Betätigung im Februar 1944 festgenommen, am 25. Oktober 1944 zum Tode verurteilt und im Zuchthaus Brandenburg-Görden hingerichtet.
- 27. November 1944: Hans Krüger (* 5. Juni 1904 in Berlin), Schlosser, wegen antinazistischer Äußerungen festgenommen, vom Volksgerichtshof zum Tode verurteilt und im Zuchthaus Brandenburg-Görden hingerichtet.
- 27. November 1944: Willi Sänger (* 21. Mai 1894 in Berlin), Arbeiter, wegen antinazistischer Betätigung im kommunistischen Untergrund am 6. Juli 1944 festgenommen, am 21. Oktober 1944 vom Volksgerichtshof zum Tode verurteilt und im Zuchthaus Brandenburg-Görden durch Enthaupten hingerichtet.
- 27. November 1944: Walter Siemund (* 20. Mai 1896 bei Bernau), Schlosser, Kommunist, wegen antinazistischer Betätigung am 26. März 1942 festgenommen, im September 1944 vom Volksgerichtshof zum Tode verurteilt und im Zuchthaus Brandenburg-Görden hingerichtet.
- 27. November 1944: Herbert Tschäpe (15. Januar 1913), Arbeiter, Kommunist, wegen Betätigung im kommunistischen Untergrund im Juli 1944 festgenommen, im Oktober 1944 vom Volksgerichtshof wegen Vorbereitung zum Hochverrat zum Tode verurteilt und im Zuchthaus Brandenburg-Görden hingerichtet.
- 27. November 1944: Heinz Drzymala (17. Februar 1918), deutscher Widerstandskämpfer, KPD-Mitglied und NS-Opfer. Wegen „Vorbereitung zum Hochverrat“ zum Tode verurteilt und im Zuchthaus Brandenburg-Görden hingerichtet
- 27. November 1944: Johannes Kreiselmaier (18. Februar 1892 in Oberndorf), deutscher Arzt, Widerstandskämpfer und NS-Opfer. wegen „Hochverrats, Feindbegünstigung und Wehrkraftzersetzung“ zum Tode verurteilt und im Zuchthaus Brandenburg-Görden hingerichtet.
- 30. November 1944: Elisabeth Charlotte Gloeden (* 9. Dezember 1903 in Köln), Juristin, wurde, weil sie den nach dem gescheiterten Umsturzversuch vom 20. Juli 1944 gesuchten General Fritz Lindemann versteckt hatte, festgenommen, vom Volksgerichtshof zum Tode verurteilt und in der Strafanstalt Berlin-Plötzensee durch Enthaupten hingerichtet.
- 30. November 1944: Erich Gloeden (* 23. August 1888 in Berlin), Architekt, wurde, weil er den nach dem gescheiterten Umsturzversuch vom 20. Juli 1944 gesuchten General Fritz Lindemann versteckt hatte, festgenommen, am 27. November 1944 vom Volksgerichtshof zum Tode verurteilt und in der Strafanstalt Berlin-Plötzensee durch Enthaupten hingerichtet.
- 30. November 1944: Jens Jessen (* 11. Dezember 1895 in Stoltelund bei Tingleff), Wirtschaftswissenschaftler, wegen Beteiligung am Umsturzversuch vom 20. Juli 1944 am 11. Oktober 1944 festgenommen, am 7. November 1944 vom Volksgerichtshof wegen „Nichtanzeige eines hochverräterischen Unternehmens“ zum Tode verurteilt und in der Strafanstalt Berlin-Plötzensee durch Hängen hingerichtet.
- 30. November 1944: Elisabeth Kuznitzky (* 22. Januar 1878), Hausfrau, wurde, weil sie den nach dem gescheiterten Umsturzversuch vom 20. Juli 1944 gesuchten General Fritz Lindemann versteckt hatte, festgenommen, vom Volksgerichtshof zum Tode verurteilt und in der Strafanstalt Berlin-Plötzensee durch Enthaupten hingerichtet.
- 30. November 1944: Libuse Bernsakov (* 9. März 1922), Inhaftierte im Frauengefängnis Barnimstraße, Berlin, in der Strafanstalt Berlin-Plötzensee hingerichtet.[208][86]
- 4. Dezember 1944: Alfred Jung (* 13. Juni 1908 in Berlin), Verwaltungsangestellter, wegen der Unterstützung französischer Kriegsgefangener im Juli 1944 festgenommen, am 31. Oktober vom Volksgerichtshof wegen Wehrkraftzersetzung und Vorbereitung zum Hochverrat zum Tode verurteilt und im Zuchthaus Brandenburg-Görden hingerichtet.
- 4. Dezember 1944: Paul Junius (* 10. Juli 1901 in Berlin), Tischler, wegen Betätigung im kommunistischen Untergrund am 13. Juli 1944 festgenommen, am 26. Oktober 1944 vom Volksgerichtshof zum Tode verurteilt und im Zuchthaus Brandenburg-Görden hingerichtet.
- 4. Dezember 1944: Gerhard Kaun (* 11. Juli 1911 in Weimar), kaufmännischer Angestellter, wegen antinazistischer Betätigung am 26. Juli 1944 festgenommen, im Oktober 1944 vom Volksgerichtshof zum Tode verurteilt und im Zuchthaus Brandenburg-Görden hingerichtet.
- 4. Dezember 1944: Kurt Schmidt (* 5. Oktober 1892 in Münster), Kaufmann, wegen kriegskritischer Äußerungen festgenommen, am 4. Dezember 1944 vom 6. Senat des Volksgerichtshofes zum Tode verurteilt und im Zuchthaus Brandenburg-Görden hingerichtet.
- 4. Dezember 1944: Helmut Wagner (* 22. Oktober 1911 in Weißenfels), wegen illegaler Zellen in der Nazi-Polizei und Wehrmacht am 8. Juli 1944 festgenommen, am 26. Oktober 1944 vom Volksgerichtshof zum Tode verurteilt und im Zuchthaus Brandenburg-Görden hingerichtet.[209]
- 5. Dezember 1944: Hanns Georg Heintschel-Heinegg (* 5. September 1919 in Knežičky, Tschechoslowakei), Lyriker, im Februar 1944 vom Volksgerichtshof zum Tode verurteilt und in Wien mit dem Fallbeil hingerichtet.
- 7. Dezember 1944: Wilhelm Blanke (* 29. Januar 1904 in Emmishofen/Kreuzlingen), Widerstandskämpfer, am 21. Juli 1944 vom Deutschen Militärgericht in Paris zum Tode verurteilt und im Zuchthaus Brandenburg-Görden hingerichtet.[210]
- 8. Dezember 1944: Ehrengard Frank-Schultz (* 23. März 1885 in Magdeburg), Diakonissin, wegen der Äußerung gegenüber einer Bekannten, dass sie es bedauere, dass das Attentat vom 20. Juli 1944 nicht geglückt sei und dass eine alliierte Herrschaft über Deutschland der NS-Herrschaft vorzuziehen sei, festgenommen, am 6. November 1944 vom Volksgerichtshof wegen „Wehrkraftzersetzung“ zum Tode verurteilt und in der Strafanstalt Berlin-Plötzensee mit dem Fallbeil hingerichtet.
- 8. Dezember 1944: Margarete Eder (* 4. November 1922), Inhaftierte im Frauengefängnis Barnimstraße, Berlin, in der Strafanstalt Berlin-Plötzensee hingerichtet.[86]
- 8. Dezember 1944: Helene Gotthold (* 31. Dezember 1896 in Dortmund als Helene Nieswand), Hausfrau, am 4. August 1944 vom 6. Senat des Volksgerichtshofes wegen „Wehrkraftzersetzung in Verbindung mit landesverräterischer Begünstigung des Feindes“ zum Tode verurteilt, da sie sich bis Dezember 1943 für die Vereinigung Internationaler Bibelforscher (Zeugen Jehovas) betätigt hatte, und in der Strafanstalt Berlin-Plötzensee mit dem Fallbeil hingerichtet.[211]
- 8. Dezember 1944: Elli Hatschek (* 2. Juli 1901 in Wetzlar), Hausfrau, wegen Spionage zugunsten der Sowjetunion im September 1943 festgenommen, vom Volksgerichtshof wegen „Wehrkraftzersetzung“ zum Tode verurteilt und in der Strafanstalt Berlin-Plötzensee hingerichtet.
- 8. Dezember 1944: Emma Hölterhoff (* 28. Mai 1904 in Homberg, Niederrhein), Hausfrau, denunziert wegen der Aufforderung an jüngere Männer, zu desertieren, falls sie an die Front kämen, am 8. November 1944 vom Volksgerichtshof wegen „Wehrkraftzersetzung“ zum Tode verurteilt und in der Strafanstalt Berlin-Plötzensee hingerichtet.
- 8. Dezember 1944: Ursula Lipke (* 15. Juli 1923), Inhaftierte im Frauengefängnis Barnimstraße, Berlin, in der Strafanstalt Berlin-Plötzensee hingerichtet.[86]
- 8. Dezember 1944: Henriette Meyer (* 1896), im Dezember 1943 wegen Betätigung als Zeugin Jehovas festgenommen, am 4. August 1944 vom 6. Senat des Volksgerichtshofes wegen „Wehrkraftzersetzung in Verbindung mit landesverräterischer Begünstigung des Feindes“ zum Tode verurteilt und in der Strafanstalt Berlin-Plötzensee mit dem Fallbeil hingerichtet.[211]
- 8. Dezember 1944: Margarete Näfe (* 20. März 1905 in Berlin), Hausfrau, Parteilos, wegen antinazistischer Betätigung (Zurverfügungstellung ihrer Wohnung für Treffen einer Widerstandsgruppe, Abhören ausländischer Radiosender, Verstecken und Versorgen von Juden) am 9. August 1943 festgenommen, am 3. November 1944 vom 2. Senat des Volksgerichtshofes wegen „Vorbereitung zum Hochverrat und Feindbegünstigung“ zum Tode verurteilt und in der Strafanstalt Berlin-Plötzensee mit dem Fallbeil hingerichtet.[212]
- 8. Dezember 1944: Luise Pakull (* 1895), Hausangestellte, am 4. August 1944 vom 6. Senat des Volksgerichtshofes wegen „Wehrkraftzersetzung in Verbindung mit landesverräterischer Begünstigung des Feindes“ zum Tode verurteilt, da sie sich bis Dezember 1943 für die Vereinigung Internationaler Bibelforscher (Zeugen Jehovas) betätigt hatte und in der Strafanstalt Berlin-Plötzensee mit dem Fallbeil hingerichtet.[211]
- 8. Dezember 1944: Erna Schmidt (* 12. Juni 1891), wegen kriegskritischer Äußerungen festgenommen, am 4. Dezember 1944 vom 6. Senat des Volksgerichtshofs zum Tode verurteilt und hingerichtet.
- 8. Dezember 1944: Elli Voigt (* 22. Februar 1912 in Berlin), Arbeiterin, wegen antinazistischer Betätigung im kommunistischen Untergrund festgenommen, im Oktober 1944 vom Volksgerichtshof wegen „Vorbereitung zum Hochverrat, Feindbegünstigung und Wehrkraftzersetzung“ zum Tode verurteilt und in der Strafanstalt Berlin-Plötzensee hingerichtet.
- 8. Dezember 1944: Else Woieciziech, am 4. August 1944 vom 6. Senat des Volksgerichtshofes wegen „Wehrkraftzersetzung in Verbindung mit landesverräterischer Begünstigung des Feindes“ zum Tode verurteilt, da sie sich bis Dezember 1943 für die Vereinigung Internationaler Bibelforscher (Zeugen Jehovas) betätigt hatte, und in der Strafanstalt Berlin-Plötzensee mit dem Fallbeil hingerichtet.[211]
- 11. Dezember 1944: Willi Bänsch (* 27. Februar 1908 in Berlin), Schlosser, wegen kommunistischer Aktivitäten (Verbreitung kommunistischer Literatur) in ein Erziehungslager eingewiesen, nach erfolgreicher Flucht am 12. November 1944 wieder festgenommen, am 1. Dezember 1944 zum Tode verurteilt und im Zuchthaus Brandenburg-Görden hingerichtet.
- 11. Dezember 1944: Wilhelm Hengeveld, am 4. August 1944 vom 6. Senat des Volksgerichtshofes wegen „Wehrkraftzersetzung in Verbindung mit landesverräterischer Begünstigung des Feindes“ zum Tode verurteilt, da er sich bis Dezember 1943 für die Vereinigung Internationaler Bibelforscher (Zeugen Jehovas) betätigt hatte, und im Zuchthaus Brandenburg-Görden mit dem Fallbeil hingerichtet.[211]
- 11. Dezember 1944: Richard Jänsch (* 23. Juni 1898 in Wolfshagen bei Altlandsberg), Zimmermann, Kommunist, wegen antinazistischer Betätigung (Bildung einer oppositionellen Gruppe, Abhören ausländischer Radioübertragungen, Versorgung von versteckten Juden mit Lebensmitteln) am 7. August 1943 festgenommen, am 3. November 1944 vom Volksgerichtshof zum Tode verurteilt und im Zuchthaus Brandenburg-Görden mit dem Fallbeil hingerichtet.
- 11. Dezember 1944: Franz Lahde (* 4. Oktober 1885), Fleischer, Kommunist, wegen antinazistischer Betätigung am 3. November 1944 vom Volksgerichtshof zum Tode verurteilt und hingerichtet.
- 11. Dezember 1944: Ernst Meyer (* 1893), am 4. August 1944 vom 6. Senat des Volksgerichtshofes wegen „Wehrkraftzersetzung in Verbindung mit landesverräterischer Begünstigung des Feindes“ zum Tode verurteilt, da er sich bis Dezember 1943 für die Vereinigung Internationaler Bibelforscher (Zeugen Jehovas) betätigt hatte, und im Zuchthaus Brandenburg-Görden mit dem Fallbeil hingerichtet.[211]
- 12. Dezember 1944: Raymond Dombret (* 1889), Werkmeister, Belgier, NSDAP-Mitglied, Ortsgruppenschulungsleiter, mit der Aufgabe betraut, im Angesicht des alliierten Vormarsches im Herbst 1944 Milchvieh reichseinwärts zu treiben, am 25. September 1944 beim Diebstahl von Wertgegenständen aus dem Gepäck einer Flüchtlingsfamilie in Aachen festgenommen, am 10. Oktober 1944 vom Sondergericht Aachen in Düren wegen Plünderung zum Tode verurteilt und im Gefängnis Frankfurt-Preungesheim hingerichtet.[213]
- 15. Dezember 1944: Maria Kluthe (* 3. Mai 1905), Inhaftierte im Frauengefängnis Barnimstraße, Berlin, in der Strafanstalt Berlin-Plötzensee hingerichtet.[86]
- 20. Dezember 1944: Caesar von Hofacker (* 11. März 1896 in Ludwigsburg), Offizier, als Teilnehmer am Umsturzversuch vom 20. Juli 1944 festgenommen, am 30. August 1944 vom Volksgerichtshof zum Tode verurteilt und in der Strafanstalt Berlin-Plötzensee durch Hängen hingerichtet.
- 20. Dezember 1944: Helene Knothe (* 1. September 1892), Krankenschwester, wegen gegen den Krieg gerichteter Äußerungen (Beschimpfung Hitlers und Ankündigung, dass ein Sturz der Nationalsozialisten bevorstehe) festgenommen, vom Volksgerichtshof am 23. November 1944 wegen „Wehrkraftzersetzung und Feindbegünstigung“ zum Tode verurteilt und in der Strafanstalt Berlin-Plötzensee hingerichtet.[214]
- 20. Dezember 1944: Carl Wentzel (* 9. Dezember 1876 in Brachwitz), Landwirt, wegen Beteiligung am Umsturzversuch vom 20. Juli 1944 am 30. Juli 1944 festgenommen, am 13. November 1944 vom Volksgerichtshof zum Tode verurteilt und in der Strafanstalt Berlin-Plötzensee durch Hängen hingerichtet.
- 23. Dezember 1944: Heinrich Brunner (* 26. April 1915), österreichischer Widerstandskämpfer und Partisan, vom Volksgerichtshof am 21. Dezember wegen „Hochverrats“ zum Tode verurteilt und im Landgericht Graz hingerichtet.[215]
- 23. Dezember 1944: Valentin Clementin (* 6. Dezember 1911), österreichischer Widerstandskämpfer und Partisan, vom Volksgerichtshof am 21. Dezember wegen „Hochverrats“ zum Tode verurteilt und im Landgericht Graz hingerichtet.[216]
- 23. Dezember 1944: Rosa Eberhard (* 25. März 1910), österreichische Widerstandskämpferin, vom Volksgerichtshof am 21. Dezember wegen „Hochverrats“ zum Tode verurteilt und im Landgericht Graz hingerichtet.
- 23. Dezember 1944: Margarete Jessernigg (* 10. Mai 1907), österreichische Widerstandskämpferin, vom Volksgerichtshof am 21. Dezember wegen „Hochverrats“ zum Tode verurteilt und im Landgericht Graz hingerichtet.
- 23. Dezember 1944: Maria Peskoller (* 5. Dezember 1902), österreichische Widerstandskämpferin, vom Volksgerichtshof am 21. Dezember wegen „Hochverrats“ zum Tode verurteilt und im Landgericht Graz hingerichtet.
- 23. Dezember 1944: Erich Ranacher (* 28. Februar 1923), österreichischer Widerstandskämpfer und Partisan, vom Volksgerichtshof am 21. Dezember wegen „Hochverrats“ zum Tode verurteilt und im Landgericht Graz hingerichtet.[217]
- 23. Dezember 1944: Josef Ribitsch (* 5. April 1908), österreichischer Widerstandskämpfer und Partisan, vom Volksgerichtshof am 21. Dezember wegen „Hochverrats“ zum Tode verurteilt und im Landgericht Graz hingerichtet.[218]
- 29. Dezember 1944: Elfriede Dzialles (* 30. April 1912), Inhaftierte im Frauengefängnis Barnimstraße, Berlin, in der Strafanstalt Berlin-Plötzensee hingerichtet.[86]

#### 1945
- 5. Januar 1945: Julius Leber (* 16. November 1891 in Biesheim), Politiker, ehemaliger SPD-Reichstagsabgeordneter. Er wurde am 5. Juli 1944 wegen illegaler politischer Betätigung festgenommen. Der Volksgerichtshof verurteilte ihn am 20. Oktober 1944 wegen Beteiligung an der Vorbereitung des Umsturzversuches vom 20. Juli 1944 zum Tode.
- 5. Januar 1945: Antonia Schweighart (* 15. Dezember 1888), Inhaftierte im Frauengefängnis Barnimstraße, Berlin, hingerichtet.[86]
- 5. Januar 1945: Marie Schweighart (* 9. Oktober 1886), Inhaftierte im Frauengefängnis Barnimstraße, Berlin, hingerichtet.[86]
- 8. Januar 1945: Karl Ladé (* 25. November 1909 in Berlin), Arbeiter, wegen Betätigung im antinazistischen Untergrund am 12. Juli 1944 festgenommen, am 20. November 1944 vom Volksgerichtshof zum Tode verurteilt und im Zuchthaus Brandenburg-Görden mit dem Fallbeil hingerichtet.
- 8. Januar 1945: Kurt Rühlmann, Arbeiter, wegen Betätigung im antinazistischen Untergrund am 12. Juli 1944 festgenommen, am 20. November 1944 vom Volksgerichtshof zum Tode verurteilt und im Zuchthaus Brandenburg-Görden mit dem Fallbeil hingerichtet.
- 8. Januar 1945: Stanislaus Szczygielski, Arbeiter, wegen Betätigung im antinazistischen Untergrund am 12. Juli 1944 festgenommen, am 20. November 1944 vom Volksgerichtshof zum Tode verurteilt und im Zuchthaus Brandenburg-Görden mit dem Fallbeil hingerichtet.
- 8. Januar 1945: Walter Zimmermann, Arbeiter, wegen Betätigung im antinazistischen Untergrund am 12. Juli 1944 festgenommen, am 20. November 1944 vom Volksgerichtshof zum Tode verurteilt und im Zuchthaus Brandenburg-Görden mit dem Fallbeil hingerichtet.
- 9. Januar 1945: Walter Caldonazzi (* 4. Juni 1916 in Mals/Südtirol), Forstingenieur, wegen antinazistischer Betätigung am 25. Februar 1944 festgenommen, am 28. Oktober 1944 vom Volksgerichtshof zum Tode verurteilt und im Landgericht Wien mit dem Fallbeil hingerichtet.[219]
- 9. Januar 1945: Ignaz Schuhmann (* 26. April 1909 in Hartheim), Tischler, wegen der Verbreitung antinazistischer Propaganda am 13. Juni 1944 zusammen mit Leopold Hilgarth festgenommen, am 3. November 1944 zum Tode verurteilt und im Landgericht Wien mit dem Fallbeil hingerichtet.
- 9. Januar 1945: Leopold Hilgarth (* 8. September 1895 in Seewiesen), Schuhmacher, wegen der Verbreitung antinazistischer Propaganda am 13. Juni 1944 zusammen mit Ignaz Schuhmann festgenommen, am 3. November 1944 zum Tode verurteilt und im Landgericht Wien mit dem Fallbeil hingerichtet.
- 11. Januar 1945: Georg Schumann (* 28. November 1886 in Reudnitz, Sachsen), Werkzeugmacher, wegen antinazistischer Betätigung im kommunistischen Untergrund im Sommer 1944 festgenommen, am 21. November 1944 vom Volksgerichtshof wegen „Vorbereitung zum Hochverrat, Feindbegünstigung und Wehrkraftzersetzung“ zum Tode verurteilt und in Dresden hingerichtet.
- 12. Januar 1945: Johanna Bandero (* 5. April 1920), Inhaftierte im Frauengefängnis Barnimstraße, Berlin, hingerichtet.[86]
- 12. Januar 1945: Auguste Haase (* 26. August 1899 in Schwiddern/Ostpreußen), Kommunistin, wegen antinazistischer Betätigung (Unterstützung von Zwangsarbeitern) am 3. August 1944 festgenommen, vom Volksgerichtshof am 7. Dezember 1944 zum Tode verurteilt und in der Strafanstalt Berlin-Plötzensee hingerichtet.
- 12. Januar 1945: Mathilde Hengeveld (* 6. Mai 1912 in Wald, Kreis Solingen), am 4. August 1944 vom 6. Senat des Volksgerichtshofes wegen „Wehrkraftzersetzung in Verbindung mit landesverräterischer Begünstigung des Feindes“ zum Tode verurteilt, da sie sich bis Dezember 1943 für die Vereinigung Internationaler Bibelforscher (Zeugen Jehovas) betätigt hatte, und in der Strafanstalt Berlin-Plötzensee mit dem Fallbeil hingerichtet.[211]
- 12. Januar 1945: Arthur Hoffmann (* 29. September 1900 im Weiler Neumannswaldau, Wichelsdorf), Arbeiter, Kommunist, aufgrund von Versuchen, die Arbeit in der Rüstungsindustrie zu stören, am 19. Juli 1944 festgenommen, am 23. November 1944 vom 2. Senat des Volksgerichtshofs in Dresden zum Tode verurteilt und in Dresden hingerichtet.
- 12. Januar 1945: Martha Heinrich (* 7. September 1916), Inhaftierte im Frauengefängnis Barnimstraße, Berlin, hingerichtet.[86]
- 12. Januar 1945: Karl Jungbluth (* 17. März 1903 in Hannover), Schriftsetzer, wegen Betätigung im kommunistischen Untergrund im Juli 1944 festgenommen, am 23. November vom Dresdener Volksgerichtshof zum Tode verurteilt und im Hof des Dresdener Landgerichtes hingerichtet.
- 12. Januar 1945: Richard Lehmann (* 28. Januar 1900 in Wien), wegen Betätigung im antinazistischen Widerstand im August 1944 festgenommen, am 24. November 1944 zum Tode verurteilt und in Dresden hingerichtet.
- 12. Januar 1945: Bozena Novakowa, Inhaftierte im Frauengefängnis Barnimstraße, Berlin, hingerichtet.[86]
- 12. Januar 1945: Gertrud Seele (* 22. September 1917 in Berlin), Krankenschwester, wegen regimekritischer Äußerungen 1944 festgenommen, am 6. Dezember 1944 vom Volksgerichtshof wegen „Wehrkraftzersetzung und Feindbegünstigung“ zum Tode verurteilt in der Strafanstalt Berlin-Plötzensee mit dem Fallbeil hingerichtet.
- 15. Januar 1945: Rupert Huber (* 1896), Buchdrucker, wegen antinazistischer Betätigung im Januar 1944 festgenommen, am 8. Dezember 1944 vom Volksgerichtshof zum Tode verurteilt und im Zuchthaus Brandenburg-Görden hingerichtet.
- 15. Januar 1945: Hans Hutzelmann (* 1906 in München), Maschinenschlosser, wegen antinazistischer Betätigung am 6. Januar 1944 festgenommen, am 8. Dezember 1944 vom Volksgerichtshof zum Tode verurteilt und im Zuchthaus Brandenburg-Görden hingerichtet.
- 15. Januar 1945: Adolf Friedrich von Schack (* 3. August 1888 in Sankt Goar), Offizier, wegen Beteiligung am Umsturzversuch vom 20. Juli 1944 am 21. Juli 1944 festgenommen, vom Volksgerichtshof am 12. Oktober 1944 zum Tode verurteilt und im Zuchthaus Brandenburg-Görden durch Erschießen hingerichtet.
- 15. Januar 1945: Hermann Schöne: (* 6. Mai 1888 in Kirchhain, Niederlausitz), Offizier, wegen Teilnahme am Umsturzversuch vom 20. Juli 1944 am 21. Juli 1944 festgenommen, vom Volksgerichtshof am 12. Oktober 1944 zum Tode verurteilt und im Zuchthaus Brandenburg-Görden hingerichtet.
- 19. Januar 1945: Frieda Frank (* 24. Juni 1907), Inhaftierte im Frauengefängnis Barnimstraße, Berlin, in der Strafanstalt Berlin-Plötzensee hingerichtet.[86]
- 19. Januar 1945: Anna Pollert (* 1899), Inhaftierte im Frauengefängnis Barnimstraße, Berlin, in der Strafanstalt Berlin-Plötzensee hingerichtet.[86]
- 19. Januar 1945: Anna Rupp (* 27. Oktober 1921), Inhaftierte im Frauengefängnis Barnimstraße, Berlin, in der Strafanstalt Berlin-Plötzensee hingerichtet.[220]
- 23. Januar 1945: Eugen Bolz (* 15. Dezember 1881 in Rottenburg am Neckar), Politiker, wegen Beteiligung am Umsturzversuch vom 20. Juli 1944 am 12. August 1944 festgenommen, am 21. Dezember 1944 vom Volksgerichtshof zum Tode verurteilt und in der Strafanstalt Berlin-Plötzensee durch Enthaupten hingerichtet.
- 23. Januar 1945: Reinhold Frank (* 23. Juli 1896 in Bachhaupten), Rechtsanwalt, wegen Beteiligung am Umsturzversuch vom 20. Juli 1944 festgenommen, am 12. Januar 1945 vom Volksgerichtshof wegen Hoch- und Landesverrats zum Tode verurteilt und in der Strafanstalt Berlin-Plötzensee durch Hängen hingerichtet.
- 23. Januar 1945: Nikolaus Groß (* 30. September 1898 in Niederwenigern, heute Hattingen), Bergmann, Gewerkschafter, aufgrund seiner Teilnahme am Umsturzversuch vom 20. Juli 1944 am 12. August 1944 festgenommen, am 15. Januar 1945 vom Volksgerichtshof zum Tode verurteilt und in der Strafanstalt Berlin-Plötzensee durch Hängen hingerichtet.
- 23. Januar 1945: Theodor Haubach (* 15. September 1896 in Frankfurt am Main), Journalist, im Herbst 1944 festgenommen, vom Volksgerichtshof zum Tode verurteilt und in der Strafanstalt Berlin-Plötzensee hingerichtet.
- 23. Januar 1945: Hermann Kaiser (* 31. Mai 1885 in Remscheid), Studienrat, Hauptmann im Stab des Chefs der Heeresleitung und Befehlshabers des Ersatzheeres, wegen Beteiligung am Umsturzversuch vom 20. Juli 1944, am 17. Januar 1945 vom Volksgerichtshof zum Tode verurteilt und in der Strafanstalt Berlin-Plötzensee hingerichtet.[221]
- 23. Januar 1945: Helmuth James von Moltke (* 11. März 1907 in Kreisau), Kreisauer Kreis, als Oppositioneller gegen den NS-Staat in der Strafanstalt Berlin-Plötzensee wegen „Hochverrats“ hingerichtet.
- 23. Januar 1945: Erwin Planck (* 12. März 1893 in Charlottenburg), Offizier und Wirtschaftsfunktionär, wegen Beteiligung am Staatsstreichversuch vom 20. Juli 1944 im Oktober 1944 vom Volksgerichtshof zum Tode verurteilt und in der Strafanstalt Berlin-Plötzensee durch Hängen hingerichtet.
- 23. Januar 1945: Ludwig Schwamb (* 30. Juli 1890 in Undenheim), Verwaltungsbeamter, wegen Beteiligung am Umsturzversuch vom 20. Juli 1944 am 23. Juli 1944 festgenommen, am 13. Januar 1945 vom Volksgerichtshof zum Tode verurteilt und in der Strafanstalt Berlin-Plötzensee durch Hängen hingerichtet.
- 23. Januar 1945: Franz Sperr (* 12. Februar 1878 in Karlstadt am Main), Jurist, wegen Mitwisserschaft des Attentatsplanes auf Hitler am 20. Juli 1944 und Nichtanzeige desselben am 28. Juli 1944 festgenommen, am 11. Januar 1945 vom Volksgerichtshof zum Tode verurteilt und in der Strafanstalt Berlin-Plötzensee durch Hängen hingerichtet.
- 23. Januar 1945: Busso Thoma (* 31. Oktober 1899 in St. Blasien-Immeneich, Schwarzwald), Kaufmann, wegen Beteiligung am Umsturzversuch vom 20. Juli 1944 am 14. September 1944 festgenommen, am 17. Januar 1945 vom Volksgerichtshof zum Tode verurteilt und in der Strafanstalt Berlin-Plötzensee durch Hängen hingerichtet.
- 24. Januar 1945: Heinrich Dalla Rosa (* 16. Februar 1909 in Lana/Südtirol), Priester, wegen „Wehrkraftzersetzung“ am 23. November 1944 verurteilt und am 24. Jänner 1945 im Landgericht Wien hingerichtet.[219]
- 26. Januar 1945: Elisabeth Mill (* 6. November 1897), Schneiderin, wegen kriegskritischer Äußerungen festgenommen, zum Tode verurteilt und hingerichtet.
- 29. Januar 1945: Karl Holzfäller (* 5. Februar 1884 in Köln), Steinmetz, am 5. Januar 1945 vom Volksgerichtshof wegen „Wehrkraftzersetzung, Feindbegünstigung und Vorbereitung zum Hochverrat“ zum Tode verurteilt und im Zuchthaus Brandenburg-Görden hingerichtet.
- 29. Januar 1945: Wilhelm Käß (* 3. April 1915 in Würzburg), Kellner, am 20. Dezember 1944 vom Volksgerichtshof wegen „Vorbereitung zum Hochverrat, Wehrkraftzersetzung und Feindbegünstigung“ zum Tode verurteilt und im Zuchthaus Brandenburg-Görden hingerichtet.
- 29. Januar 1945: Hans Leipelt (* 18. Juli 1921 in Wien), Chemiker, wegen des Abhörens feindlicher Rundfunksender und des Sammelns für Hinterbliebene von hingerichteten Regimegegnern festgenommen, am 13. Oktober 1944 in Donauwörth vom Volksgerichtshof wegen „Wehrkraftzersetzung und Feindbegünstigung“ zum Tode verurteilt und in München-Stadelheim durch das Fallbeil hingerichtet.
- 29. Januar 1945: Otto Kroeger (* 27. April 1910 in Międzyrzecz), deutscher Widerstandskämpfer und NS-Opfer, am 14. September 1944 vom Volksgerichtshof zum Tode verurteilt und im Zuchthaus Brandenburg-Görden hingerichtet.
- 29. Januar 1945: Josef Losch (* 26. Oktober 1900 in Rottendorf), katholischer Priester, wegen „Wehrkraftzersetzung und Feindbegünstigung“ am 24. November 1944 vom Volksgerichtshof zum Tode verurteilt und in der Strafanstalt Berlin-Plötzensee mit dem Fallbeil hingerichtet.
- 30. Januar 1945: Marcel van Holder (* 1921), Autolackierer, Belgier (Flame), im Juli 1944 in Wiesbaden festgenommen, nachdem er geäußert hatte, im Falle eines amerikanischen Waffenabwurfes für die Fremdarbeiter in Deutschland als Partisan gegen diese zu kämpfen, sowie aufgrund der Verbreitung der Meldungen ausländischer Nachrichtensender, am 13. Dezember 1944 vom 3. Senat des Volksgerichtshofs wegen Wehrkraftzersetzung zum Tode verurteilt und im Strafgefängnis Frankfurt-Preungesheim hingerichtet.[222]
- 30. Januar 1945: Wilhelm Martinke (* 12. Oktober 1909 in Berlin), im Zuchthaus Sonnenburg erschossen.
- 30. Januar 1945: Karl Fübinger (* 23, November 1900 in Hof), im Zuchthaus Brandenburg-Görden hingerichtet.
- 2. Februar 1945: Alfred Delp (* 15. September 1907 in Mannheim), als Mitglied des Kreisauer Kreises vom Volksgerichtshof wegen „Hoch- und Landesverrats“ zum Tode verurteilt und in der Strafanstalt Berlin-Plötzensee durch Hängen hingerichtet.
- 2. Februar 1945: Carl Friedrich Goerdeler, wegen Beteiligung am Umsturzversuch vom 20. Juli 1944 vom Volksgerichtshof wegen „Hochverrats“ zum Tode verurteilt und in der Strafanstalt Berlin-Plötzensee durch Hängen hingerichtet.
- 2. Februar 1945: Gustav Heisterman von Ziehlberg (* 10. Dezember 1898 in Inowrazlaw), Offizier, nachdem er den Befehl, einen ihm unterstehenden Offizier zu verhaften, nicht ausgeführt hatte, am 21. November 1944 vom Reichskriegsgericht wegen „Ungehorsams im Felde“ zum Tode verurteilt und in der Erschießungssätte Ruhrleben durch Erschießen hingerichtet.
- 2. Februar 1945: Elisabeth Kliß (* 11. Juni 1909 in Königshütte), Hochstaplerin, wegen des Absingens der Internationale während einer Gefängnisstrafe, die sie seit 1941 absaß, sowie wegen der Verbreitung kommunistischer Propaganda unter ihren Mithäftlingen, wegen „Vorbereitung zum Hochverrat, Feindbegünstigung und Verstoßes gegen § 5 der Kriegssonderstrafrechtsverordnung “ am 9. Januar 1945 vom Volksgerichtshof zum Tode verurteilt und in der Strafanstalt Berlin-Plötzensee hingerichtet.[223]
- 2. Februar 1945: Johannes Popitz, als Oppositioneller gegen das NS-System am 3. Oktober 1944 durch den Volksgerichtshof im Zusammenhang mit dem Umsturzversuch vom 20. Juli 1944 zum Tode verurteilt und in der Strafanstalt Berlin-Plötzensee durch Hängen hingerichtet.
- 2. Februar 1945: Ina Weyergang (* 23. Mai 1909), Inhaftierte im Frauengefängnis Barnimstraße, Berlin, in der Strafanstalt Berlin-Plötzensee hingerichtet.[86]
- 5. Februar 1945: Hermann Danz (* 18. Oktober 1906 in Niederschelderhütte (Rheinland-Pfalz)), Arbeiter, wegen Betätigung im kommunistischen Untergrund am 9. Juli 1944 festgenommen, am 1. November 1944 vom Volksgerichtshof zum Tode verurteilt und im Zuchthaus Brandenburg-Görden hingerichtet.
- 5. Februar 1945: Theodor Neubauer (* 12. Dezember 1890 in Ermschwerd (heute Witzenhausen an der Werra)), Soziologe, wegen antinazistischer Betätigung im kommunistischen Untergrund am 14. Juli 1944 festgenommen, am 8. Januar 1945 vom Volksgerichtshof wegen Vorbereitung zum Hochverrat und Feindbegünstigung zum Tode verurteilt und im Zuchthaus Brandenburg-Görden hingerichtet.
- 5. Februar 1945: Friedrich Rödel (* 18. April 1888 in Witzleshofen), Arbeiter, wegen antinazistischer Betätigung im kommunistischen Untergrund im Juli 1944 festgenommen, am 1. November 1944 vom Volksgerichtshof zum Tode verurteilt und im Zuchthaus Brandenburg-Görden hingerichtet.
- 5. Februar 1945: Johann Schellheimer (* 18. Februar 1899 in Höchst), Arbeiter, wegen antinazistischer Betätigung im Juli 1944 festgenommen, im November 1944 zum Tode verurteilt und im Zuchthaus Brandenburg-Görden hingerichtet.
- 5. Februar 1945: Martin Schwantes (* 20. August 1904 in Drengfurth bei Rastenburg/Ostpreußen), Lehrer, wegen Betätigung im kommunistischen Untergrund 1944 festgenommen, zum Tode verurteilt und im Zuchthaus Brandenburg-Görden hingerichtet.
- 6. Februar 1945: Wilhelm Walter, wegen Vorbereitung zum Hochverrat zum Tode verurteilt und mit dem Fallbeil hingerichtet.[224]
- 19. Februar 1945: Max Borrack (* 11. August 1901), Arbeiter, im April 1944 wegen des Verdachts des Kontakts zum kommunistischen Widerstand gegen das NS-System festgenommen, wegen „Vorbereitung zum Hochverrat in erschwerter Form“ sowie Wehrkraftzersetzung zum Tode verurteilt, weil er dem Kommunisten Hinze Unterkunft und Begünstigung gewährt hatte, und im Zuchthaus Brandenburg-Görden hingerichtet.
- 19. Februar 1945: Werner Etter (* 1. November 1913 in Hamburg), orthopädischer Schuhmacher, wegen antinazistischer Betätigung festgenommen, am 9. Januar 1945 vom Volksgerichtshof wegen „Vorbereitung zum Hochverrat, Feindbegünstigung und Wehrkraftzersetzung“ zum Tode verurteilt und im Zuchthaus Brandenburg-Görden mit dem Fallbeil hingerichtet.
- 23. Februar 1945: Marie Schäfer (* 2. September 1880), wegen antinazistischer Äußerungen (sie erklärte, das Volk müsste gegen die NS-Regierung aufstehen und, dass die einfachen Leute es im Falle einer Kriegsniederlage nicht schlecht hätten; außerdem bedauerte sie das Misslingen des Attentats vom 20. Juli 1944) festgenommen, am 26. Januar 1945 vom Volksgerichtshof wegen „Wehrkraftzersetzung“ zum Tode verurteilt und in der Strafanstalt Berlin-Plötzensee mit dem Fallbeil hingerichtet.[225]
- 26. Februar 1945: Willi Heinze (* 29. März 1910 in Berlin), Arbeiter, wegen antinazistischer Betätigung im kommunistischen Untergrund festgenommen, zum Tode verurteilt und im Zuchthaus Brandenburg-Görden hingerichtet.
- 26. Februar 1945: Wilhelm Selke (* 29. April 1893 in Kröpelin), Buchbinder, wegen antinazistischer Betätigung im kommunistischen Untergrund im August 1944 festgenommen, am 18. Januar 1945 vom Volksgerichtshof zum Tode verurteilt und im Zuchthaus Brandenburg-Görden durch das Fallbeil hingerichtet.
- 26. Februar 1945: Gustav Tellgmann (* 22. Oktober 1891 in Weida), Offizier, wegen antinazistischer Äußerungen festgenommen, vom Volksgerichtshof am 18. Januar 1945 zum Tode verurteilt und im Zuchthaus Brandenburg-Görden hingerichtet.
- 26. Februar 1945: Hedwig Hartung (* 12. Januar 1914 Berlin), bei der Widerstandsgruppe „Neu Beginnen“ aktiv, vom Volksgerichtshof zum Tode verurteilt und im Zuchthaus Brandenburg-Görden hingerichtet.
- 1. März 1945: Fritz Goerdeler (* 6. März 1886 in Schneidemühl), Jurist, wegen Beteiligung am Umsturzversuches vom 20. Juli 1944 am 23. Februar 1945 zum Tode verurteilt und in der Strafanstalt Berlin-Plötzensee durch Hängen hingerichtet.
- 1. März 1945: Franz Leuninger (* 28. Dezember 1898 in Mengerskirchen), Gewerkschafter, wegen antinazistischer Betätigung am 26. September 1944 festgenommen, am 26. Februar vom Volksgerichtshof zum Tode verurteilt und in der Strafanstalt Berlin-Plötzensee durch Hängen hingerichtet.
- 1. März 1945 Fritz Voigt (* 18. November 1882 in Trebra), Bauarbeiter und Sozialdemokrat, wegen antinazistischer Betätigung nach dem Umsturzversuch vom 20. Juli 1944 festgenommen, am 26. Februar 1945 vom Volksgerichtshof zum Tode verurteilt und in der Strafanstalt Berlin-Plötzensee durch Hängen hingerichtet.
- 1. März 1945: Oswald Wiersich (* 1. September 1882 in Breslau), Gewerkschafter, gehörte zum Widerstandskreis um Ludwig Beck. Nach dem Attentat vom 20. Juli 1944 wurde er am 22. August festgenommen und am 26. Februar 1945 zusammen mit Franz Leuninger und Fritz Voigt vom Volksgerichtshof zum Tode verurteilt und in der Strafanstalt Berlin-Plötzensee durch Hängen hinrichtet.
- 4. März 1945: Arthur Nebe, ehemaliger Chef der deutschen Kriminalpolizei, wegen Beteiligung am Umsturzversuch vom 20. Juli 1944 am 2. März 1945 wegen „Hochverrats“ vom Volksgerichtshof zum Tode verurteilt und vermutlich in der Strafanstalt Berlin-Plötzensee durch Hängen hingerichtet.[226][227]
- 5. März 1945: Hasso von Boehmer (* 9. August 1904 in Groß-Lichterfelde), Offizier, wegen Beteiligung am Umsturzversuch vom 20. Juli 1944 festgenommen, am 5. März 1945 vom Volksgerichtshof zum Tode verurteilt und in der Strafanstalt Berlin-Plötzensee hingerichtet.
- 5. März 1945: Franz Kempner (* 19. Oktober 1879 in Bromberg), Staatsbeamter, wegen Beteiligung am Umsturzversuch vom 20. Juli 1944 festgenommen, am 12. Januar 1945 vom Volksgerichtshof wegen Hochverrats zum Tode verurteilt und in der Strafanstalt Berlin-Plötzensee mit dem Fallbeil hingerichtet.
- 6. März 1945: Jakob Nester (* 1905), Kommunist, im Juli 1944 wegen des Abhörens ausländischer Radiosender und Weiterverbreitens ihrer Meldungen festgenommen, am 13. Dezember 1944 wegen Hochverrats, Wehrkraftzersetzung und Rundfunkverbrechen zum Tode verurteilt und im Strafgefängnis Preungesheim hingerichtet.[228]
- 9. März 1945: Hedwig Gernsdorf (* 26. Januar 1896), Inhaftierte im Frauengefängnis Barnimstraße, Berlin, in der Strafanstalt Berlin-Plötzensee hingerichtet.[86]
- 9. März 1945: Edeltraud Sass (* 20. März 1920), Inhaftierte im Frauengefängnis Barnimstraße, Berlin, in der Strafanstalt Berlin-Plötzensee hingerichtet.[86]
- 12. März 1945: Friedrich Fromm (* 8. Oktober 1888 in Charlottenburg), Offizier, nach dem Umsturzversuch vom 20. Juli 1944 festgenommen, vom Volksgerichtshof wegen „Feigheit vor dem Feind“ zum Tode verurteilt und im Zuchthaus Brandenburg-Görden erschossen.
- 12. März 1945: Heinz Priess (* 2. April 1920 in Hamburg), Arbeiter, wegen der Unterbringung polizeilich gesuchter Personen im Oktober 1942 und erneut am 19. Juni 1944 festgenommen, im Oktober 1944 zum Tode verurteilt und im Zuchthaus Brandenburg-Görden hingerichtet.
- 18. März 1945: Hermann Berndes (* 29. Oktober 1889 in Ober-Ingelheim), Offizier, als Volkssturmführer in Ingelheim am 17. März 1945 wegen der Veröffentlichung eines Aufrufes zur Vermeidung unnötiger Kampfhandlungen festgenommen, von einem Kriegsgericht zum Tode verurteilt und durch Hängen hingerichtet.
- 19. März 1945: Cäsar Horn (* 18. Mai 1914 in Berlin), kaufmännischer Angestellter, Kommunist, warb unter Wehrmachtsangehörigen für das NKFD und verbreitete kriegsfeindliche Flugblätter, am 19. Juli 1944 festgenommen, am 23. Januar 1945 zum Tode verurteilt und im Zuchthaus Brandenburg-Görden mit dem Fallbeil hingerichtet.
- 19. März 1945: Stanislaus Peplinski (* 16. April 1909 in Wiescherhöfen (Hamm)), Landarbeiter, wegen antinazistischer Betätigung am 16. April 1944 festgenommen, im Februar 1945 wegen „Hochverrats“ zum Tode verurteilt und im Zuchthaus Brandenburg-Görden mit dem Fallbeil hingerichtet.
- 19. März 1945: Jakob Schultheis (* 4. September 1891 in Speyer), Maler, 1944 wegen der Unterstützung der Familien inhaftierter Kommunisten festgenommen, im Februar 1945 in Potsdam zum Tode verurteilt und im Zuchthaus Brandenburg-Görden durch Enthaupten hingerichtet.
- 19. März 1945: Irmgard Voigt (* 7. November 1924), Inhaftierte im Frauengefängnis Barnimstraße, Berlin, in der Strafanstalt Berlin-Plötzensee hingerichtet.[86]
- 22. März 1945: Hermann Klepell (* 19. Juni 1918 in Wien), Student, am 28. Oktober 1944 vom Volksgerichtshof wegen Vorbereitung zum Hochverrat zum Tode verurteilt und im Wiener Landgericht hingerichtet.[219]
- 22. März 1945: Karl Krumpl (* 27. September 1909 in Sankt Veit an der Glan), Politiker, am 11. August 1944 vom Volksgerichtshof wegen Vorbereitung zum Hochverrat zum Tode verurteilt und im Wiener Landgericht hingerichtet.[219]
- 22. März 1945: Heinrich Maier (* 16. Februar 1908 in Großweikersdorf), Theologe, am 28. März 1944 wegen antinazistischer Betätigung festgenommen, am 28. Oktober 1944 vom Volksgerichtshof wegen „Vorbereitung zum Hochverrat“ zum Tode verurteilt und im Wiener Landgericht mit dem Fallbeil hingerichtet.[219]
- 22. März 1945: Ernst Ortner (* 1. September 1914 in Innsbruck), wegen antinazistischer Tätigkeit Mitte 1943 festgenommen, am 11. August 1944 zum Tode verurteilt und im Wiener Landgericht hingerichtet.
- 22. März 1945: Josef Wyhnal (* 22. Februar 1903 in Wien), Mediziner, am 28. Oktober 1944 vom Volksgerichtshof wegen Vorbereitung zum Hochverrat zum Tode verurteilt und im Wiener Landgericht hingerichtet.[219]
- 23. März 1945: Drei junge Soldaten werden am alten Wasserwerk Bensheim wegen angeblicher Fahnenflucht hingerichtet.[229][230]
- 28. März 1945: Gustav Boecker (* 16. August 1910 in Frankfurt), Radiomechaniker, am 20. Dezember 1944 vom Volksgerichtshof der „Vorbereitung zum Hochverrat, Wehrkraftzersetzung und Feindbegünstigung“ für schuldig befunden, zum Tode verurteilt und im Zuchthaus Brandenburg-Görden hingerichtet.
- 28. März 1945: Friedel Heymann (* 9. August 1919 in Königstein, Taunus) war Leutnant der Artillerie. Er wurde in den letzten Kriegstagen Opfer eines Endphaseverbrechens und als verwundeter Soldat wegen angeblicher Fahnenflucht von einem Standgericht zum Tod durch Erhängen verurteilt. Die Hinrichtung Heymanns fand öffentlich am 28. März 1945 gegen 9 Uhr in der Herstallstraße in Aschaffenburg statt. Dazu wurde ein provisorisches Gerüst errichtet, das Reklameschild eines Cafés diente zur Befestigung des Strickes. Kurz vor der Hinrichtung wurde Heymann degradiert (seine Schulterstücke wurden abgerissen) und vom Kampfkommandanten Emil Lamberth als „Feigling und Verräter“ beschimpft. Der Ermordete blieb zur Abschreckung sieben Tage lang hängen.
- 28. März 1945: Georg Lehnig (* 15. März 1907 in Lichtenberg bei Berlin), Arbeiter, wegen Betätigung im kommunistischen Untergrund im April 1944 festgenommen, am 11. Januar 1945 vom Volksgerichtshof zum Tode verurteilt und im Zuchthaus Brandenburg-Görden hingerichtet.
- April 1945: Wilhelm Bösch, Arbeiter, wegen Betätigung im antinazistischen Widerstand festgenommen, zum Tode verurteilt und in der Strafanstalt Berlin-Plötzensee hingerichtet.
- April 1945: Richard Klotzbücher, Arbeiter, wegen Betätigung im antinazistischen Widerstand festgenommen, zum Tode verurteilt und in der Strafanstalt Berlin-Plötzensee hingerichtet.
- April 1945: Otto Ernst Lang, Arbeiter, wegen Betätigung im antinazistischen Widerstand festgenommen, zum Tode verurteilt und in der Strafanstalt Berlin-Plötzensee hingerichtet.
- April 1945: Wilhelm Leist, Arbeiter, wegen Betätigung im antinazistischen Widerstand festgenommen, zum Tode verurteilt und in der Strafanstalt Berlin-Plötzensee hingerichtet.
- April 1945: Karl Müller, Arbeiter, wegen Betätigung im antinazistischen Widerstand festgenommen, zum Tode verurteilt und in der Strafanstalt Berlin-Plötzensee hingerichtet.
- April 1945: Gustav Sadranowski, Arbeiter, wegen Betätigung im antinazistischen Widerstand festgenommen, zum Tode verurteilt und in der Strafanstalt Berlin-Plötzensee hingerichtet.
- 5. April 1945: Wilhelm Gräfer (* 8. Oktober 1885 in Bad Gandersheim), Bürgermeister von Lemgo, wegen Verhandlungen mit den auf seine Stadt anrückenden amerikanischen Truppen von einem Standgericht zum Tode verurteilt, durch Erschießen hingerichtet und anschließend aufgehängt.
- 8. April 1945: Karl Biedermann (* 11. August 1890 in Miskolc, Ungarn), Offizier, wegen der Beteiligung an Versuchen, Kämpfe um die Stadt Wien zu verhindern, am 6. April 1945 festgenommen und von einem Standgericht zum Tode verurteilt, zwei Tage später öffentlich am Floridsdorfer Spitz in Wien gehängt.
- 8. April 1945: Alfred Huth (* 30. August 1918 in Wien), Offizier, wegen der Beteiligung an Versuchen, Kämpfe um die Stadt Wien zu verhindern, am 6. April 1945 festgenommen und von einem Standgericht freigesprochen. Am 8. April 1945 von einem SS- und Polizeigericht zum Tode verurteilt und öffentlich am Floridsdorfer Spitz in Wien gehängt.
- 8. April 1945: Rudolf Raschke (* 21. Juni 1923 in Penk, Kärnten), Offizier, wegen der Beteiligung an Versuchen, Kämpfe um die Stadt Wien zu verhindern, am 6. April 1945 festgenommen und von einem Standgericht freigesprochen. Am 8. April 1945 von einem SS- und Polizeigericht zum Tode verurteilt und öffentlich am Floridsdorfer Spitz in Wien gehängt.
- 8. April 1945: Herbert Susel (* 11. April 1910, Obergefreiter), vom fliegenden Standgericht Major Helm wegen Fahnenflucht zum Tod verurteilt.[231]
- 9. April 1945: Ludwig Gehre (* 5. Oktober 1895 in Düsseldorf), Offizier, als Teilnehmer der Verschwörung um den Umsturzversuch vom 20. Juli 1944 am 9. November 1944 festgenommen, von einem SS-Standgericht unter Otto Thorbeck zum Tode verurteilt und zusammen mit Dietrich Bonhoeffer im KZ Flossenbürg durch Hängen hingerichtet.
- 9. April 1945: Dietrich Bonhoeffer (* 4. Februar 1906 in Breslau), lutherischer Theologe und Widerstandskämpfer gegen den Nationalsozialismus; am 5. April 1943 verhaftet, von einem SS-Standgericht unter Otto Thorbeck zum Tode verurteilt und zusammen mit anderen Widerstandskämpfern im KZ Flossenbürg durch Hängen hingerichtet.
- 9. April 1945: Ewald von Kleist-Schmenzin (22. März 1890 auf Gut Dubberow), Landwirt und Politiker, als Oppositioneller gegen den NS-Staat im Zusammenhang mit dem 20. Juli 1944 festgenommen, vom Volksgerichtshof zum Tode verurteilt und in der Strafanstalt Berlin-Plötzensee mit dem Fallbeil hingerichtet.
- 9. April 1945: Karl Sack (* 9. Juni 1896 in Bosenheim), Jurist, wegen Beteiligung am Umsturzversuch vom 20. Juli 1944 am 8. August 1944 festgenommen, am 5. April 1945 von einem SS-Standgericht wegen Hochverrats zum Tode verurteilt und im KZ Flossenbürg durch Hängen hingerichtet.
- 9. April 1945: Theodor Strünck (* 7. April 1895 in Pries), Rechtsanwalt, Offizier, wegen antinazistischer Betätigung am 1. August 1944 festgenommen, am 10. Oktober 1944 vom Volksgerichtshof zum Tode verurteilt und im KZ Flossenbürg durch Hängen hingerichtet.
- 10. April 1945: Walter Homann (* 15. Januar 1906 in Berlin), Schlosser, wegen Betätigung im antinazistischen Widerstand am 28. Februar 1945 festgenommen, am 21. März 1945 vom Berliner Kammergericht zum Tode verurteilt und in der Strafanstalt Berlin-Plötzensee hingerichtet.
- 10. April 1945: Wilhelm Leist (* 2. Januar 1899 in Berlin), Schlosser, wegen Betätigung in der Saefkow-Jacob-Bästlein-Organisation vom Berliner Kammergericht zum Tode verurteilt und in der Strafanstalt Berlin-Plötzensee hingerichtet.
- 15. April 1945: Anton Granig (* 17. September 1901 in Mitten im Mölltal), österreichischer Pfarrer, im Hof des Gefängnisses von Stein an der Donau erschossen.
- 15. April 1945: Kapistran Pieller (* 30. September 1891 in Wien), österreichischer Franziskaner, wegen der Verbreitung antinazistischer Flugblätter im August 1943 festgenommen, im August 1944 zum Tode verurteilt und in der Haftanstalt in Stein an der Donau (Justizanstalt Stein) erschossen.
- 15. April 1945: Angelus Steinwender (* 14. März 1895 in Maria Lankowitz, Steiermark), Geistlicher, am 6. Juli 1943 festgenommen, am 11. August 1944 zum Tode verurteilt und in Stein an der Donau erschossen.
- 15. April 1945: Franz Bernthaler (* 26. Oktober 1889 in Zwein), österreichischer Lehrer, in Stein an der Donau erschossen.
- 15. April 1945: Georg Leichtmann (* 9. September 1893 in Berlin), am 24. März 1945 wurde er vom Sonderstrafsenat beim Kammergericht Berlin zum Tode verurteilt und in der Strafanstalt Berlin-Plötzensee hingerichtet.
- 18. April 1945: Robert Limpert (* 15. Juli 1925 in Ansbach), Schüler, wegen der Beschädigung einer militärischen Kommunikationsleitung festgenommen, von einem Standgericht zum Tode verurteilt und in Ansbach durch Hängen hingerichtet.
- 19. April 1945: Karl von Dewitz-Krebs (* 6. August 1887 in Berlin), Offizier, forderte als Kriegsgefangener der Jugoslawen deutsche Offiziere auf, ihre Stellungen zu räumen, nach der Übergabe an deutsche Stellen vom Reichskriegsgericht zum Tode verurteilt und in Torgau durch Erschießen hingerichtet.
- 20. April 1945: Adalbert Kapperer, Leutnant. Er wurde in der Nacht vom 20. zum 21. April 1945 in Prebuz (Frühbuß), einem kleinen Ort nördlich von Karlsbad, zum Tod verurteilt, das Urteil wurde sofort vollstreckt. Ihm wurde vorgeworfen, er hätte einen Befehl nicht befolgt – tatsächlich hatte er ihn nicht erhalten. Ein Major namens Erwin Helm war Gerichtsherr und Bruno Bähr war Vorsitzender des Standgerichts.[232]
- 20. April 1945: Reinhold Franznick, Soldat, wegen der Unterstützung von Kriegsgefangenen festgenommen, von einem Feldgericht zum Tode verurteilt und in Brottewitz erschossen.
- 20. April 1945: Ernst Hampel, Mitglied der Etter-Rose-Hampel-Gruppe, im Zuchthaus Brandenburg-Görden hingerichtet.
- 20. April 1945: Paul Hinze (* 10. August 1906 in Letschin), Fleischer, wegen antinazistischer Betätigung im kommunistischen Untergrund am 14. April 1944 festgenommen, vom Volksgerichtshof am 15. Februar 1945 wegen Vorbereitung zum Hochverrat und Wehrkraftzersetzung zum Tode verurteilt und im Zuchthaus Brandenburg-Görden hingerichtet.
- 20. April 1945: Johann Jakobi, Soldat, wegen der Unterstützung von Kriegsgefangenen festgenommen, von einem Feldgericht zum Tode verurteilt und in Brottewitz erschossen.
- 20. April 1945: Erich Kindermann, Soldat, wegen der Unterstützung von Kriegsgefangenen festgenommen, von einem Feldgericht zum Tode verurteilt und in Brottewitz erschossen.
- 20. April 1945: Friedrich Klemstein (* 1. Januar 1893 in Altcarbe, Landkreis Friedeberg/Neumark), Schlosser, wegen Betätigung im antinazistischen Untergrund am 18. September 1944 festgenommen, am 2. Februar 1945 vom Volksgerichtshof wegen „Hochverrats“ zum Tode verurteilt und im Zuchthaus Brandenburg-Görden hingerichtet.
- 20. April 1945: Werner Kube (* 24. April 1923 in Trebitsch, Kreis Friedeberg), Soldat, wegen der Unterstützung von Kriegsgefangenen festgenommen, von einem Feldgericht zum Tode verurteilt und in Brottewitz erschossen.
- 20. April 1945: Harry Prien, Soldat, wegen der Unterstützung von Kriegsgefangenen festgenommen, von einem Feldgericht zum Tode verurteilt und in Brottewitz erschossen.
- 20. April 1945: Herbert Mumm von Schwarzenstein (* 22. Oktober 1898 in Frankfurt), Diplomat, wegen antinazistischer Aktivitäten am 23. Februar 1942 festgenommen, 1944 zum Tode verurteilt und im Zuchthaus Brandenburg-Görden erschossen.
- 20. April 1945: Hans Schulz, Dreher, wegen Betätigung im antinazistischen Untergrund festgenommen, am 2. Februar 1945 vom Volksgerichtshof wegen Hochverrats zum Tode verurteilt und im Zuchthaus Brandenburg-Görden hingerichtet.
- 20. April 1945: Paul Sonntag (* 10. Februar 1890 in Leipzig), Buchdrucker, wegen kriegskritischer Äußerungen und dem Abhören ausländischer Radiosender im Juli 1942 in Haft genommen, wegen Vorbereitung zum Hochverrat und Wehrkraftzersetzung vor dem Volksgerichtshof angeklagt, am 21. Februar 1945 zum Tode verurteilt und im Zuchthaus Brandenburg-Görden hingerichtet.
- 20. April 1945: Max Jehn, Fabrikant in Gößnitz (Thüringen). Eine Frau denunzierte ihn und sagte, Jehn habe gesagt, Hitler sei ein großer Verbrecher und Mörder. Jehn wurde am 16. Januar 1945 vom Volksgerichtshof zum Tode verurteilt, hingerichtet im Zuchthaus Brandenburg-Görden.[233]
- 21. April 1945: Georg F. Braun, Todesurteil am 21. April 1945 durch NS-Gerichtsherrn Rolf Johannesson bestätigt und am selben Tag in Sahlenburg hingerichtet.
- 21. April 1945: Erich P. J. Friedrichs, Todesurteil am 21. April 1945 vom NS-Gerichtsherrn Rolf Johannesson bestätigt und am selben Tag in Sahlenburg hingerichtet.
- 21. April 1945: Kurt A. Pester, Todesurteil am 21. April 1945 vom NS-Gerichtsherrn Rolf Johannesson bestätigt und am selben Tag in Sahlenburg hingerichtet.
- 21. April 1945: Karl Fnouka, Todesurteil am 21. April 1945 vom NS-Gerichtsherrn Rolf Johannesson bestätigt und am selben Tag in Sahlenburg hingerichtet.
- 21. April 1945: Martin O. Wachtel, Todesurteil am 21. April 1945 vom NS-Gerichtsherrn Rolf Johannesson bestätigt und am selben Tag in Sahlenburg hingerichtet.
- 23. April 1945: Hans John (* 31. August 1911 in Ziegenhain in Hessen), Jurist, wegen Beteiligung am Umsturzversuch vom 20. Juli 1944 festgenommen, im Februar 1945 vom Volksgerichtshof zum Tode verurteilt und im Zellengefängnis Lehrter Straße durch Erschießen hingerichtet.
- 23. April 1945: Friedrich Justus Perels (* 13. November 1910 in Berlin), Jurist, am 5. Oktober 1944 wegen „Nichtanzeige ihm bekannter Umsturzpläne und wegen illegaler Tätigkeit für die Bekennende Kirche“ festgenommen, am 2. Februar 1945 vom Volksgerichtshof zum Tode verurteilt und in Berlin durch Erschießen hingerichtet.
- 24. April 1945: Johann Maier (* 23. Juni 1906 in Berghofen, heute zu Aham, Niederbayern), katholischer Priester, als Wortführer der Forderung nach einer kampflosen Übergabe der Stadt Regensburg an die anrückende US-Armee festgenommen, von einem Standgericht wegen „Wehrkraftzersetzung“ zum Tode verurteilt und in Regensburg durch Hängen hingerichtet.
- 24. April 1945: Josef Zirkl, als Wortführer der Forderung nach einer kampflosen Übergabe der Stadt Regensburg an die anrückende amerikanische Armee festgenommen, von einem Standgericht wegen „Wehrkraftzersetzung“ zum Tode verurteilt und in Regensburg durch Hängen hingerichtet.
- 24. April 1945: Valentin Kriegl (* 9. Februar 1908 in Eichstätt) und Ludwig Lamour aus Jägersfreude bei Saarbrücken (* 19. Dezember 1906) wurden wegen des vergeblichen Versuchs, in der Nacht vom 23./24. April die Sprengung der Eichstätter Spitalbrücke durch die SS zu verhindern, verhaftet und nach einer Gerichtsverhandlung auf der Willibaldsburg zum Tod durch Erhängen verurteilt. Die öffentliche Hinrichtung am Leonrodplatz fand noch am Abend statt.[234][235]
- 27. April 1945: Alois Timmesfeld (* 24. April 1920 in Düsseldorf-Rath), wohnhaft in Limburg a. d. Lahn, entzog sich dem Kriegsdienst aus religiösen Gründen. Wegen „Wehrkraftzersetzung und Fluchtversuch“ in Hundhübel/Erzgebirge standrechtlich erschossen.
- 28. April 1945: Kurt Albrecht, zwangsrekrutierter Soldat, wegen Entfernung von der Truppe vom Feldgericht der 2. Marine-Infanterie-Division am 28. April 1945 zum Tode verurteilt und in Osterholz-Scharmbeck durch Erschießen hingerichtet.
- 28. April 1945: Hermann Fegelein (SS-Gruppenführer und Generalleutnant der Waffen-SS), wegen angeblicher Beteiligung an Verhandlungen mit den Alliierten ohne ordentliches Gerichtsverfahren durch Erschießen im Bereich des Führerbunkers hingerichtet.
- 5. Mai 1945: Die drei Matrosen Karl-Heinz Freudenthal, Günther Kaellander und Willi Albrecht, die auf der Z 5 Paul Jacobi dienten und am 3. Mai durch Sabotage das Auslaufen des Schiffes verhindern wollten, wurden am 4. Mai verurteilt und am 5. Mai beim Sonderbereich Mürwik auf dem Schießplatz Twedter Feld hingerichtet.[236][237]
- 6. Mai 1945: Asmus Jepsen, Marinesoldat, wurde in der Zeit zwischen Teilkapitulation und Bedingungsloser Kapitulation der Wehrmacht als Fahnenflüchtiger beim Sonderbereich Mürwik auf dem Schießplatz Twedter Feld hingerichtet. Nach Asmus Jepsen wurde beim Twedter Feld die Straße Asmus-Jepsen-Weg benannt.
- 10. Mai 1945: Alfred Gail, Marinesoldat, wurde, nachdem er seine Einheit nach der Teilkapitulation vom 6. Mai verlassen hatte, von der dänischen Hilfspolizei festgenommen, einem noch amtierenden Marinegericht übergeben, wegen Fahnenflucht am 9. Mai zum Tode verurteilt und am folgenden Tag auf dem Schiff Buea in Flensburg durch Erschießen hingerichtet.
- 10. Mai 1945: Martin Schilling, Marinesoldat, wurde, nachdem er seine Einheit nach der Teilkapitulation vom 6. Mai verlassen hatte, von der dänischen Hilfspolizei festgenommen, einem noch amtierenden Marinegericht übergeben, wegen Fahnenflucht am 9. Mai zum Tode verurteilt und am folgenden Tag auf dem Schiff Buea in Flensburg durch Erschießen hingerichtet.
- 10. Mai 1945: Fritz Wehrmann (* 7. Juli 1919 in Mölkau bei Leipzig), Marinesoldat, wurde, nachdem er seine Einheit nach der Teilkapitulation vom 6. Mai verlassen hatte, von der dänischen Hilfspolizei festgenommen, einem noch amtierenden Marinegericht übergeben, wegen Fahnenflucht am 9. Mai zum Tode verurteilt und am folgenden Tag auf dem Schiff Buea in Flensburg durch Erschießen hingerichtet.
- 11. Mai 1945: Johann Christian Süß, Marinesoldat, dem „Untergrabung der Manneszucht“ sowie „zersetzende Reden“ zur Last vorgeworfen wurden, wurde auf dem Marine-Schießplatz Twedter Feld hingerichtet.[238][239]
- 13. Mai 1945: Rainer Beck (* 16. Oktober 1916 in Gleiwitz), Matrose, wegen Fahnenflucht von einem Kriegsgericht zum Tode verurteilt und mit Billigung eines kanadischen Majors noch nach der deutschen Kapitulation, zusammen mit dem Soldaten Bruno Dörfer, dem Ähnliches vorgeworfen wurde, durch Erschießen hingerichtet. Die beiden Matrosen waren vermutlich die letzten Opfer der NS-Militärjustiz.[240] Entsprechende Urteile danach erlangten zumindest keine Bekanntheit.

Allerdings bestätigte das Oberkommando der Kriegsmarine in Meierwik (im Sonderbereich Mürwik) noch bis zum 15. Mai 1945 Todesurteile im norddeutschen Raum und in Norwegen – und forderte, sie zu vollstrecken. Erst am besagten Tag gab das Oberkommando bekannt, dass Todesurteile, Körperstrafen sowie jeglicher deutscher Waffeneinsatz aufgrund einer Verfügung der britischen Besatzungsmacht verboten seien.